# Amélie Diéterle
Pour les articles homonymes, voir Dieterle et Laurent.
Répertoire
- Le Roi, de Robert de Flers et Gaston Arman de Caillavet
- Les Travaux d'Hercule, de Gaston Arman de Caillavet et Robert de Flers
- La Vie parisienne, de Henri Meilhac et Ludovic Halévy
- Madame la Présidente, de Paul Ferrier et Auguste Germain

Amélie Diéterle, nom de scène d'Amélie Laurent, est une comédienne de théâtre, chanteuse d'opérette et collectionneuse d'art française, née à Strasbourg le 20 février 1871 et morte à Cannes le 20 janvier 1941.
Amélie Diéterle est une comédienne renommée et l'une des reines de Paris à la Belle Époque jusqu'au début des Années folles.
Icône de la mode, elle est la belle amie de Paul Gallimard et inspire les poètes Léon Dierx et Stéphane Mallarmé. Elle est également la muse des peintres Auguste Renoir, Henri de Toulouse-Lautrec, Maxime Dethomas ou Alfred Roll.

## Biographie

### Filiation

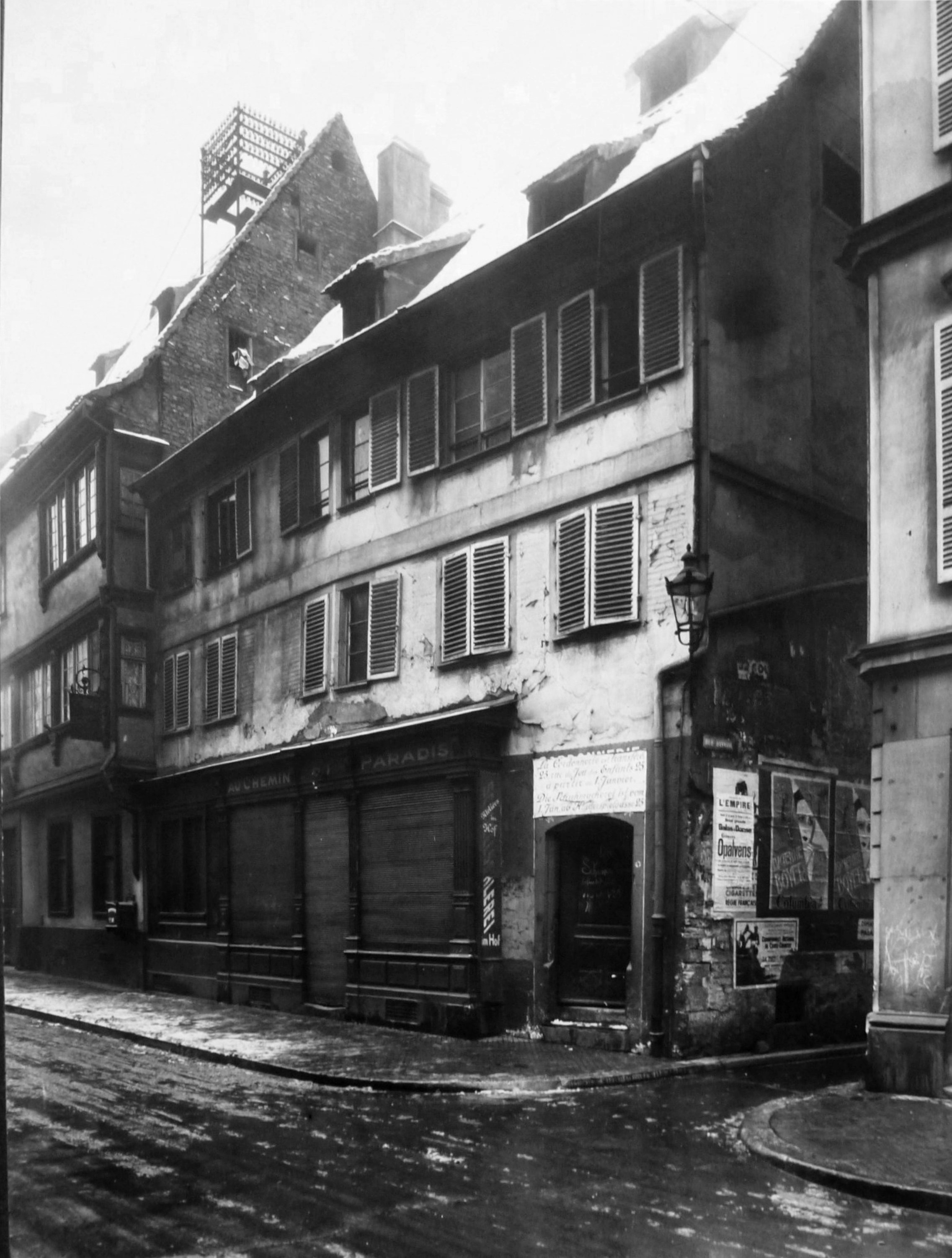
La maison natale de l'actrice, née au 44 rue du Jeu-des-Enfants (Kinderspielgasse) à Strasbourg, le 20 février 1871. Cette photographie est prise en février 1933, un mois avant la disparition du bâtiment.

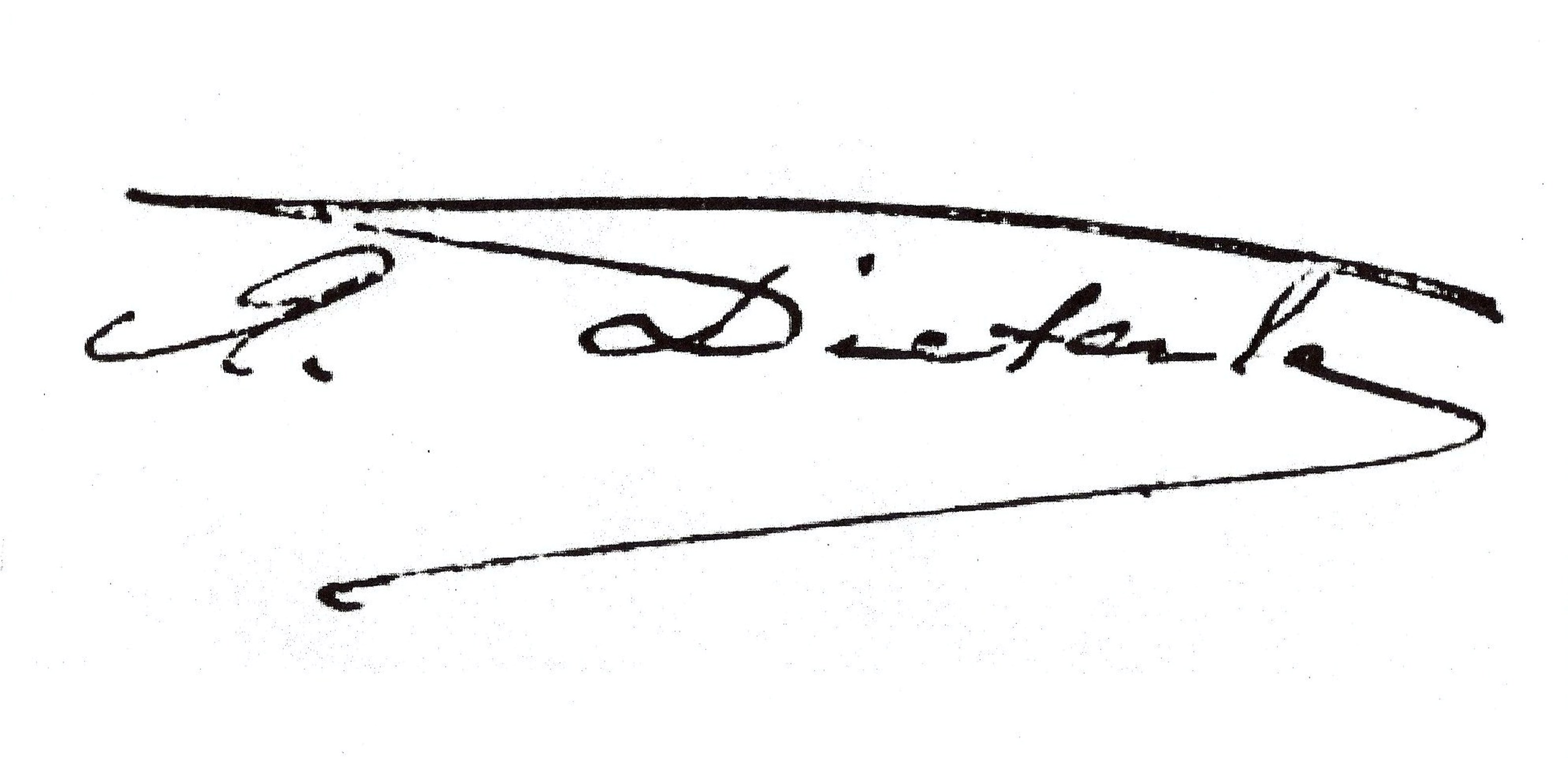
Signature sous son nom d'artiste.

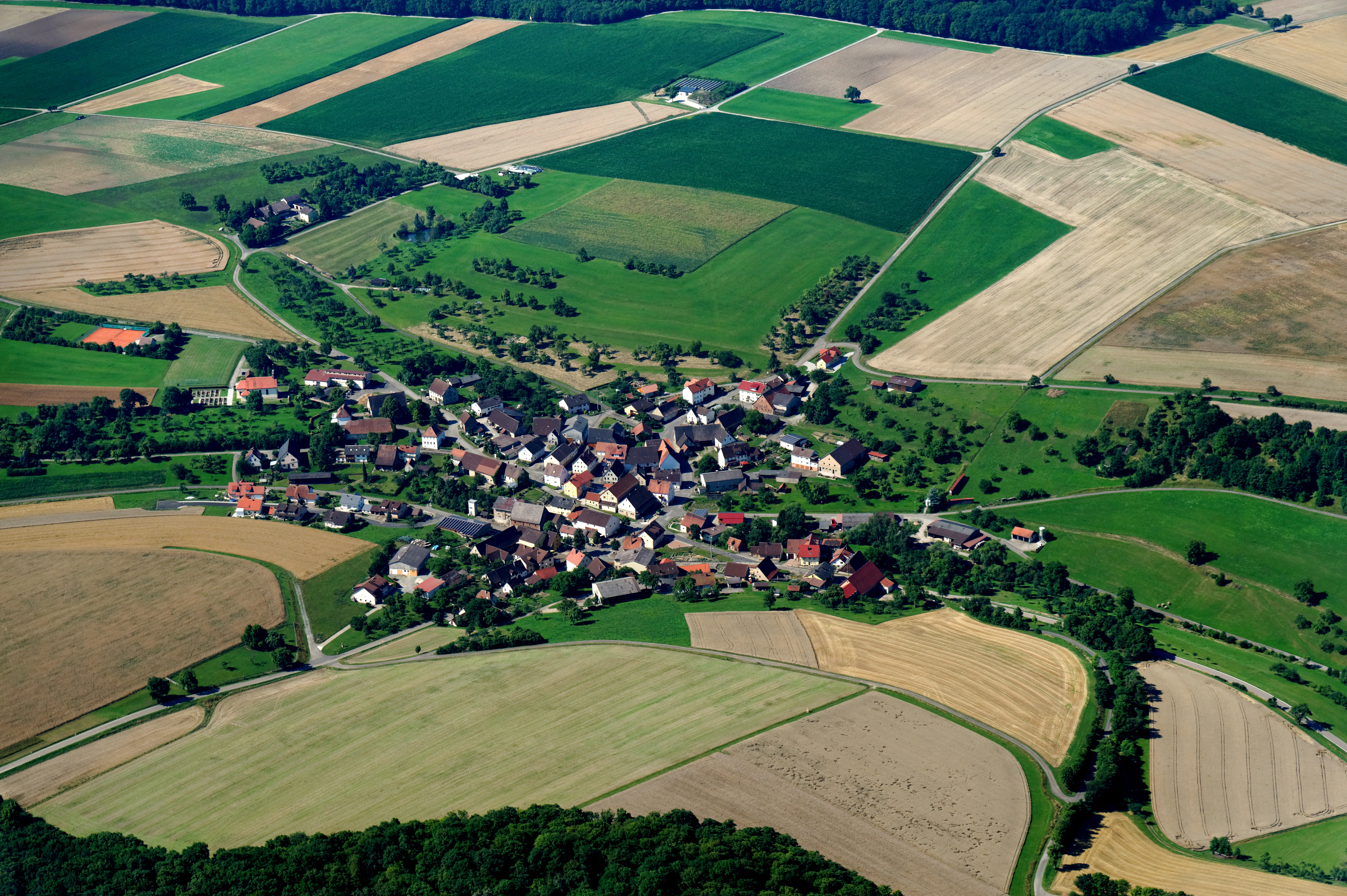
Ville de Rot-Mergentheim (Allemagne), vue aérienne de l'est.
Le 19 novembre 1839 dans cette commune, Nikolaus Dieterle épouse Anna Ehmann.

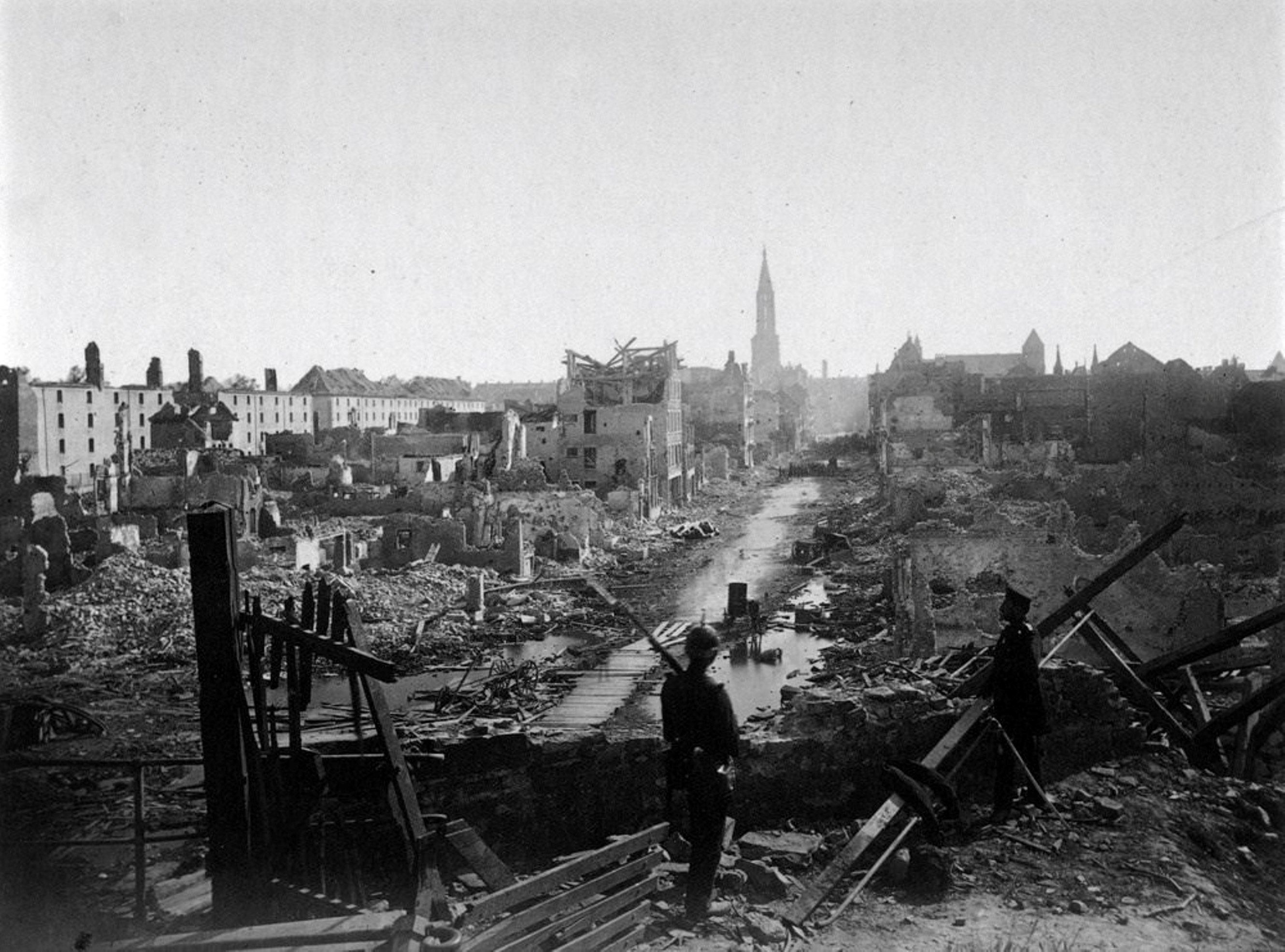
Guerre franco-allemande, siège et destructions de Strasbourg le 28 septembre 1870. Amélie Diéterle naît dans une ville dévastée par les bombardements. Photographie de Charles David Winter.

Amélie Diéterle naît le 20 février 1871 à Strasbourg. Elle est la fille naturelle de Dorothée Catherine Dieterle (Dorothee Katharine ou Katharina Dieterle), née le 6 janvier 1851, jeune servante wurtembergeoise originaire du village de Rot (de), aujourd'hui intégré à Mergentheim et troisième fille de Nikolaus Dieterle, tonnelier, et Anna Ehmann (ou Ehman). L'orthographe du nom — Dieterle, Dieterlé — varie suivant la transcription de l'état civil français.
Dorothée Dieterle donne également naissance le 15 février 1872 à Strasbourg devenue comme Metz depuis peu une ville de l'Empire allemand, d'un second enfant naturel : Ernest Dieterle.
Deux autres sœurs de Dorothée s'installent aussi en France :
Charlotta ou Charlotte Dieterle, l'aînée, est née également à Rot-Mergentheim, le 3 novembre 1842. Pour la période de 1870 à 1872, Charlotte est signalée dans la commune de Grez en Seine-et-Marne alors occupée par les troupes allemandes, puis à Paris au 53 rue de Grenelle-Saint-Germain dans le 7e arrondissement où elle exerce la profession de femme de chambre. Elle se marie le 9 juillet 1872 à Paris dans le 10e arrondissement avec Auguste Grado, marchand de café. Le couple s'installe dans le 18e arrondissement pour ouvrir un commerce d'épicerie au 12 rue Boucry. De cette union sont nés trois enfants — qui sont les cousins utérins d'Amélie — dans ce 18e arrondissement : Augustin le 3 juin 1874, Nicolas le 9 février 1876 mais il meurt deux ans plus tard le 15 mars 1878 et Anna-Pauline le 14 octobre 1877 qui deviendra professeur de musique, plus spécialement de piano.
La seconde sœur est Anna Rosina (Anne Rosine) Dieterle, née le 31 mai 1849 à Rot-Mergentheim et domiciliée à Reichenbach (Allemagne) en 1870. Servante à Strasbourg dans les années 1870-1871, elle réside au 43 rue Kinderspielgasse et juste en face de la maison où loge sa sœur Dorothée. Le 25 septembre 1871, à l'âge de 22 ans, elle met au monde un enfant naturel prénommé Henri, à Strasbourg. L'identité du père ne sera pas connue et il est probable que la mère et son enfant repartent dans son lieu d'origine.
Amélie Diéterle au cours d'un entretien dans une revue théâtrale concernant sa carrière, fait allusion à ses origines strasbourgeoises : « La Kinderspielstrasse m'a vue naître ». Il s'agit de la Kinderspielgasse, nom alsacien de la rue du Jeu-des-Enfants, où l'artiste à l'avenir prometteur voit le jour au no 44. La rue en 1870 échappe par miracle aux bombardements de la guerre franco-allemande.
Strasbourg vient de subir le siège des troupes allemandes depuis le 16 août 1870 et la ville est bombardée par un pilonnage intensif de l'artillerie prussienne. En 46 jours de siège, plus de 200 000 obus sont tombés sur la cité. Des quartiers entiers sont détruits et de nombreux monuments sont réduits en cendres. La cathédrale est touchée, la bibliothèque incendiée et le centre ville est dévasté. Le musée des Beaux-arts, le tribunal, l'hôtel de la préfecture, le théâtre, le palais de justice, le temple neuf, l'hôtel de l'état major, disparaissent. Les pertes civiles françaises sont de 261 tués et environ 1 100 blessés. Strasbourg dénombre 10 000 personnes sans abri.
Les allemands entrent dans la capitale alsacienne dévastée, qui capitule le 28 septembre 1870. L'annexion de l'Alsace-Lorraine à l'Allemagne a lieu le 10 mai 1871 en application du traité de Francfort.
Le père d'Amélie est un officier français, Louis Laurent, alors en garnison à Strasbourg. Ce militaire, né le 10 août 1837 à Pompierre dans le département des Vosges, est formé à l'École de cavalerie de Saumur au Cadre noir de 1859 à 1860 sous le Second Empire, intègre le 11e régiment de chasseurs à cheval. Il a servi en Algérie de 1861 à 1865 en tant que maréchal des logis.
Lorsque la guerre franco-allemande éclate, il est en campagne dans l'Armée du Rhin, le 29 juillet 1870. Malgré l'héroïsme de ses soldats, l'armée française après une série de défaites tragiques, est vaincue le 1er septembre 1870 à la bataille de Sedan. L'empereur Napoléon III est fait prisonnier puis assigné à résidence au château Wilhelmshöhe, dans le land du Hesse et la République est proclamée à Paris le 4 septembre 1870. Le roi de Prusse est solennellement proclamé empereur Allemand dans la galerie des glaces du château de Versailles le 18 janvier 1871. Diplomatiquement isolée et humiliée, la France cède au nouvel empire, l'Alsace, la Lorraine germanophone et la plus importante place-forte d'Europe, Metz ainsi que le Saulnois. Elle s'engage à payer une importante indemnité à son vainqueur.
Louis Laurent accède au grade de sous-lieutenant le 22 septembre de la même année puis il rejoint l'armée Versaillaise qui met violemment un terme à la Commune de Paris en 1871. Après cette date, il est en poste à Lunéville, la nouvelle ville-frontière avec l'Allemagne. Louis Laurent est nommé Chevalier de la Légion d'honneur le 5 février 1878.
Le 11e régiment de chasseurs tient garnison en 1878 à Saint-Germain-en-Laye où Louis Laurent est muté. Il devient lieutenant-adjudant et demeure dans cette ville jusqu'au 1er juin 1882. À compter de cette date, il intègre le 26e régiment de dragons à Dijon et accède au grade de capitaine.
Cette dernière mutation de Louis Laurent dans la capitale de la Bourgogne où il réside jusqu'en 1890, l'amène à la fin de sa carrière militaire. Il prend sa retraite le 1er juin 1890 pour emménager par la suite à Paris avec sa famille.

### Drame familial

Vue panoramique de l'ancienne caserne Heudelet à Dijon construite en 1879 et qui hébergeait la cavalerie du 26e régiment de Dragons. Aujourd'hui, le bâtiment restauré est le siège de Dijon Métropole, au 40 avenue du Drapeau.

La famille Diéterle est ainsi ballottée de ville en ville, au gré des changements d'affectation de Louis Laurent. Dorothée Diéterle et ses deux enfants arrivent à Dijon à la fin de l'année 1882. Le capitaine Laurent incorpore le 26e régiment de Dragons, stationné à la caserne Heudelet nouvellement construite en 1879 et qui héberge cette unité à partir de 1883. Dorothée de son côté, emménage au 5 rue Gagnereaux dans le Nord de la ville et proche du quartier à vocation militaire avec les implantations des casernes Vaillant et Heudelet.
Amélie termine sa scolarité dans la capitale bourguignonne et emprunte la voie artistique. Elle fait son entrée au conservatoire rue Chabot-Charny en 1885. Ernest quant à lui, poursuit ses études. Officiellement, les enfants sont élevés par leur tante qui est veuve. Pour le voisinage ou l'école, ce pieux mensonge dissimule qu'en certaines circonstances, toute vérité n'est pas bonne à dire, principalement la liaison d'un officier français avec une allemande et sa descendance illégitime dans le contexte de l'après-guerre de 1870. Ce simulacre va même s'imposer à la tragédie que va connaître notre couple.
Le samedi 16 juin 1888, le corps sans vie d'un jeune homme est découvert au petit matin dans les sablières de la Route de Ruffey, le quartier de La Maladière au Nord de Dijon. Ce sont des sapeurs du 27e régiment d'infanterie de ligne en manœuvre de la caserne Vaillant qui découvrent la victime à 7 heures. La police arrive sur les lieux et une enquête est diligentée. Le commissaire Garnier émet l'hypothèse d'une noyade accidentelle. L'inconnu est âgé de 18 ans environ et porte une cicatrice au-dessous de l'oreille droite. Il avait déposé ses vêtements sur un talus et ne portait sur lui, qu'un caleçon et une chemise à plastron. Un signalement est diffusé dans la presse afin d'établir l'identité du mort avec la description de ses affaires dont une canne dite de rotin, un chapeau de paille jaune entouré d'un ruban blanc avec un écusson représentant un casque et une cuirasse, trois hallebardes et un drapeau rouge. Mais surtout un mouchoir blanc avec les initiales ; E D.
Le lundi 18 juin, une femme se rend à la morgue de la ville et vient reconnaître le corps du jeune homme où il a été transporté. Cette femme est Dorothée Diéterle et il s'agit bien de son fils Ernest que les militaires ont trouvé. Le lendemain, le quotidien régional, Le Progrès de la Côte-d'Or, rapporte les informations que transmettent les Autorités : la victime se nomme Ernest Diéterley (sic), âgé de 16 ans, originaire de Strasbourg et demeurant au 5 rue Franoy chez sa tante, Mme Diéterley, veuve. Quant aux causes du décès, une hypothèse est émise : « Diéterley était atteint d'épilepsie ; on suppose qu'en se baignant il aura été pris d'une attaque et qu'il n'a pas eu la force de sortir de l'eau ».
Ce même lundi 18 juin, l'acte de décès d'Ernest Diéterle est rédigé sur la base des déclarations de François Eugène Lair, commissaire aux inhumations et Étienne Jacotot, comptable. L'heure approximative de la mort du 16 juin, au lieu-dit La Maladière, est mentionnée vers quatre heures du matin. Aucun témoin pour corroborer le déroulement des événements et les circonstances du drame restent énigmatiques avec cette baignade en pleine nuit dans une sablière. Les suppositions sont les maîtres-mot et l'affaire est classée.
Des années plus tard et au faîte de sa célébrité, Amélie Diéterle dans ses entretiens avec la presse n'évoquera jamais son frère et encore moins cette disparition tragique. Un secret de famille douloureux et bien gardé.

### Carrière

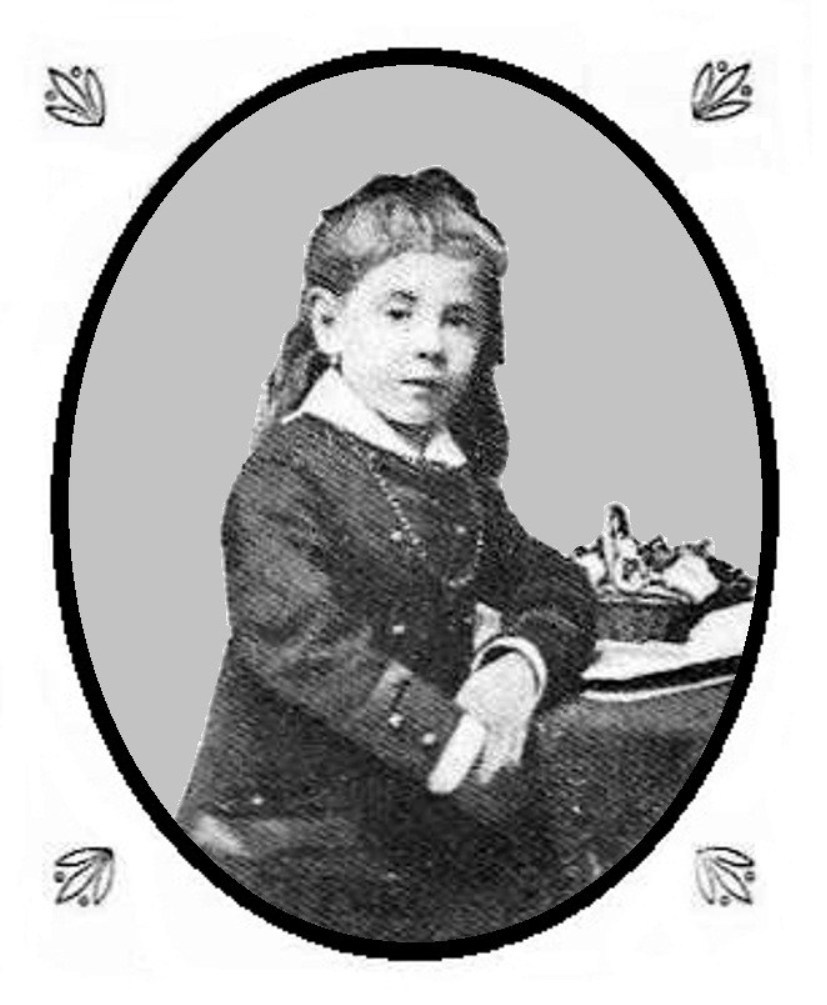
Photographie d'Amélie Diéterle, alors enfant vers l'âge de six ans, prise à Lunéville ou Saint-Germain-en-Laye, au cours de la période 1877-1878.

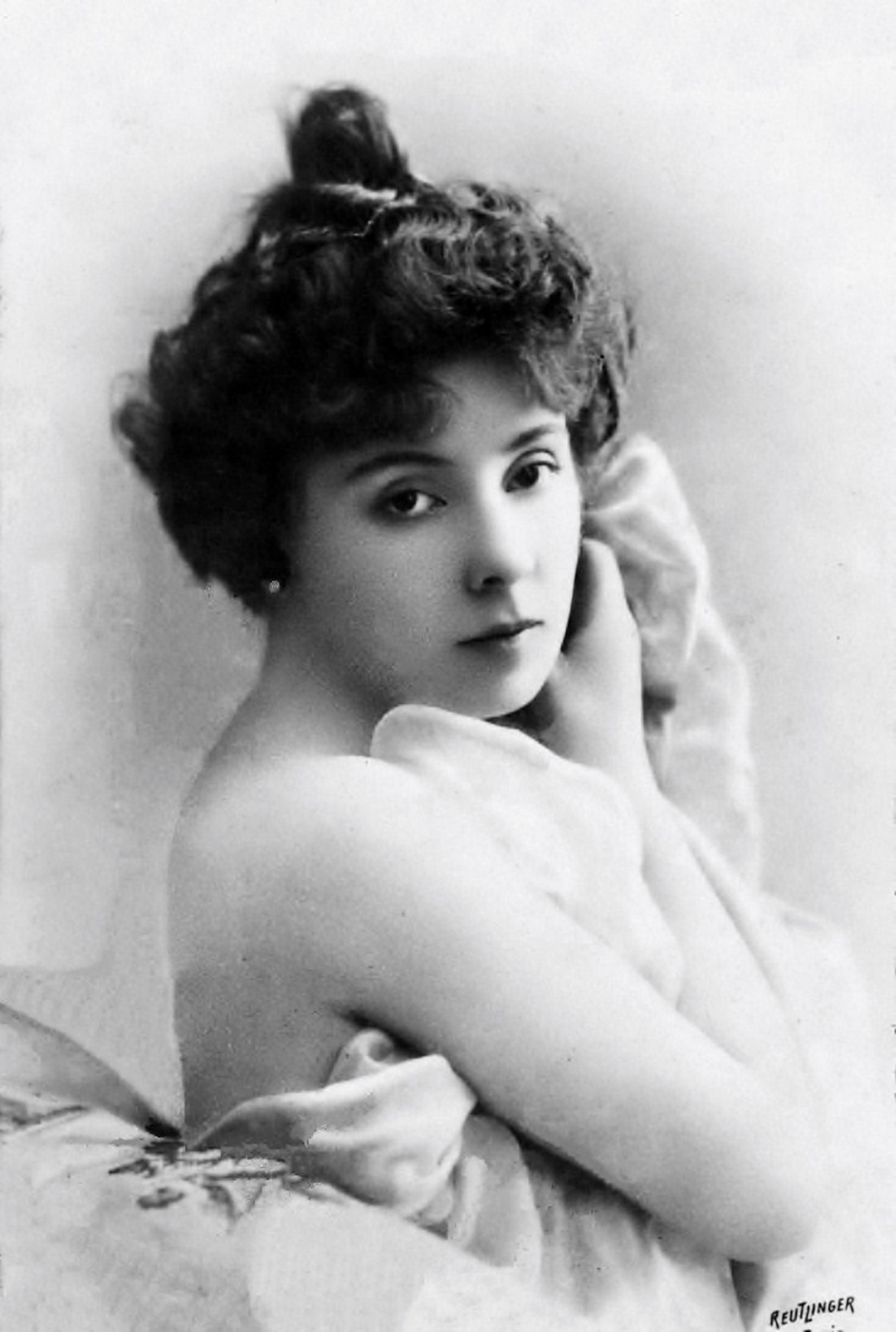
Le photographe Léopold-Émile Reutlinger façonne le mythe de la comédienne à travers de nombreux portraits. Amélie Diéterle devient une icône de la Belle Époque.

| - Paul Gallimard par Eugène Carrière en 1887 ou 1889. - Amélie Diéterle dans la comédie, La Rieuse, de Ernest Blum et Raoul Toché. |

La petite Amélie effectue la fin de ses études à Dijon où son père est en poste. Louis Laurent fait donner à sa fille une éducation très soignée si bien que la future actrice a cultivé avec ferveur l'art sévère des Gluck et des Palestrina. Mais des revers de fortune vont contraindre la jeune élève à se tourner vers le théâtre.
Amélie Diéterle est inscrite au conservatoire de musique de Dijon, installé à l'époque au 40-42 de la rue Chabot-Charny, bâtiments de l'ancien collège des Godrans. Son maître principal est Charles Laurent,, dont la similitude du nom de famille n'aura pas échappé à Amélie. Le 28 juillet 1890, elle obtient à l'unanimité le Premier prix de chant et de solfège que lui remet Théodore Dubois, compositeur et professeur au Conservatoire de Paris.
Elle évoque à ce propos, sa motivation artistique et les conditions d'obtention de son examen à Dijon :

« Pour mon bonheur, en face des fenêtres maternelles, il y avait un théâtre, et l'idée d'être actrice hanta ma cervelle de mioche à une époque où d'ordinaire, on ne rêve que de poupées.
De Strasbourg, les hasards de la vie m'amenèrent à Dijon. J'étais encore une gamine, mais comme j'avais un brin de voix, je me présentai hardiment au Conservatoire de cette bonne ville.
J'y serais restée si un heureux jour, M. Théodore Dubois, n'était venu me pêcher.
C'était le temps émouvant du concours. Malgré mes seize ans j'étais si menue… si menue qu'on m'avait habillée en robe courte.
J'étais en outre si timide, que je chantais tout le temps en tournant le dos aux membres du jury.
Ne sachant à quoi tenait cette attitude, ceux-ci imaginèrent que j'avais quelque difformité physique et j'entendis le bon Théodore Dubois s'apitoyer à mon sujet :
- C'est malheureux. Elle ne pourra jamais faire de théâtre !
Je sursautai et me retournant brusquement, je demandai :
- Pourquoi cela, monsieur ?
On se mit à rire et j'eus mon prix ! »

Amélie Diéterle participe à un concert donné chez le maire de Is-sur-Tille qui la recommande à son oncle, régisseur au théâtre du Châtelet où siège l'Association artistique des Concerts Colonne. Elle « monte » alors à Paris en 1890 avec ses parents qui s'installent dans le 17e arrondissement au 51 rue des Dames. Elle est seule admise parmi quarante concurrentes pour entrer dans les chœurs de l'orchestre d'Édouard Colonne, en cette même année 1890,.

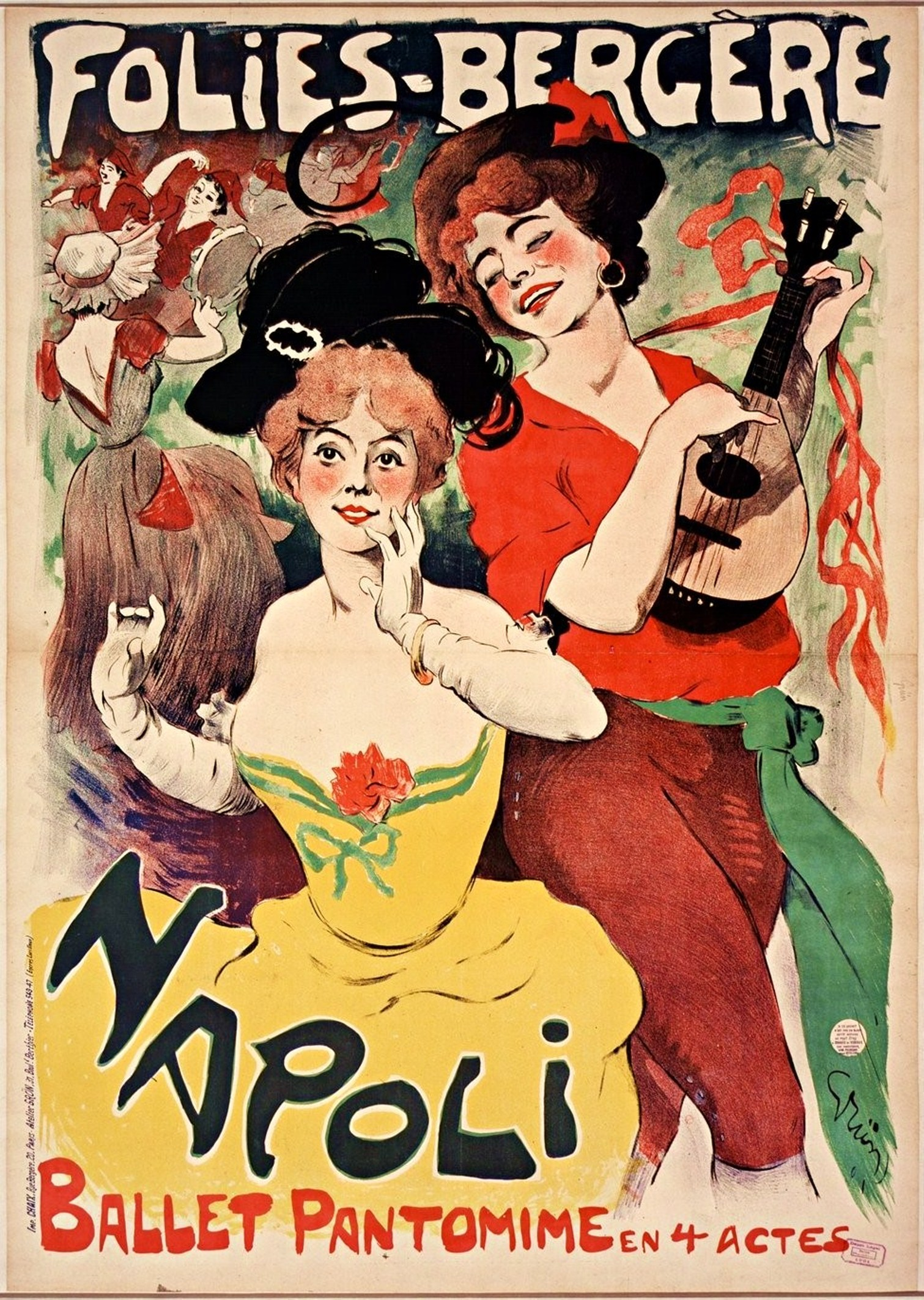
Amélie Diéterle aux Folies Bergère en 1901 par Jules Grün dans le ballet Napoli.

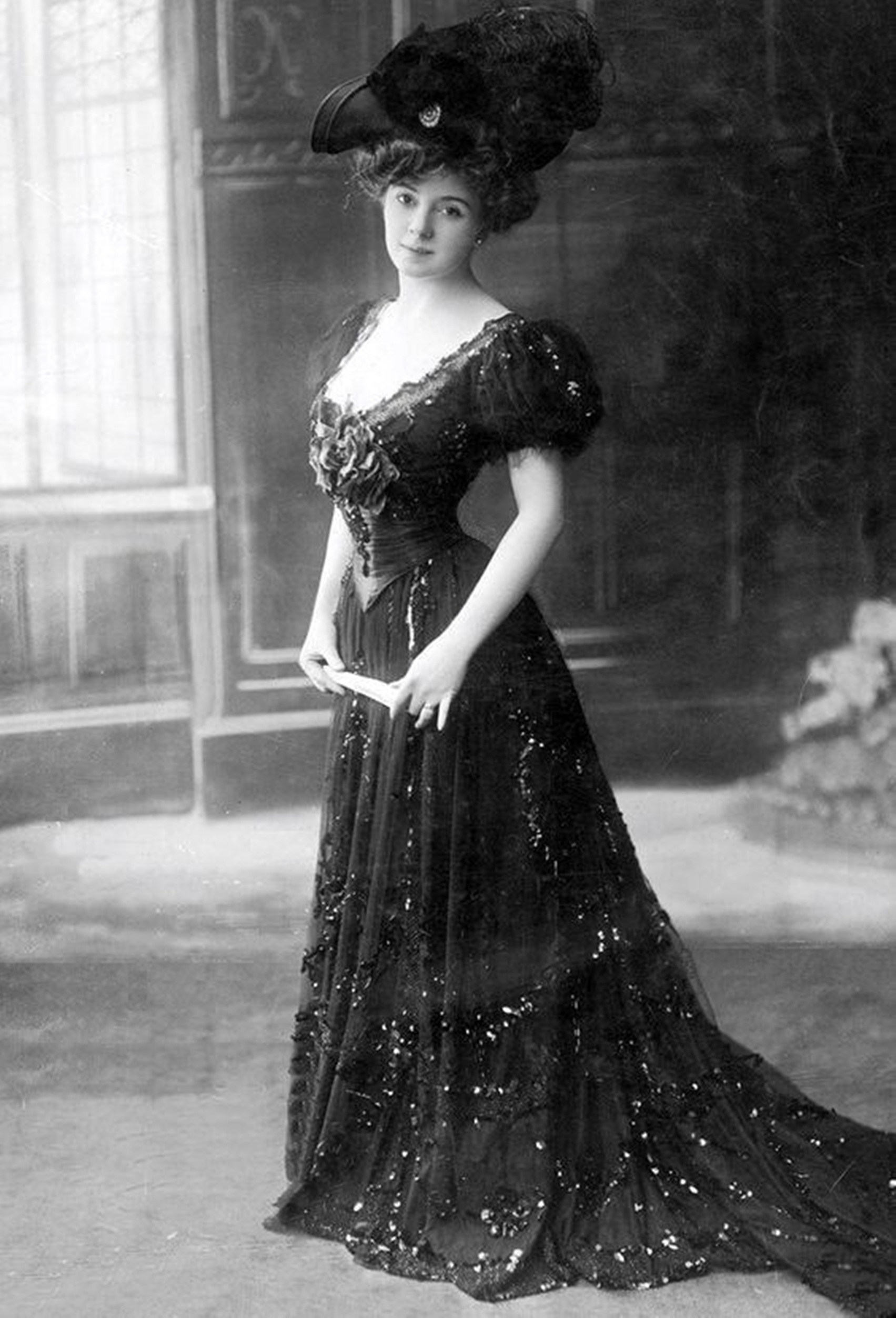
Amélie Diéterle par Nadar, vers 1895.

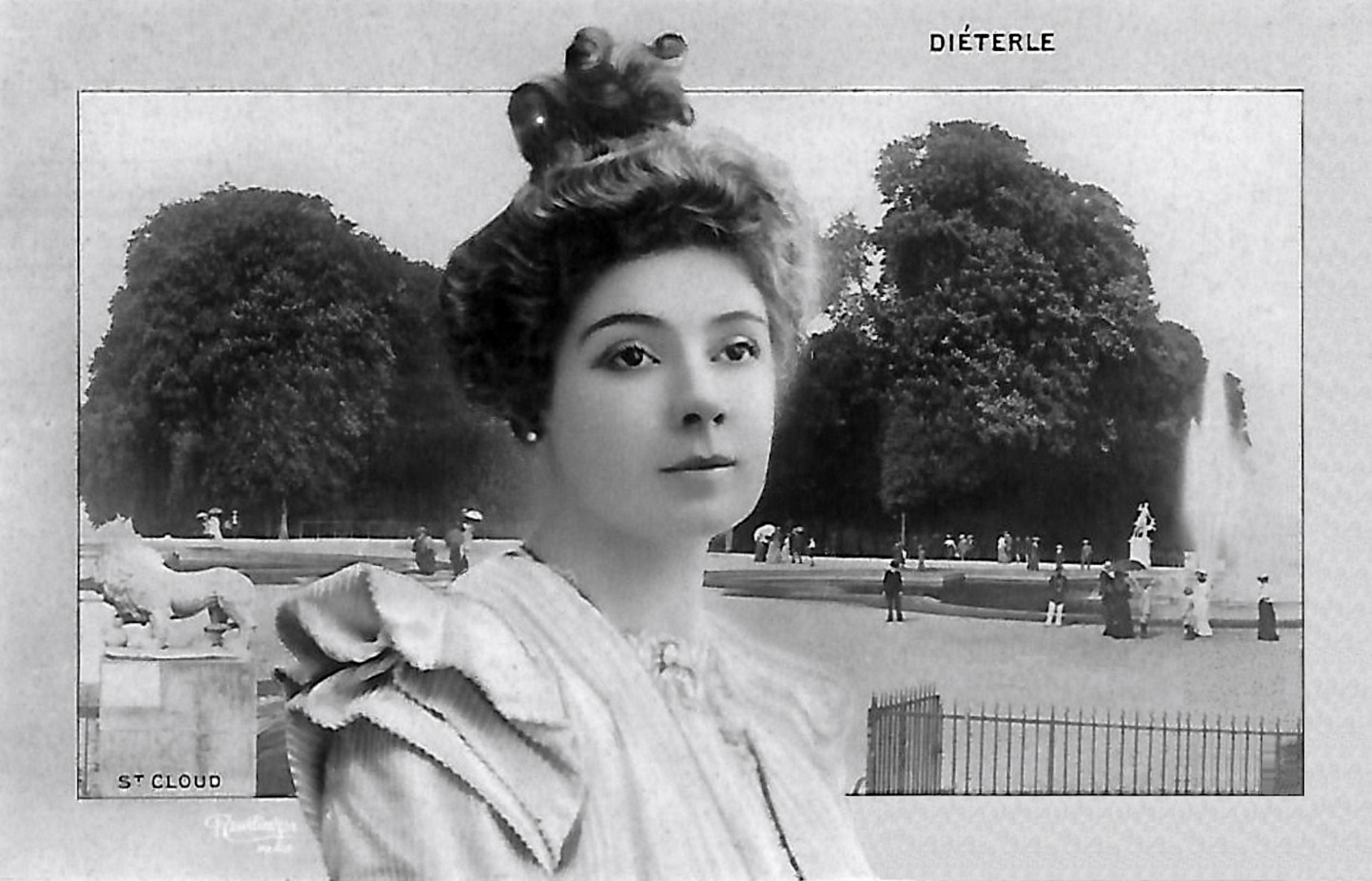
Carte postale avec Amélie Diéterle sur fond du parc de Saint-Cloud par Léopold-Émile Reutlinger.

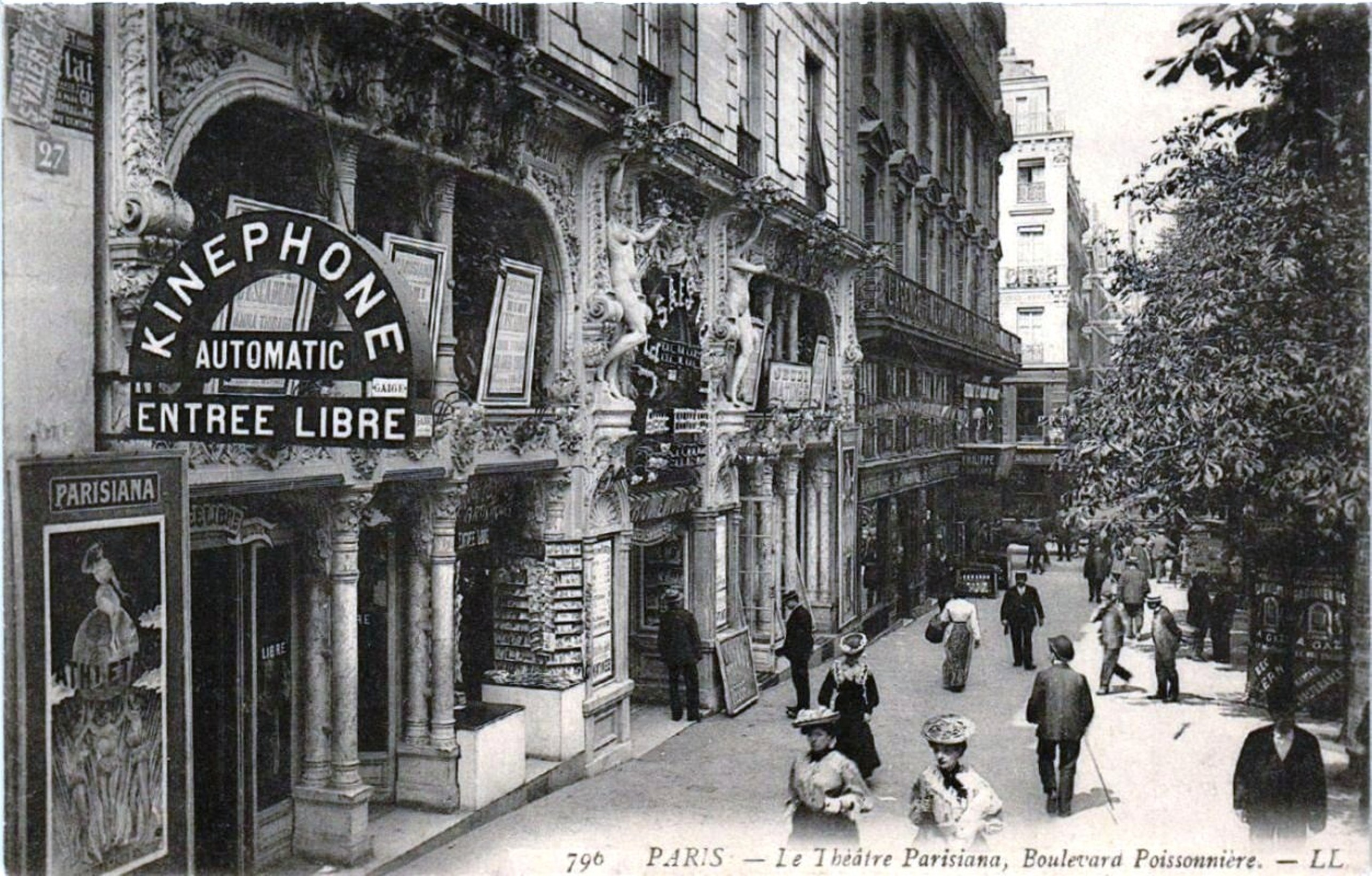
Le Parisiana, café-concert parisien où se produit également l'artiste.

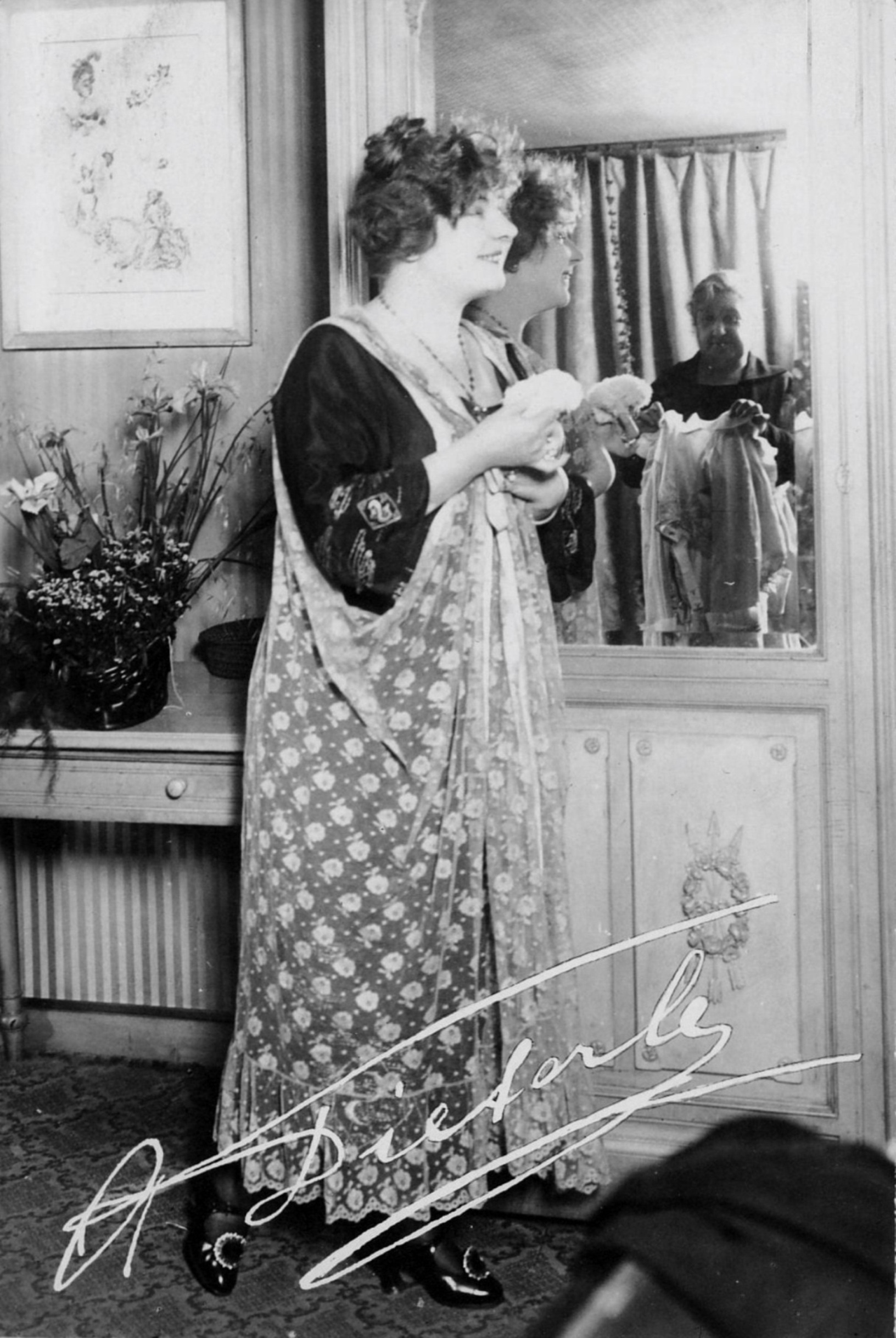
Amélie Diéterle dans sa loge vers 1920. Les croquis au nombre de quatre, affichés en haut à gauche de la photographie, sont d'Abel Faivre. Source : Ville de Paris - Bibliothèque Marguerite-Durand.

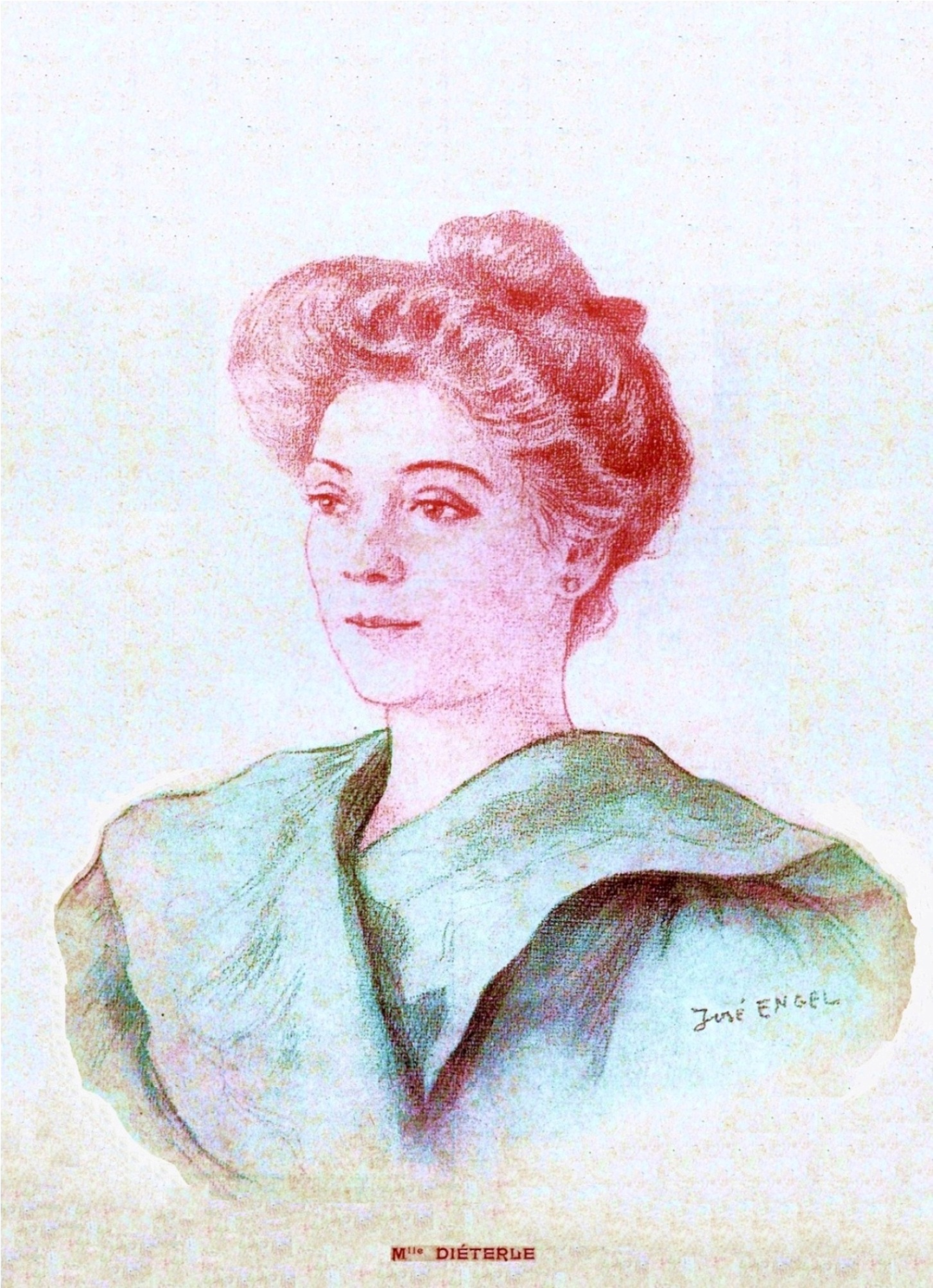
Portrait d'Amélie Diéterle par l'artiste peintre José Engel en 1902.

Lors de l'un de ces spectacles, le chef des chœurs M. Fock qui est également le chef d'orchestre du théâtre des Variétés depuis de longues années, distingue Amélie Diéterle. Il présente la charmante divette au directeur des Variétés, Eugène Bertrand qui décide de l'engager. Elle joue aussitôt au mois de septembre 1890 dans une reprise de la comédie, Un chapeau de paille d'Italie, d'Eugène Labiche et Marc-Michel. Elle débute sous le pseudonyme de Guimard mais elle reprend son nom de naissance Diéterle dès 1891 où il apparaît dans les annonces des scènes parisiennes. Son premier nom d'emprunt est si bref que des journaux annonçant la pièce de théâtre, Les Héritiers Guichard, publient l'un ou l'autre des deux alias pour le même rôle.
Au cours d'un entretien au journal Excelsior, Amélie Diéterle donne ses raisons sur le choix de son nom d'actrice et évoque sa parenté avec le peintre et décorateur de théâtre, Jules Diéterle :

« Le nom de Diéterte que je porte actuellement n'est presque pas un pseudonyme. Lorsque je déclarai à ma famille que je désirais entrer au théâtre, mon père était encore capitaine de cavalerie en activité de service ; aussi mes parents me demandèrent-ils de prendre le nom de ma mère. J'y trouvai un double avantage : d'abord les syllabes en sont harmonieuses et ailées, si j'ose dire ; puis un Diéterle, cousin éloigné de mon grand-père, s'était déjà fait connaître comme décorateur au grand Opéra, à l'époque de Rossini et de Meyerbeer. Venu, m'a-t-on certifié, des environs de Stuttgart, là où habitaient nos ancêtres communs, il aurait commencé par travailler sous la direction de Desplechin et s'était par la suite associé avec son maître pour dessiner d'admirables maquettes qui sont maintenant exposées à la bibliothèque de l'Académie Nationale de Musique. Il n'en fallut pas davantage pour me convaincre, de sorte que je ne fis pas, comme vous voyez, grand effort d'imagination. »

En 1892, Amélie est enfin légitimée par son père. À ce moment, Louis Laurent, devenu capitaine et à présent retraité, épouse Dorothée Catherine Diéterle, le 20 février 1892 à Paris. Cette date est le jour anniversaire de leur fille, vingt-et-un ans, qui est donc reconnue lors de la célébration de ce mariage.
Il est probable que Louis Laurent a privilégié sa carrière militaire au détriment de sa vie familiale, dans le contexte de l'antagonisme franco-allemand qui suit la défaite française de 1870 et l'esprit de revanche qui prévaut alors dans l'opinion publique. Cette période est caractérisée par les discours belliqueux du général Georges Boulanger avec la montée de son mouvement politique, le boulangisme, et en parallèle l'affaire Schnæbelé. La liaison du capitaine Laurent avec une allemande d'où est né un enfant naturel et illégitime, de surcroît de la même nationalité que sa mère, expliquerait le retard d'une officialisation en ces temps troublés. Une partie de la presse et de l'opinion publique se font l'écho de cet esprit de vengeance et de la montée du nationalisme, face à l'ennemi allemand. Ainsi se développe un contexte de soupçon, d'espionnage et de trahison. En 1894, l'arrestation du capitaine Alfred Dreyfus illustre bien ce climat délétère et l'affaire du même nom a bouleversé la société française pendant douze ans. Admis à la retraite, Louis Laurent ne subit plus cette pression, sans doute de sa hiérarchie, décide le mariage et reconnaît sa fille. Néanmoins et malgré cette légitimité, la nouvelle artiste conserve son nom de naissance comme nom de scène. Par ailleurs, dans les différents entretiens publiés par la presse, Amélie évoque souvent sa mère mais très rarement son père. Enfin, que dire des déclarations de l'état civil au recensement de Saint-Germain-en-Laye en 1881 où Amélie Diéterle est mentionnée en tant que nièce et non comme fille de Dorothée Diéterle ?
Amélie Diéterle devient l'élève de Mlle Alice Ducasse, ancienne chanteuse de l'Opéra-Comique, qui a quitté la scène pour reprendre l'enseignement à Paris.
Mais pour ses débuts sur les planches, notre apprentie comédienne est vite confrontée aux exigences des anciens qui ne laissent que peu de place aux novices et notre ingénue n'est pas au bout de ses peines :

« J'eus un jour une grande émotion. C'était au théâtre des Variétés où je venais de me faire engager, mon premier engagement dans la capitale.
On m'avait dévolu un petit bout de rôle long comme rien, mais enfin c'était un petit bout de rôle. Je n'avais presque qu'une phrase à dire, et vous pensez si j'y tenais à cette phrase !
Oh ! Ce calvaire !
Dupuis, le grand Dupuis, qui menait la pièce, se plaignait tout le temps qu'il y eût trop de rôles à côté du sien. L'auteur, le directeur, le régisseur, passèrent les interminables semaines des répétitions à tailler par ci, à tailler par là dans le texte, et vingt fois la pauvre petite phrase de rien faillit sauter.
Enfin la première arriva. J'existais encore, moi et mon rôle, fière de lui comme vous pensez. J'imaginais que tout Paris était suspendu à mes lèvres. Mais patatras ! Voilà ma partenaire qui se trompe, saute la réplique qui amenait ma phrase et, comme je restais là, effarée, une voix dans la coulisse ordonna :
- Passez ! Passez !
Ma pauvre petite phrase était coupée, et Maman, qu'on avait juchée au poulailler avec la claque et une douzaine d'amis à nous, pour donner le signal des applaudissements, en fit une maladie.
Tout ceci est déjà loin !
Le succès, depuis, est venu et j'ai montré ma frimousse un peu partout, même à l'étranger. »

Aux côtés d'Amélie, se produisent sur scène les grands noms du théâtre : Réjane, Marcelle Lender, Jeanne Granier, Ève Lavallière, Mistinguett, Max Dearly ou Albert Brasseur. Étoile des opérettes d'Offenbach et de nombreuses comédies, elle est admirée par l'épouse du propriétaire des Variétés, Mme Paul Gallimard, pour « l'éblouissante blondeur de sa peau »,. La beauté d'Amélie Diéterle ne laisse pas indifférent le maître des lieux, Paul Gallimard, fortuné et mécène des arts. Du statut de protégée, elle devient sa maîtresse et Gallimard finit par s'installer avec Amélie, qu'il surnomme « la petite », dans un appartement au 33 boulevard Haussmann puis au 68 boulevard Malesherbes, délaissant sa femme, Lucie Duché, et ses trois fils dont le futur éditeur, Gaston. La comédienne joue un certain nombre de rôles importants grâce à l'appui de Gallimard, ce qui ne va pas sans susciter des jalousies au sein des artistes.
Elle chante dans La Vie parisienne, l'opéra bouffe en quatre actes de Henri Meilhac et Ludovic Halévy sur une musique de Jacques Offenbach, où elle interprète le rôle de Louise en 1892. Commence alors une longue carrière de 30 ans au sein de la prestigieuse troupe du théâtre des Variétés. Actrice permanente de l'établissement, elle y dispose de sa propre loge privée et réservée. Sa petite voix « flûtée », sa malice, son nez « en trompette » la rendent très populaire et très appréciée.
En 1898, Amélie Diéterle demande au poète et ami, Stéphane Mallarmé, une signature sur l'album de sa loge aux Variétés. Le 25 avril 1898, Mallarmé rédige alors un charmant quatrain en remplacement de l'autographe sollicité :

« Un rossignol aux bosquets miens
Jette sa folle et même perle
Il prélude et je me souviens
De Mademoiselle Diéterle. »

Il s'agit de l'un des derniers poèmes de Stéphane Mallarmé, qui meurt le 9 septembre 1898 dans sa résidence de Valvins sur la commune de Vulaines-sur-Seine.

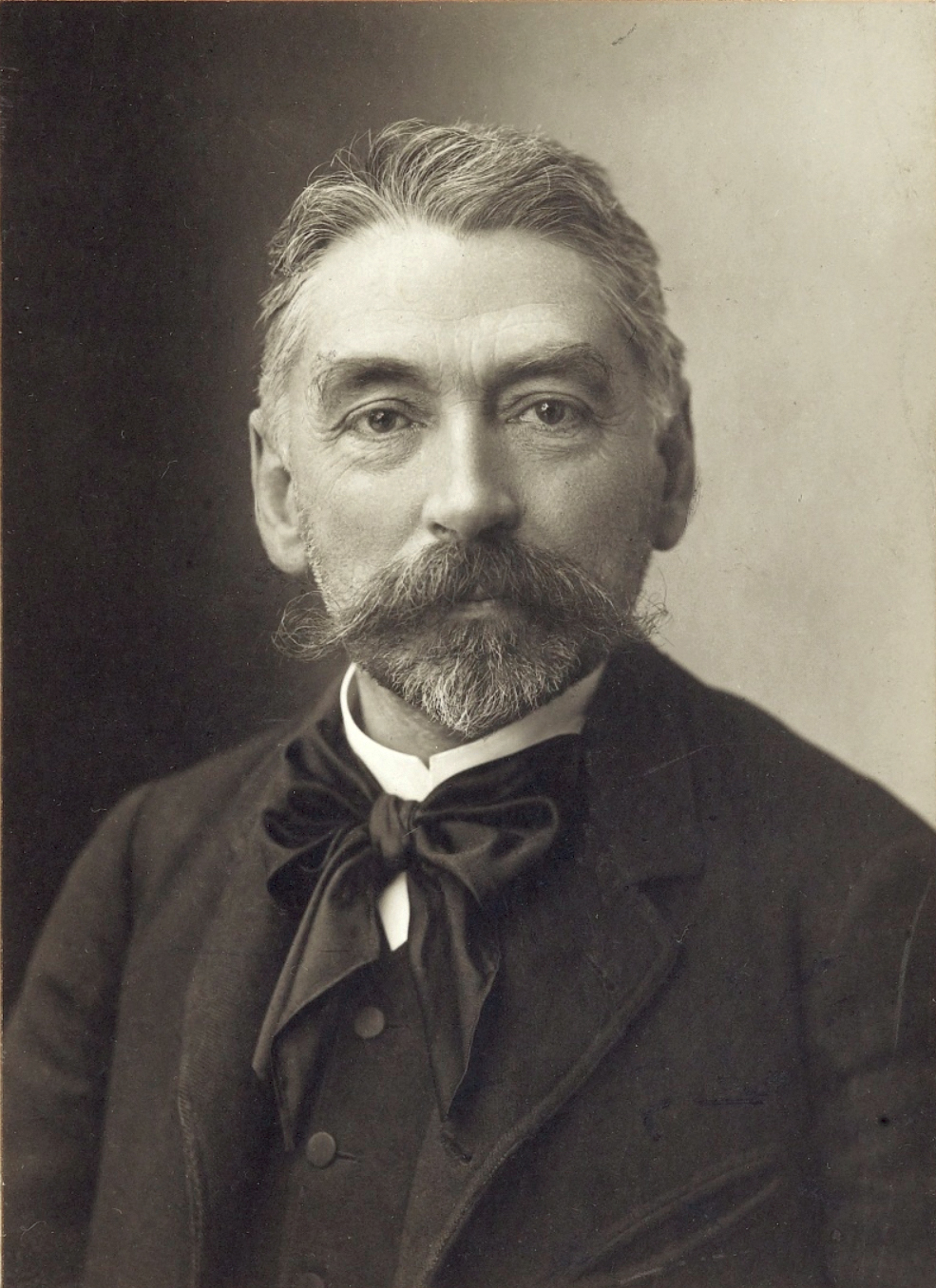
Photographie de Stéphane Mallarmé par Nadar.
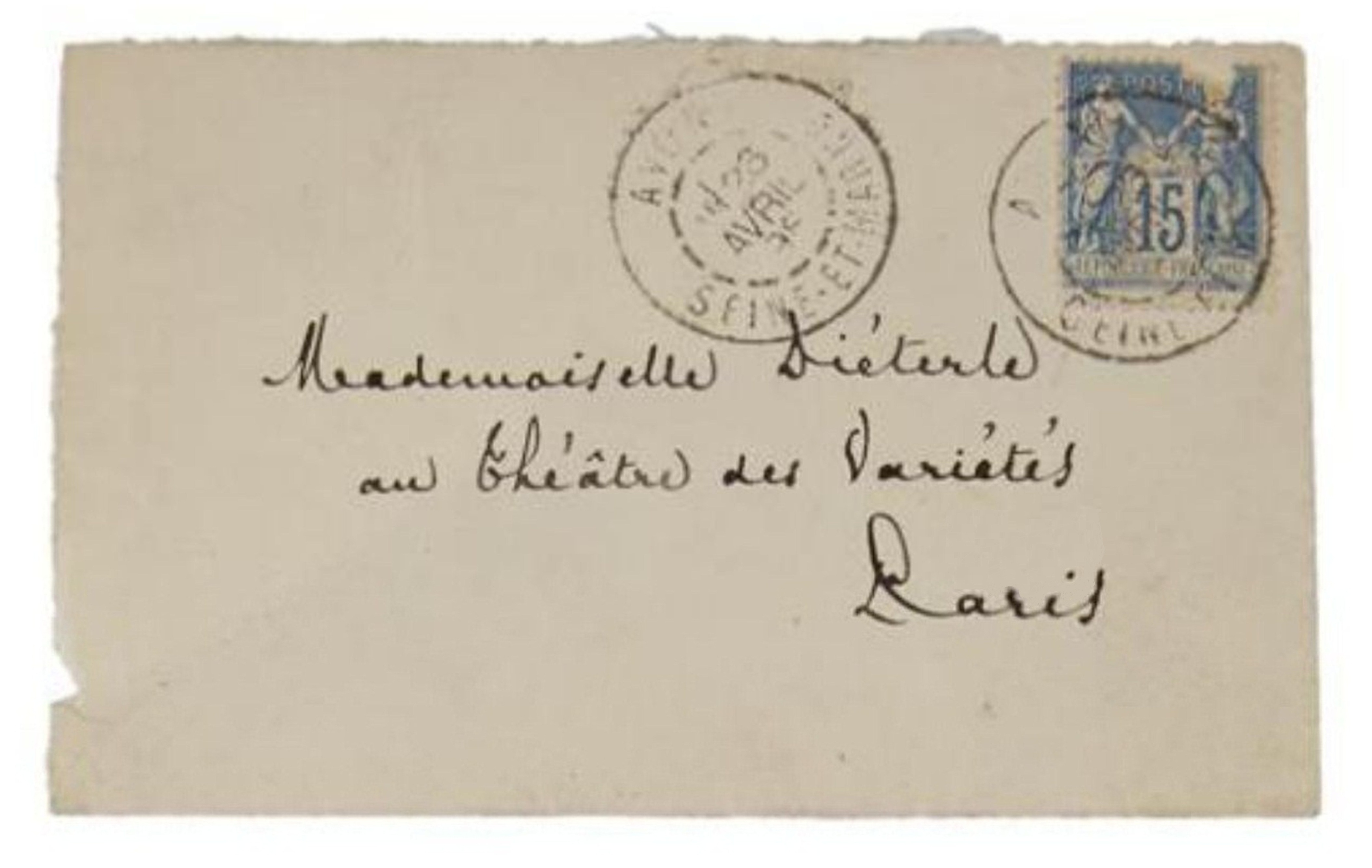
Correspondance de Stéphane Mallarmé (1898).
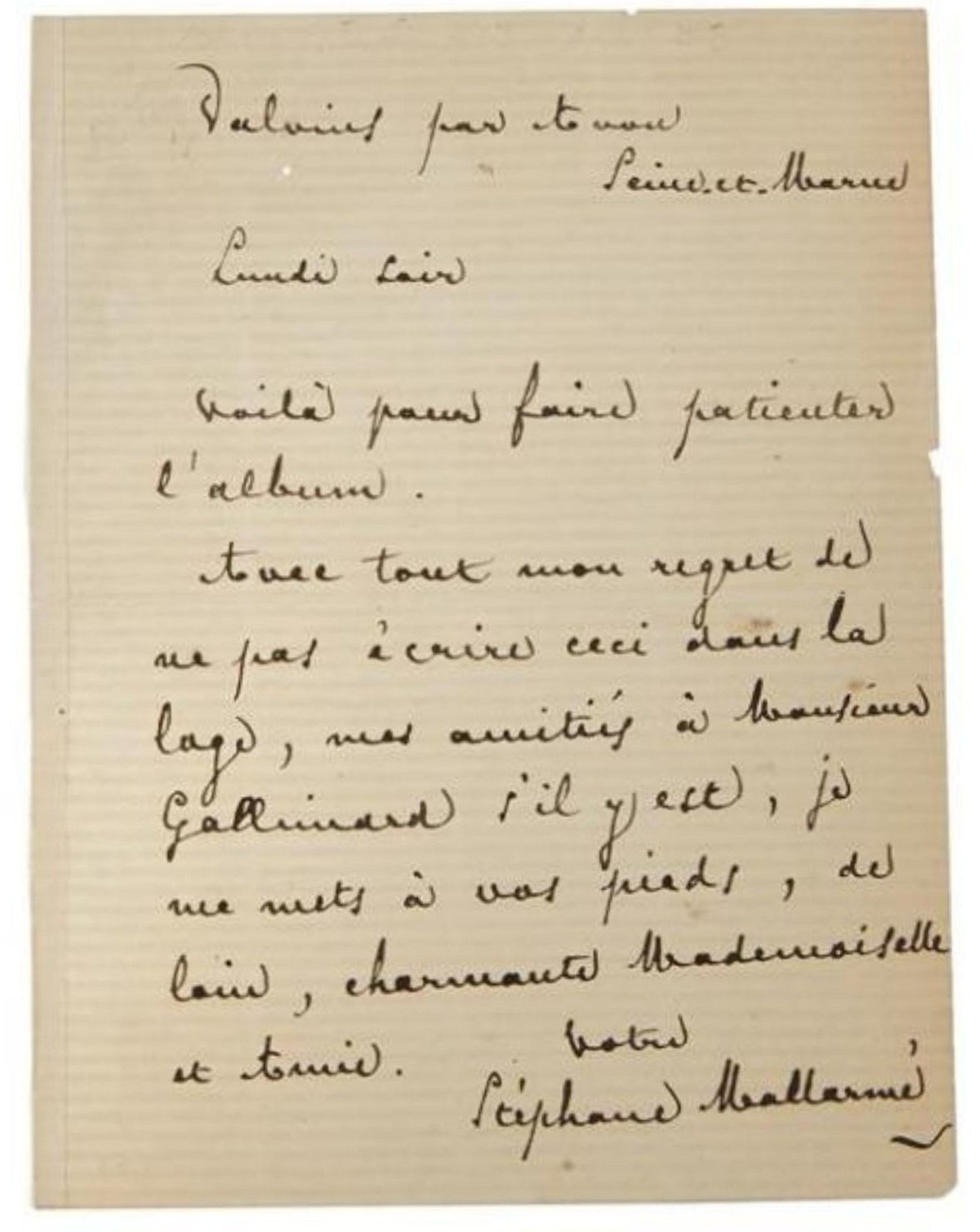
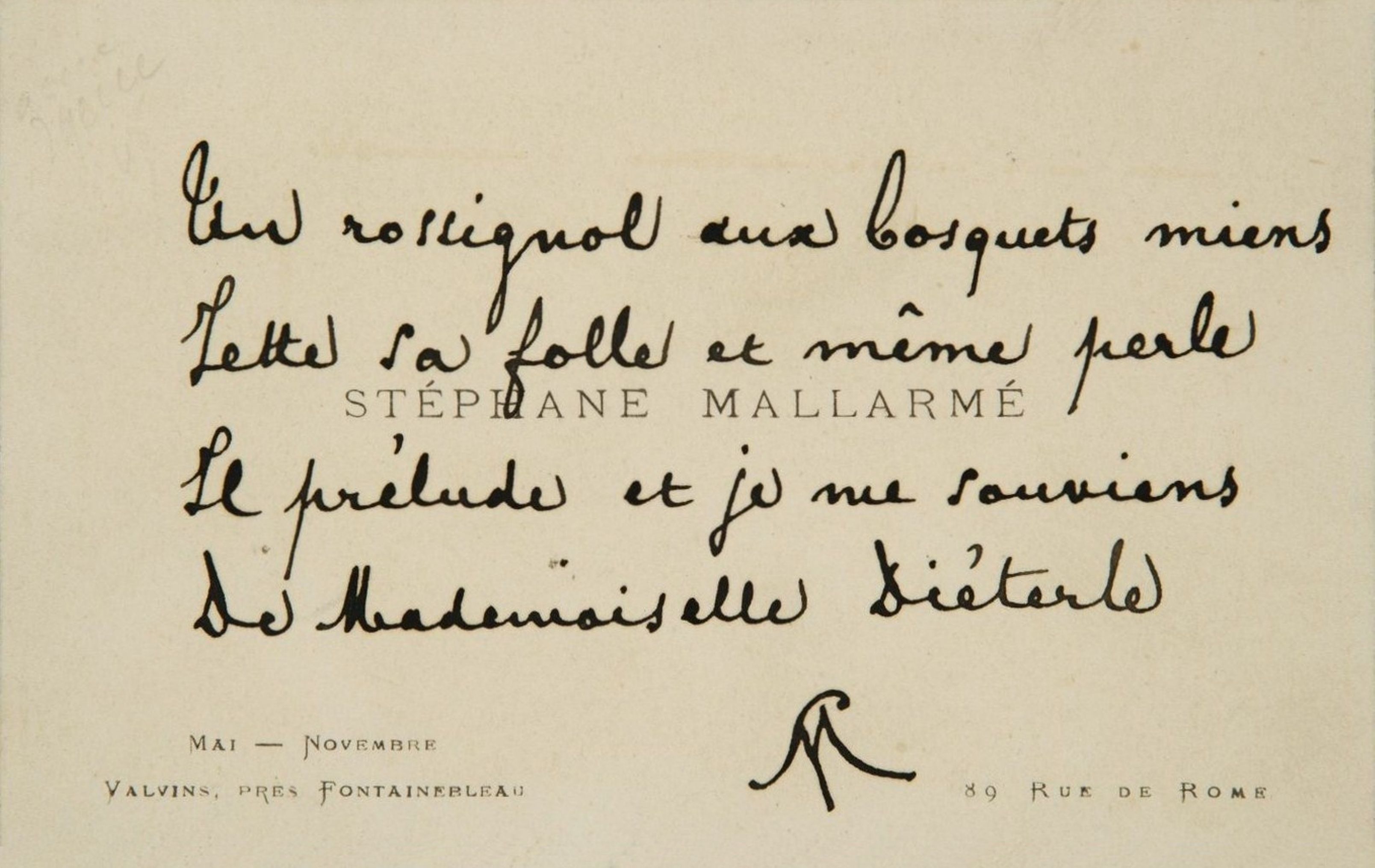
Quatrain autographe signé du monogramme SM, composé le 25 avril 1898 par Stéphane Mallarmé pour la comédienne Amélie Diéterle.

Elle excelle en 1901 dans Les Travaux d'Hercule, l'opéra en trois actes de Gaston Arman de Caillavet et Robert de Flers sur une musique de Claude Terrasse au théâtre des Bouffes-Parisiens. Son personnage de la reine Omphale lui vaut un poème élogieux dans le livret des auteurs :

« C'est un bijou bien parisien
Serti par quelque maître artiste
Éclipsant rubis, améthyste
Émeraude, corail indien,
C'est une exquise et rare perle
Ce bijou nommé Diéterle. »

Toujours en 1901, Amélie triomphe aux Folies Bergère dans Napoli, un ballet pantomime en quatre actes de Paul Milliet sur une musique de Franco Alfano avec une mise en scène et une chorégraphie de Madame Mariquita. Le directeur Édouard Marchand a tout fait pour engager la jeune artiste et les critiques sont élogieuses : « L'interprétation de Napoli est hors de pair. La jolie Mlle Diéterle que M. Marchand a arrachée à coups de billets de banque au théâtre des Variétés, dont elle était l'enfant gâtée, joue la Parisienne. On ne pouvait lui confier un rôle qui fût mieux dans sa nature élégante. Mlle Diéterle semble, en effet, une Parisienne sortie du crayon de Grévin. Elle en a la grâce et le charme. Le public lui a fait une ovation aussi chaude que méritée ».
Son succès des Travaux d'Hercule sur la scène des Bouffes-Parisiens et ses nombreuses créations comme La fiancée du scaphandrier et Au temps des croisades de Franc-Nohain et Claude Terrasse au théâtre des Mathurins, lui valent une première récompense officielle. Amélie Diéterle reçoit les palmes académiques le 3 mars 1902 et devient Officier d'académie. Cette décoration est un camouflet pour la censure qui a pourtant interdit la représentation de l'opéra bouffe, Au temps des croisades, une œuvre jugée licencieuse. La direction du théâtre des Mathurins contourne la difficulté pour la France par des représentations privées, uniquement sur invitation. La première a lieu le 30 janvier 1902 et la pièce interdite est un triomphe. Le Tout-Paris fredonne la sulfureuse Valse des péchés. Le spectacle se déroule dans un Moyen Âge plein d'anachronismes et Amélie Diéterle interprète le personnage de la jeune châtelaine, Dame Bertrade.
Amélie Diéterle s'est fait une spécialité en chantant et en dansant dans les salons mondains et culturels parisiens, principalement les compositions d'Alfred Bruneau.
Au début de l'automne 1907, Amélie Diéterle signe un nouveau contrat pour une durée de douze ans avec Fernand Samuel, le directeur du théâtre des Variétés.
| - Couverture de programme pour La Vie parisienne. - La symbolique du théâtre par Auguste Gorguet. |

Amélie Diéterle reçoit pour la seconde fois une distinction officielle et elle est nommée officier de l'instruction publique le 20 janvier 1908, sur proposition de Gaston Doumergue, ministre de l'instruction publique et des beaux-arts. Cette distinction provoque de nouvelles rivalités et suscite des controverses, à l'image de cette société dominée par l'homme. Ainsi sont attaqués l'un après l'autre, le ministre, Gallimard et Diéterle. La décoration que porte Amélie sur son corsage lors d'un souper chez Gallimard inspire l'un des convives, le romancier Tristan Bernard, qui composa ce quatrain, dont plusieurs versions sont publiées par la suite :

« Moquez-vous du qu'en-dira-t-on,
Et soyez bien sage, ma mie,
Puisque monsieur votre téton
Est officier d'académie. »

Sa cousine, Anna-Pauline Grado, fille d'Auguste Grado et de Charlotte Dieterlé, exerce la profession de professeur de musique à Le Perreux. Elle reçoit aussi les Palmes académiques et elle est nommée Officier d'académie le 19 novembre 1911. Pauline Grado s'est mariée le 12 décembre 1901 dans le 18e arrondissement de Paris avec Auguste Jean Émile Chauveau, employé de chemin de fer et natif d'Orsennes dans le département de l'Indre. Le capitaine Louis Laurent est l'un des témoins à leur mariage.
Amélie Diéterle, pensionnaire du théâtre des Variétés, est l'une des fondatrices avec Marcelle Lender et Ève Lavallière du cercle, Le Gouting-Club, où se retrouvent artistes et amis autour d'un somptueux buffet dans le salon privé de la comédienne. Cette réunion qui se déroule chaque jour à l'heure du goûter, est organisée par la maîtresse de lieux, Mlle Diéterle, également trésorière de ce club très sélect. Chaque membre porte à la boutonnière l'insigne du club : un ruban cerise clair et grenat relié par un petit fil d'or. Un des acteurs du théâtre, M. Carpentier, est le sonneur de cette association et manie avec maestria une énorme sonnette pour appeler les convives à se rendre dans la loge de l'actrice, le lieu de ce rendez-vous incontournable.
Elle compose en 1908, le rôle de Suzette Bourdier dans Le Roi, une comédie en quatre actes de Robert de Flers, Gaston Arman de Caillavet et Emmanuel Arène sur une mise en scène de Fernand Samuel, au théâtre des Variétés. Le spectacle débute le 24 avril 1908 et le succès est tel, que la dernière représentation est donnée l'année suivante, le dimanche 24 octobre 1909. Amélie Diéterle a joué son personnage, 530 fois de suite.
Passionnée par le cinéma, ce nouvel art du spectacle qui vient juste de faire son apparition dans la dernière décennie du XIXe siècle, Amélie Diéterle tourne dans de nombreux films muets et ce, dès 1909. Elle joue ainsi dans des courts ou longs métrages dont plusieurs comédies, notamment celles de la série des Rigadin, réalisées par Georges Monca, jusqu'à la veille de la Première Guerre mondiale.
Au cours de la Grande Guerre, Amélie devient infirmière à l'hôpital militaire de Fouras dans le département de la Charente-Inférieure et assure les soins aux blessés venant du front. Elle fait sa rentrée au théâtre des Variétés en 1917.
Les domiciles d'Amélie Diéterle dans le département de la Seine sont situés successivement au 51 rue des Dames dans le 17e arrondissement de Paris en 1890 puis successivement à Neuilly à la fin du XIXe siècle, au 6 rue du Marché vers 1895 et au 21 rue d'Orléans en 1899 jusqu'au début du XXe siècle, en 1901. Elle revient à Paris pour s'installer dans le 9e et en dernier lieu, le 8e arrondissement au 68 boulevard Malesherbes. La comédienne a longtemps habité dans la commune de Croissy-sur-Seine, à l'angle de la rue Maurice-Berteaux et de la rue des Coteaux, où elle a fait construire une villa baptisée Omphale, du nom de l'un de ses grands rôles dans la pièce, Les travaux d’Hercule, jouée en 1901. Ses parents se sont installés dans cette commune en 1911 au no 2 rue Haute-Pierre avant de déménager pour la villa de leur fille.

Amélie Diéterle au théâtre des Variétés à Paris durant la Belle Époque.
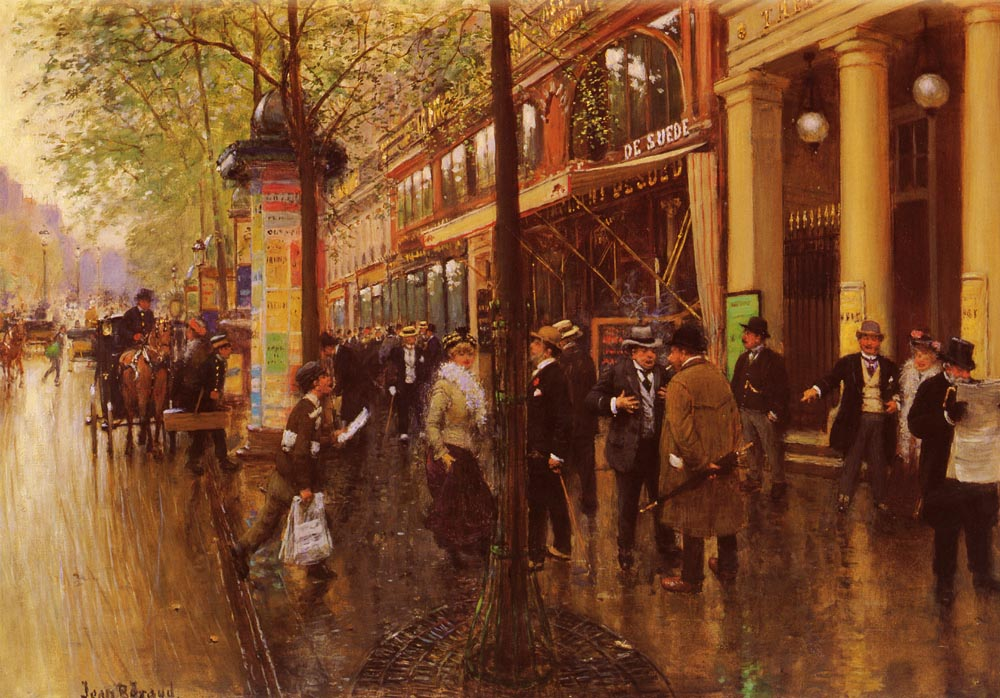
Le théâtre des Variétés, boulevard Montmartre à Paris, par Jean Béraud.
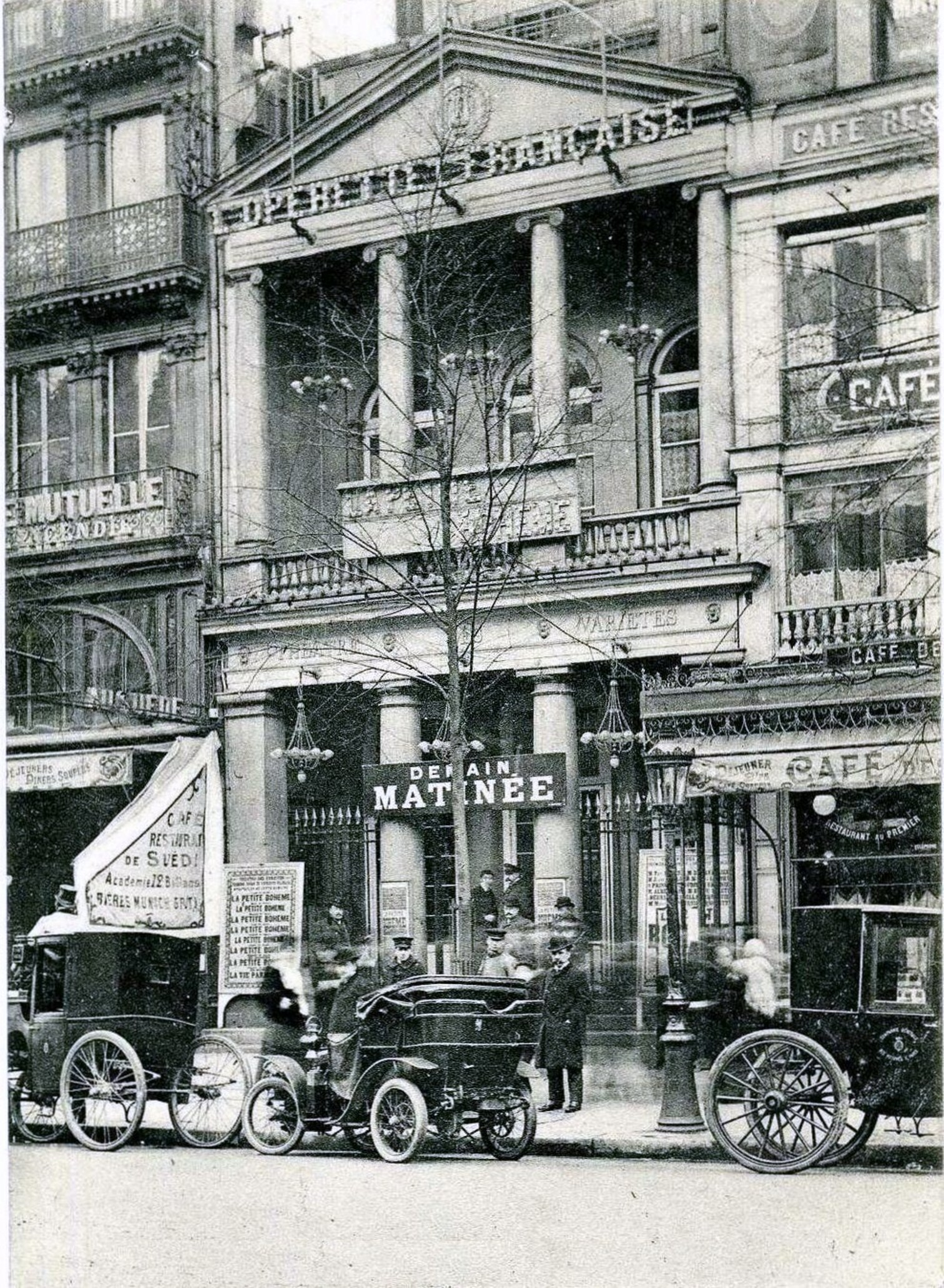
Théâtre des Variétés à Paris en 1900.
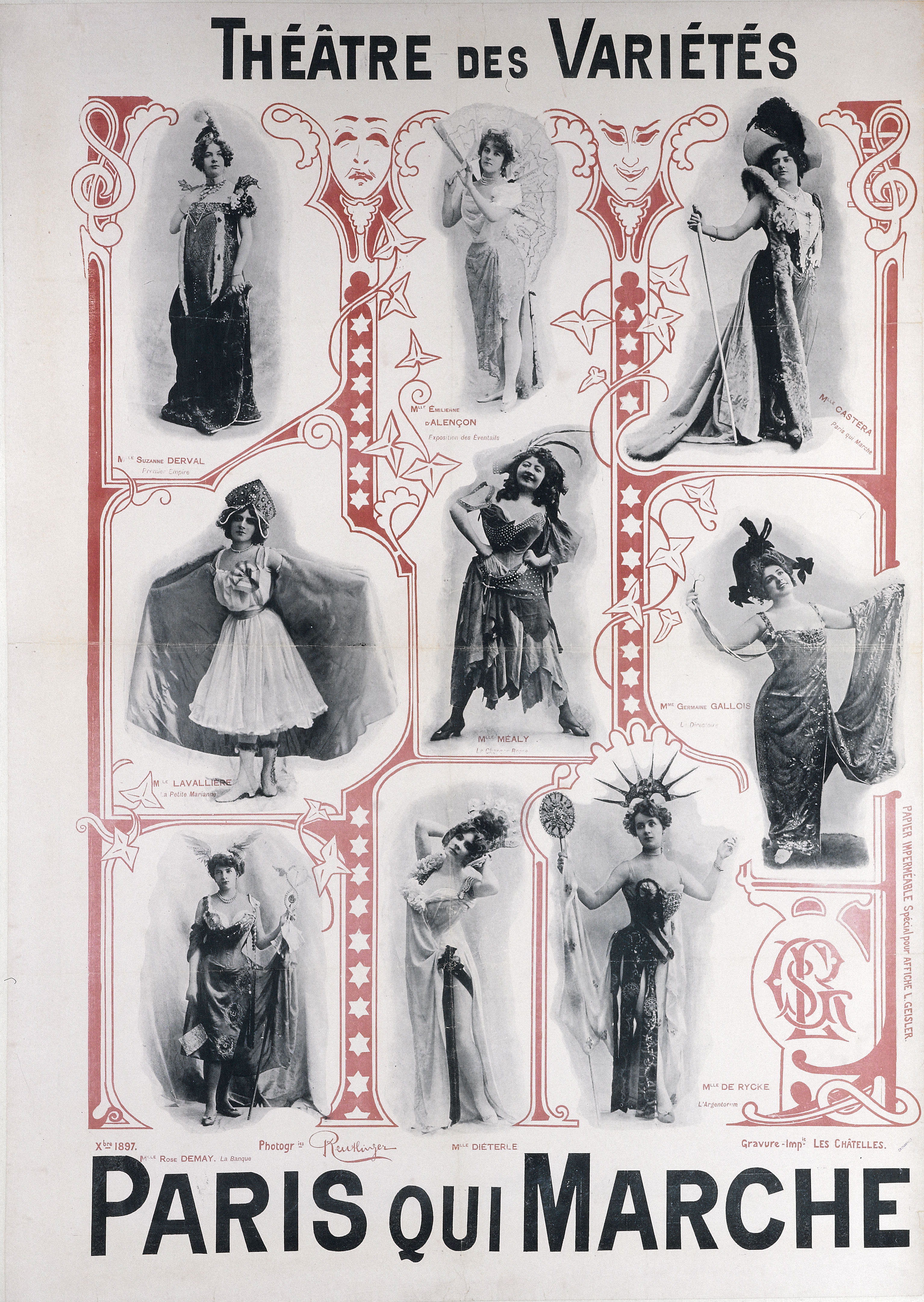
Affiche du théâtre des Variétés en 1897. Amélie Diéterle est représentée en bas et au centre (Musée Carnavalet).
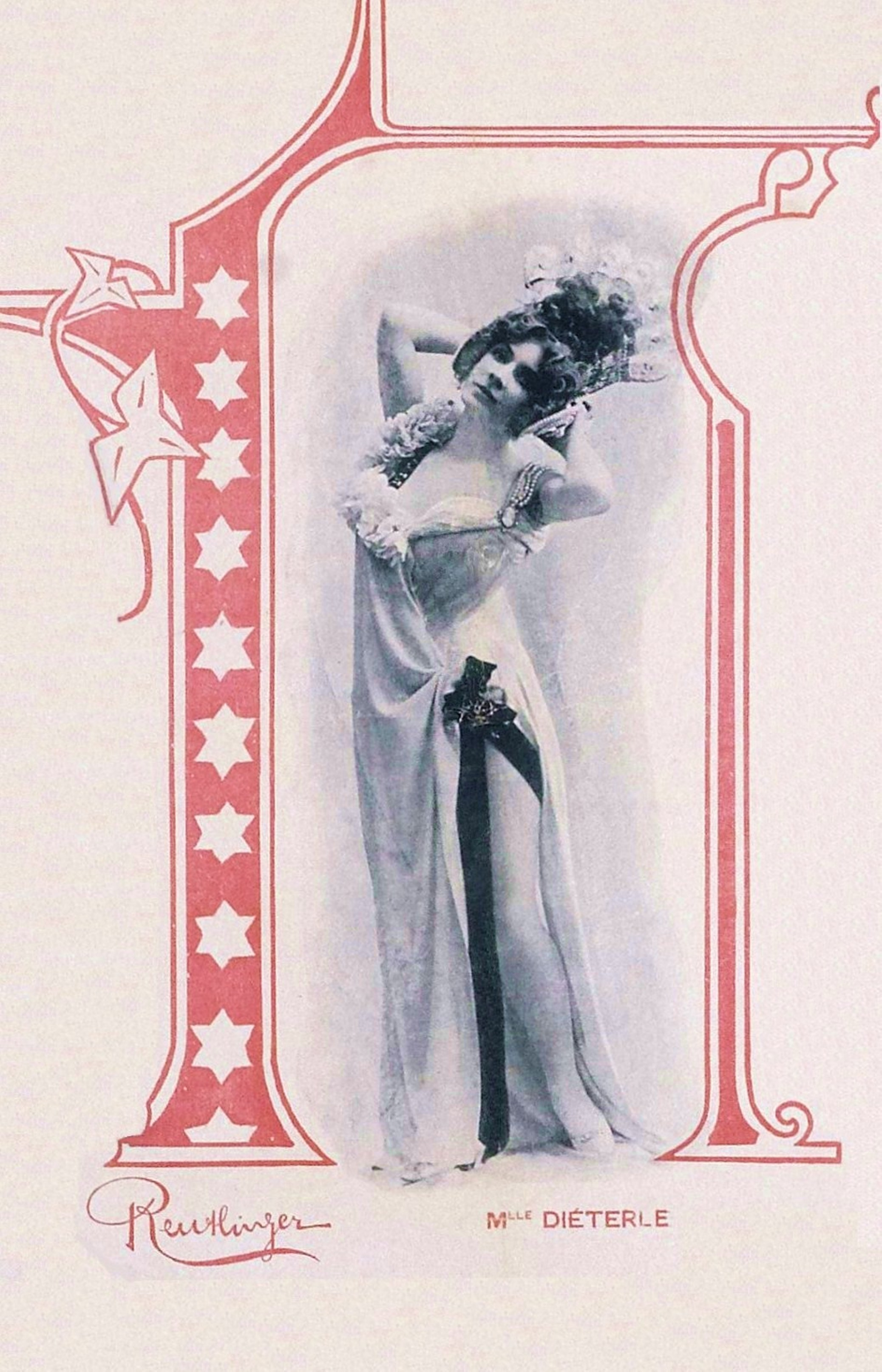
Amélie Diéterle, détail de l'affiche de la revue théâtrale, Paris qui marche.
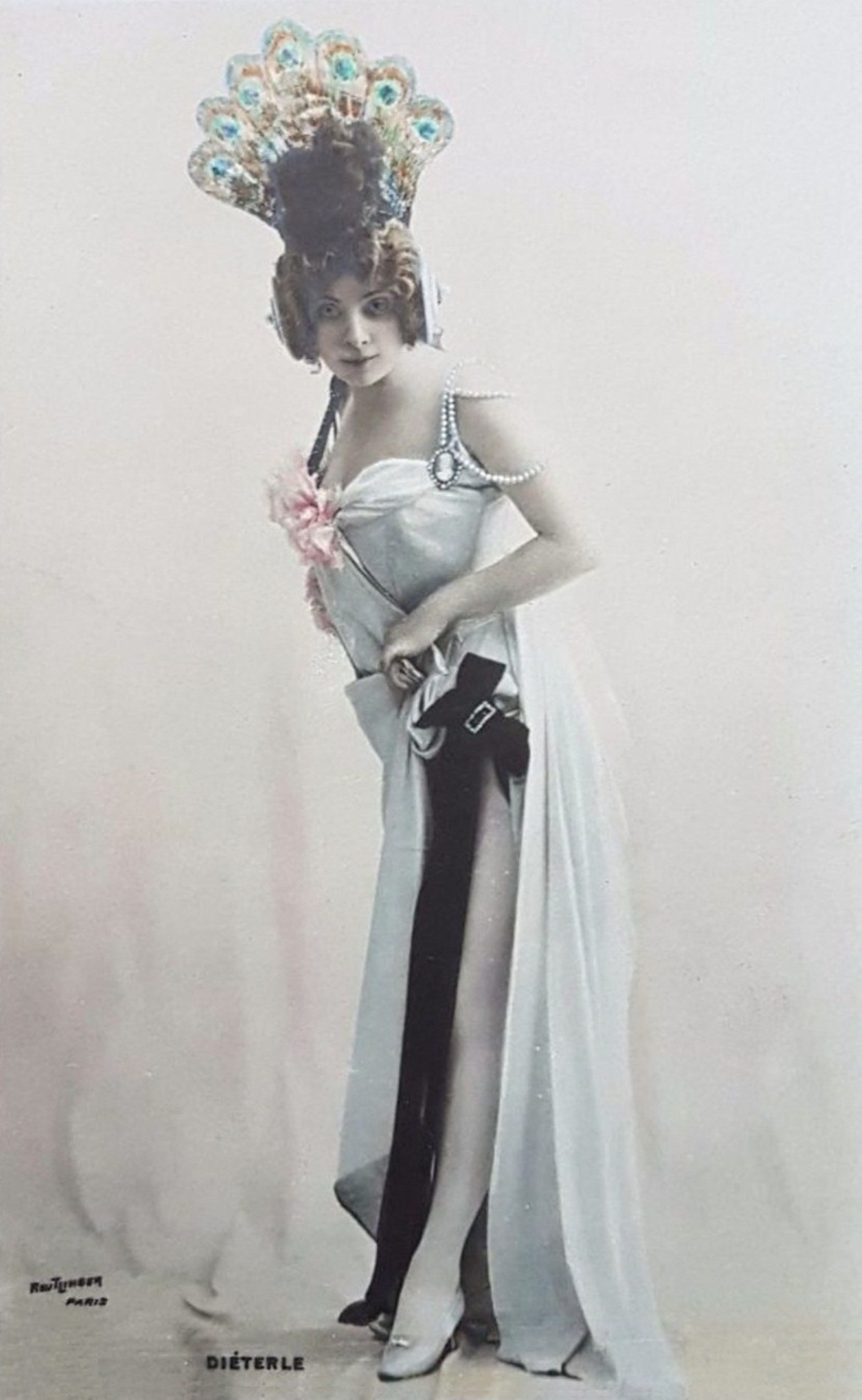
La comédienne dans le personnage de Bengaline pour cette même revue par le photographe Léopold-Émile Reutlinger.
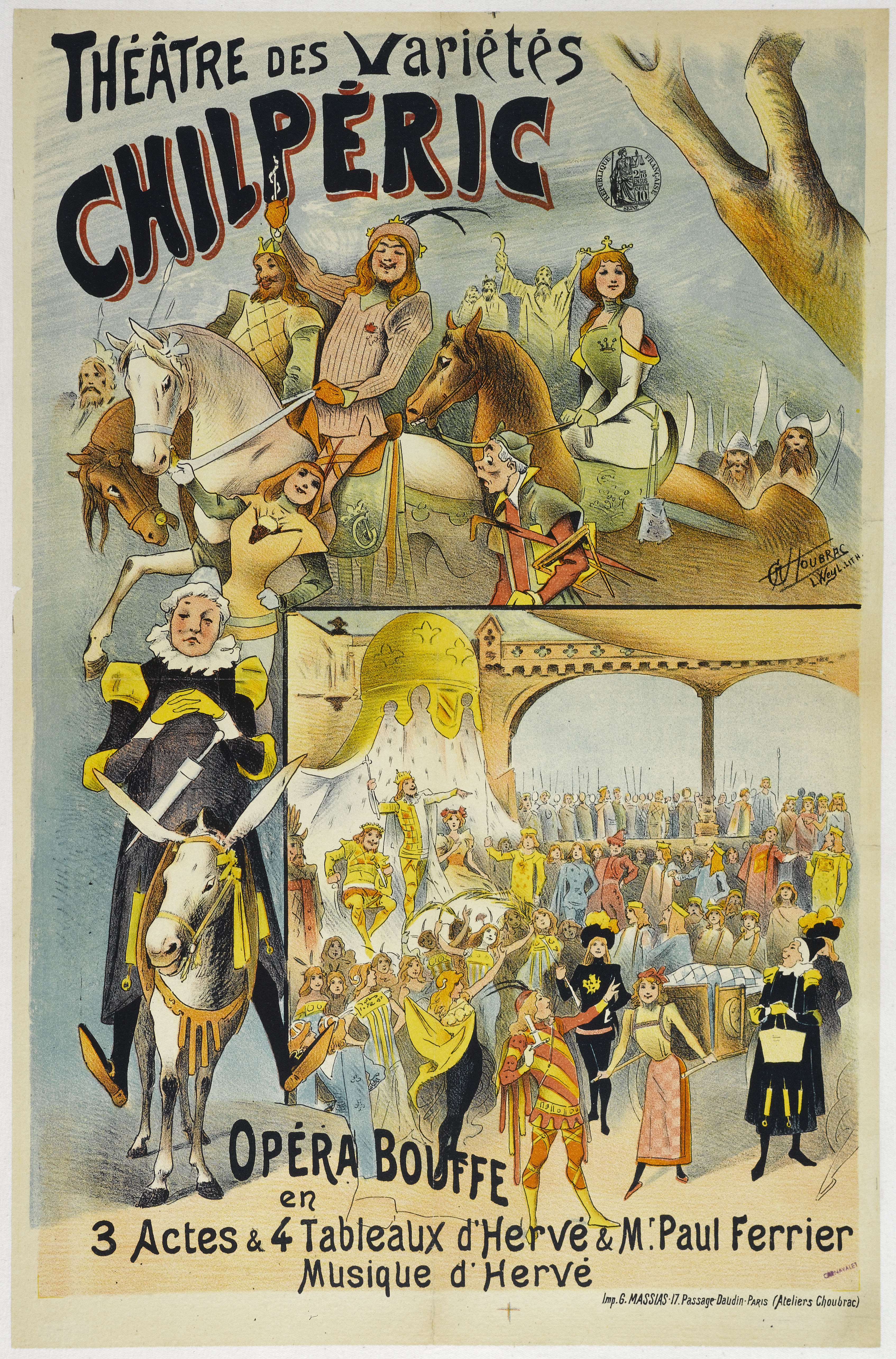
Amélie Diéterle se produit dans l'opéra bouffe, Chilpéric, en 1895. Affiche d'Alfred Choubrac.
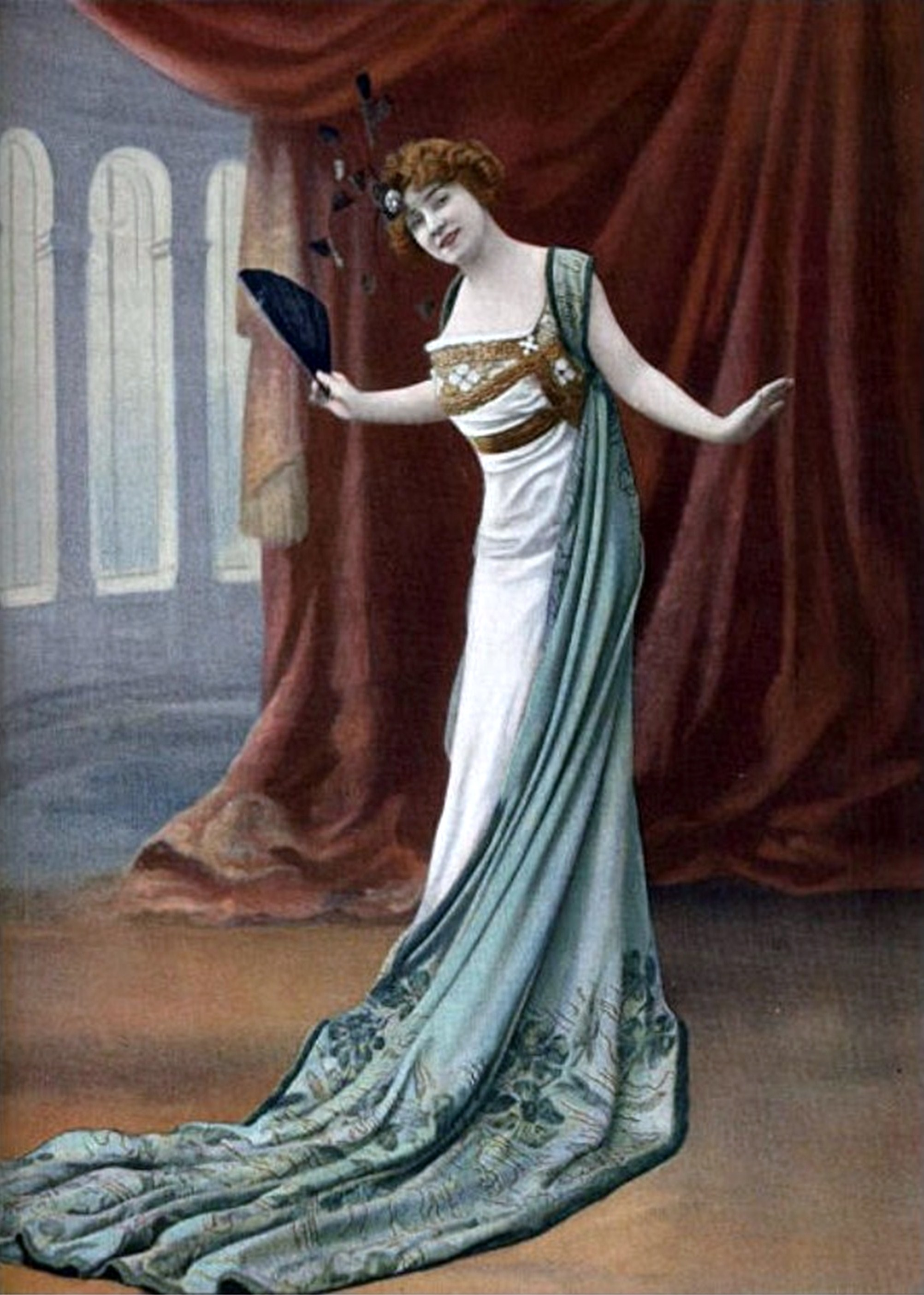
Amélie Diéterle dans la pièce Le Roi de Gaston Arman de Caillavet, à Paris en 1909.

### Les tournées à l'étranger

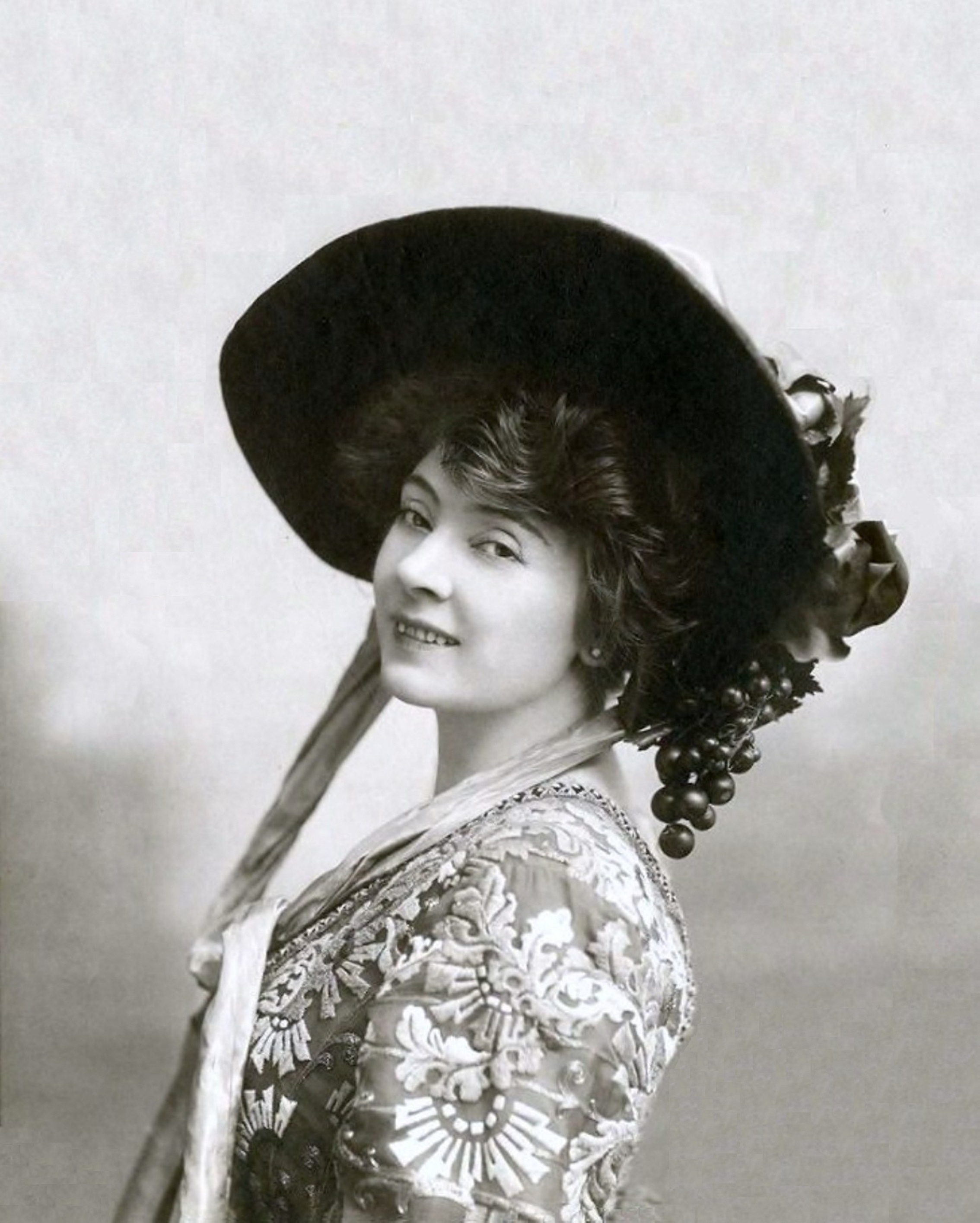
Amélie Diéterle en 1909 par Auguste Bert.

Au cours de la période 1898-1899 et entre deux représentations sur les scènes françaises, Amélie Diéterle se produit à l'étranger, principalement en Russie. Sur le plan international, la France avait signé avec l'Empire russe en 1892, une alliance militaire, économique et financière.
Le 13 juin 1898, Amélie Diéterle est en tournée à Moscou et s'affirme sur la scène du théâtre Aumont, du nom de son fondateur français, Charles Aumont (en russe, Омон Шарль, orthographié Charles Omon dans la langue slave). Le répertoire d'Amélie alterne les chansons bretonnes, provençales et même hollandaises ainsi que les danses. Elle interprète les œuvres musicales des auteurs-compositeurs tels que Alfred Bruneau, Henri Maréchal, Théodore Dubois ou Ludovic Ratz. Le maître de ballet est Joseph Hansen de l'Opéra de Paris et les costumes sur mesure du spectacle sont conçus et créés par Charles Edmond Landolff, le costumier des théâtres de Paris.
Durant un séjour à la « Venise du Nord », Saint-Pétersbourg, Amélie Diéterle est confrontée à l'incompréhension de ses hôtes dans un salon aristocratique :

« On me vit notamment en Russie, mais dans ce diable de pays on est d'une sévérité si grande que, lorsqu'on joue un rôle un peu léger comme sont d'ordinaire les miens, il faut glisser, c'est-à-dire tout faire pour qu'on ne vous remarque pas. 
C'est au point, qu'un soir, dans un salon à Pétersbourg, comme j'avais joué une pièce un peu pimentée, le maître de la maison, un homme charmant, qui possédait à fond la langue française, me dit :
- Vous êtes délicieuse, admirable, seulement ma femme n'a rien discerné ; vous-même, comprenez-vous bien le sens des paroles que vous prononcez ? »

En 1899, Amélie Diéterle accomplit une tournée de plusieurs mois dans différentes capitales : Bruxelles, Berlin, Saint-Pétersbourg et Moscou. Ses représentations obtiennent un énorme succès et sont prolongées à la demande des directeurs de théâtre qui l'avaient engagée.
Lors de ce voyage, elle joue les principales opérettes dont La Belle Hélène et La Vie parisienne, devant le Tsar et sa Cour à Saint-Pétersbourg. Elle séjourne pendant un mois à Krasnoïe Selo, ville de villégiature et résidence d'été du Tsar.
Autre Cour impériale, celle du Kaiser, Guillaume II. Un grand dignitaire du régime est sous le charme de l'actrice et il fait preuve d'audace pour arriver à ses fins. Fort heureusement, notre comédienne maîtrise parfaitement l'Allemand, au sens propre comme au sens figuré :

« À Berlin, un personnage très haut placé, proche du trône même, me fit une cour assidue. Ne croyez pas que j'en tirai vanité. La meilleure preuve en fut que je lui fis comprendre, dès le premier jour, que je ne pouvais l'écouter.
Il insista et devint même tellement pressant qu'un soir, brusquement, je le mis à la porte de ma loge.
Le geste avait été vif et j'eus l'idée qu'étant donné le rang de cet adorateur, j'allais souffrir de représailles certainement cruelles et que, d'ici peu, on allait me reconduire à la frontière.
Justement le lendemain, de sa part vint un aide de camp moustachu, de six pieds de haut.
Au lieu d'un ordre d'expulsion, il me remit un petit paquet et se retira après m'avoir fait le salut militaire.
Dans le paquet était un délicieux ivoire du XVIIIe siècle représentant l'Amour fouetté… »

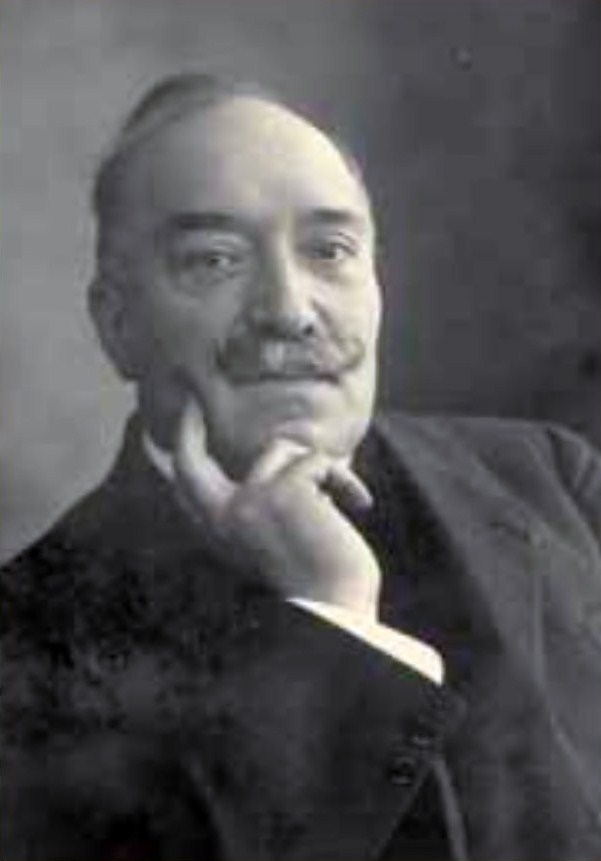
Serge Basset, écrivain et journaliste. Envoyé spécial du Petit Parisien sur le front anglais, Serge Basset est mortellement touché d'une balle aux abords de Lens le 29 juin 1917 à l'âge de 52 ans.

À la fin du mois de mai 1902, Amélie Diéterle prend de nouveau le train Nord-Express à la gare du Nord et à destination de la Russie pour jouer Chipette, au théâtre de l'Olympia à l'Aquarium de Moscou.
En 1904, les tournées théâtrales à l'étranger emmènent également la jeune Amélie en Amérique latine et elle remporte un triomphe en Argentine, en Uruguay et au Brésil. Le journaliste Serge Basset, critique artistique et théâtral au Figaro, écrit le 14 avril dans les colonnes de ce quotidien :

« Après avoir transporté toutes les grâces de l'opérette à Parisiana et montré que le talent sait élever jusqu'à lui les scènes où il se déploie ; après s'être fait applaudir cinquante fois de suite dans Mam'zelle 5 Louis, Mlle Diéterle va partir en tournée.
Elle s'embarquera mercredi prochain, à Marseille, pour Buenos Aires, Rosario, Montevideo, São Paulo et Rio de Janeiro. Dans ces diverses villes, la toute charmante artiste donnera une série de représentations de son répertoire. Celui-ci comprendra cinq opérettes d'Offenbach : Bataclan, Jeanne qui pleure et Jean qui rit, Pomme d'api, M. Choufleuri, Bagatelle ; une opérette de M. Louis Artus, musique de Bonnamy : Séduction, et une autre opérette spécialement écrite pour la tournée Diéterle : Le Baiser de Ninon, par deux auteurs originaires de l'Amérique du Sud, M. Justin Clérice, un compositeur argentin — quoique si parisien ! — M. Moncousin, un librettiste, argentin lui aussi. On comprendra que cette œuvre ne peut manquer d'être accueillie avec la plus grande faveur sur tous les points de l'itinéraire.
Mlle Diéterle chantera encore : Au temps des Croisades, de MM. Franc-Nohain et Terrasse ; les Petits Patins, de M. Ludo Ratz. À la prière de son imprésario, elle jouera L'Étincelle, de Pailleron, et L'Ingénue, d'Henri Meilhac et Ludovic Halévy.
Notre correspondant de Buenos-Aires nous écrit que l'arrivée de Mlle Diéterle est très attendue et qu'une série de gros succès se prépare pour la divette. Personne n'en sera surpris. »

Serge Basset dans son compte-rendu évoque la comédie Mam'zelle 5 Louis. L'allusion à ce spectacle n'est pas fortuite, puisqu'il est en réalité l'un des auteurs.
Le voyage initialement prévu le 20 avril est différé d'une semaine. Amélie Diéterle arrive le 26 dans le port de la cité phocéenne et monte à bord du steamer en partance pour l'Amérique du Sud et à destination du Brésil. Sa popularité grandissante outre-Atlantique s'est accompagnée d'un effet inattendu : elle devient la marraine d'une petite brésilienne de Rio de Janeiro.
Cette tournée éprouvante — mais avec la réussite escomptée — se termine quatre mois plus tard au mois d'août à Buenos Aires. Le 17, elle reprend le paquebot pour la France au départ du port Argentin. Installée à bord de « L’Atlantique » de la Compagnie des Messageries Maritimes, un accident survient à la sortie de la rade. Le paquebot heurte une épave occasionnant une avarie au niveau des hélices et des frayeurs parmi les passagers. Après réparations, le navire accoste avec retard à Bordeaux le 28 août 1904 et Amélie Diéterle retrouve le chemin des scènes françaises.

Voyage en Amérique du Sud
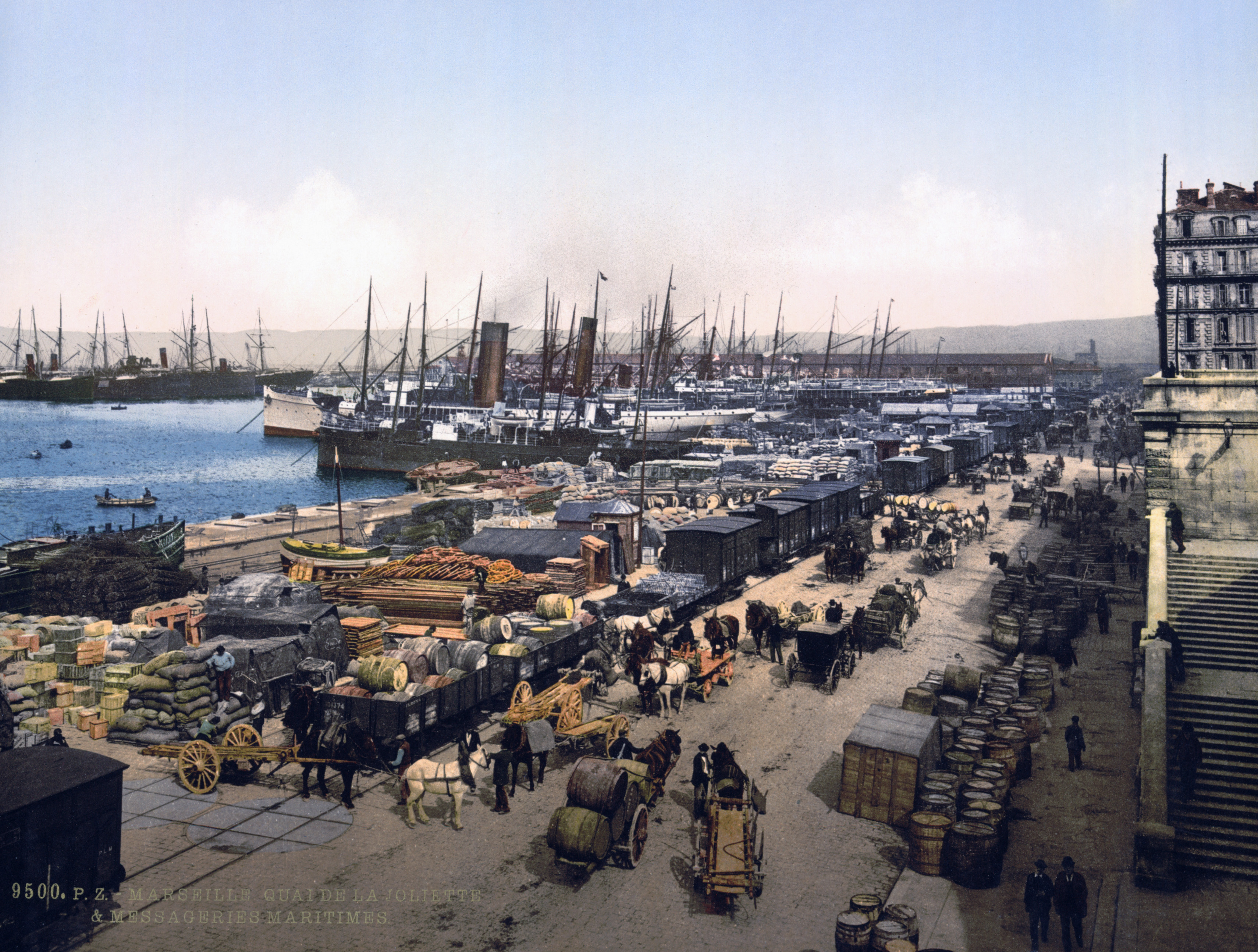
Quai de la Joliette et Messageries maritimes dans le port de Marseille vers 1900.
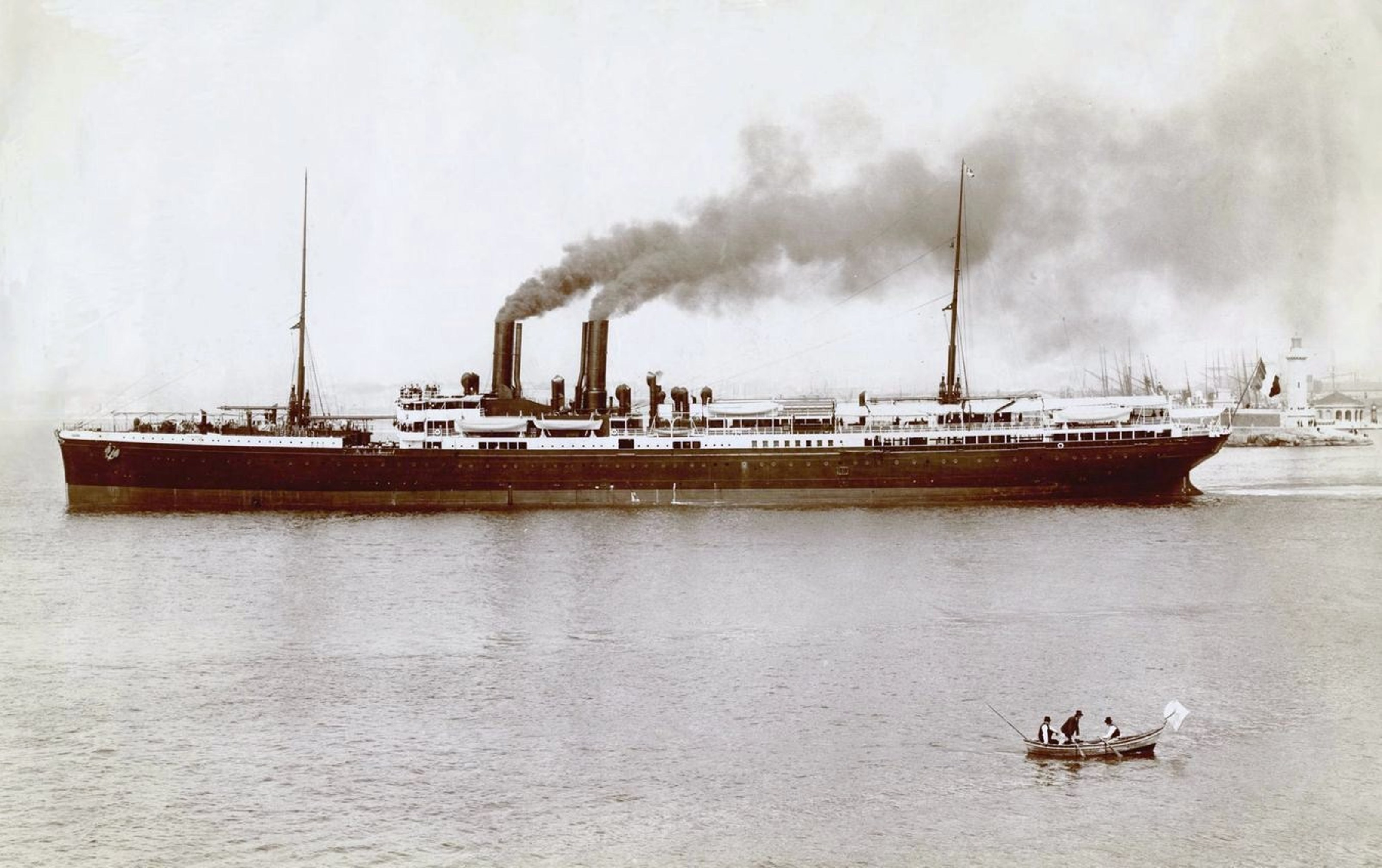
Le paquebot L'Atlantique vers 1904.
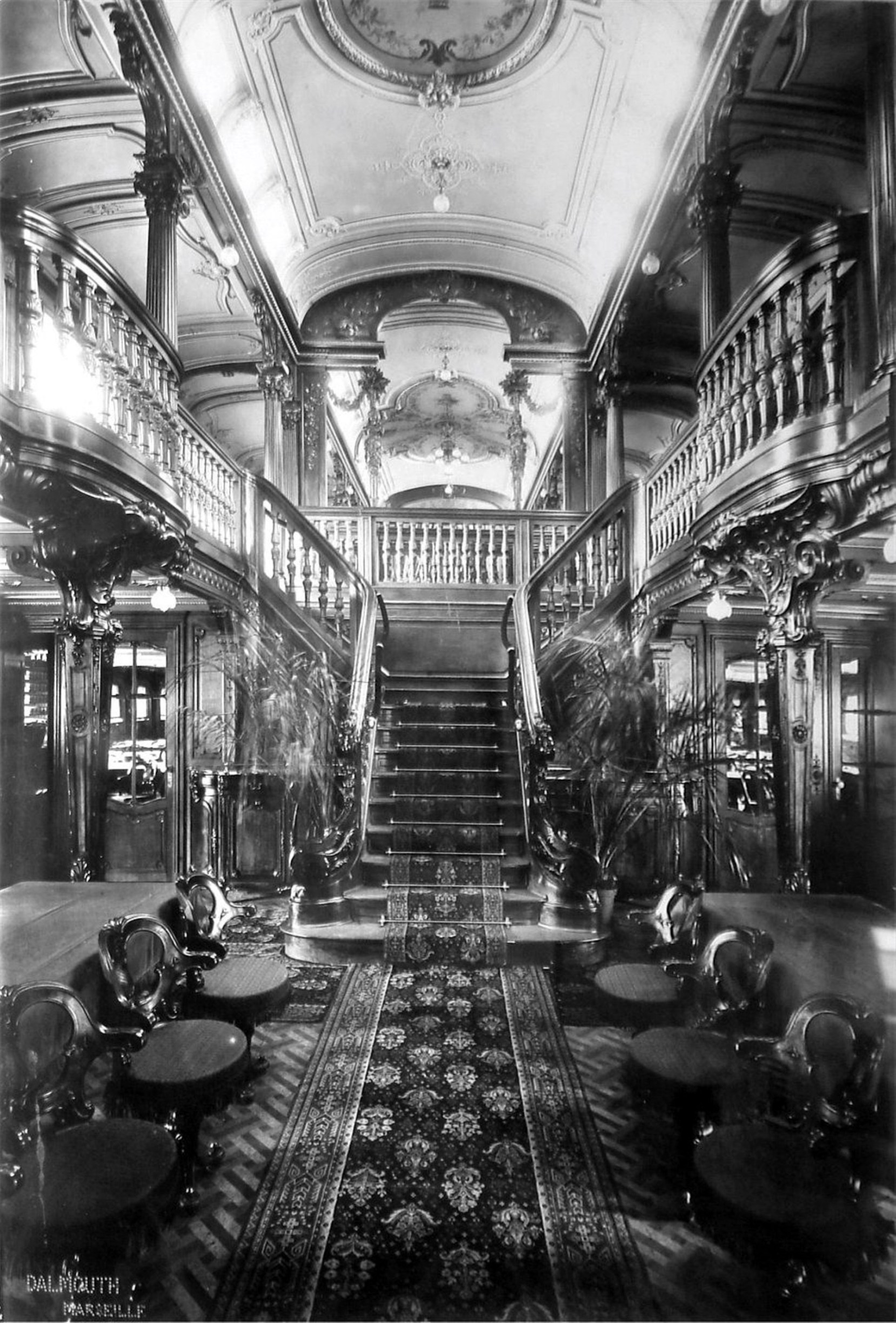
Escalier de la salle à manger et la galerie des premières classes de L'Atlantique vers 1902.
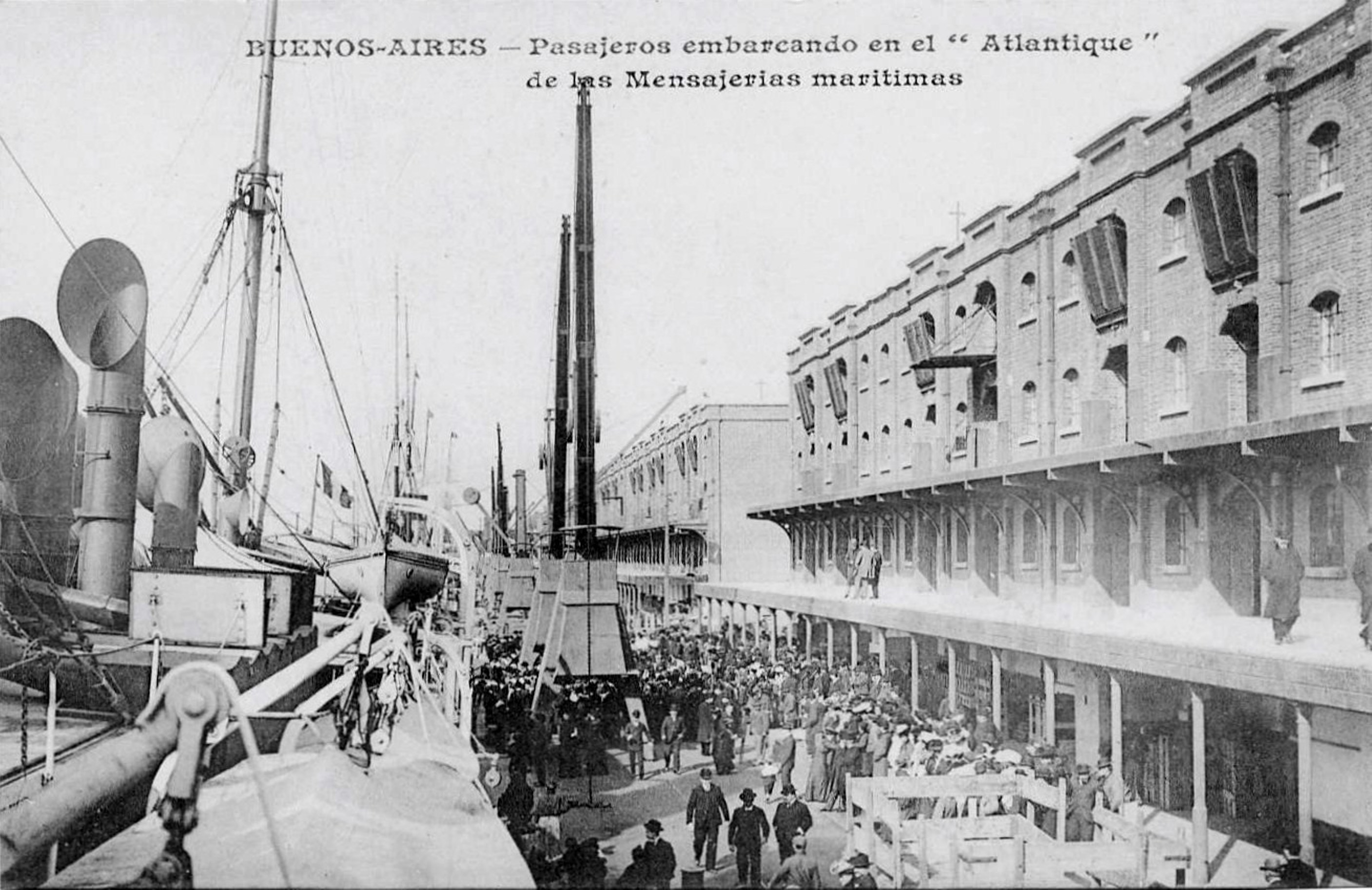
Embarquement à Buenos Aires (Argentine) des passagers de L'Atlantique vers 1905.

Au cours du mois de mai 1917, Amélie Diéterle est en Espagne. Elle se produit au théâtre de la Reine Victoria (Teatro Reina Victoria) à Madrid. Ses principales interprétations sont : Cœur de Moineau de Louis Artus, Une nuit de noces d'Henri Kéroul et Albert Barré, Le Roi de Robert de Flers et Gaston Arman de Caillavet, Le prince consort de Léon Xanrof et Jules Chancel, La petite chocolatière de Paul Gavault, ainsi que plusieurs pièces de Georges Feydeau : La dame de chez Maxim's, Mais n'te promène donc pas toute nue ! et La puce à l'oreille,.

### Amélie Diéterle par elle-même

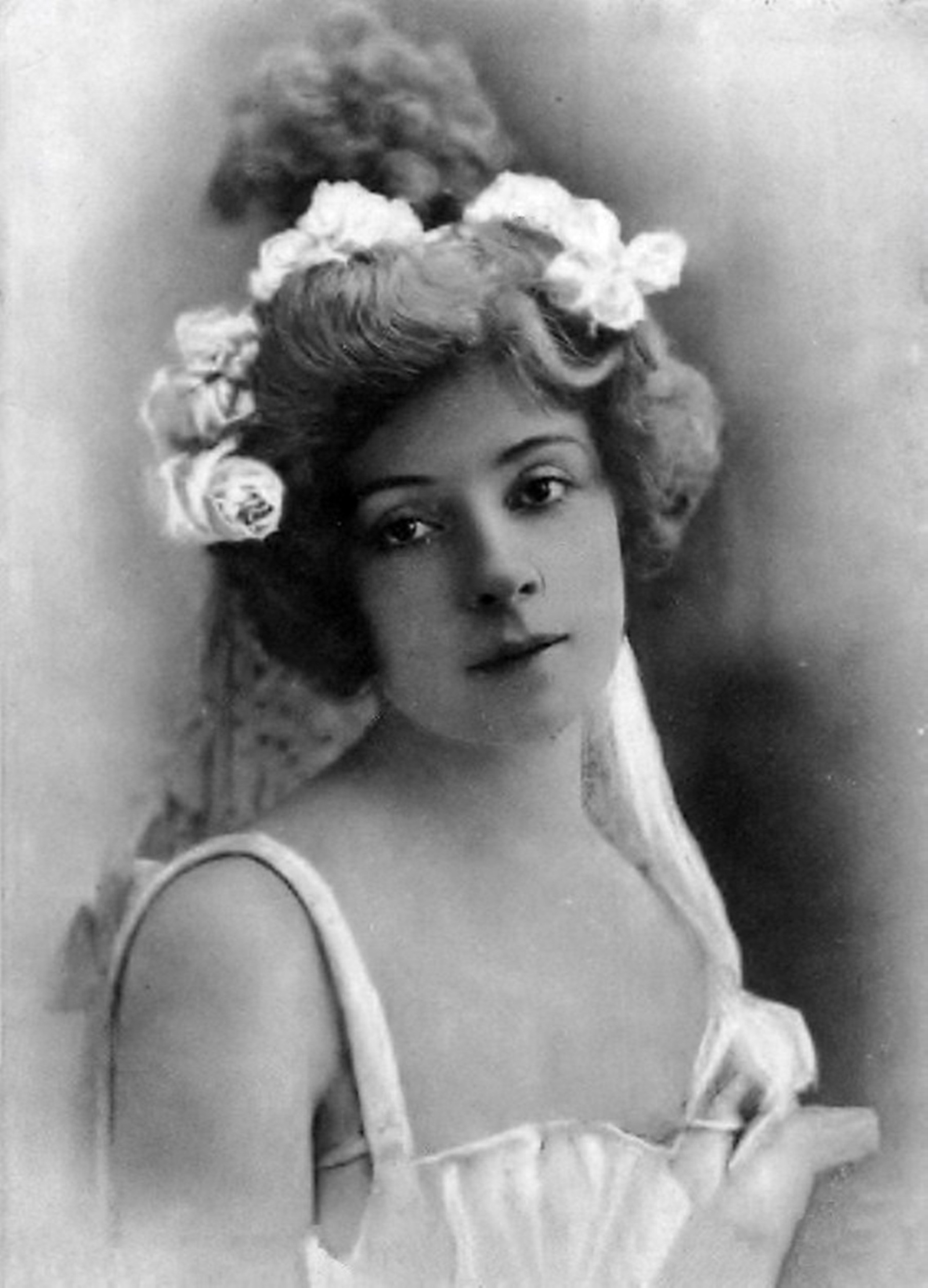
Photographie d'Amélie Diéterle par Léopold-Émile Reutlinger et qui illustrait l'entretien publié dans la revue La vie de Paris, en 1901.

La comédienne au détour d'un entretien pour une revue en 1901, se laisse aller à quelques confidences, non dénuées d'humour. Elle se confie sur sa personnalité, ses passions et son métier :

« Je suis née dans les provinces de l'Est. Voilà sans doute pourquoi j'ai l'air si parisien. On me prend aussi volontiers pour une petite Suissesse. J'adore d'ailleurs construire des chalets en Espagne.
Mon âge ? Je ne le dirai pas, d'abord parce que cette franchise pourrait m'ennuyer un jour… Oh ! pas tout de suite, et puis parce qu'en le confessant, je ferais de la peine à toutes les petites camarades qui l'ont dépassé… et elles sont quelques-unes.
Mon physique ? On dit souvent que je suis jolie. Ce n'est pas vrai. Je me reconnais cependant un certain chic. Lorsque ce mot sera discuté à l'Académie pour le nouveau dictionnaire, je compte bien être au nombre des exemples cités. — Les épithètes que l'on m'accorde le plus ordinairement sont celles de délicieuse, gracieuse ou exquise. Mon Dieu ! ce n'est pas mal. Il faut savoir se contenter de peu. On me compare aussi bien souvent à un bibelot. J'attends mon étagère.
On dit encore de moi — c'est effrayant tout ce qu'on dit de moi — que je suis un petit Saxe ou un petit Greuze. Comme c'est gai ! Pour un peu on me comparerait à un sujet de pendule ou à la Cruche cassée. Ah ça non, je ne suis pas bête du tout, et si je n'ai pas inventé la poudre, c'est que je trouve cette invention stupide et meurtrière… Et puis aussi parce qu'elle était inventée avant moi. Je suis, comment dire ?… Futée. Mais j'ai cru bien comprendre et penser tout ce que je dis. En revanche, je me garde bien de dire tout ce que je comprends et tout ce que je pense.
J'aime la vie simple et paisible, les livres, les tableaux, les fleurs, mais par-dessus tout, mon théâtre. — Peut-être un petit peu bourgeoise dans mes habitudes. Je suis artiste dans mes goûts. Si j'avais des armes, j'y verrais assez bien un petit pot au feu dont les anses seraient remplacés par des ailes. Je travaille beaucoup le chant et la comédie. Je me donne toute entière… à mes rôles.
Je les aime… Je les vis… Et lorsque je les quitte, il me semble que c'est un peu de moi qui s'en va. C'est bien bête d'être ainsi et si j'avais à me refaire… Eh bien ! je crois que je me referais encore telle que je suis.
Diéterle. »

### Amélie Diéterle vue par ses contemporains

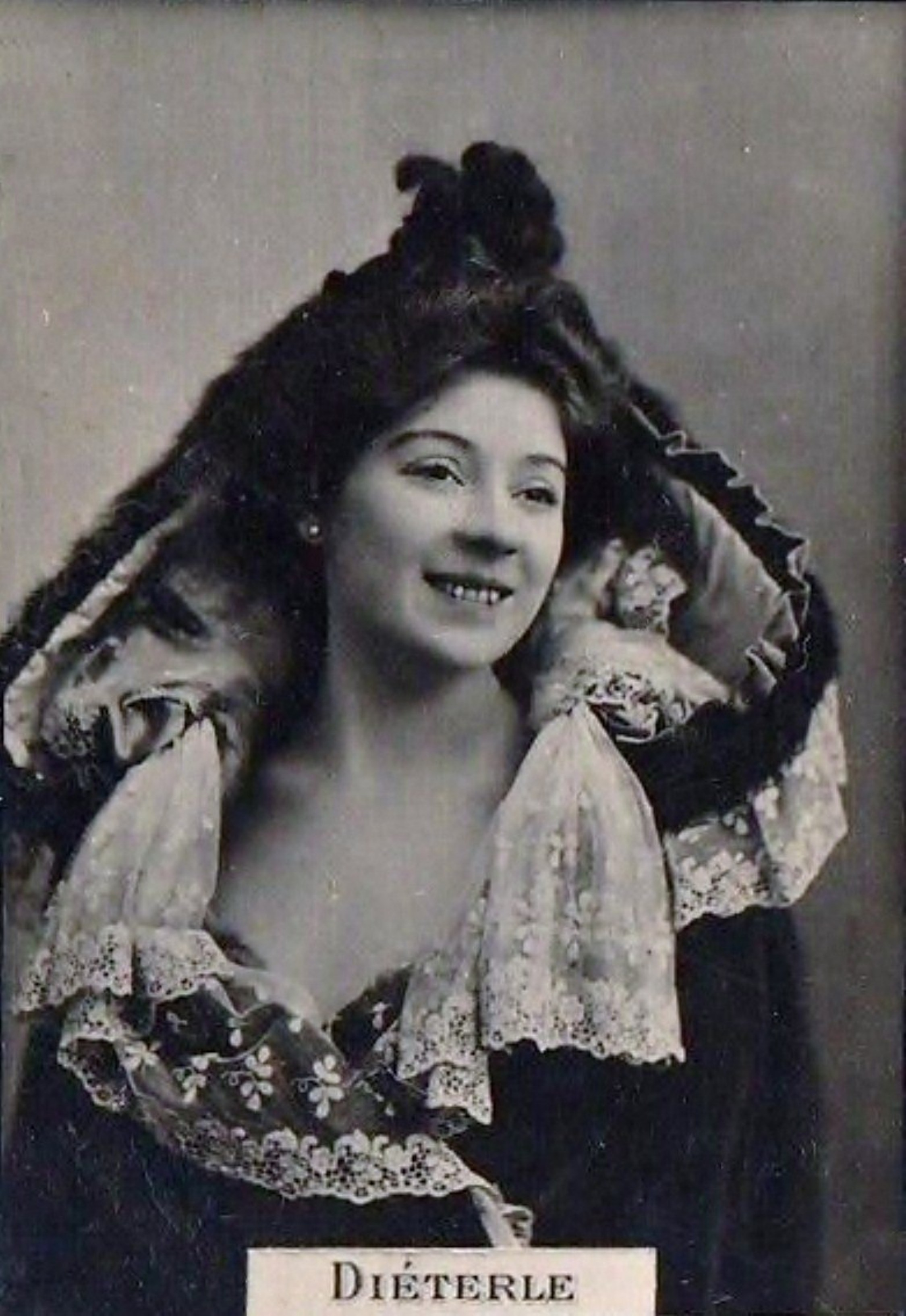
Amélie Diéterle par Léopold-Émile Reutlinger vers 1900.

Sous les initiales L.V. — probablement Louis Vauxcelles d'après ses connaissances des peintres et de l'art — un journaliste du quotidien Gil Blas brosse un portrait de la soprano en 1908 :

« Médaillon : Amélie Diéterle.
Voici que reparaît, délicieusement et triomphalement espiègle, dans le tricentenaire Cœur de Moineau, l'adorable Amélie Diéterle. Tout Paris sourit de joie dès qu'apparaît, sur les planches de l'Athénée ou des Variétés, cette mignonne et délicate Tanagra. Elle fut L'Omphale ingénue, bien que voluptueuse, des Travaux d'Hercule, la fine Phrynette de l'Enfant prodigue ; et la Fiancée du Timbalier, et la gente dame Bertrade d'Au temps des croisades. Elle fut aussi La Ponette. Et la revoici Huguette de la jolie pièce d'Artus. Et n'oublions pas Riquiqui, gamine candide, amoureuse et perverse, du Nouveau Jeu…  Diéterle est la Muse, la Musette plutôt, de l'opérette française et de la comédie bouffe. On aime en elle la grâce désinvolte, la fantaisie ailée ; on est pris au charme des trilles cristallins de sa voix exquise.
Aux Variétés, où ses partenaires de l'un et l'autre sexe recherchent, pour dilater le gros public, les effets de bouffonnerie outrancière, Diéterle, infiniment plus raffinée, ne vise qu'à l'expression des nuances, des sentiments vrais. Elle est subtile, spirituellement psychologue et dédaigne la charge.
En un mot, elle joue vrai. Ce qui ne l'empêche point d'avoir le diable au corps, quand le rôle l'exige.
Ces préoccupations de véritable comédienne se conçoivent mieux, s'expliquent tout naturellement quand on sait qu'à la ville cette actrice est la plus cultivée, la plus artiste des jeunes femmes de ce temps. Rendez-lui visite en sa loge, si Namur, petit toutou tapi sur un coin du divan, ne vous en défend point l'accès : vous admirerez un magistral crayon de la divette signé Maxime Dethomas et aussi des gravures japonaises de bon style et de bonne époque. Rendez-lui visite en son home du boulevard Haussmann, elle vous montrera, enthousiaste et compréhensive, ses Corot, ses Delacroix, ses Youdking, ses Manet, ses Renoir, ses Monet, ses Cézanne, ses Carrière, ses Lautrec, ses Vuillard, ses Bonnard et ses d'Espagnat.
Elle collectionne aussi les éventails anciens, les bronzes de Barye ; l'estampe dix-huitième siècle — Gravelot et Cochin — voisine avec l'estampe nipponne : Outamaro, Hiroshighé, Okousaï.
Elle raffole d'ailleurs des fourrures, et vous présentera à un tigre et à deux ours (qui ne sont point ceux que les dramaturges lui ont soumis).
Elle exècre le cabotinage et préfère les intimes réunions de gens de lettres, de peintres, d'artistes.
Elle se fiche de la mode, imbécile et tyrannique. Alors que ses camarades se surmontent le crâne de désopilants et formidables jardins fleuris, Diéterle, narquoise et discrète poupée, porte de tout petits chapeaux !!
Les poètes qui sont ses familiers — tel l'austère et grand Léon Dierx — ont chanté sa grâce souveraine. Et je ne crains point de dire que Stéphane Mallarmé ne cisela jamais bijou plus pur que ce quatrain célèbre :
Un rossignol au bosquet mien
Jette sa folle et même perle…
Il prélude… Et je me souviens
De Mademoiselle Diéterle… »

### La muse et les arts

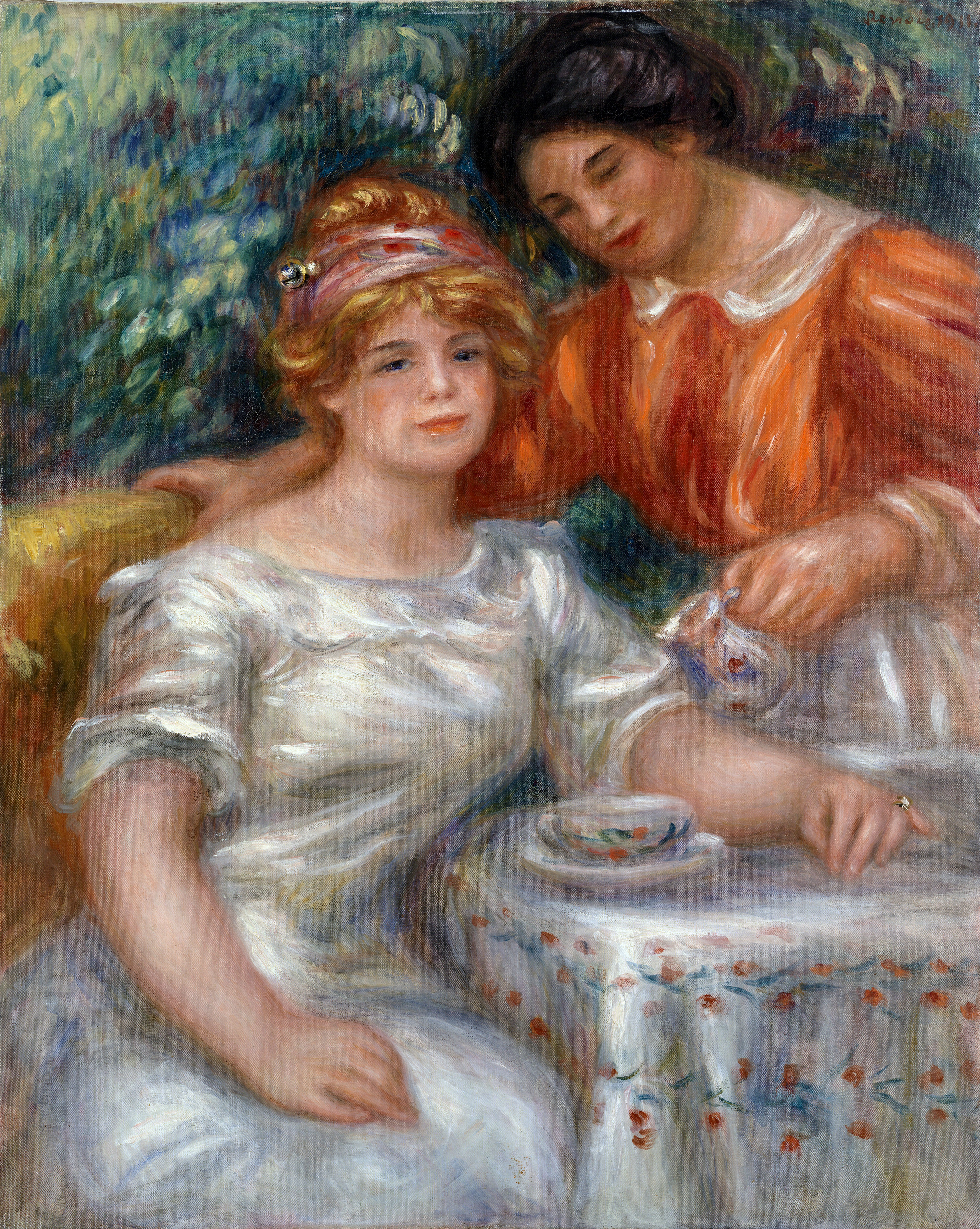
Portrait de Mlle Diéterle et de la domestique Gabrielle Renard, par Auguste Renoir en 1911. Collection Gaston Bernheim en 1922, puis la Fondation Barnes aux États-Unis, sous le titre de Tea Time.

|  |

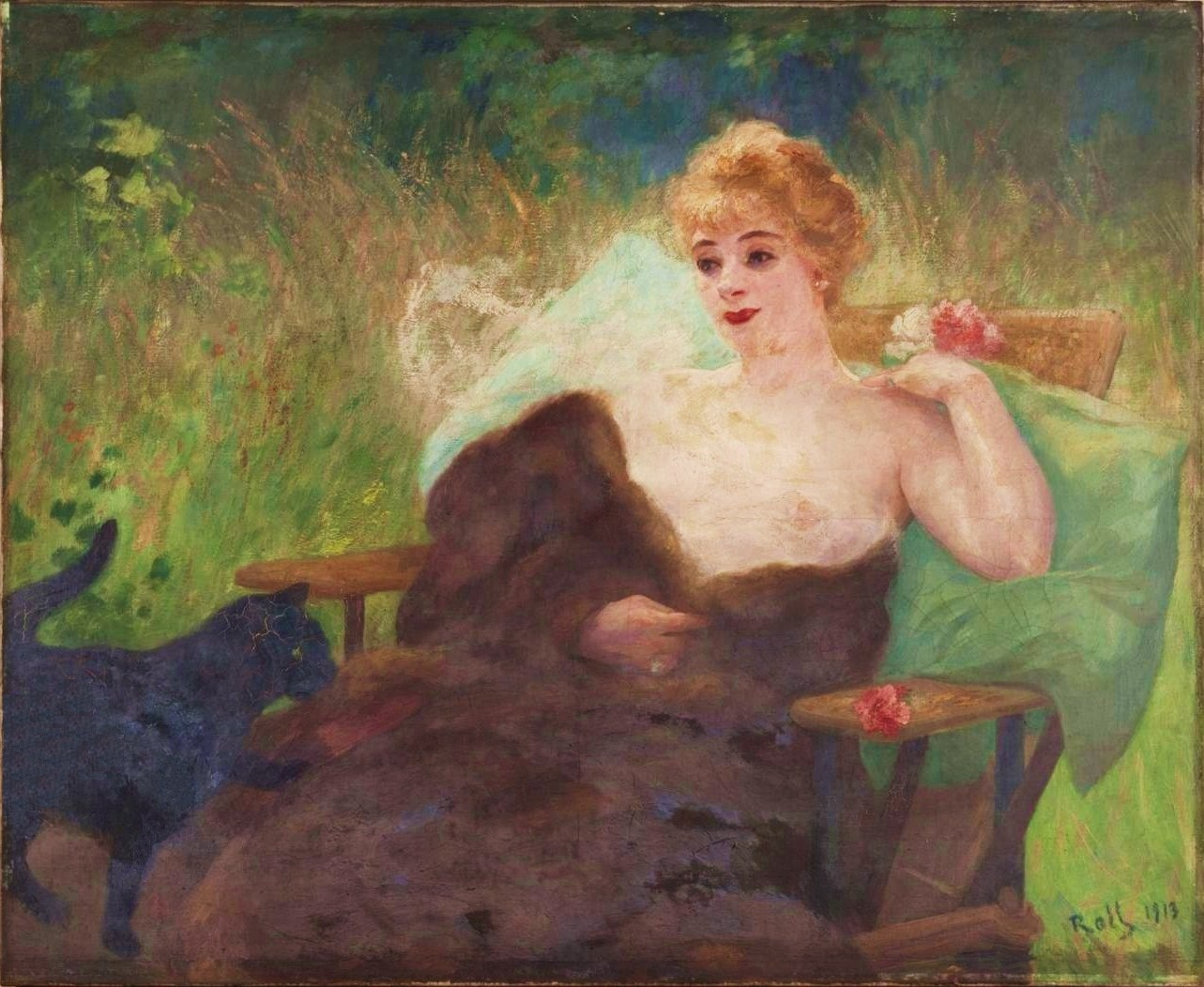
En juin, Amélie Diéterle par Alfred Roll en 1913. Musée des Beaux-arts de la Ville de Paris. Le tableau est peint dans la propriété de l'artiste, La Bellandière dans le hameau de Brolles à Bois-le-Roi.

Amélie Diéterle inspire les poètes Léon Dierx et Stéphane Mallarmé. Son ami, le collectionneur Paul Gallimard, lui fait découvrir le monde des arts et par son intermédiaire, elle devient le modèle des peintres les plus en vue.
Auguste Renoir a réalisé plusieurs portraits de la comédienne dont une série la représente avec un chapeau blanc. De ces différentes versions, une est datée de 1892 et elle figure dans l'ouvrage de Gustave Geffroy sous le titre de : Germinal, album de vingt estampes originales. L'auteur dans sa préface décrit l'œuvre du maître en ces termes : 

« Renoir fait chanter tout un poème de jeunesse, de charme vital, par cette belle fillette empanachée, aux yeux ingénus, à la bouche sensuelle, au visage d'enfant, à la gorge de femme, qui transparaît à travers le dessin le plus souple, le plus léger, le plus joli, le plus nacré. »

Une autre variante en 1899, est une lithographie en gris sur papier vélin, exposée au musée Art Institute of Chicago.
Citons également un pastel de 1903, exposé au Museum of Fine arts of Boston, sous le titre de Mademoiselle Dieterle, La Merveilleuse. Un autre portrait réalisé vers 1910 est aussi un pastel, actuellement au musée Antoine-Lécuyer à Saint-Quentin.
L'une des œuvres de l'impressionniste est prêtée en 1922 par Gaston Bernheim (1870-1953) à l'exposition Cent ans de peinture française (1821-1921) d'Ingres au Cubisme, organisée au profit du Musée de Strasbourg, la ville natale de la comédienne, au siège parisien de la Chambre des Antiquaires et reproduit dans l'article du critique d'art et romancier, Léandre Vaillat, de la revue L'Illustration no 4126 du 1er avril 1922. Amélie Diéterle est dessinée assise, accoudée à une table, une employée de maison (Gabrielle Renard) lui versant une infusion dans une tasse. Un second critique d'art, René-Jean, publie également dans le journal Comœdia, une description détaillée de la peinture :

« De tous ces tableaux, ceux qu'on a plaisir à regarder se comptent aisément : d'abord, par Renoir, le portrait de Diéterle, assise en corsage blanc sur un fond de feuillage, servie par une jeune bonne vêtue de rouge : harmonie verte, blanche et rouge, exaltant la splendeur nacrée des chairs et opposant une blondeur claire à une matité brune, scène de genre peut-être plus que portrait au sens classique du mot, mais œuvre où la vie s'exprime avec plénitude et intensité. »

Cette peinture, datée de 1911, appartient de nos jours à la Fondation Barnes, sous le titre de Tea Time et elle est exposée dans leur musée à Philadelphie dans l'État de Pennsylvanie aux États-Unis.
Enfin, une autre peinture de Renoir intitulée Femme nue en buste serait une représentation de l'actrice et qui appartenait à Amélie Diéterle, collectionneuse avisée. L'artiste des Variétés est guidée dans ses choix par son mentor, Paul Gallimard. Sur les murs de l'appartement parisien d'Amélie Diéterle, c'est une accumulation de toiles remarquablement signées : Manet, Delacroix, Degas, Pissarro, Renoir, Sisley, Daumier, Corot, Valloton, etc.
| - Pastel de Auguste Renoir en 1903. - André Sinet, Salon de 1899, Paris. - André Sinet, portrait de 1900. |

Parmi la collection privée d'Amélie Diéterle, figure un tableau de Renoir, La baigneuse endormie, peinte en 1897 et qui appartient à l'artiste du théâtre des Variétés jusqu'en 1920. Cette œuvre se trouve à présent au musée Oskar Reinhart « Am Römerholz ». Quant au sujet représenté, deux versions s'opposent. Le modèle serait-il Gabrielle Renard, la nourrice de Jean Renoir le fils du peintre, ou Amélie Diéterle elle-même ? Toutes les deux sont devenues les muses du peintre. À noter que Gabrielle Renard avait les cheveux noirs et le teint mat. Amélie Diéterle était blonde et avait la peau claire dans les portraits de Renoir. Cette opposition est plus favorable à la comédienne, description que l'on retrouve dans la peinture citée précédemment et dénommée Tea Time.
Henri de Toulouse-Lautrec la fait figurer dans l'une de ses toiles datée de 1896 : Marcelle Lender dansant le boléro dans « Chilperic ».
L'artiste Alfred Roll exécute un tableau au mois de juin 1913, présentant Amélie Diéterle à demi nue. Elle est assise en extérieur, dans un fauteuil de jardin avec des accotoirs à barreaux ajourés. Mme Henriette Roll en fera don au musée des Beaux-arts de la Ville de Paris, au Petit Palais.
Le journaliste Louis Vauxcelles publie un article en 1913 dans le quotidien Gil Blas sur l'élaboration de l'œuvre :

« Un portrait de Mlle Diéterle
Le maître Roll vient de peindre un adorable portrait de Mlle Diéterle. Le pinceau de ce coloriste puissant, de la lignée de Géricault et de Manet, sait trouver quand il le veut des accents d'une grâce séduisante.
La divette est représentée en un costume d'une fantaisie hardiment décorative, — un peu dans la manière des brillants portraits féminins du XVIIIe. Décolletée généreusement, le buste à demi voilé de linons transparents, la gorge et les bras nus ; puis, à mi-corps et s'étendant sur les genoux, une fourrure fauve.
L'œuvre a été exécutée en plein air, et se baigne parmi les reflets au lieu d'être comme décolorée par la lumière froide de l'atelier. La fraîcheur du teint de Diéterle, ses célèbres torsades blondes, son charme mutin, l'espièglerie câline de sa bouche, de son regard, tous ces agréments spirituels si malaisés à fixer sur la toile, ont été exprimés par Roll avec une verve et un bonheur juvéniles.
Le portrait harmonieux et vrai a été peint avec joie, par les belles journées de juin, dans un parc, à Bois-le-Roi ; le maître travaillait en souriant, la belle actrice posait avec une courageuse patience. Et, près d'eux, un bibliophile fameux, collectionneur de merveilles picturales, ami du peintre, ami de la comédienne, devisait d'art et de littérature.
Nous verrons, au Salon prochain, le portrait de Mlle Diéterle par A. Roll. »

Le « bibliophile fameux, collectionneur de merveilles picturales » évoqué par Louis Vauxcelles, n'est autre que Paul Gallimard.
André Sinet (1867-1923), peintre, dessinateur, lithographe et affichiste, a également représenté Amélie Diéterle par deux portraits. Le premier est exposé au Salon de 1899 et le second daté de 1900, figure à l'exposition des peintres du Théâtre, des acteurs et actrices, organisée par la revue théâtrale La Rampe, à la Galerie d'Art du photographe Henri Manuel à Paris au mois d'octobre 1920.
Amélie Diéterle pose aussi pour Maxime Dethomas. Le portrait de la comédienne réalisé par le peintre, est exposé au Salon d'automne de 1908.
Un autre artiste inspiré par l'actrice est William Malherbe (1884-1951), disciple de Pierre Bonnard et de Renoir, qui reproduit en 1923 « la princesse des scènes parisiennes », coiffée d'un grand chapeau blanc sur un fond de feuillages. Cette œuvre fait l'objet aussi d'une exposition au Salon d'automne de 1924. Ce tableau est mis sur le marché de l'Art le 22 mars 2019 à l'Hôtel Drouot sous le titre de « Femme à l'ombrelle » par la société de ventes aux enchères, L'Huillier & Associés.
Paul Gallimard et Amélie Diéterle sont des habitués de la villa Beaulieu, la superbe demeure du peintre Félix Vallotton, située sur les hauts de Honfleur en Normandie avec son panorama de la côte de Grâce et de l'estuaire de la Seine. Gallimard est déjà propriétaire d'un tableau de Vallotton, acquis en 1910 et Amélie Diéterle de La femme africaine (œuvre nommée à l'époque La Négresse), aujourd'hui au Musée d'Art moderne de Troyes. Les hôtes de Vallotton vont récidiver. Lui en 1917 avec deux importants paysages de Ploumanac'h et elle, avec une nature morte achetée à l'exposition personnelle du peintre en 1919.

Portraits de Mlle Amélie Diéterle.
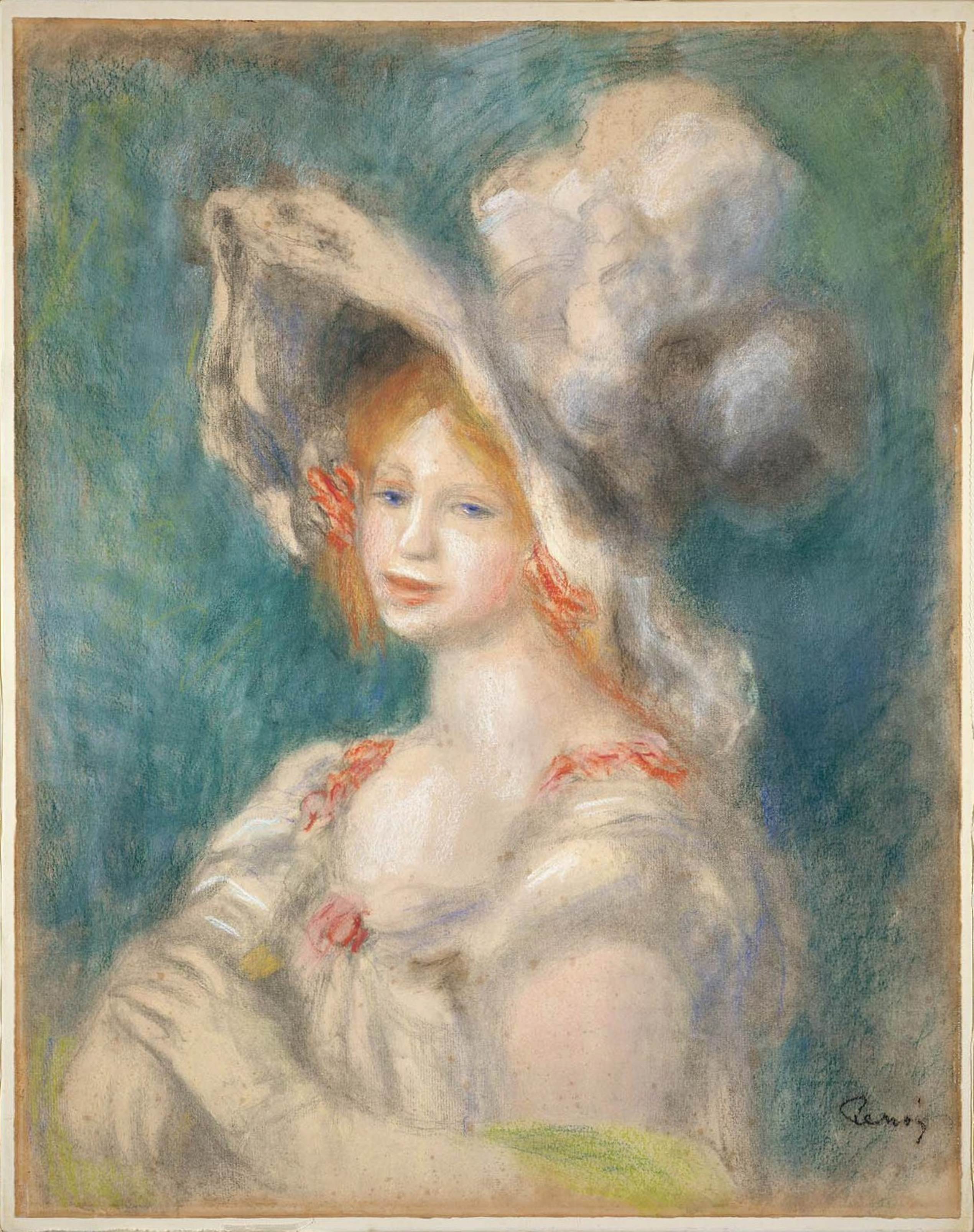
Pastel : Mademoiselle Diéterle, La Merveilleuse, d'Auguste Renoir en 1903. Museum of Fine arts of Boston.
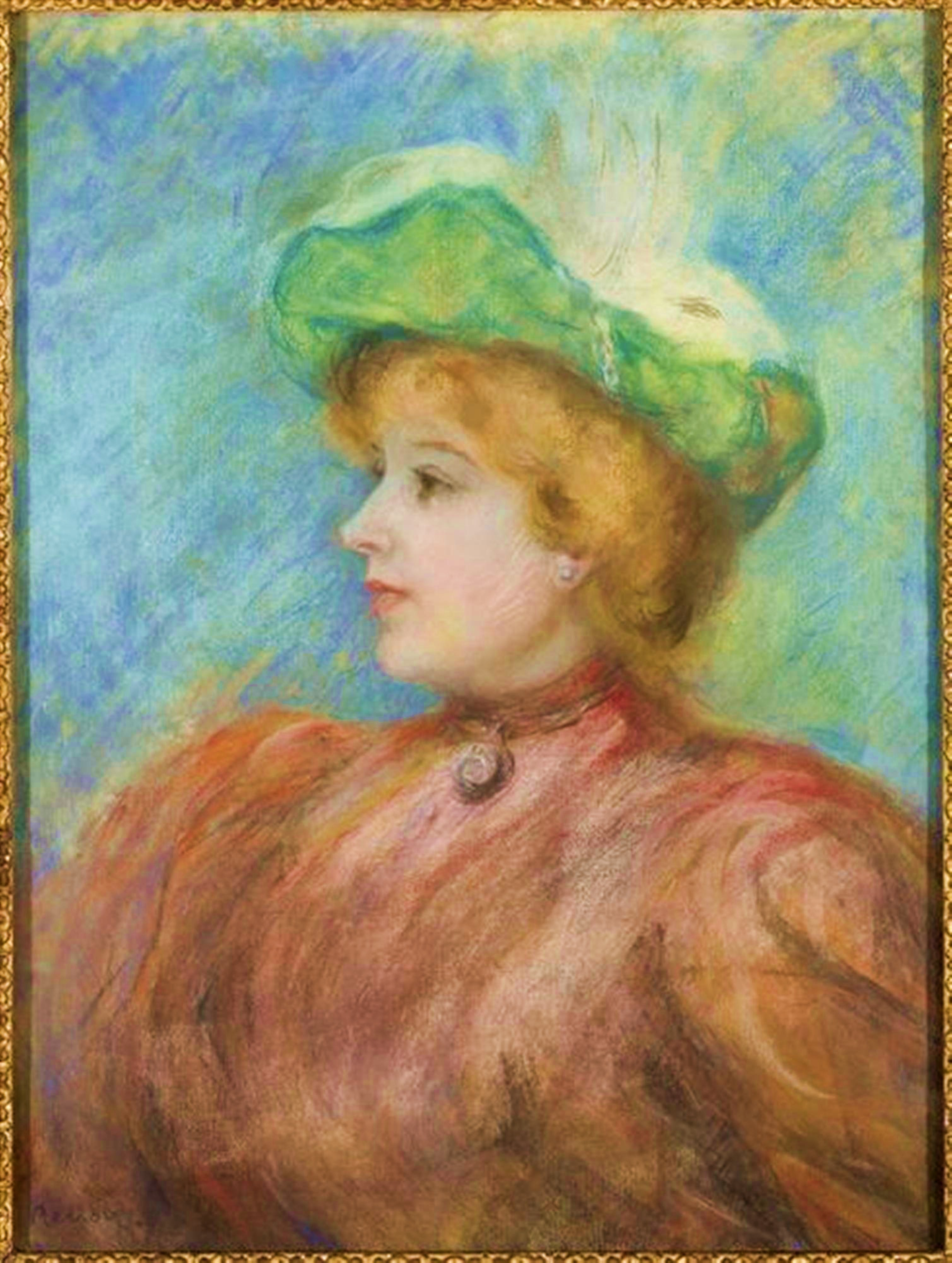
Pastel : Portrait de Mademoiselle Diéterle, d'Auguste Renoir vers 1910. Musée Antoine-Lécuyer à Saint-Quentin.
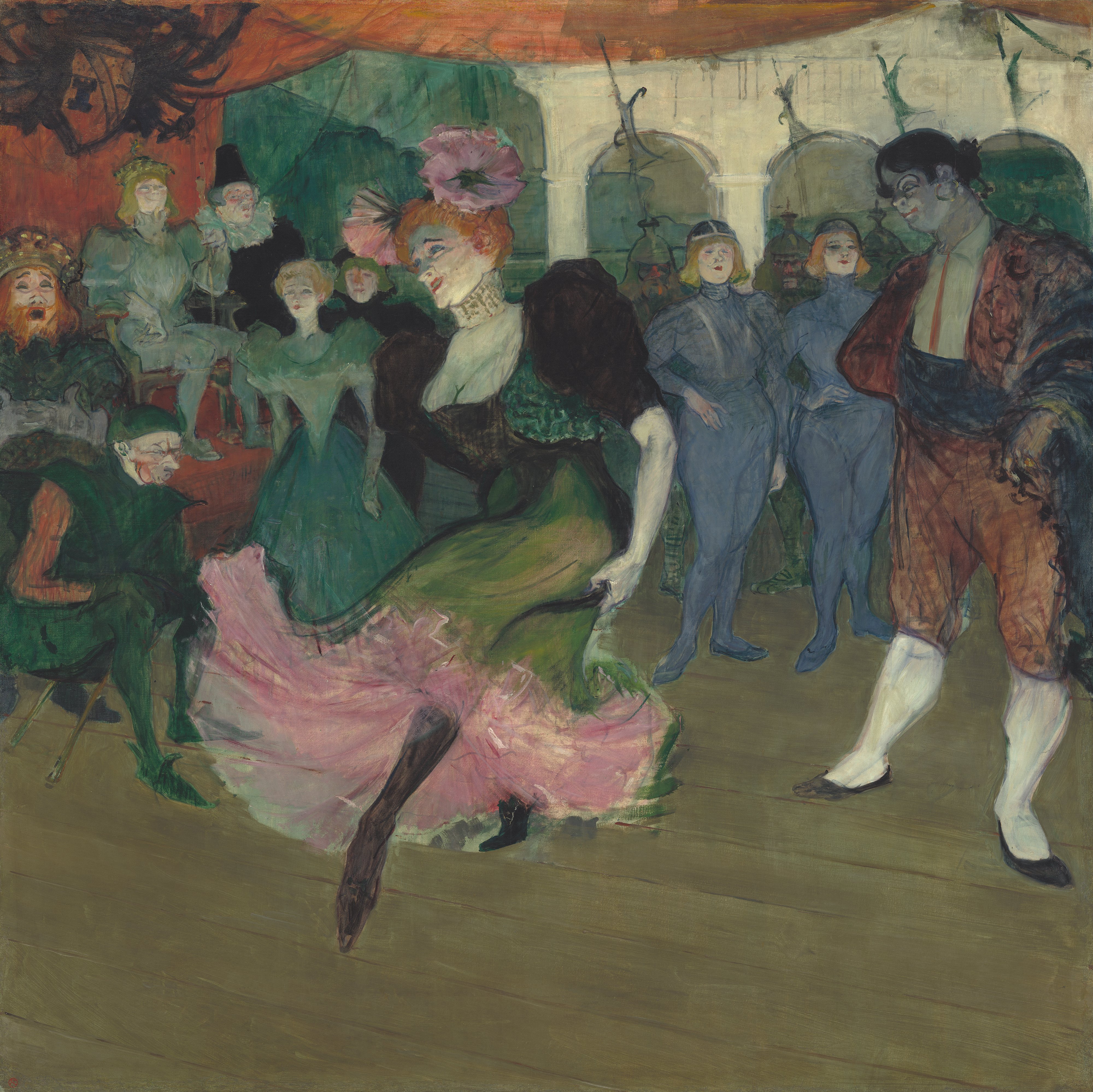
Marcelle Lender au centre et Amélie Diéterle à gauche en robe verte, dans Chilpéric par Henri de Toulouse-Lautrec en 1896.
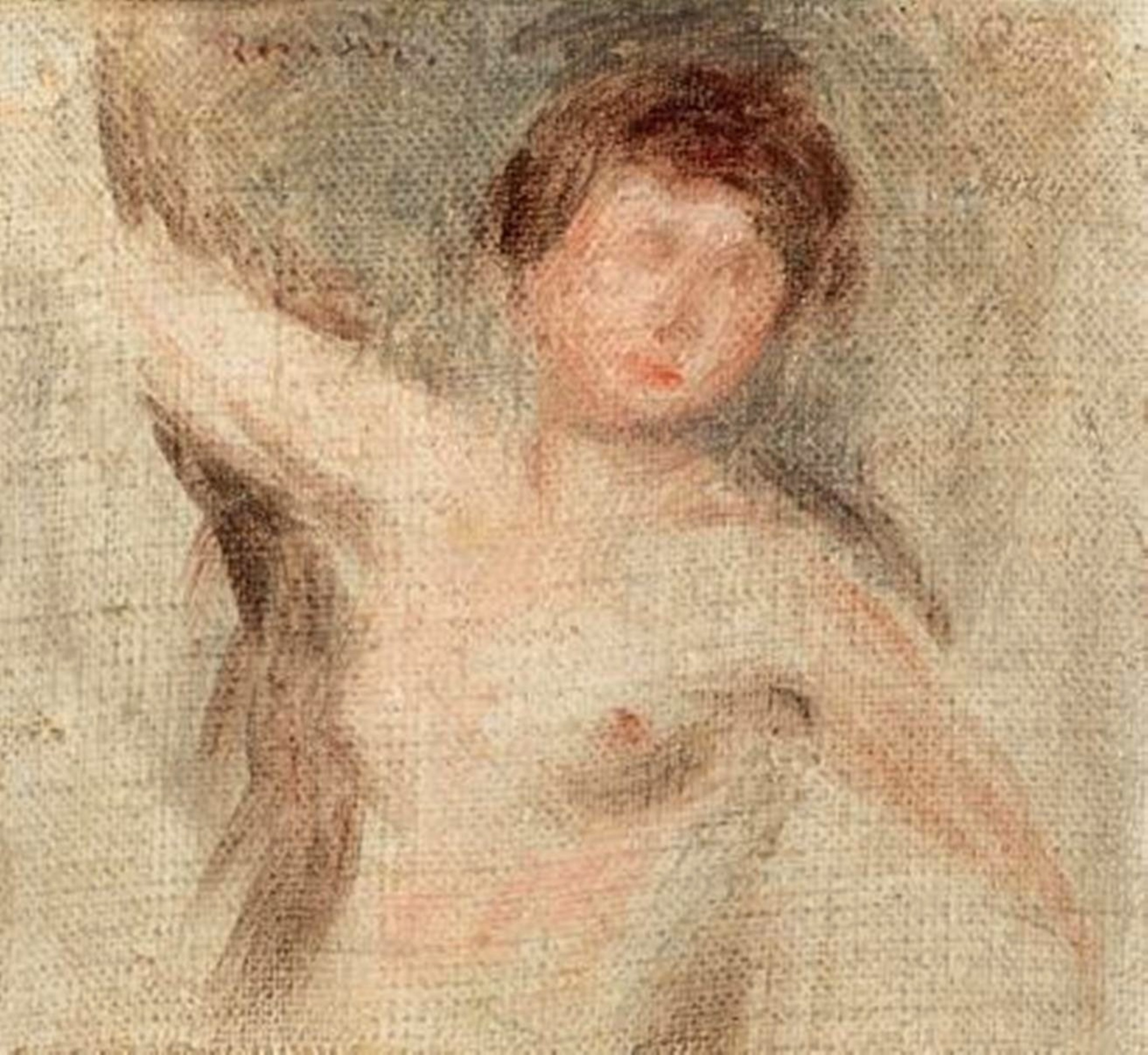
Femme nue en buste par Auguste Renoir. Représentation supposée de l'actrice, collection Amélie Diéterle.

### Un modèle idéal

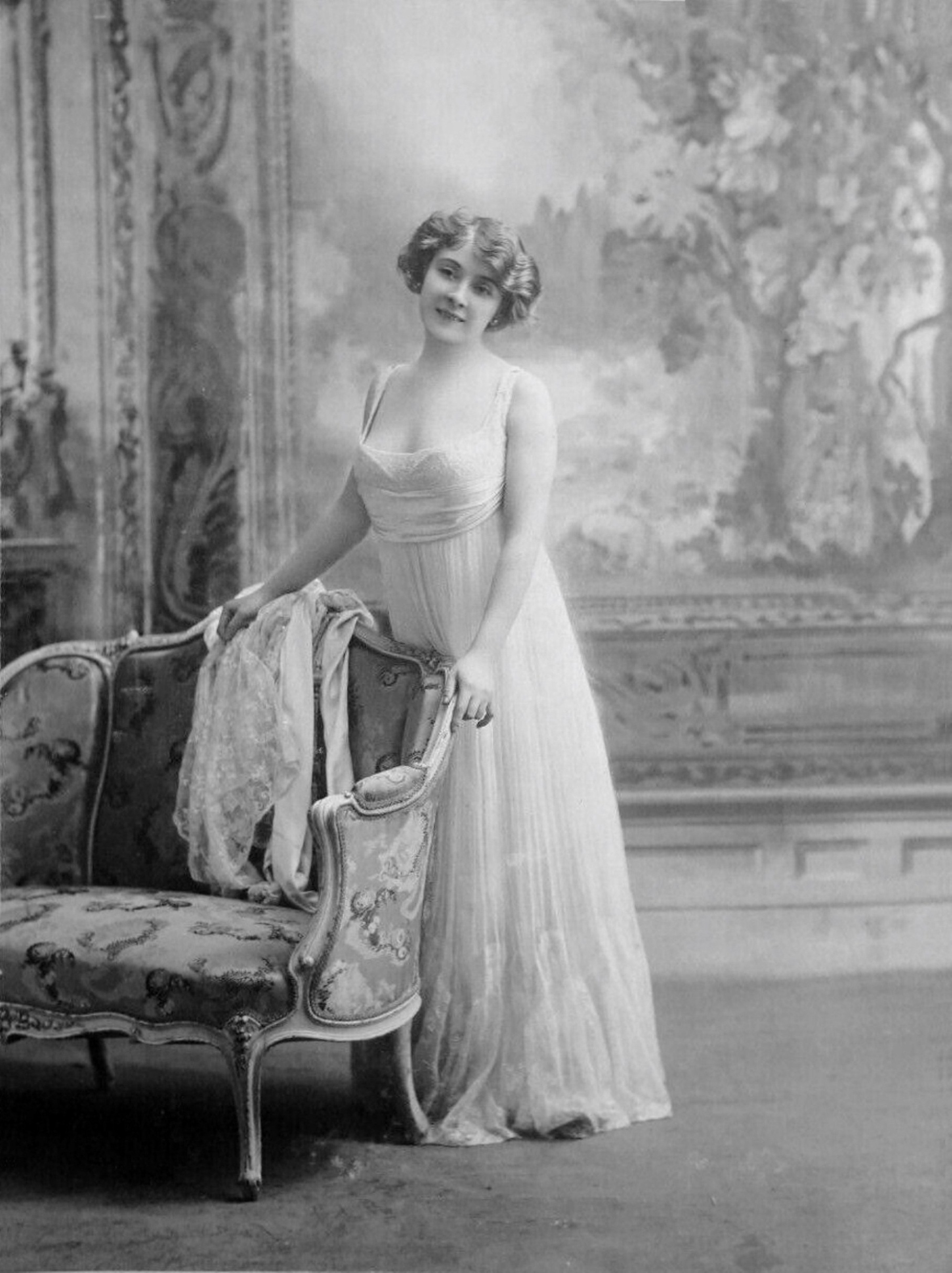
Amélie Diéterle par Auguste Bert. Ce dernier a racheté le studio parisien de Paul Boyer.

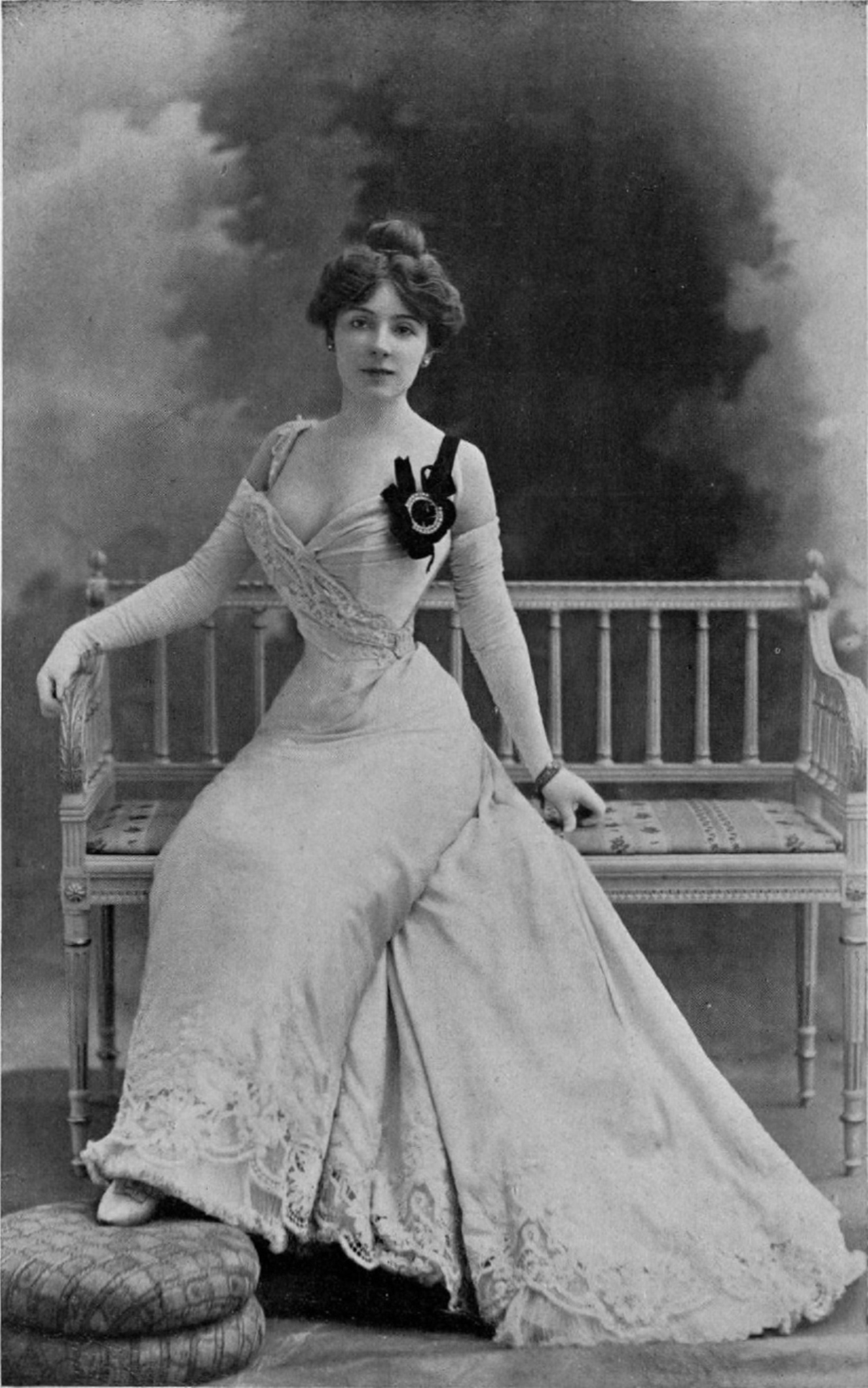
Amélie Diéterle joue le rôle de Mariette Printemps dans Éducation de prince, au mois de mai 1900.

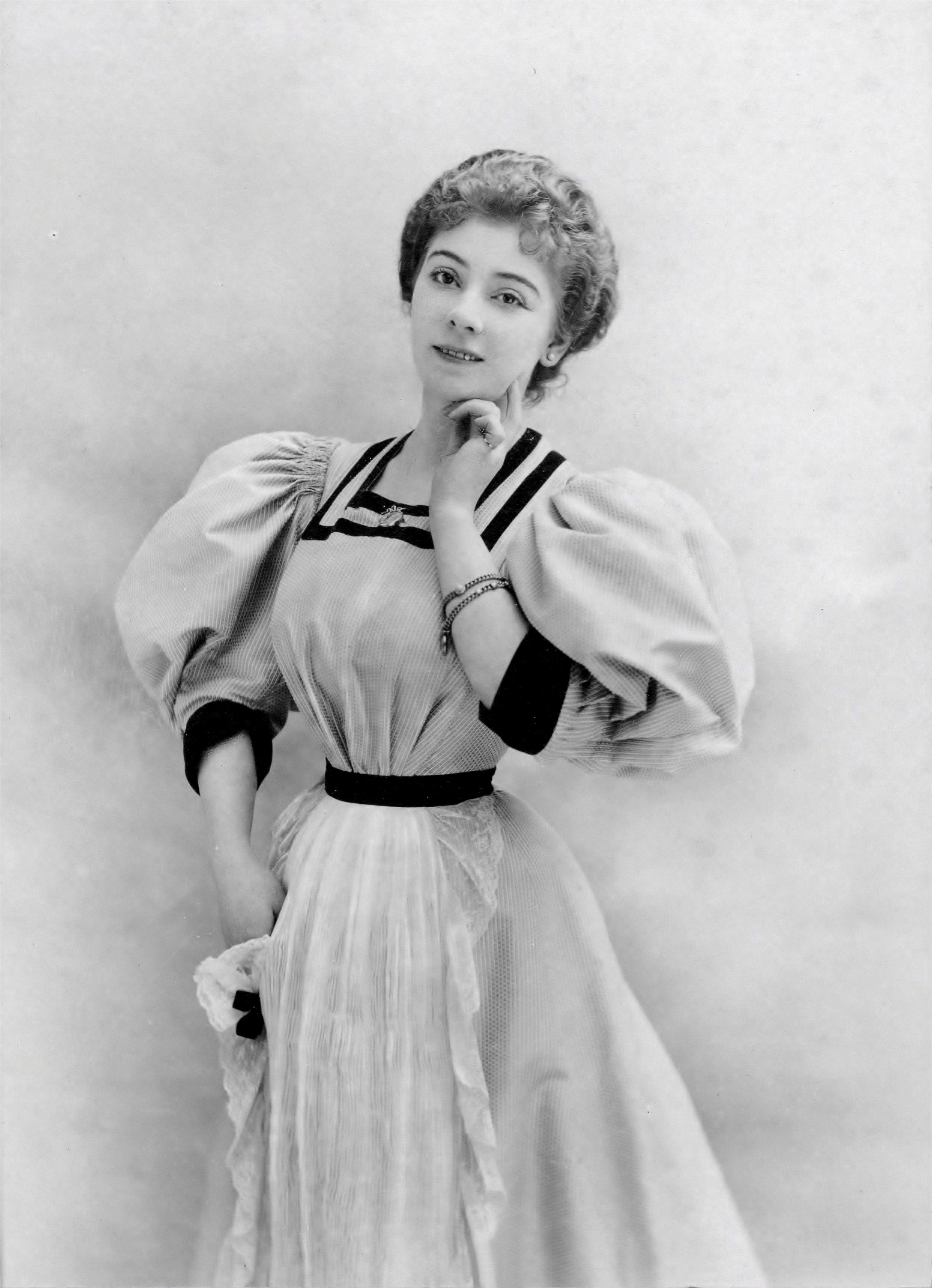
Amélie Diéterle par Nadar. Elle interprète le personnage de Jacinthe dans la pièce : Le carnet du Diable en 1895.

Les artistes de la Belle Époque telles que Liane de Pougy, Émilienne d'Alençon, La belle Otero, Geneviève Lantelme ou Cléo de Mérode, s’affirment dans le demi-monde parisien grâce à leur beauté et à leur notoriété mais surtout à leurs amants illustres. Les chroniqueurs mondains influent abondamment sur la renommée de ces courtisanes. Mais ce sont les photographes qui leur assurent un succès considérable. Le recours à la photographie, diffuse leurs effigies à l’échelle internationale, ce qui permet aux demi-mondaines qui, à défaut d’un véritable talent, misent tout sur leur beauté. Les séductrices de la Belle Époque ont en fait besoin d’une foule d’admirateurs anonymes qui, en collectionnant les reproductions de leurs portraits photographiques, contribuent à accroître leur réputation de « femmes fatales »,.
Parallèlement, les véritables artistes du spectacle, comme Sarah Bernhardt, Réjane, Amélie Diéterle, Ève Lavallière ou Arlette Dorgère, ont également besoin de consolider leur renommée par le biais de la photographie. Le développement de la technique photographique contribue à faire d'Amélie Diéterle une célébrité : son portrait est reproduit sous forme de cartes postales, tirées et diffusées à des milliers d'exemplaires. Les photographes Paul Nadar, Léopold Reutlinger, Henri Manuel, Paul Boyer, Auguste Bert ou le studio Cautin et Berger, célèbrent Amélie Diéterle en icône. Reproduite à loisir, l'effigie d'Amélie correspond à l'idéal ambigu de la féminité forgé par la Belle Époque : une femme sensuelle mais sans en avoir l'air, naïve et malicieuse en même temps.
Amélie se reconnaît elle-même : « un petit peu bourgeoise dans mes habitudes » et cette reine de Paris, cultive en réalité la discrétion. Contrairement aux demi-mondaines, le seul amant que l'on connaisse d'Amélie Diéterle, est le collectionneur Paul Gallimard. Plongée dans la haute société, elle préserve néanmoins sa vie privée et s'est forgée une réputation de passionnée des Arts et de la littérature, bien loin des frivolités.
La gloire passée de la Belle Époque et de ses héroïnes est perpétuée par la photographie qui, après avoir été un puissant instrument publicitaire, s'avère être un irremplaçable outil de mémoire. Amélie Diéterle a atteint une grande notoriété comme en témoignent toujours aujourd'hui les nombreuses cartes postales des années 1900 qui la représentent.

La célébrité de la comédienne au cours de la Belle Époque par la photographie : Amélie Diéterle, actrice de théâtre et de cinéma, cantatrice.
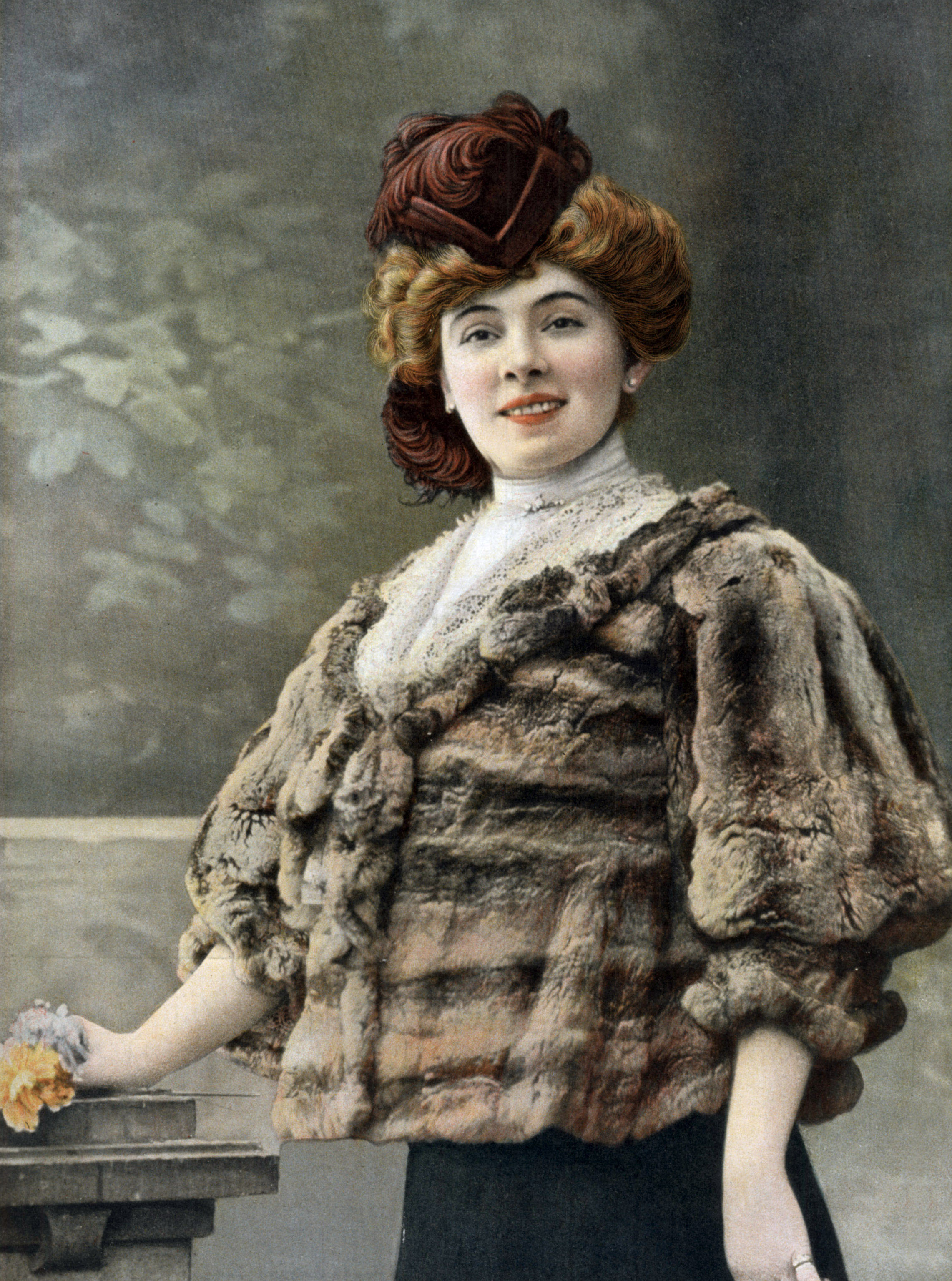
Amélie Diéterle par Léopold-Émile Reutlinger.
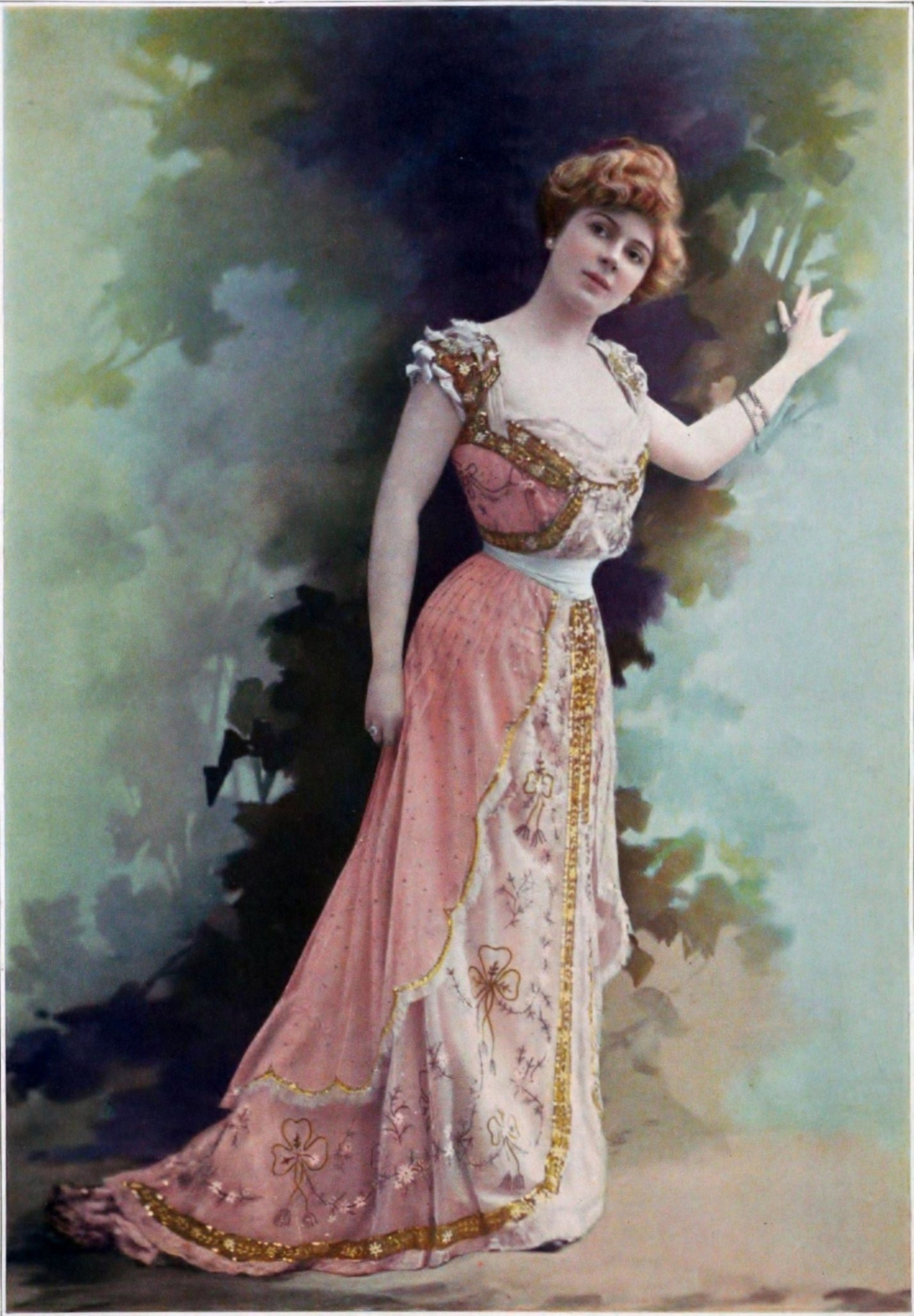
Photographie de la revue mensuelle illustrée, Le Théatre, du mois de mai 1903.
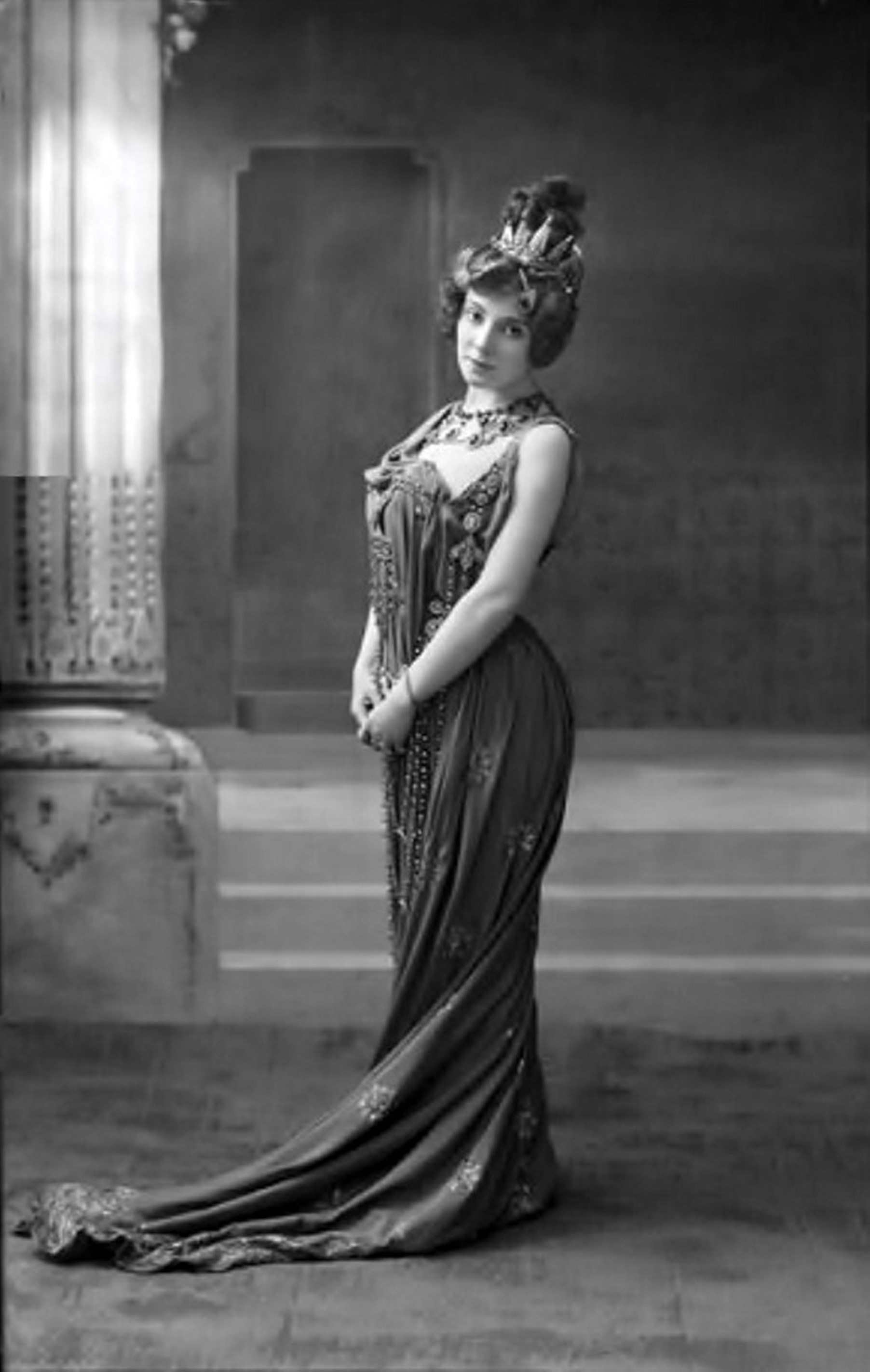
Amélie Diéterle interprète la reine Omphale au théâtre des Bouffes-Parisiens, en 1901.
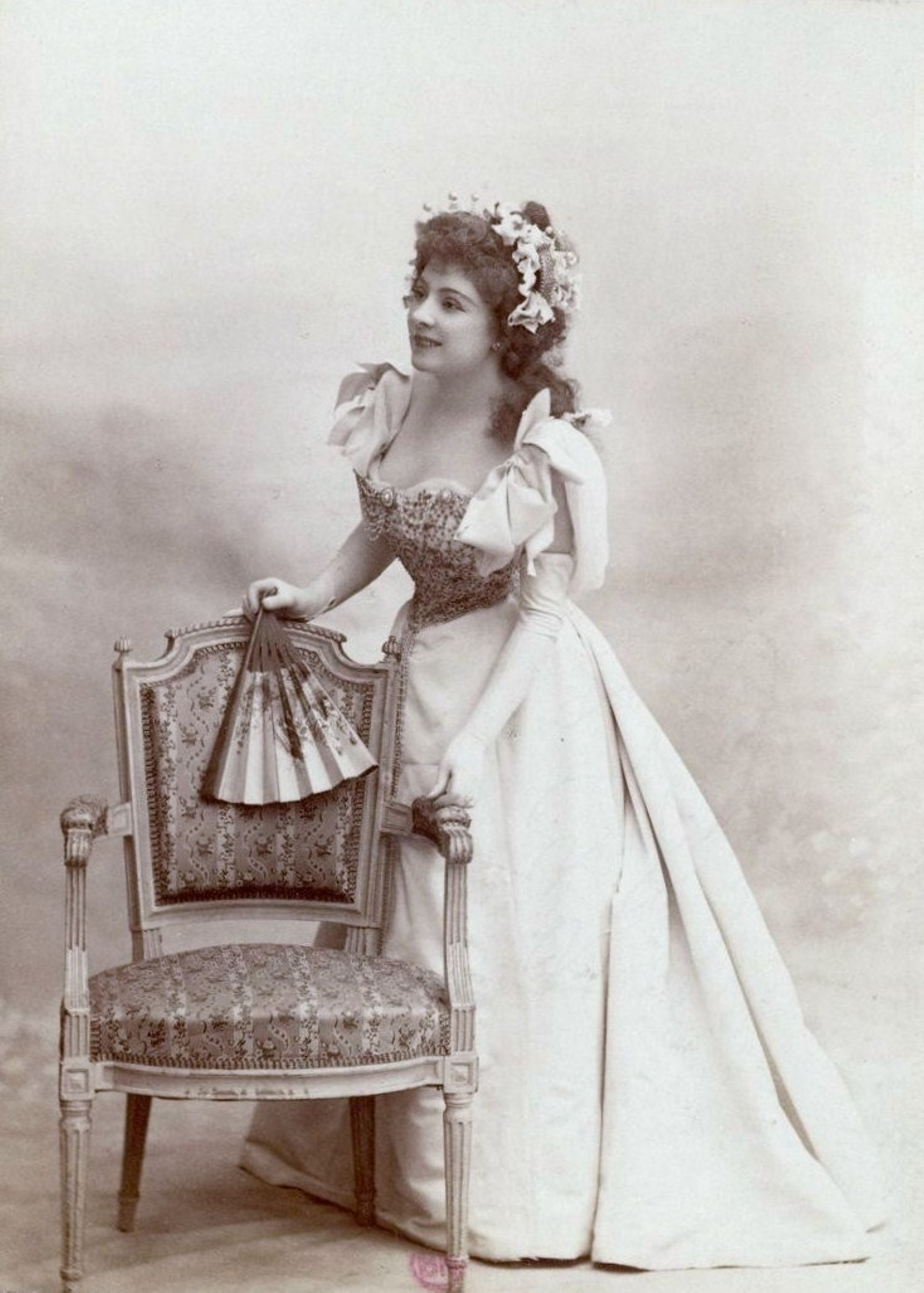
Amélie Diéterle dans la comédie La Rieuse au théâtre des Variétés à Paris, en 1894.
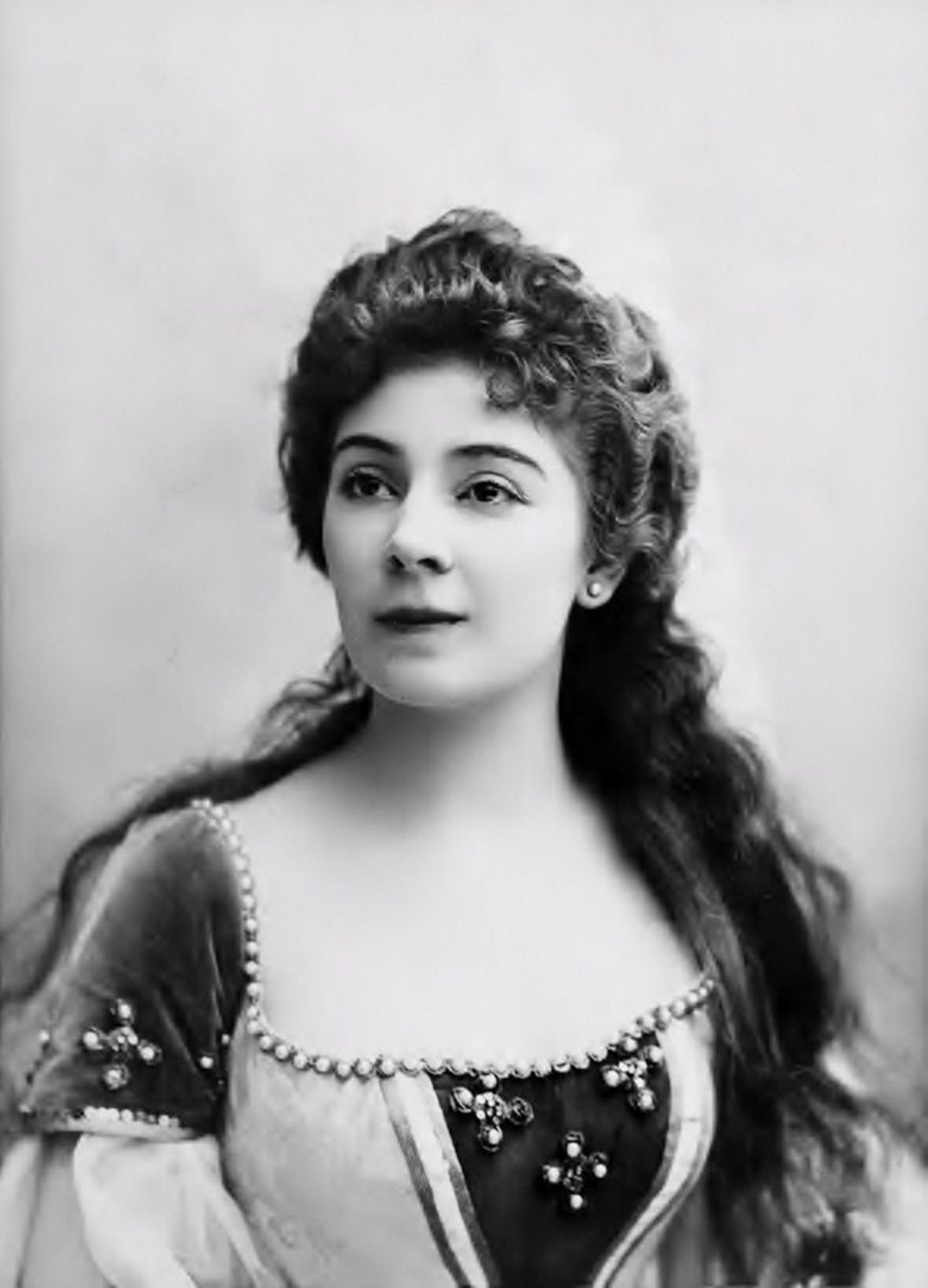
Amélie Diéterle dans la pièce fantastique Le carnet du Diable.
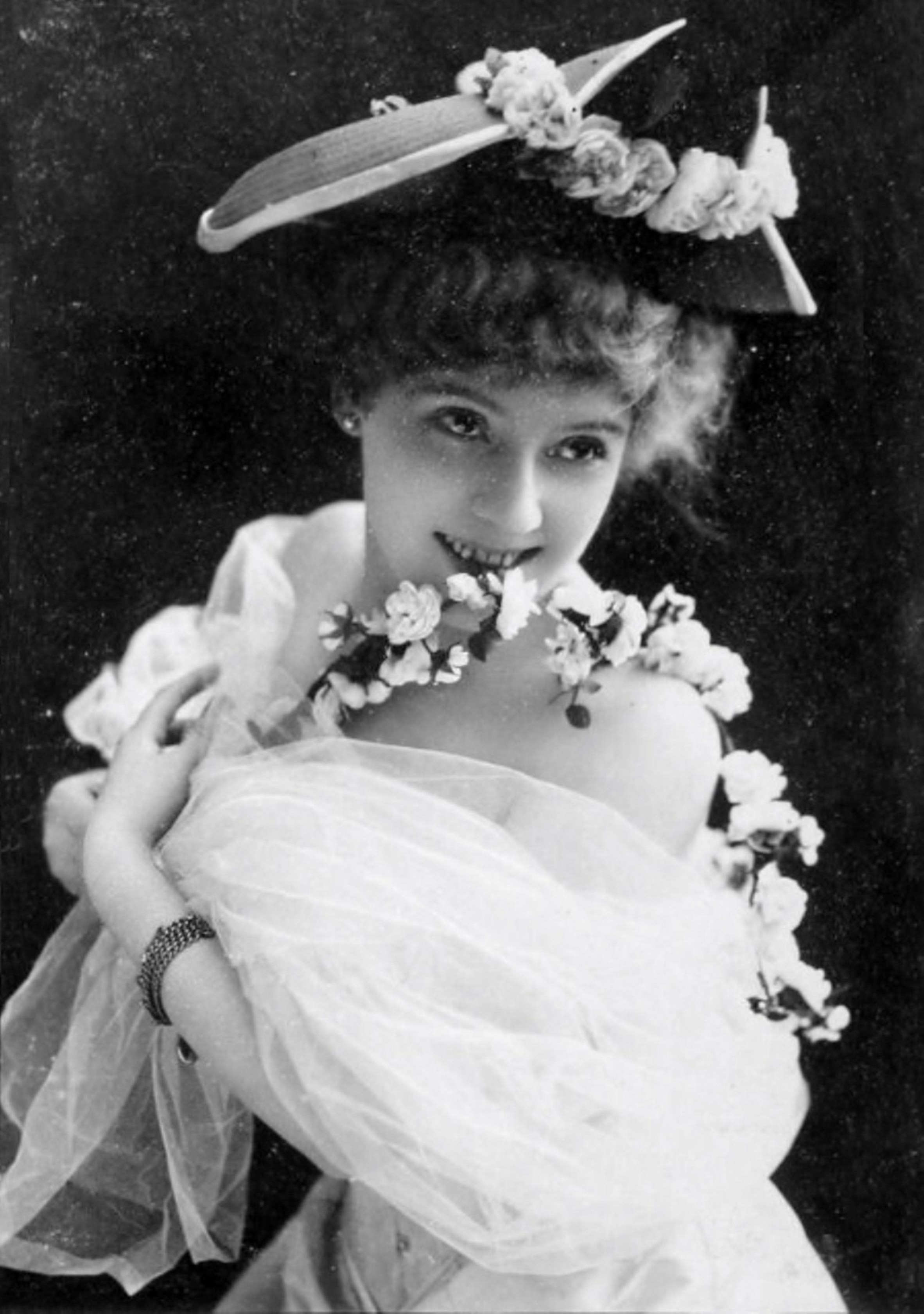
Amélie Diéterle par Léopold-Émile Reutlinger vers 1895.
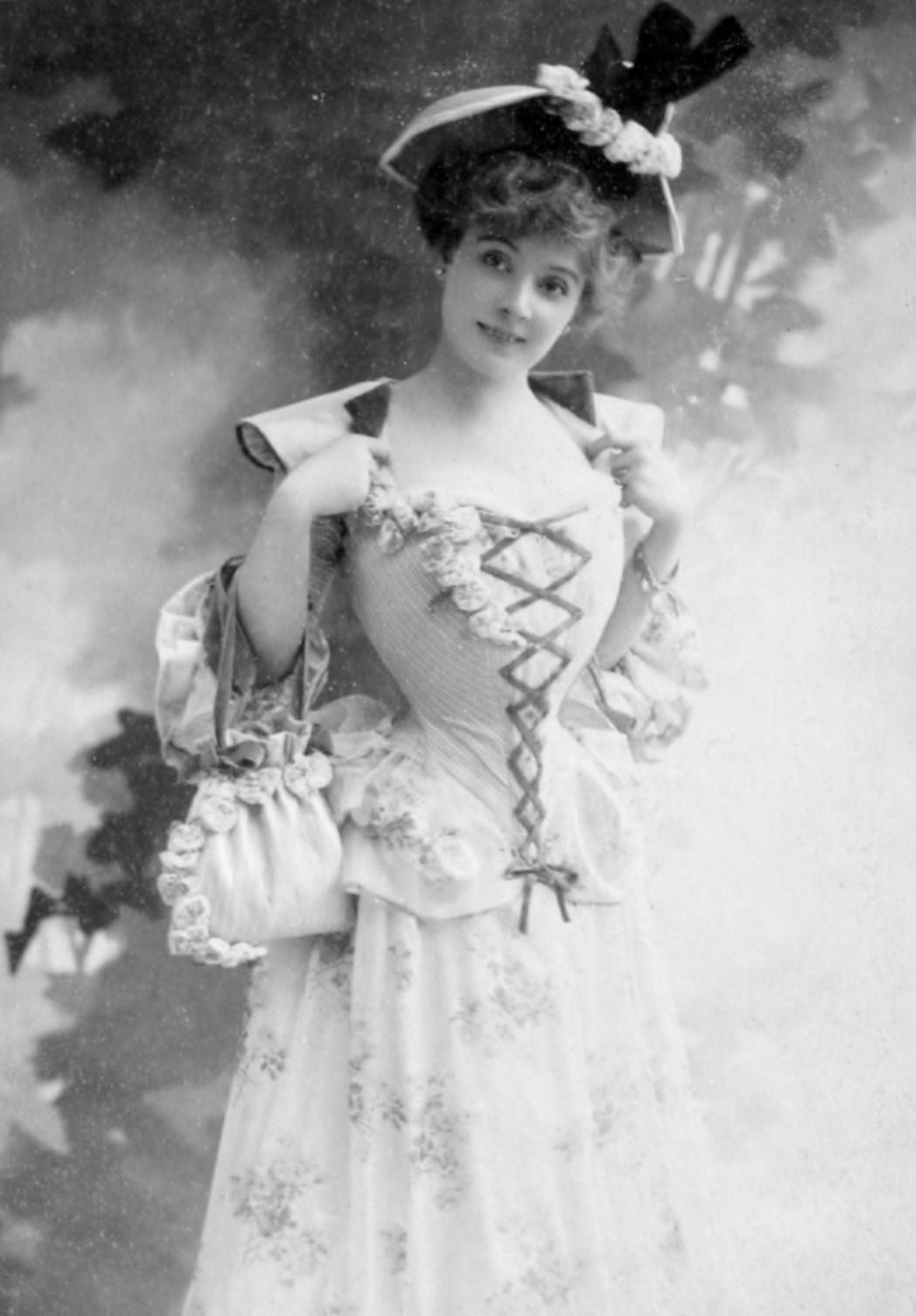
Léopold-Émile Reutlinger est le photographe attitré de l'actrice.
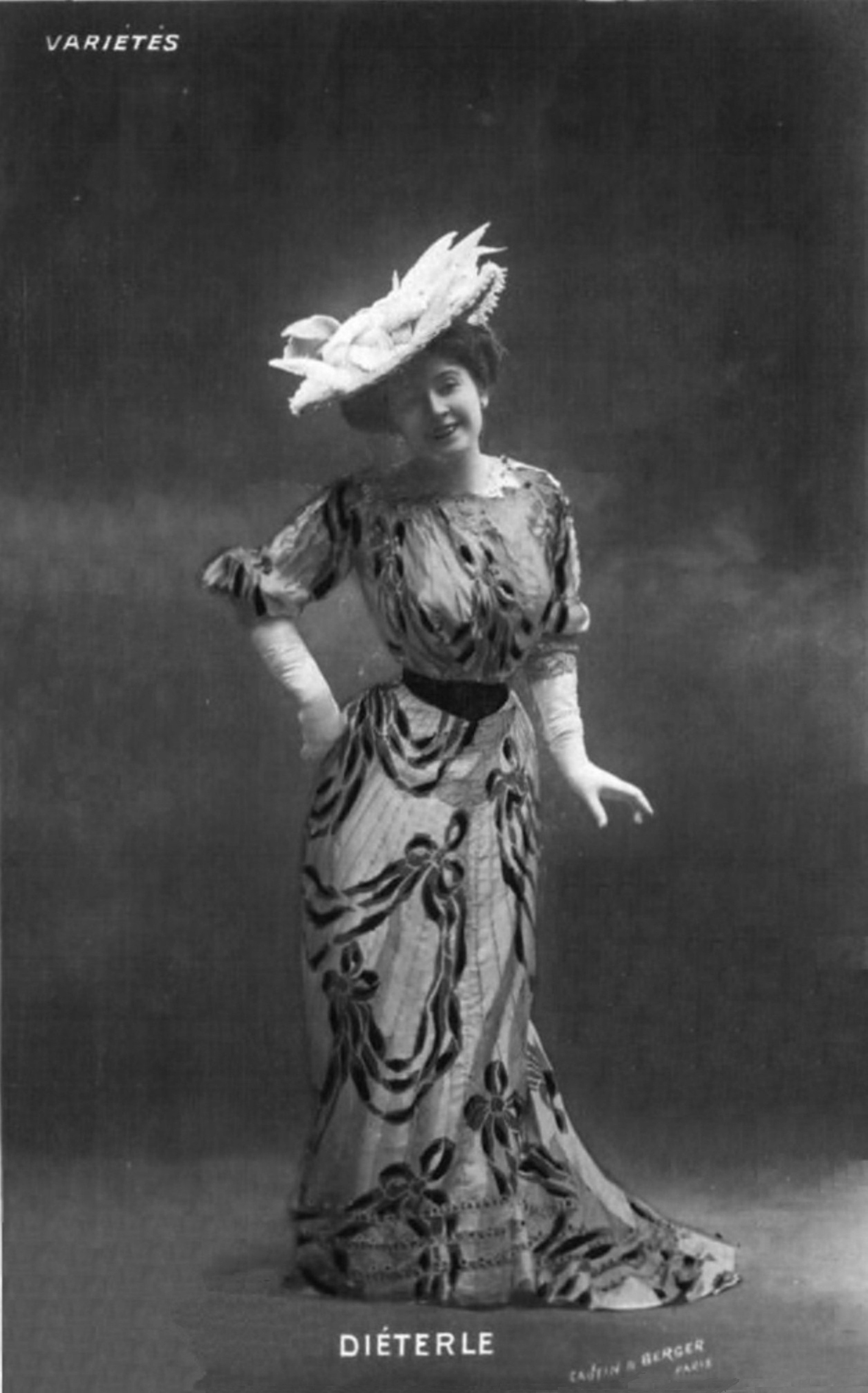
La comédienne par le Studio Cautin et Berger à Paris en 1904.
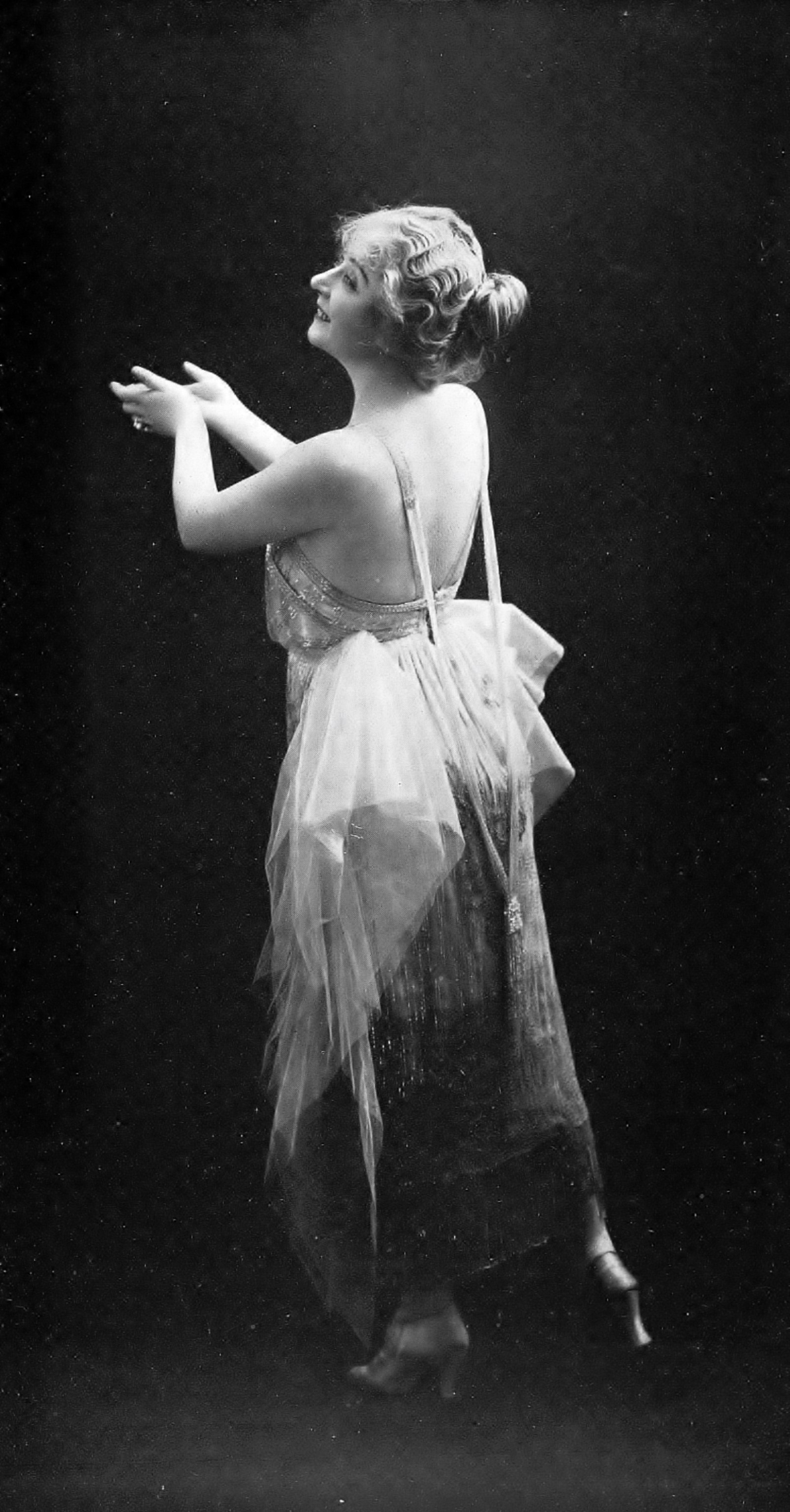
Amélie Diéterle en 1920 par Auguste Bert, photographe officiel de la Présidence de la République.

### Les amours de Don Juan
En 1896, les reprises de Don Juan à l'Opéra de Paris et à l'Opéra-Comique obtiennent un succès immédiat. Les directeurs des autres théâtres parisiens souhaitent profiter de cette opportunité pour adapter l'histoire de ce personnage mythique et bénéficier ainsi du même triomphe.

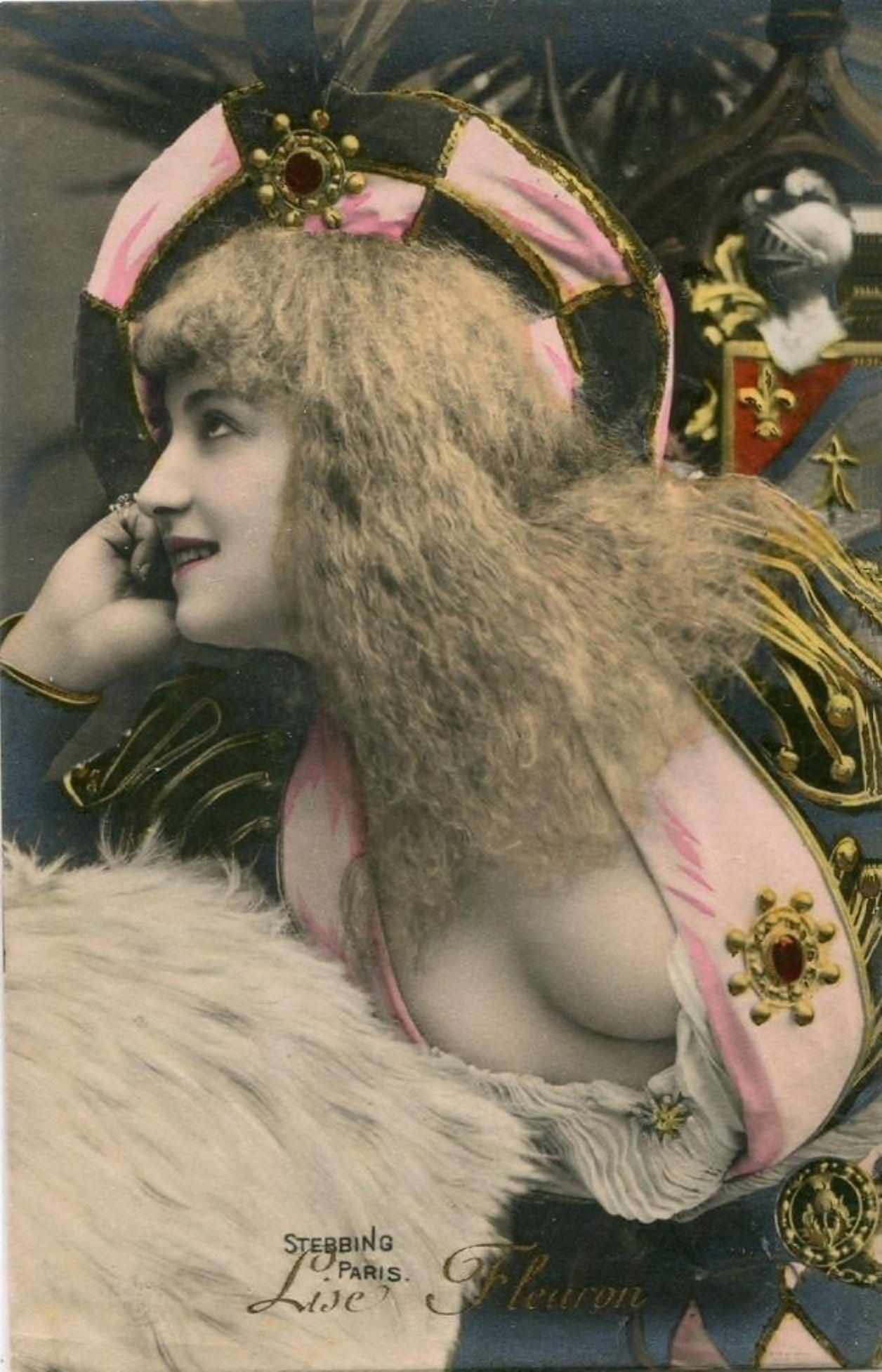
Marguerite Rauscher (1874-1960) dite Lise Fleuron, héroïne avec Amélie Diéterle du roman-photo Les amours de Don Juan. Elle est l'épouse en 1908 de l'auteur et chanteur Dufleuve (Edmond Albert Bouchaud) et donc la belle-sœur de l'actrice Polaire (Émélie Marie Bouchaud). Ses robes fleuries et ses décolletés plongeants sont les signes caractéristiques de la comédienne.

Le théâtre des Variétés ne déroge pas à la règle. Fernand Samuel fait appel aux auteurs Paul Ferrier et Ernest Blum. Il confie la musique au compositeur Gaston Serpette. Albert Brasseur est choisi pour le personnage de Don Juan, Juliette Méaly interprète le rôle de Dona Elvire, Amélie Diéterle celui de Dona Anna, Ève Lavallière joue celui de Zerline.
Mais finalement, les différents projets n'aboutissent pas. Don Juan va pourtant connaître une nouvelle adaptation inattendue deux ans plus tard avec Amélie Diéterle.
Les éditeurs Karl Nilsson & Per Lamm publient en 1898 Les amours de Don Juan, de Clément Rochel et Edmond Lepelletier. Cette maison d'édition est spécialisée dans le roman-photo, un genre innovant pour l'époque et commercialisé aussi bien en librairies que dans les gares, afin d'intéresser le plus large public possible. La caractéristique de ce roman inédit est le nombre de photographies qui illustrent cet ouvrage. Une véritable performance au vu des 229 pages du livre qui compte pas moins d'une centaine de clichés. Les auteurs présentent dans l'introduction, les deux héroïnes principales, alors que l'acteur qui incarne Don Juan reste inconnu, ce qui est pour le moins paradoxal :

« Dans ce livre des Amours de Don Juan, nous avons fait appel, pour l’illustration photographique, à Mme Lise Fleuron, exquise et charmante artiste dont tout Paris raffole en ce moment, et à Mlle Diéterle, dont la plastique et le talent sont applaudis chaque soir au théâtre des Variétés. Toutes deux ont bien voulu incarner les deux principaux personnages du roman : la première pour Dona Elvire, la seconde pour Dona Anna. »

La plastique évoquée d'Amélie Diéterle fait-elle référence au rôle de Bengaline que la comédienne interprète l'année précédente dans la revue théâtrale, Paris qui marche ? En tout état de cause, ce roman-photo contribue à la popularité de l'actrice qui a commencé sa carrière sur les planches en 1890 et qui exercera en parallèle, l'art de la comédie dans le cinéma, alors naissant. Amélie Diéterle est une pionnière dans bien des domaines artistiques.

Amélie Diéterle et le roman-photo : « Les amours de Don Juan » (1898).
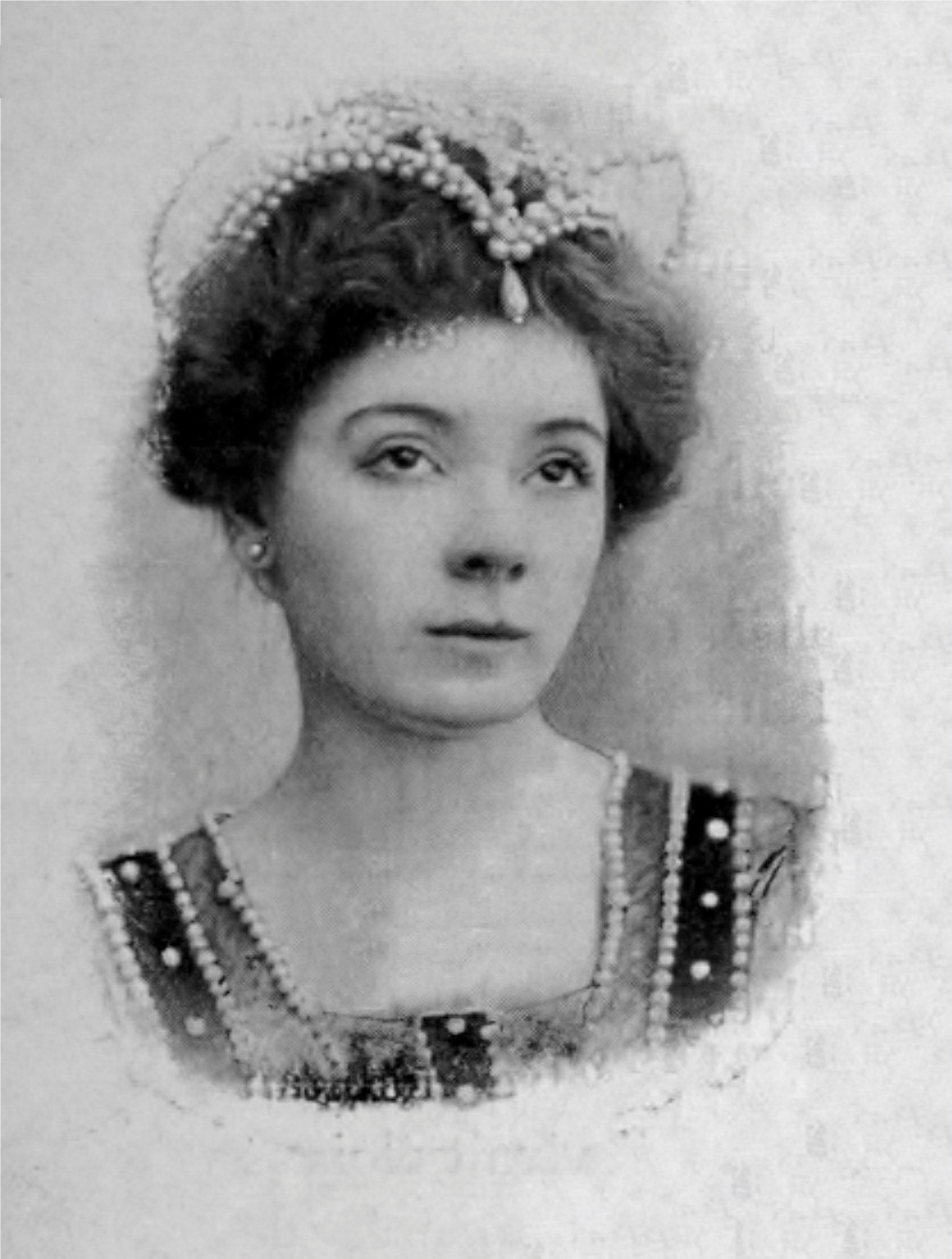
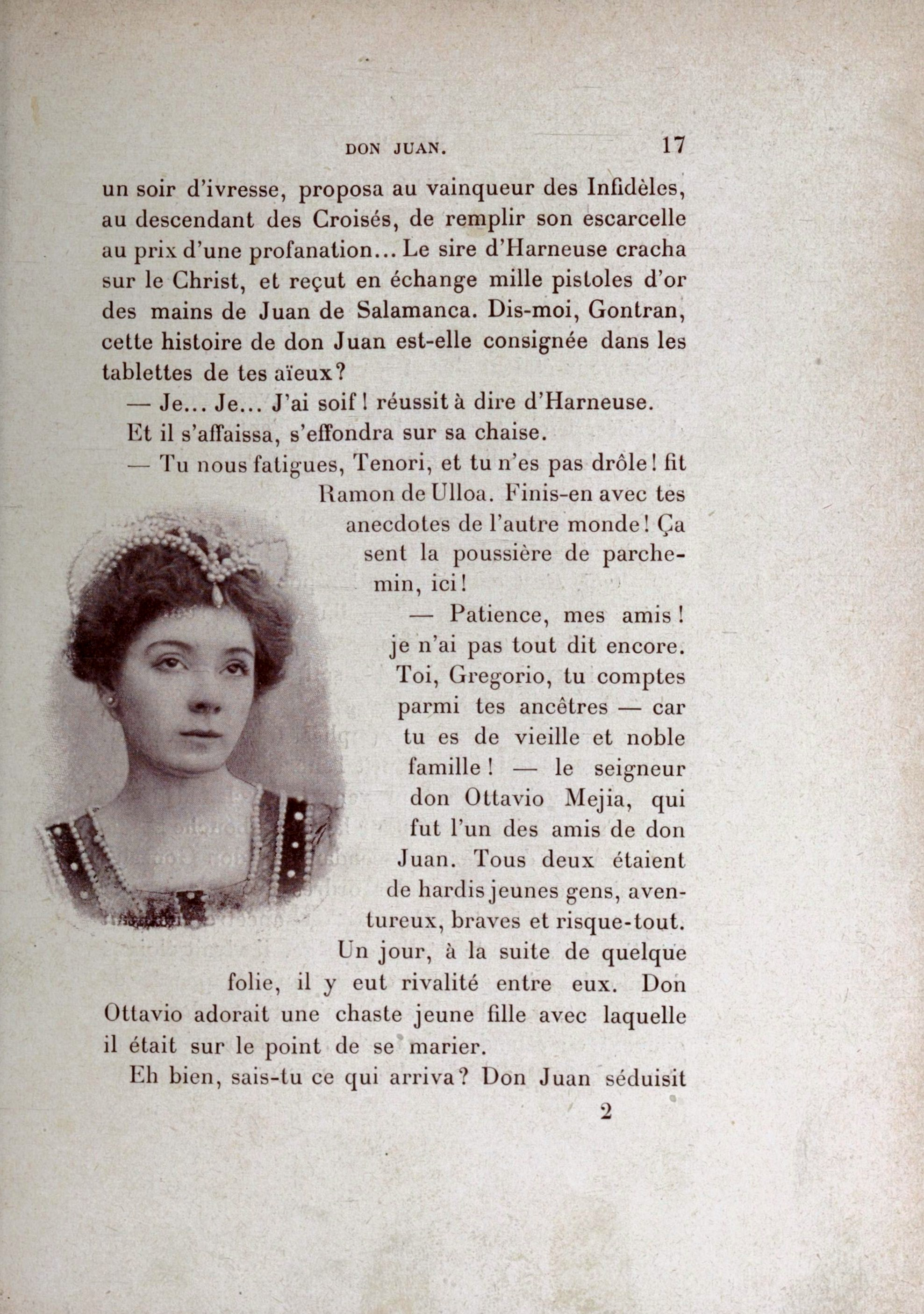
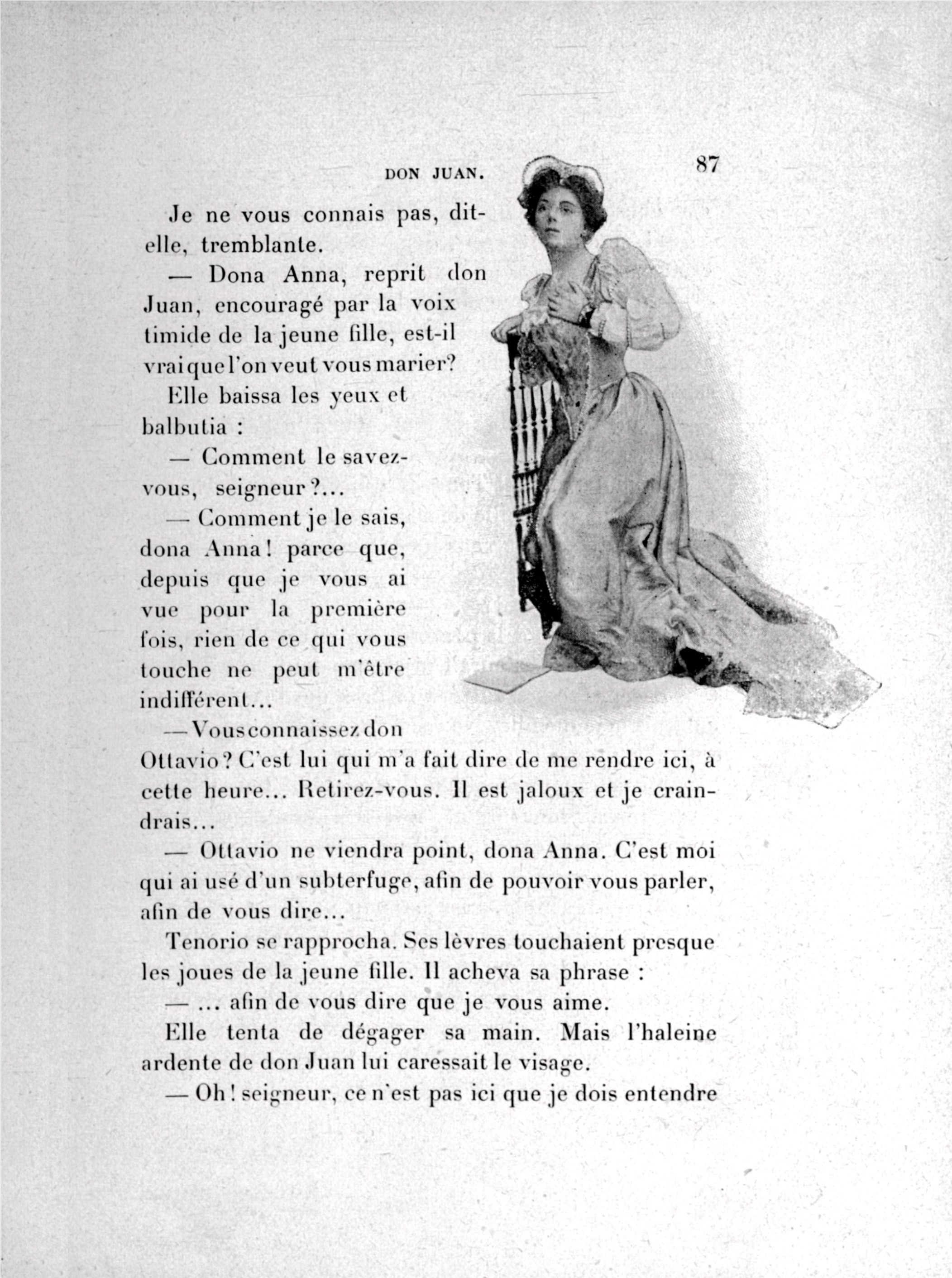
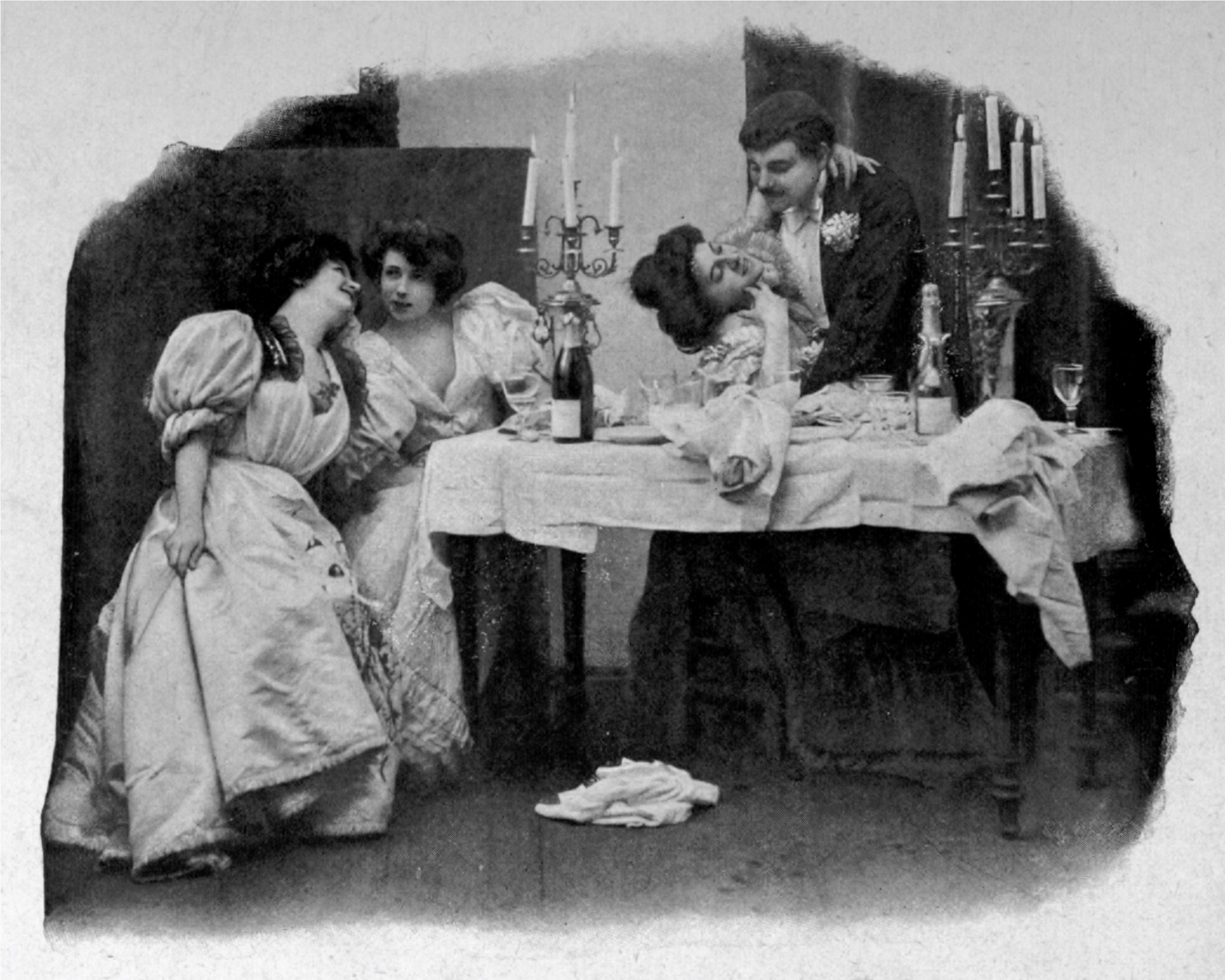
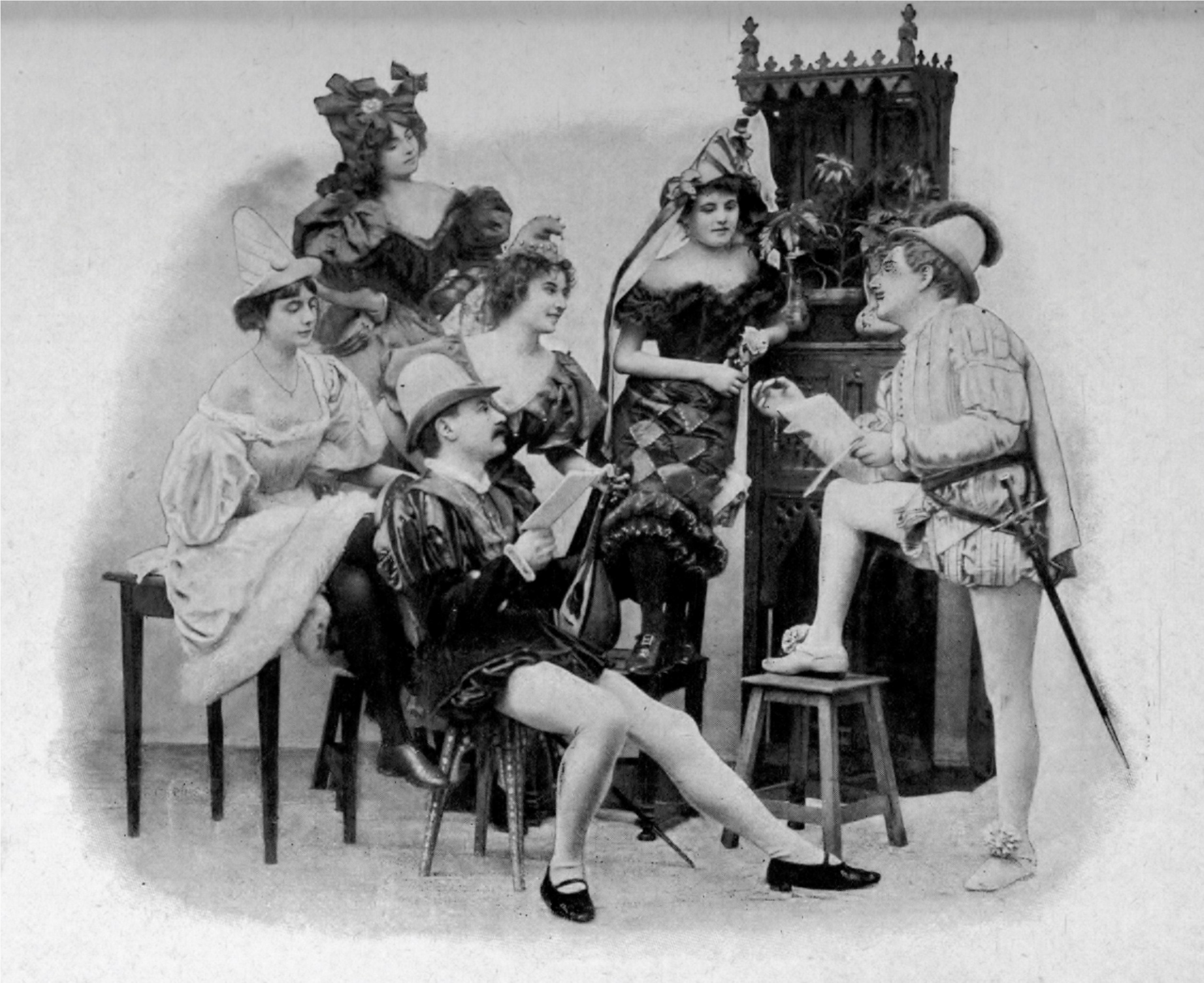

### Baptême de l'air
Charles Bernard, régisseur du théâtre des Variétés, achète en 1906 un ancien moulin dit Moulin l'Huillier (ou l'Hoeillet) à Mélicocq près de Machemont dans le département de l'Oise,. Il transforme cet ancien moulin à blé en maison de villégiature dite Villa des Roulottes qui accueille de nombreuses personnalités du spectacle : Paul Gallimard, Mary Marquet, Maurice Chevalier, Geneviève Chapelas du théâtre de l’Odéon, ainsi que les danseuses des Folies Bergère…. Poètes et écrivains se retrouvent également dans cette propriété pendant la belle saison tels que Pierre Loti, Edmond Rostand, Léo Claretie et Henri Malo.
Amélie Diéterle choisit ce havre de paix pour effectuer un séjour de convalescence après une intervention chirurgicale : « À Machemont, il n’est donc nul besoin de médecins. Les yeux fatigués par l’électricité du théâtre se reposent sur la verdure des frondaisons, les oreilles ne sont pas abasourdies par les trompes des autos, ni les nez offusqués par des odeurs d’essence ou de fumées d’usines ».
Lors d'un nouvel hébergement au cours de l'été 1911, Amélie Diéterle fait la connaissance des aviateurs Robert Martinet et Georges Legagneux, fondateurs de l'aérodrome de Corbelieu près de Compiègne et de son école de pilotage sur des appareils Henri Farman. L'aviation n'en est qu'à ses débuts et les deux pilotes sont des pionniers dans ce domaine. Martinet lui propose alors un vol sur un de ses biplans, invitation que la comédienne s'empresse d'accepter. C'est ainsi que l'intrépide Mlle Diéterle effectue son baptême de l'air à bord d'un aéroplane au début du mois de septembre 1911. Elle est accompagnée pour cet événement, par Paul Gallimard et plusieurs comédiennes des Variétés.
Les deux aviateurs vont connaître un destin tragique. Georges Legagneux se tue au cours du meeting aérien de Saumur, le 6 juillet 1914. En service commandé pendant la Première Guerre mondiale, le capitaine Robert Martinet trouve la mort lors d'un essai d’appareil Farman près de Mikra en Grèce, le 9 avril 1917.

Amélie Diéterle aviatrice
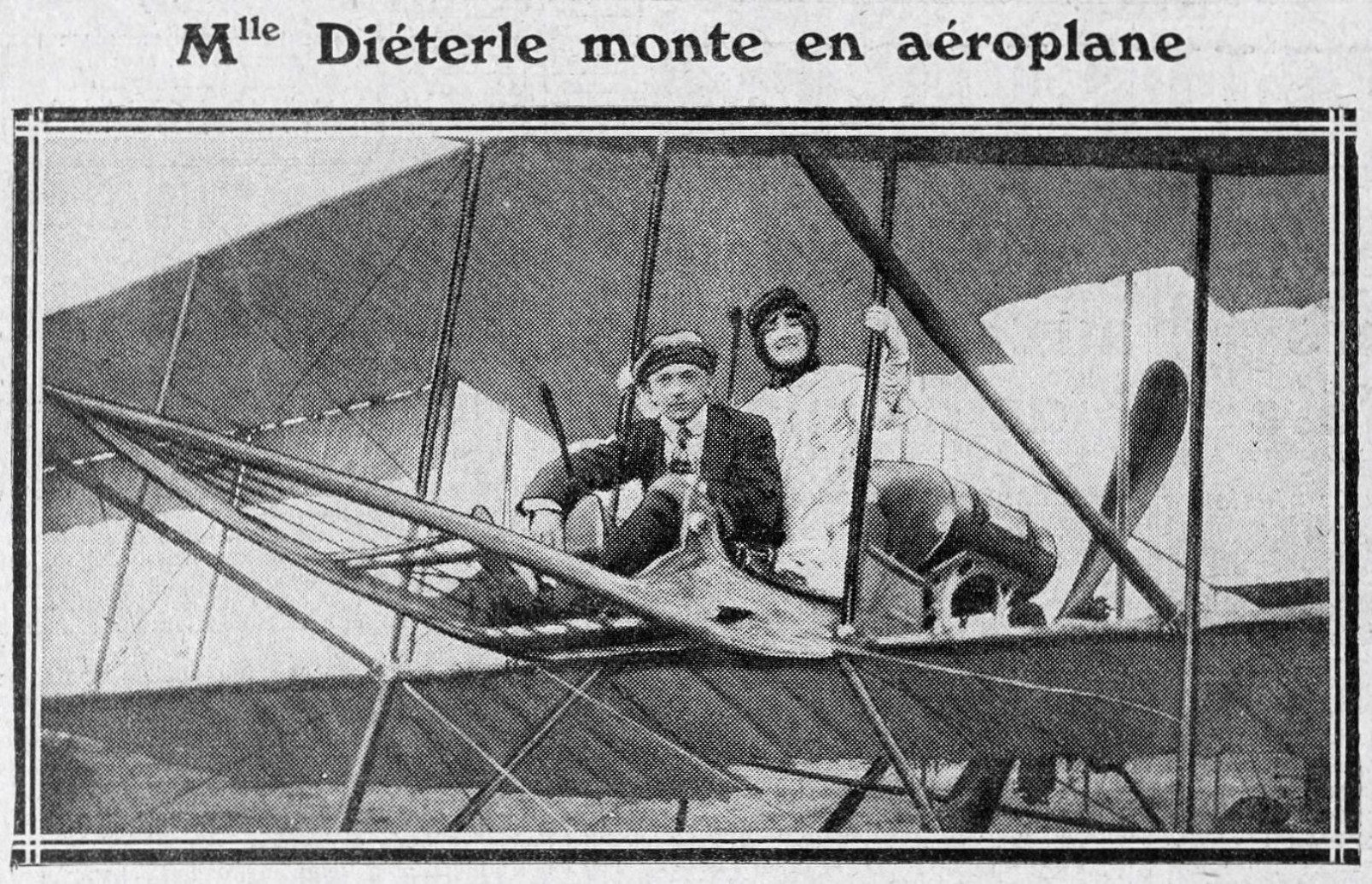
Amélie Diéterle aux côtés du pilote Robert Martinet au mois de septembre 1911. Photographie du journal Excelsior.
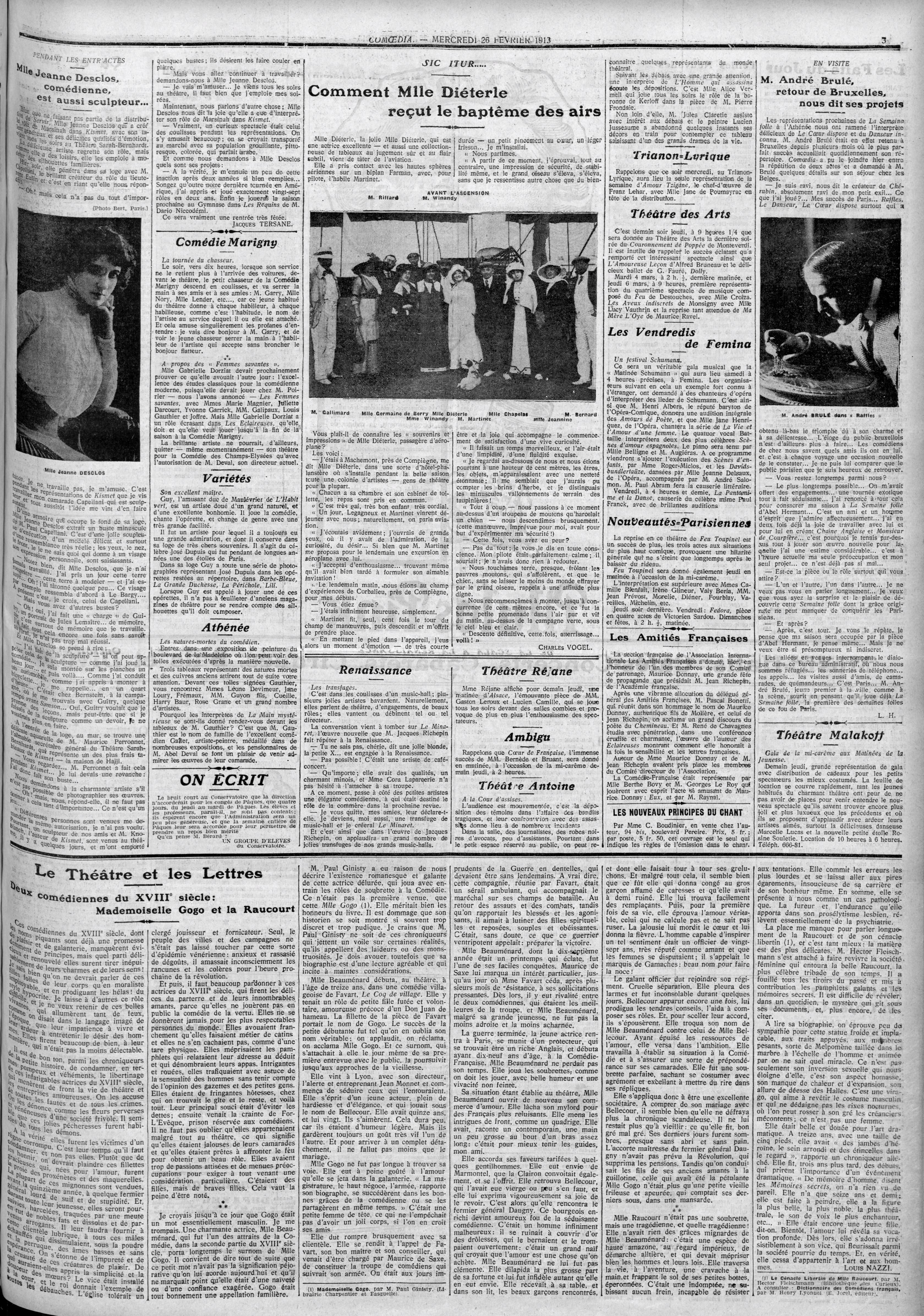
Page intégrale du journal Comœdia en février 1913.
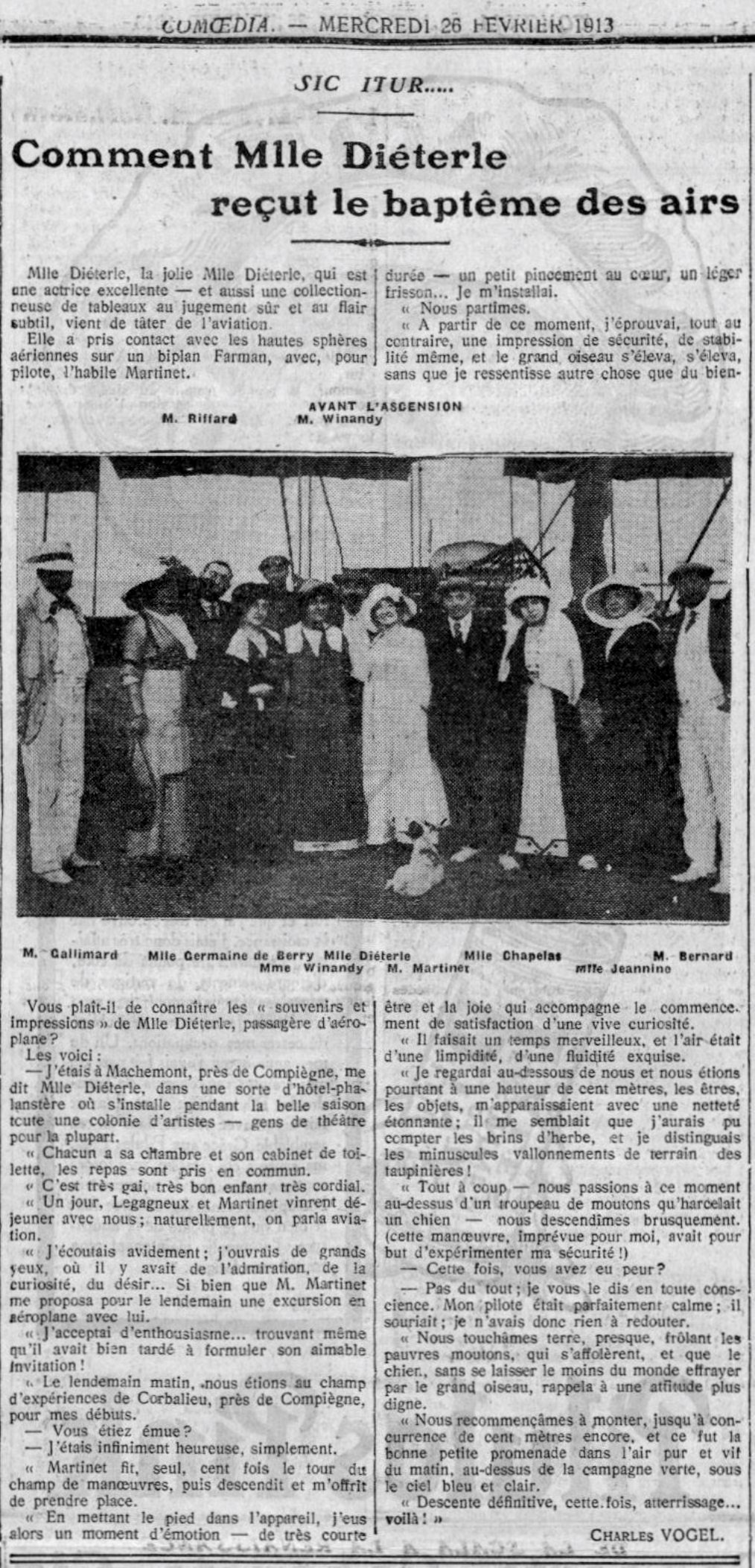
Détail de l'article.
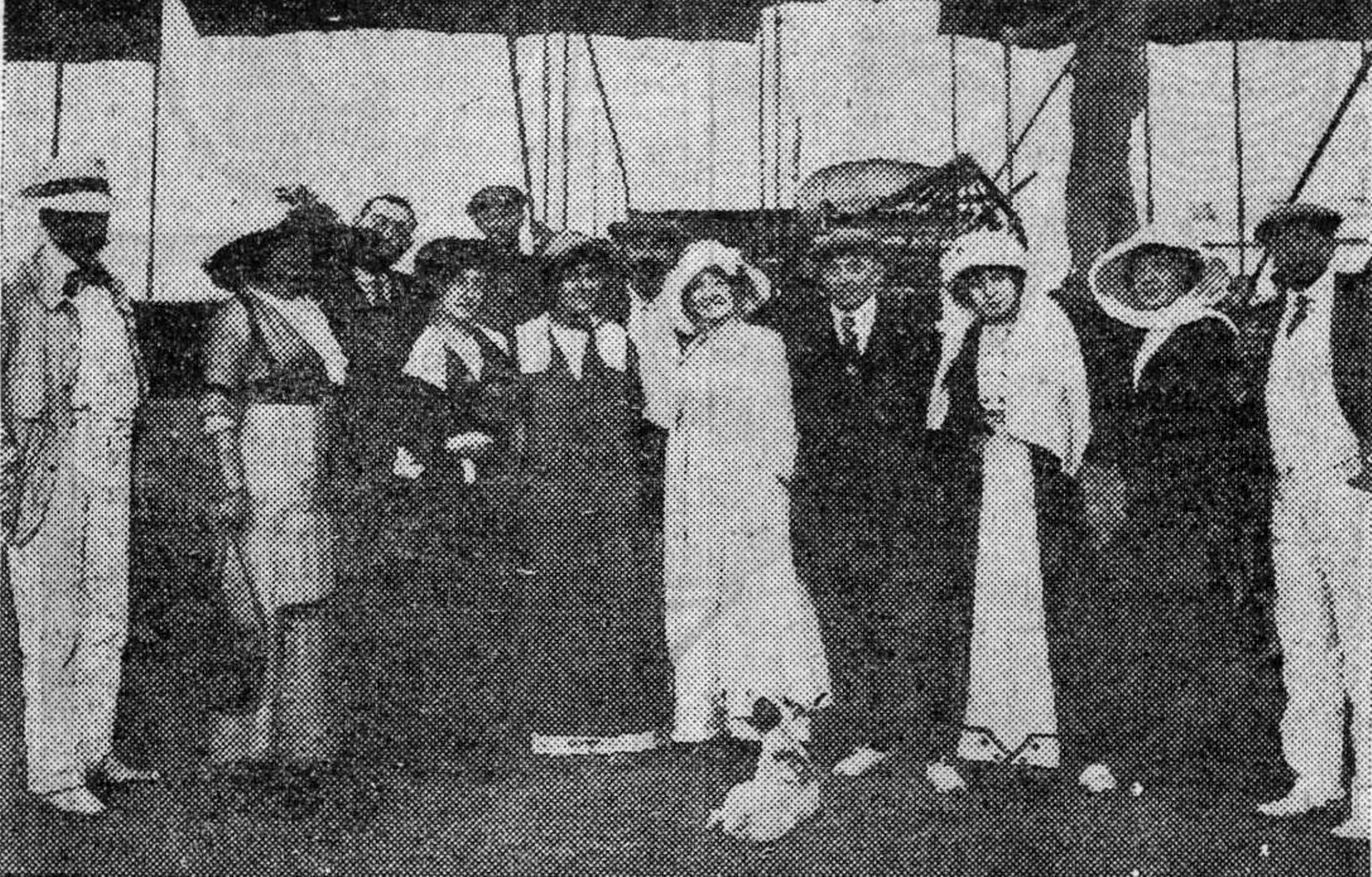
Photographie avant le décollage. À gauche, Paul Gallimard. Au centre Amélie Diéterle et Robert Martinet.
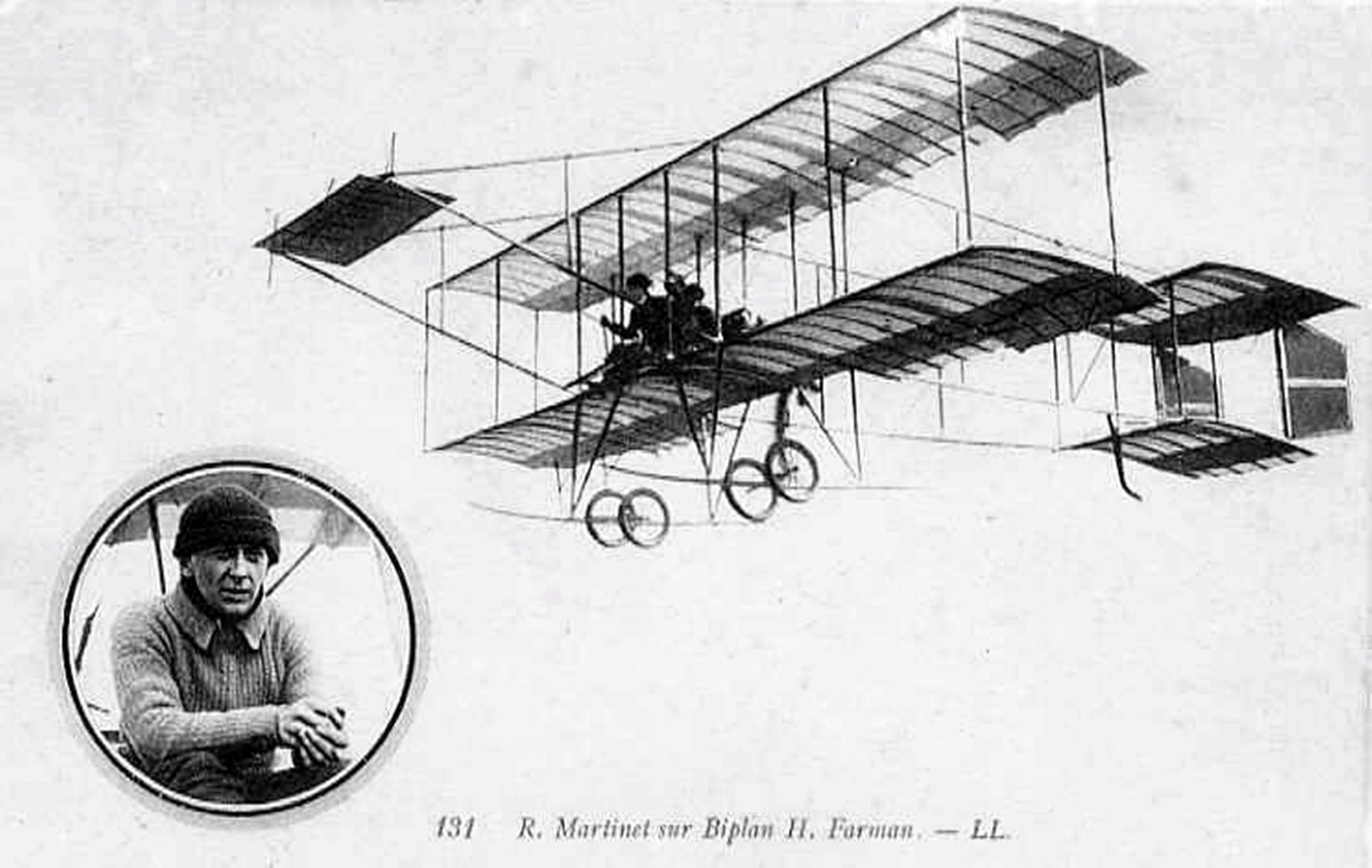
Robert Martinet à bord de son biplan Henri Farman vers 1910.
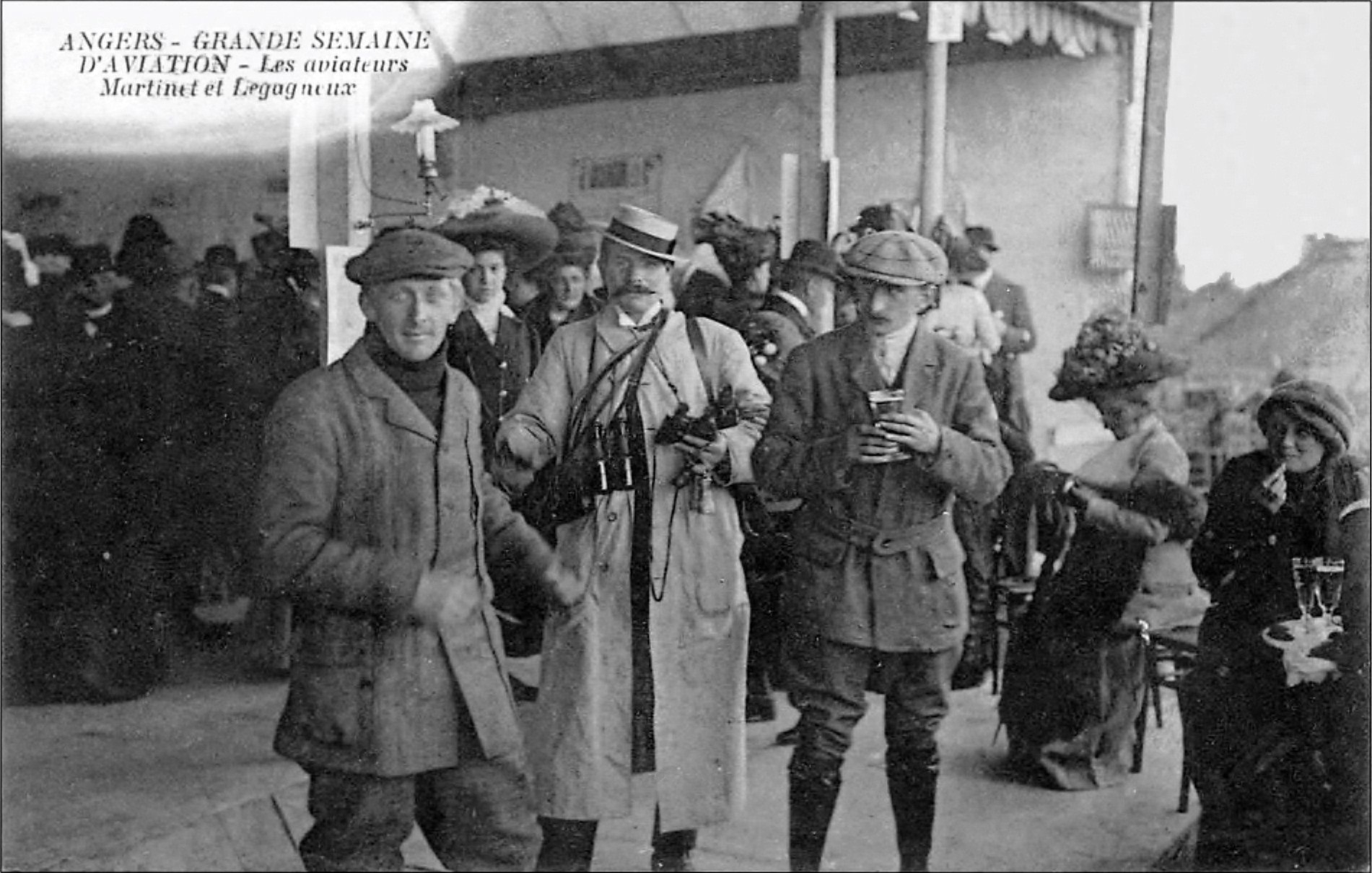
Robert Martinet à gauche, Georges Legagneux à droite et au centre un des organisateurs de la course d'aéroplanes Angers-Saumur, le 6 juin 1910.

« Mlle Diéterle monte en aéroplane ». Deux articles de presse relatent l'évènement à dix-sept mois d'écart : le journal  Excelsior, en date du 4 septembre 1911 et celui de Comœdia, le 26 février 1913. Amélie Diéterle a fait la connaissance des aviateurs Robert Martinet et Georges Legagneux, fondateurs de l'aérodrome de Corbelieu et de son école de pilotage sur des appareils Henri Farman, à Machemont près de Compiègne dans le département de l'Oise.

### L'affaire des faux Rodin
| - Journal Le Petit Parisien du 15 janvier 1919. - Journal The Washington Times du 6 juillet 1919. |

Amélie Diéterle est compromise malgré elle dans l'affaire du trafic des faux Rodin en 1919. L'État, légataire des droits de reproduction des œuvres d'Auguste Rodin, intente un procès en ce début d'année 1919, à d'anciens assistants de l'artiste accusés d'avoir produit des faux, deux ans après le décès du maître, survenu à Meudon le 17 novembre 1917.
Le conservateur du musée Rodin, Léonce Bénédite, et le fondeur d'art, Eugène Rudier, ont eu connaissance que des productions inconnues de Rodin se multipliaient. Les amateurs d'art qui s'étaient rendus acquéreurs de ces reproductions ont donné leur aval pour une expertise. Ces pièces sont en fait des copies. Bénédite agissant au nom du ministre de l'instruction publique et des beaux-arts a en conséquence, déposé une plainte en contrefaçon des œuvres de Rodin dont l'État est l'héritier.
L'affaire s'ébruite dans la presse à la suite de l'arrestation le 14 janvier 1919 à Asnières, de Jacques Bouyon dit de Chalus qui avait épousé Berthe Bougot, la veuve d'un médecin de Rodin, le docteur Monfoux. La perquisition menée à son domicile a permis la découverte de vingt-quatre œuvres en bronze, gravées avec la dédicace : A mon médecin, Rodin ou Au bon docteur, Rodin. Chalus déclare qu'il tient ces bronzes du sculpteur italien, Achille Fidi, qui dénonce à son tour ses compatriotes, les fondeurs Philippe et Amerigo Montagutelli. Le commissaire René Faralicq chargé de l'enquête, procède à l'arrestation de ces quatre premiers suspects. Ce commissaire émérite ainsi que le juge d'instruction, M. Bonin, responsable de cette affaire, s'occupent parallèlement d'un autre dossier, celui du criminel en série, Henri Désiré Landru.
Les frères Montagutelli travaillaient pour Rodin en 1912 et ils ont acquis la clientèle du célèbre sculpteur qui leur passe de nombreuses commandes. Auguste Rodin de son vivant, dépose une plainte contre les Montagutelli pour fabrications illicites au mois de novembre 1913. Les Montagutelli perdent la clientèle de Rodin, mais cela ne les empêche pas de poursuivre leur activité et de s'associer à un ouvrier d’art, Louis-Frédéric Rouquette, pour l'exploitation d'une fonderie artistique. En réalité, Auguste Rodin est avant tout un modeleur et délègue une grande partie de son travail à de nombreux assistants, mouleurs, tailleurs de marbre et sculpteurs. Après la mort de Rodin, la question de l'authenticité des bronzes se pose. La fonderie Montagutelli est de nouveau accusée en 1919 pour des faits identiques à ceux de 1912, mais à une plus grande échelle. Le juge Bonin chargé de l'instruction, doit déterminer la contrefaçon en matière artistique, l'escroquerie, mais également rechercher les clients potentiels des fondeurs mis en cause, pour recel dont Paul Gallimard, grand collectionneur, et Amélie Diéterle.
En effet, l'inspecteur de police, Léon Ballerat, a retrouvé au cours de ses recherches début février, une cinquantaine de bronzes dont l'authenticité est douteuse, au domicile à Paris d'une personnalité fortunée et ami de Rodin, Paul Gallimard. Dans cet appartement, au 68 boulevard Malesherbes, habite également son amie Amélie Diéterle, qui se retrouve de ce fait confrontée à cette enquête. La plupart de ces pièces proviennent de l'atelier des Montagutelli. Les Bronzes appartiennent à Gallimard et déposés par ses soins dans le logement de l'artiste. Ils sont en attente d'un déménagement au 79 rue Saint-Lazare, l'hôtel particulier et conjugal de Paul Gallimard, ce que confirme Mlle Diéterle qui ne possède aucune de ces œuvres à titre personnel.
Malgré ces témoignages et leurs protestations, le juge Bonin décide d'inculper de contrefaçon et de complicité, M. Gallimard et Mlle Amélie Laurent dite Diéterle, ainsi qu'un courtier-expert, M. Joseph Bernaschi.
Le juge termine l'instruction de l'affaire le 9 avril 1919 par le renvoi des inculpés, dont Philippe et Amerigo Montagutelli, Jacques Bouyon dit de Chalus, son épouse Berthe Bougot, le statuaire Achille Fidi, le courtier Joseph Bernaschi et Paul Gallimard, devant le tribunal correctionnel de la Seine, excepté Amélie Diéterle qui bénéficie d'un non-lieu. L'État se porte partie civile au procès qui se tient le 8 mai 1919 devant la 8e chambre correctionnelle.
L'implication de Paul Gallimard dans cette affaire et absent au tribunal pour raison de santé, se solde par un arrangement en 1923 avec la donation d'un tableau d'Eugène Carrière à l'État français.
Si Amélie Diéterle obtient un non-lieu, sa vie privée est étalée sur la place publique par voie de presse. Son intimité avec Paul Gallimard est révélée ainsi que son véritable patronyme, sa date de naissance et son domicile parisien. Les conséquences à plus ou moins long terme, seront la fin de la relation avec Paul Gallimard et son retrait graduel du théâtre.

### Les dernières années

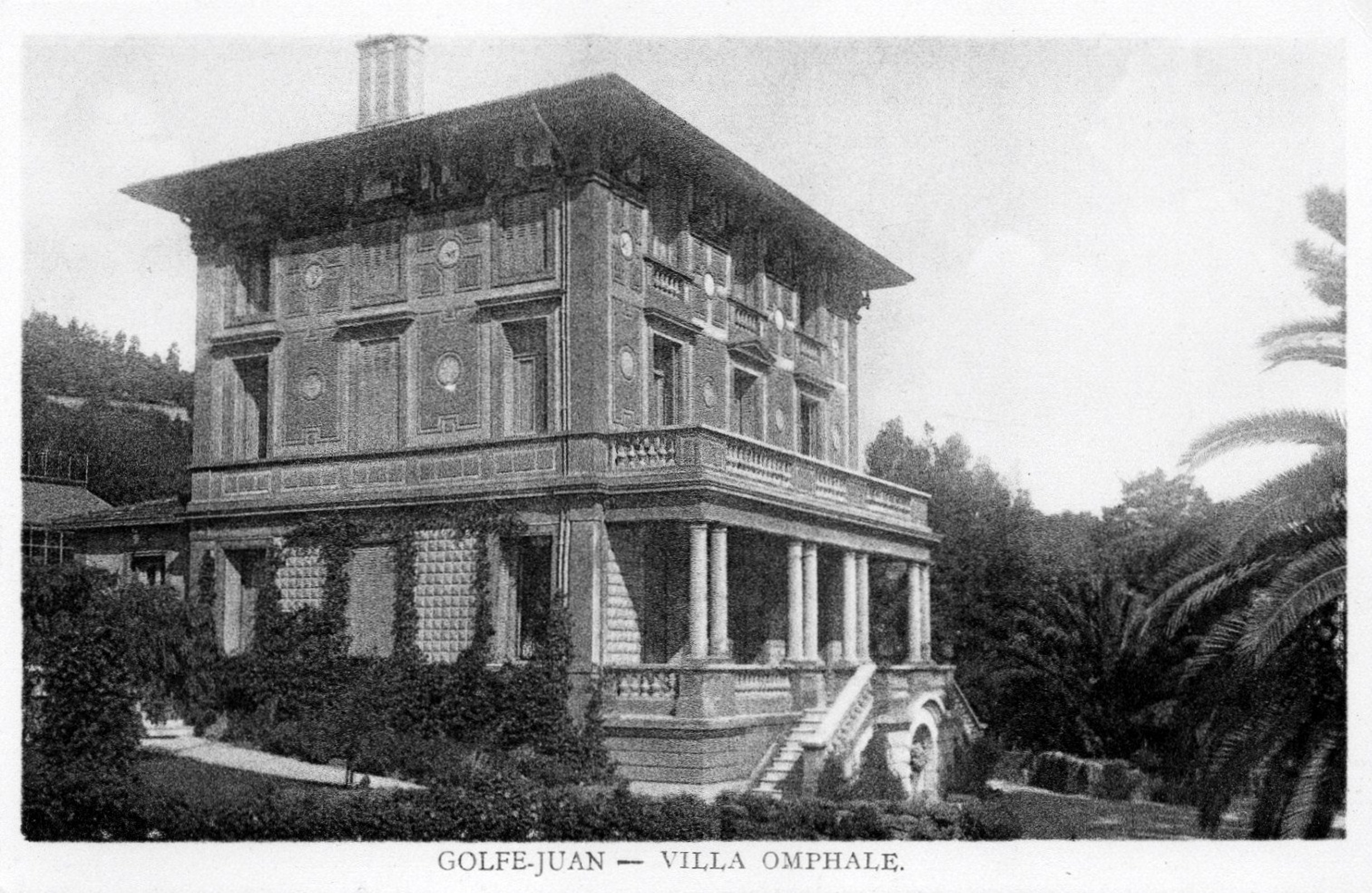
La Villa Omphale, seconde propriété d'Amélie Diéterle à porter ce nom, à Golfe-Juan, commune de Vallauris.

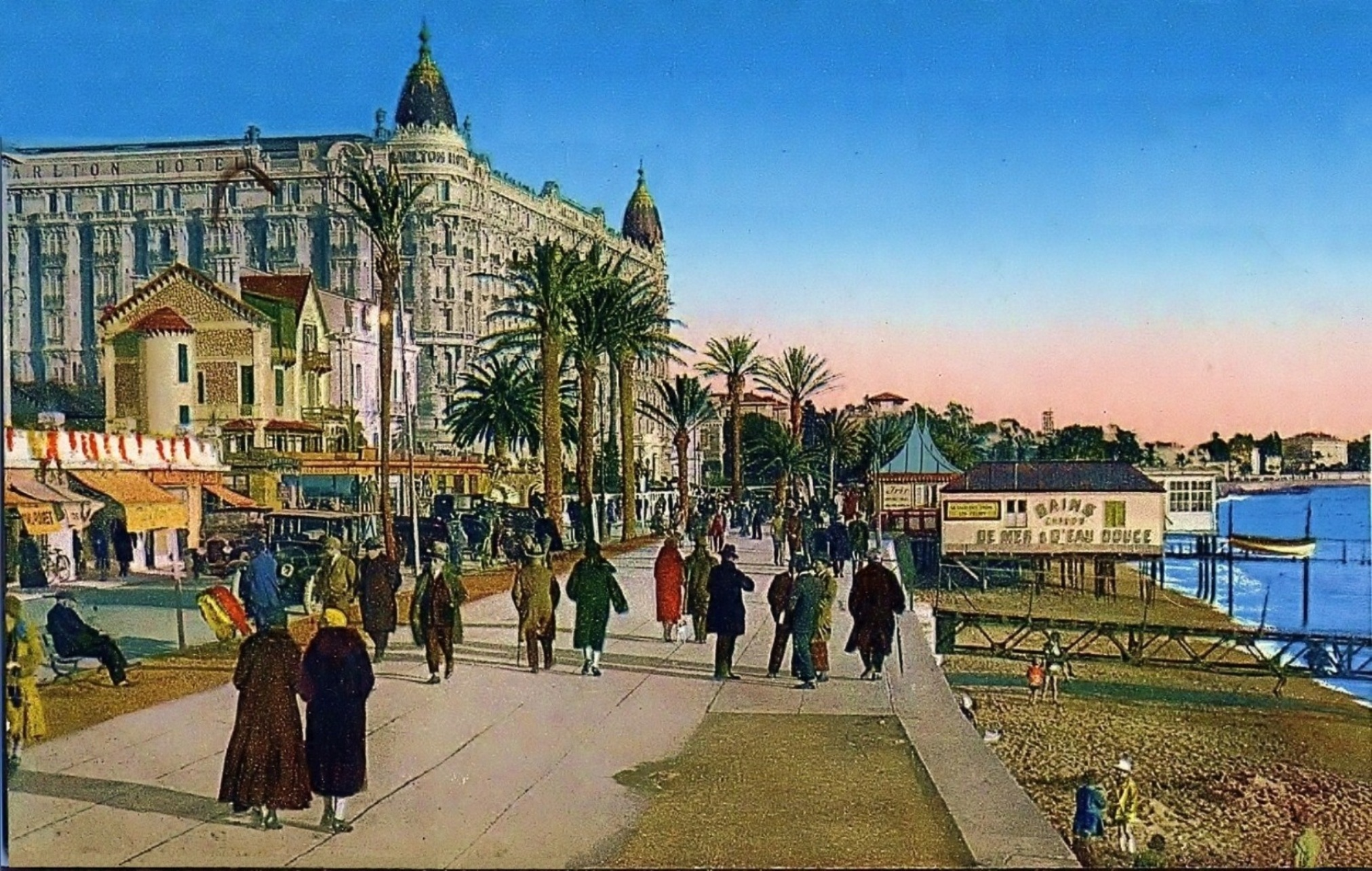
La Croisette à Cannes dans les années 1930. L'une des villes de la Riviera méditerranéenne où Amélie Diéterle réside à la fin de sa vie.

Deux disparitions touchent de près Amélie Diéterle. Celle de sa tante, Charlotte Dieterlé, qui meurt chez sa fille Pauline Grado, épouse d'Auguste Chauveau, au 6 rue Choron dans le 9e arrondissement de Paris, le 31 janvier 1917. Puis celle de son père, Louis Laurent, qui meurt Villa Omphale, rue Maurice Berteaux à Croissy-sur-Seine le 29 septembre 1919. La déclaration du décès est établie par Pauline Grado, nièce (par alliance) du défunt et un ami de la famille, André Simon, rentier, demeurant 42 rue Ampère dans le 17e arrondissement de Paris. Proche de la famille, André Simon deviendra onze ans plus tard, l'époux d'Amélie Diéterle.
Fatiguée par plus de trente années passées sous les « feux de la rampe » et à la suite de l'affaire des faux Rodin, Amélie Diéterle se retire progressivement de la scène entre 1920 et 1922.
À la fin du mois de juillet 1927, Amélie Diéterle en rentrant de vacances, constate la disparition des gardiens de sa villa à Croissy, les époux Gieske. Ces derniers profitant de l'absence de leur patronne, se sont enfuis non sans emporter une quantité de vêtements, lingeries, fourrures, dentelles anciennes, etc., dont le montant du vol est très important. Sur plainte de Mlle Diéterle, le parquet de Versailles a ouvert une information judiciaire et fait rechercher les domestiques indélicats qui se seraient réfugiés en Belgique,,.
Mais au cours des années 1920, Amélie Diéterle se fixe dans une autre région et elle fait construire en 1927 une propriété à Vallauris dans le département des Alpes-Maritimes, située Route Nationale à Golfe-Juan en direction de Cannes. Cette superbe villa de style grec est surnommée comme celle de Croissy-sur-Seine : Omphale et devient la résidence officielle de l'ancienne pensionnaire des Variétés. L'inauguration de la nouvelle demeure a lieu le 31 décembre 1927 par une fête grecque costumée. Avec la disparition de Paul Gallimard le 9 mars 1929 à Paris, Amélie Diéterle est un cœur à prendre et une rencontre va établir durablement l'artiste dans la cité balnéaire de la Côte d'Azur.
En cette année 1929, une indiscrétion est divulguée dans une revue hebdomadaire satirique, Cyrano, qui annonce le mariage d'Amélie Diéterle en ces termes : « les reines de beauté de 1890, Mmes Marcelle Dartoy de l'Opéra et Amélie Diéterle des Variétés, ont épousé des méridionaux aussi bien rentés, qu'apparentés ». Le journal littéraire et mondain de Cannes, Le Littoral, publie dès le début de 1929 lors de la célébration du nouvel an, que Mme Simon-Diéterle organise dans les salons de sa villa Omphale à Vallauris, un concert suivi d'un souper et d'un tour de danse. Amélie Diéterle se produit devant ses invités avec la cantatrice Marguerite Liszt, petite-nièce de l'illustre musicien Franz Liszt, de Gisèle Picard du théâtre de l'Odéon, sœur aînée de Nadine Picard, accompagnées par le pianiste et compositeur, M. Matras.
En réalité, Amélie Diéterle vit maritalement avec André Louis Simon (Paris 1877 - Nice 1965), administrateur de sociétés, et qui vient juste de divorcer le 26 novembre 1929 à Paris avec sa première épouse. Il est le père de trois enfants : Marcelle (Paris 1904 - New York 1995), Anne (Paris 1907 - Saint-André-de-la-Roche 2006) et Robert (Paris 1912 - Bayonne 1992). André Simon, ancien élève de l'École supérieure de commerce de Lille est titulaire d'un diplôme d'études supérieures le 10 octobre 1898. Lors de la Première Guerre mondiale, il est blessé le 28 février 1915 au cours des combats de Perthes-lès-Hurlus. Prisonnier militaire, il réussit à s'évader et reprend du service dans une formation de combat aux armées. La qualité de combattant volontaire lui est reconnu. André Simon est alors décoré de la Croix de guerre. Parlant couramment l'anglais, il effectue de nombreuses traversées vers l'Angleterre et les États-Unis où sa fille aînée se marie à New York le 25 avril 1933. Sa profession déclarée en Amérique est lecturer (Maître de conférences) ou author (auteur). Patriote, il n'hésite pas à reprendre du service dans l'armée en 1937, à l'âge de 60 ans, en intégrant la défense aérienne du territoire (DAT) et dans le cadre de l'organisation de la défense passive. André Simon est le financier et fondateur du Monoprix de Nice le 28 mai 1934 au no 1 boulevard des Italiens.
Le mariage entre André Simon et Amélie Laurent (Diéterle) est officialisé le 16 juin 1930 à Vallauris.
Quelques mois après cet événement, Amélie prend de nouveau le deuil avec la disparition de sa mère, Dorothée Diéterle, à Vallauris le 29 novembre 1930 dans sa 80e année.
Le 20 avril 1933, une vente aux enchères et non des moindres, se déroule à l'hôtel Miramar sur la Croisette à Cannes,. Il s'agit de l'importante collection des œuvres d'art de Mme André Simon et inventoriée dans un catalogue à cette occasion. L'huissier chargé des attributions est Me Castel et sous les coups de son marteau, sont vendus les tableaux de maîtres comme ceux d'Auguste Renoir, Eugène Boudin, Eugène Carrière, Armand Guillaumin, Félix Vallotton ainsi que les sculptures de Jean-Baptiste Carpeaux (dont le plâtre orignal du Génie de la Danse), Antoine-Louis Barye, Alexandre Charpentier, Pierre-Jules Mêne, James Pradier, Aristide Maillol. L'adjudication porte également sur des meubles précieux du XVIIIe siècle, des candélabres ou des pendules. L'ensemble de la collection est expertisé par les commissaires-priseurs, René Morot et Jean Bernard de Nice. Le journaliste qui relate les faits au mois de mai 1933, ne manque pas d'évoquer la retraite prématurée d'Amélie Diéterle et qui vit à présent sur la Riviera méditerranéenne. Dans le même temps, une autre pensionnaire du théâtre des Variétés, Germaine Gallois, qui vient de disparaître à Paris le 18 décembre 1932, est également concernée par une vente publique de ses biens à l'Hôtel Drouot. Enfin, coïncidence troublante de ces évènements dans le monde du théâtre, l'annonce prochaine de la vente de livres et d'autographes appartenant à Fernand Samuel, l'ancien directeur du théâtre des Variétés dans sa période de prospérité. De par ces trois ventes simultanées, la page d'une époque réputée douce à vivre se tourne.
L'année suivante, au mois d'octobre puis en décembre 1934, M. Simon demeurant à Omphale, route d'Antibes à Golfe Juan et agissant au nom de sa femme Mme Diéterle, propose une peinture de Jean-Baptiste Camille Corot intitulée « Agar dans le désert », au musée du Louvre. Ce tableau était la propriété de Paul Gallimard avant de devenir celui d'Amélie Diéterle. Le musée du Louvre décline l'offre, mais le collectionneur Georges Wildenstein s'en porte acquéreur avant de le céder au Metropolitan Museum of Art de New York. Ainsi se trouvent dispersés des chefs-d'œuvre que l'actrice avait mis tant d'années à réunir.

Vente aux enchères de la collection d'Amélie Diéterle en 1933
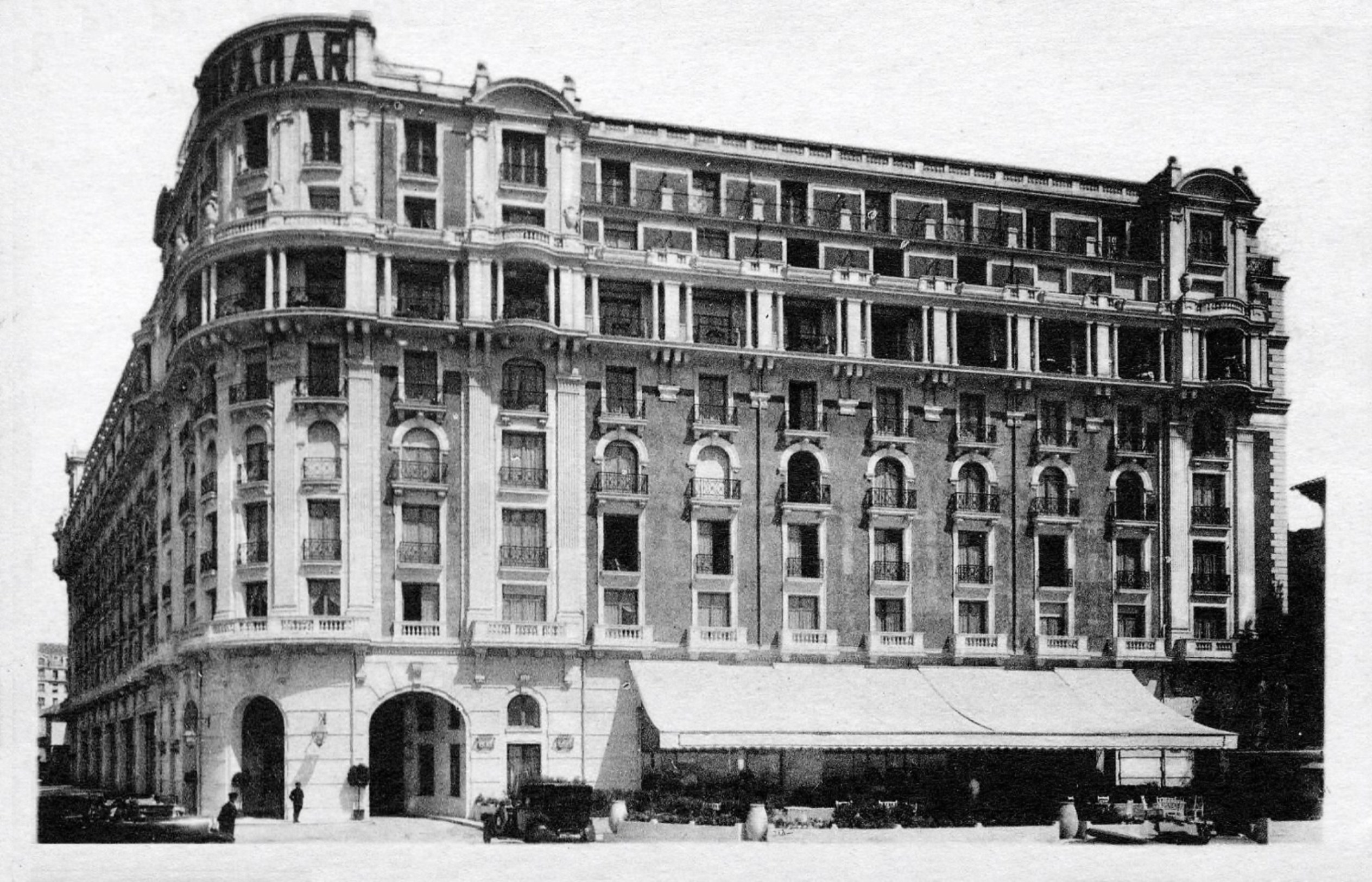
Le palace Miramar à Cannes où se déroule la vente aux enchères.
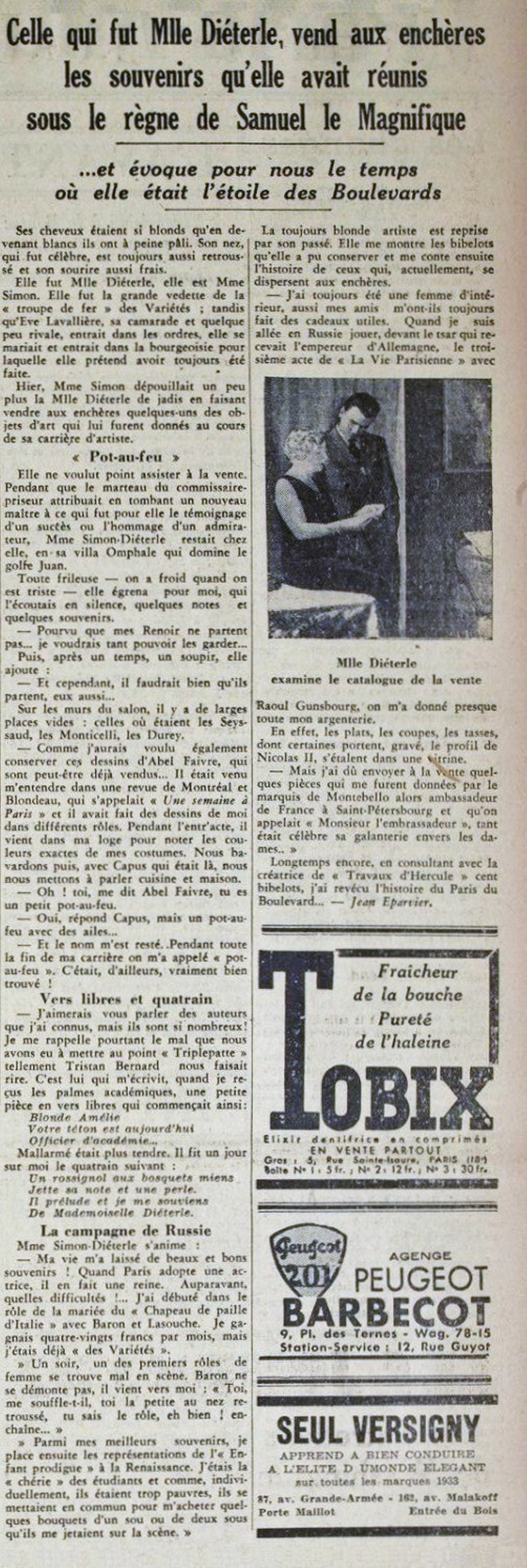
Article de Jean Éparvier.
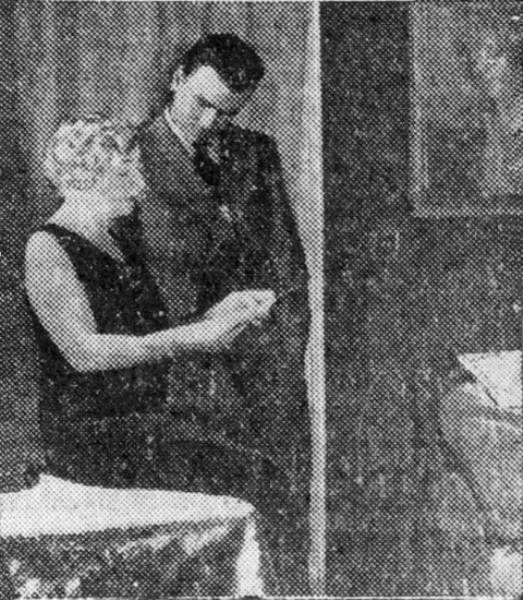
Amélie Diéterle examine le catalogue de la vente avec le journaliste Jean Éparvier.
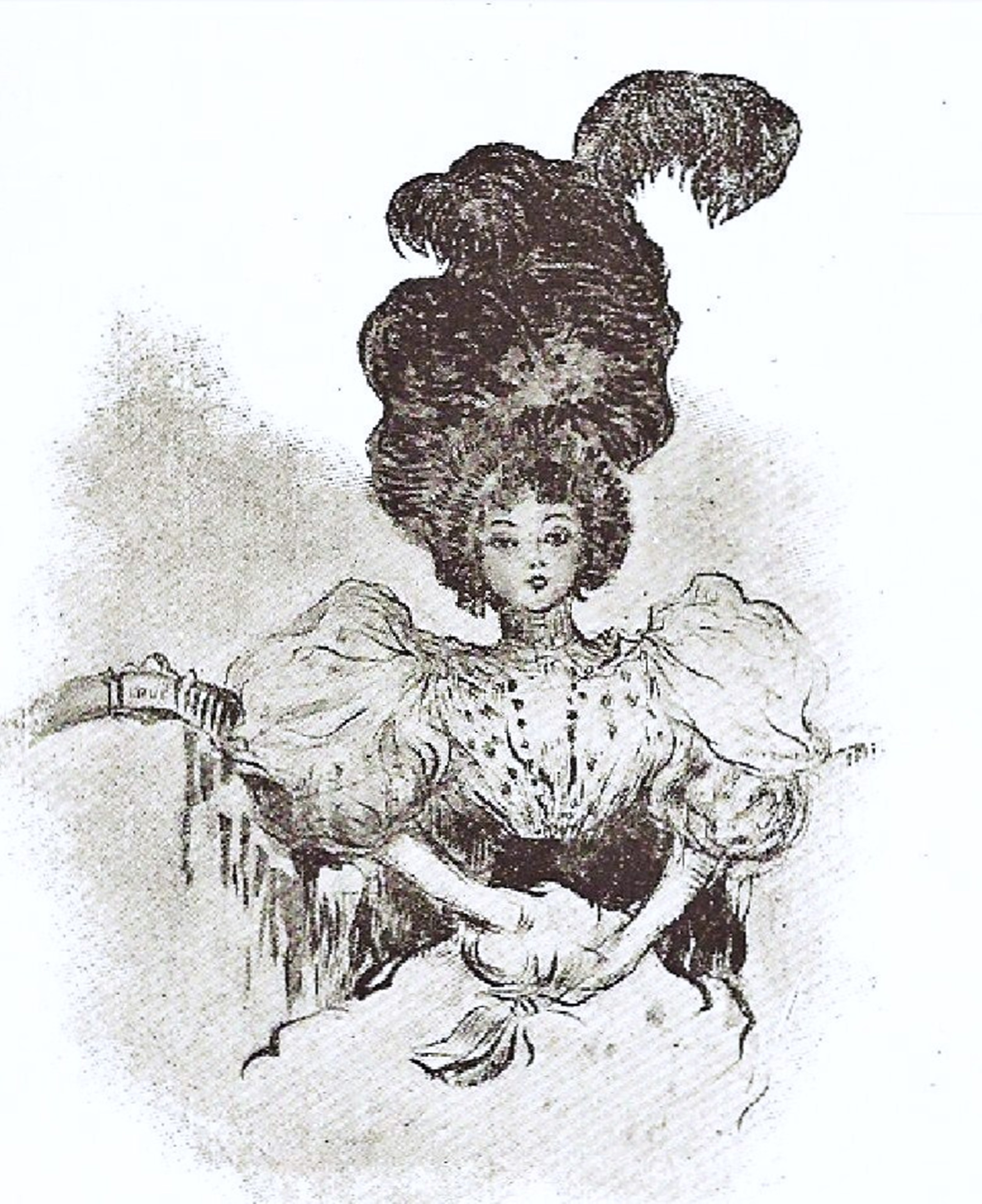
Un des dessins d'Abel Faivre mis en vente à Cannes.
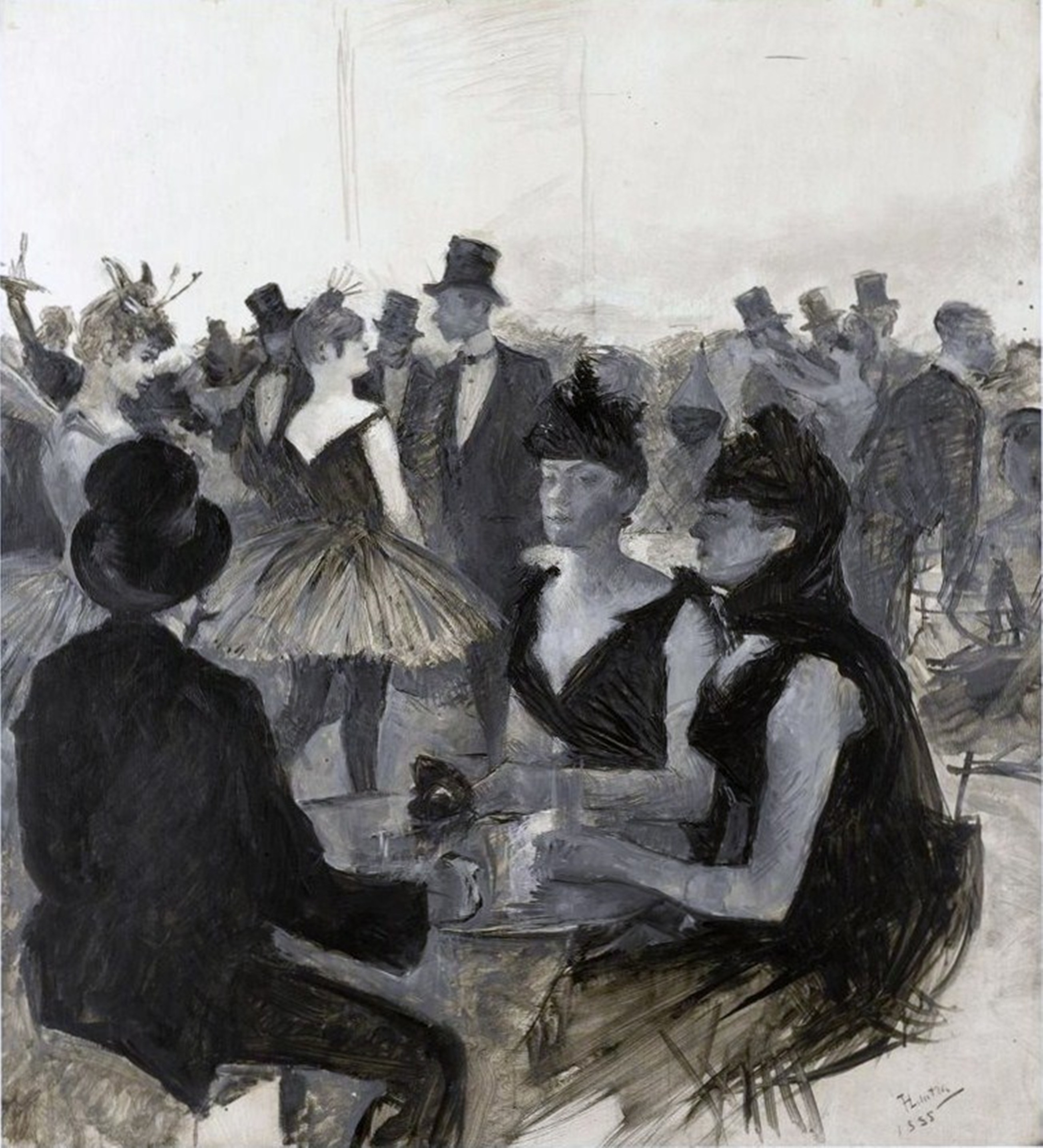
Bal masqué d'Henri de Toulouse-Lautrec réalisé en 1888, collection d'Amélie Diéterle.

Le 20 avril 1933 dans le palace Miramar à Cannes, a lieu la vente publique aux enchères de la collection des œuvres d'art d'Amélie Diéterle. L'actrice accorde un entretien au journaliste de Paris-Midi, Jean Éparvier (1903-1993), à propos de cette vente. Jean Éparvier est l'auteur en 1944 de : À Paris sous la botte des nazis, ce que les Français ne doivent jamais oublier. Il est le premier reporter de la presse occidentale à être entré dans le bunker d'Hitler.
Le 25 octobre 1937, sa cousine Anna Pauline Grado meurt à Paris dans son appartement du 9e arrondissement au 6 rue Choron, à l'âge de 60 ans.
Lors de la Seconde Guerre mondiale, Amélie Diéterle se réfugie après juin 1940 à Cannes où elle possède un autre domicile dans ce département des Alpes-Maritimes. Il s'agit d'un appartement localisé près de la Croisette et de la plage, dans un bel immeuble bourgeois de huit étages avec jardin et terrasse du boulevard Alexandre III et dénommé « Palais Alexandre III ».
En ce lieu de villégiature, Amélie Diéterle s'éteint le 20 janvier 1941 à la veille de ses soixante-dix ans, des suites d'une longue maladie,.
Après avoir connu la gloire au cours de la Belle Époque, Amélie Diéterle est inhumée dans un terrain commun du cimetière du Grand Jas à Cannes pour une concession gratuite de cinq ans. Après le délai légal, la ville procède à la relève de la sépulture, recueille les restes mortels d'Amélie qui sont déposés à l'ossuaire communal.

Une carrière en photographies.
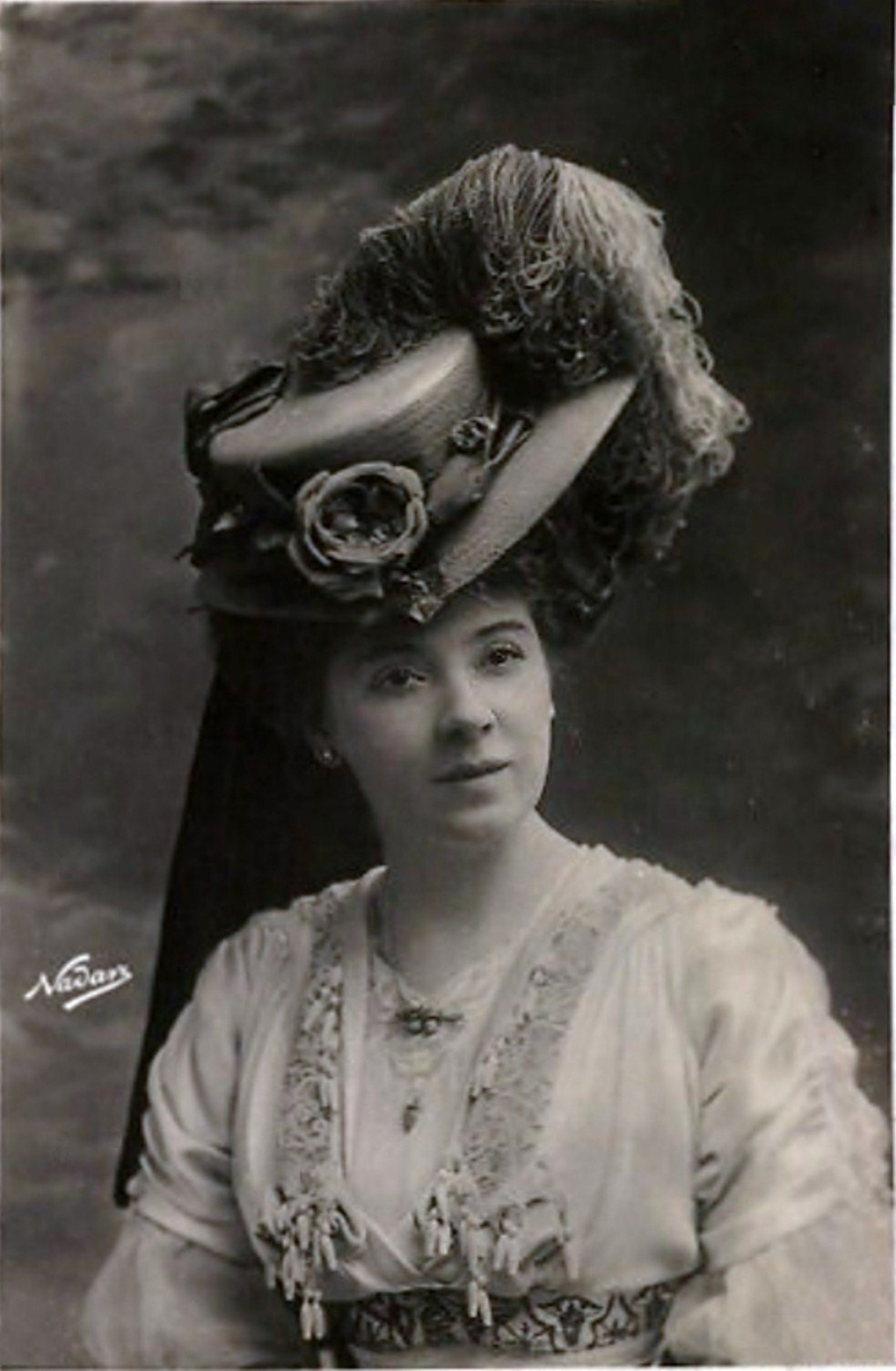
Amélie Diéterle par Nadar.
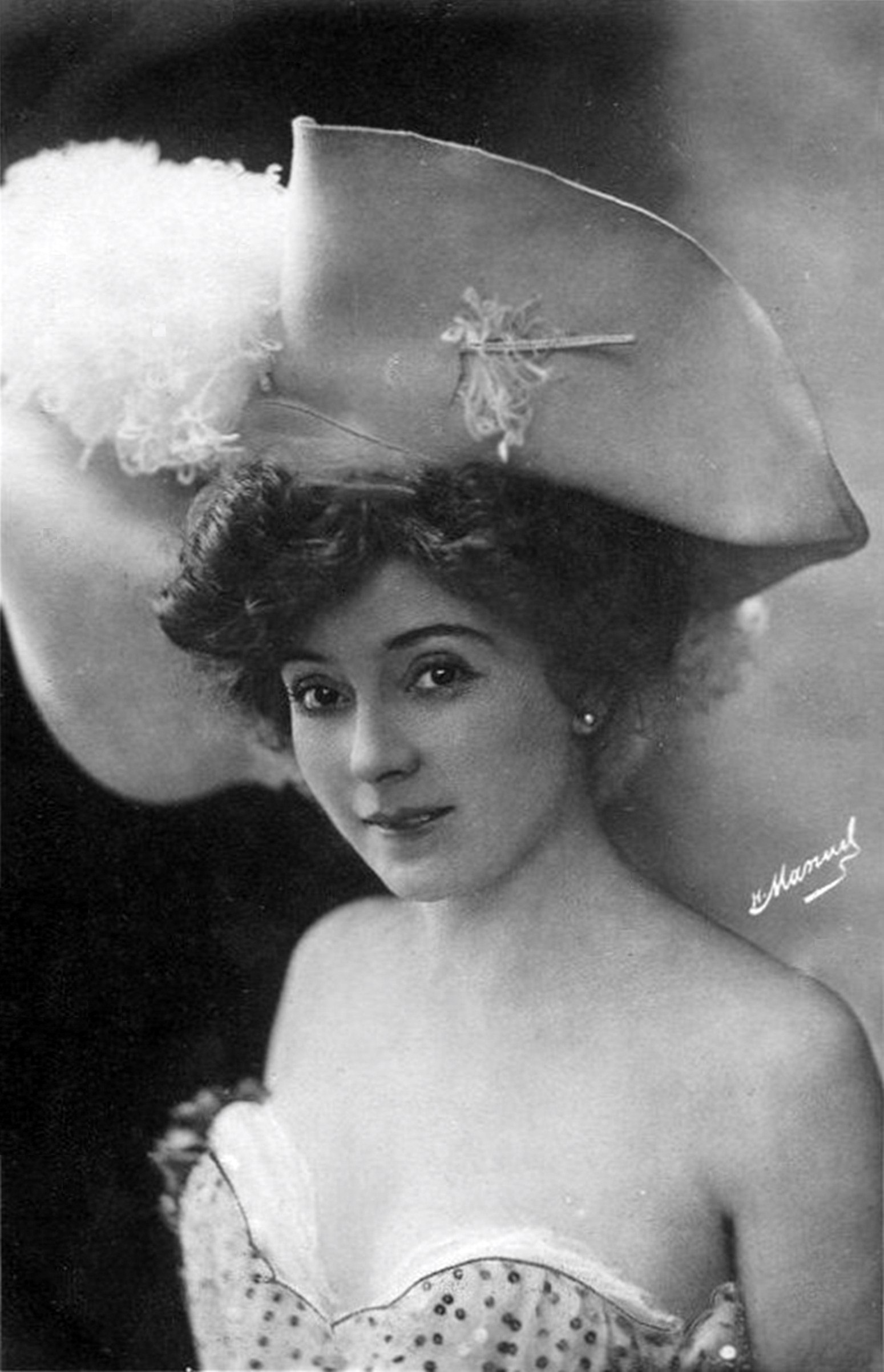
Photographie de Amélie Diéterle, vers 1900 par Henri Manuel.
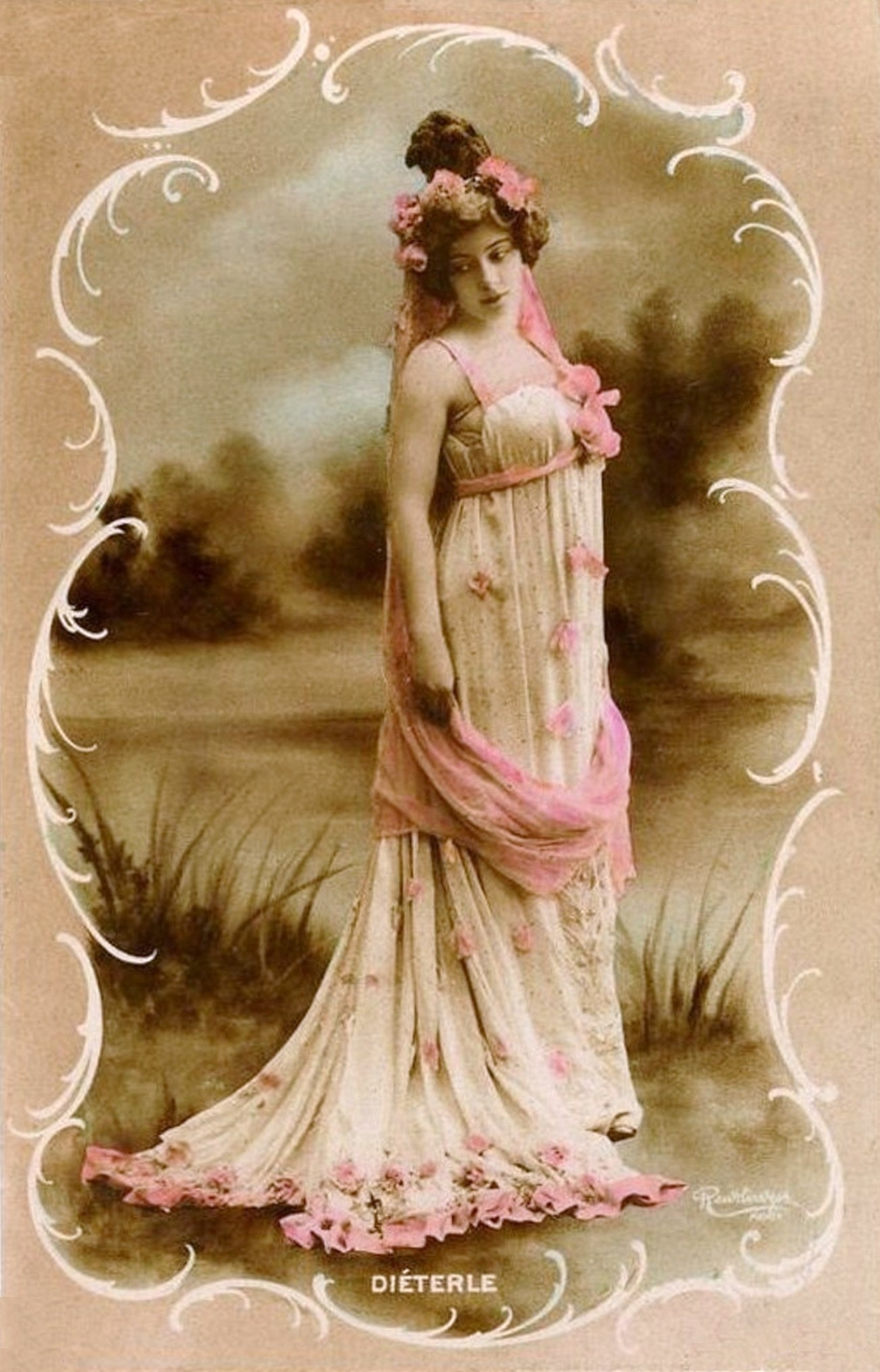
Amélie Diéterle par le photographe Léopold-Émile Reutlinger.
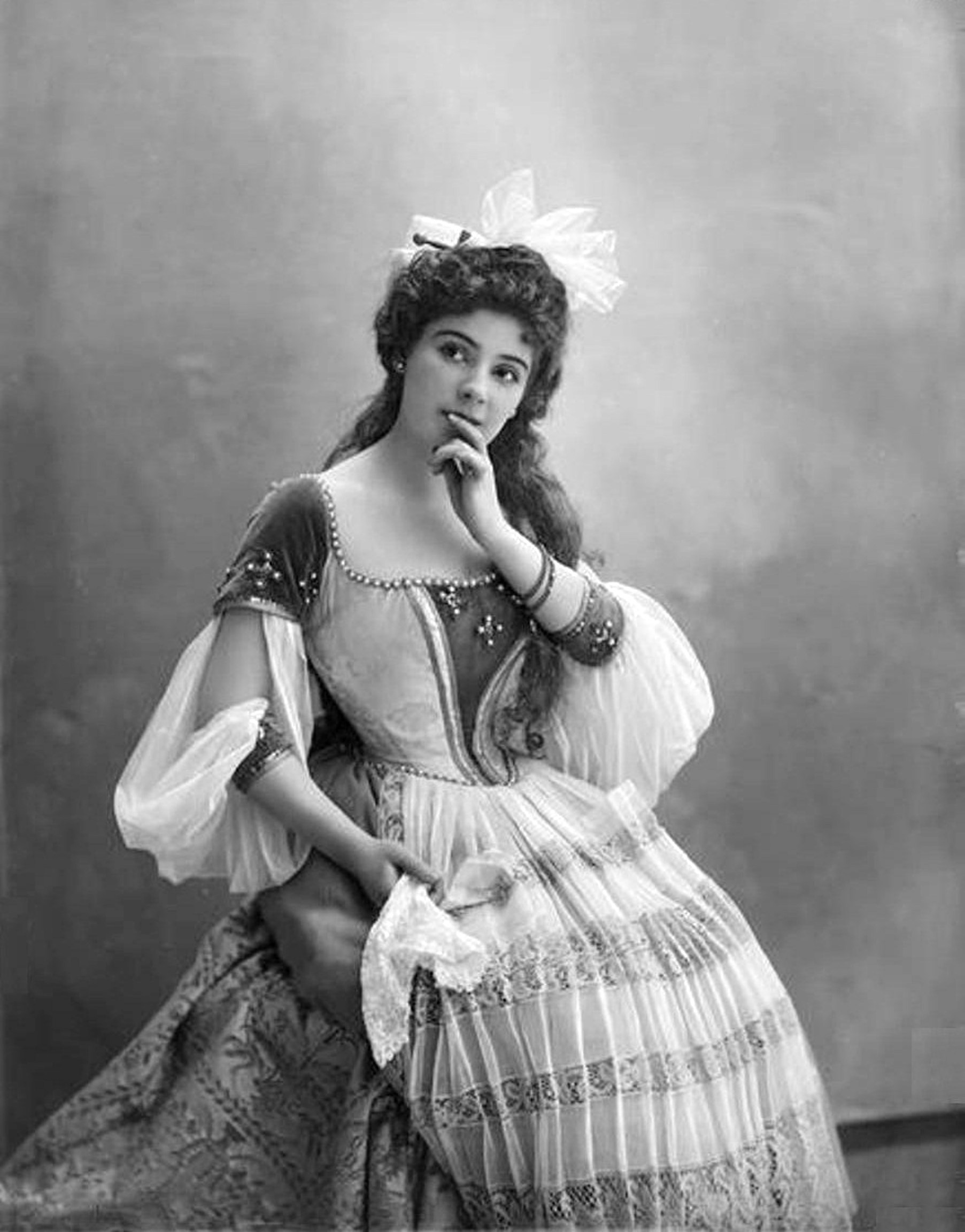
Amélie Diéterle par Nadar en 1895 dans l'opérette : Le carnet du diable d'Ernest Blum, Paul Ferrier et Gaston Serpette.
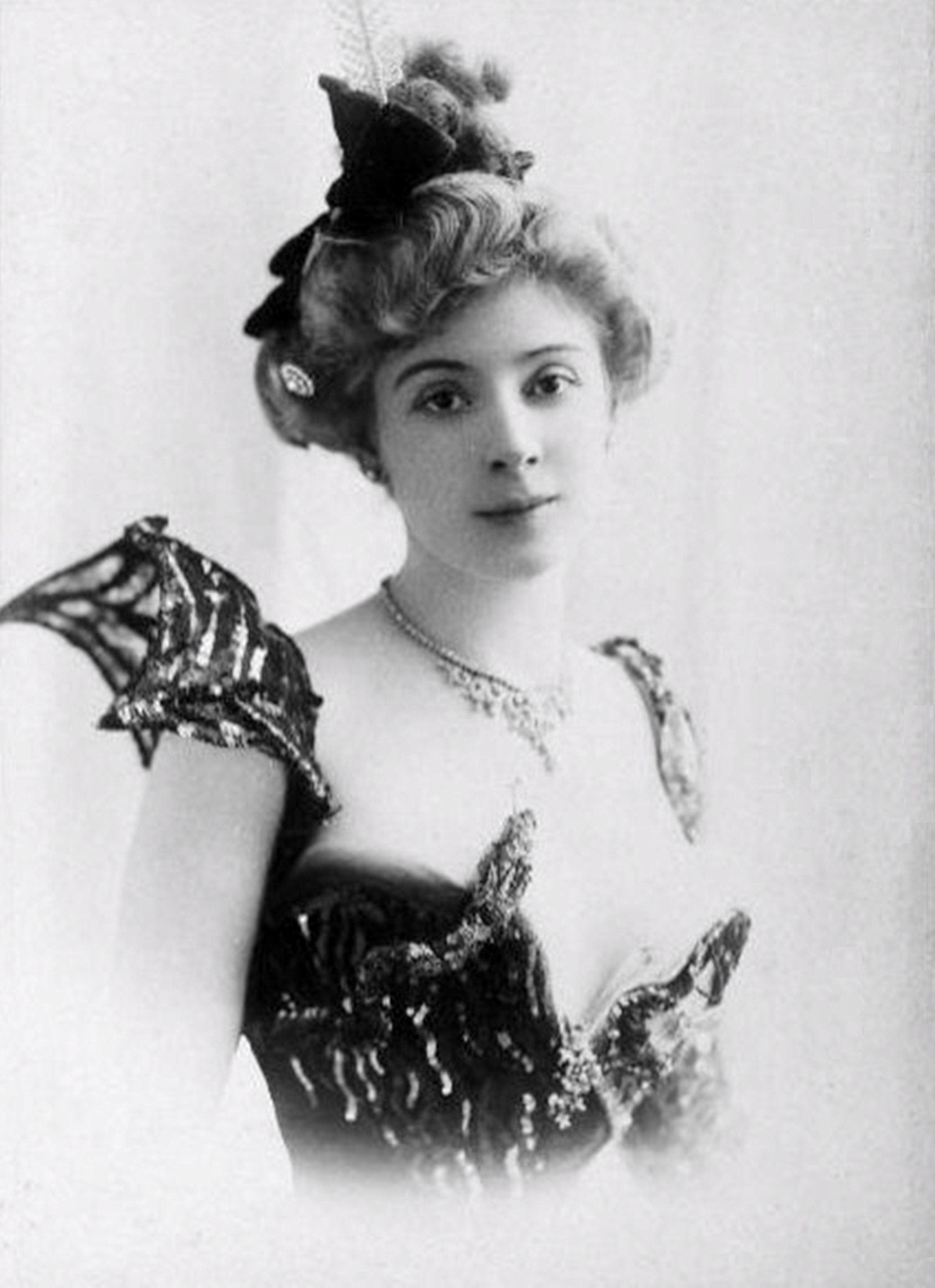
Amélie Diéterle, âgée de vingt-quatre ans, dans Le carnet du diable, au Théâtre des Variétés à Paris.
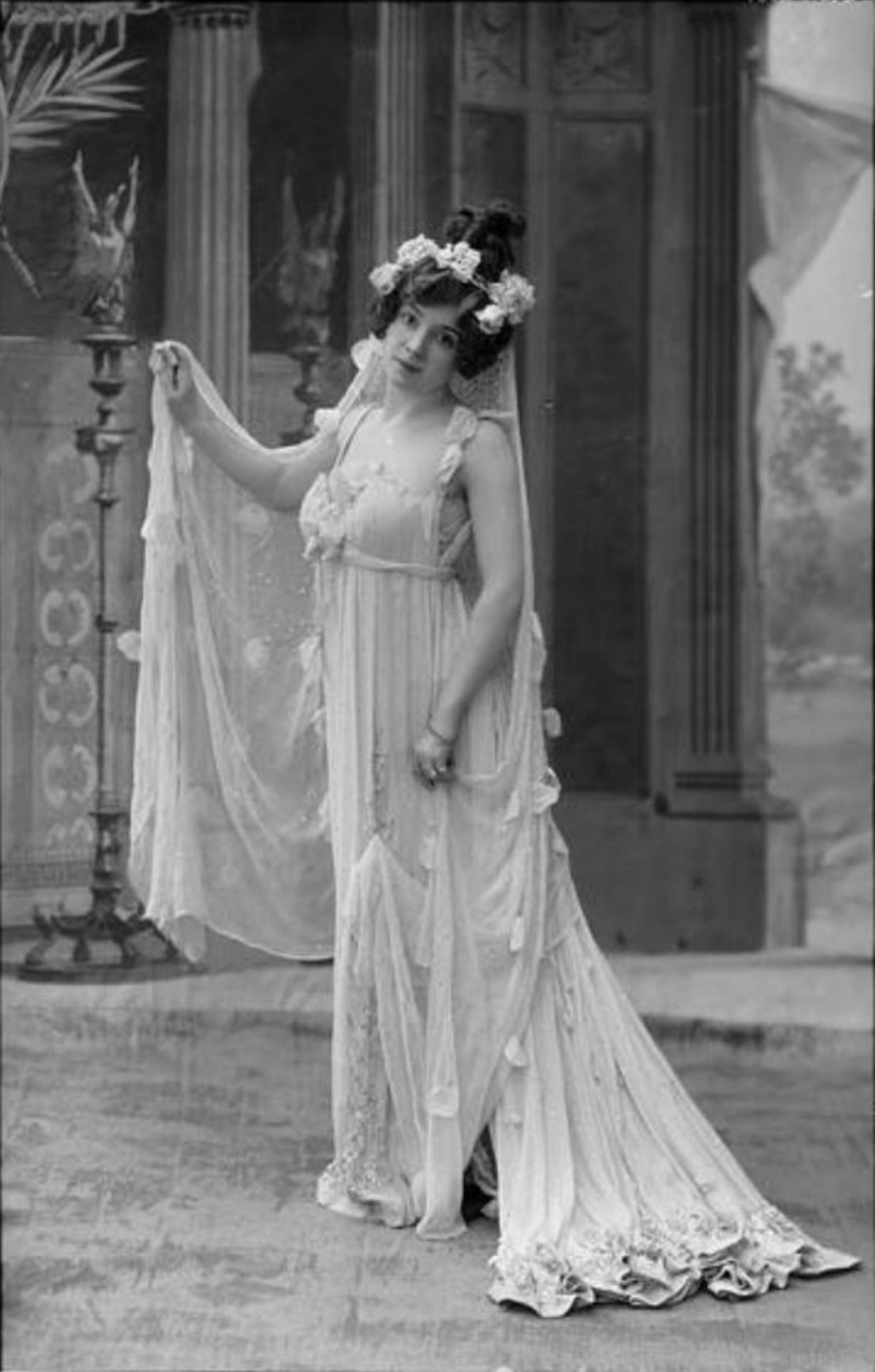
Amélie Diéterle par Nadar en 1901 dans l'opéra bouffe : Les Travaux d'Hercule.
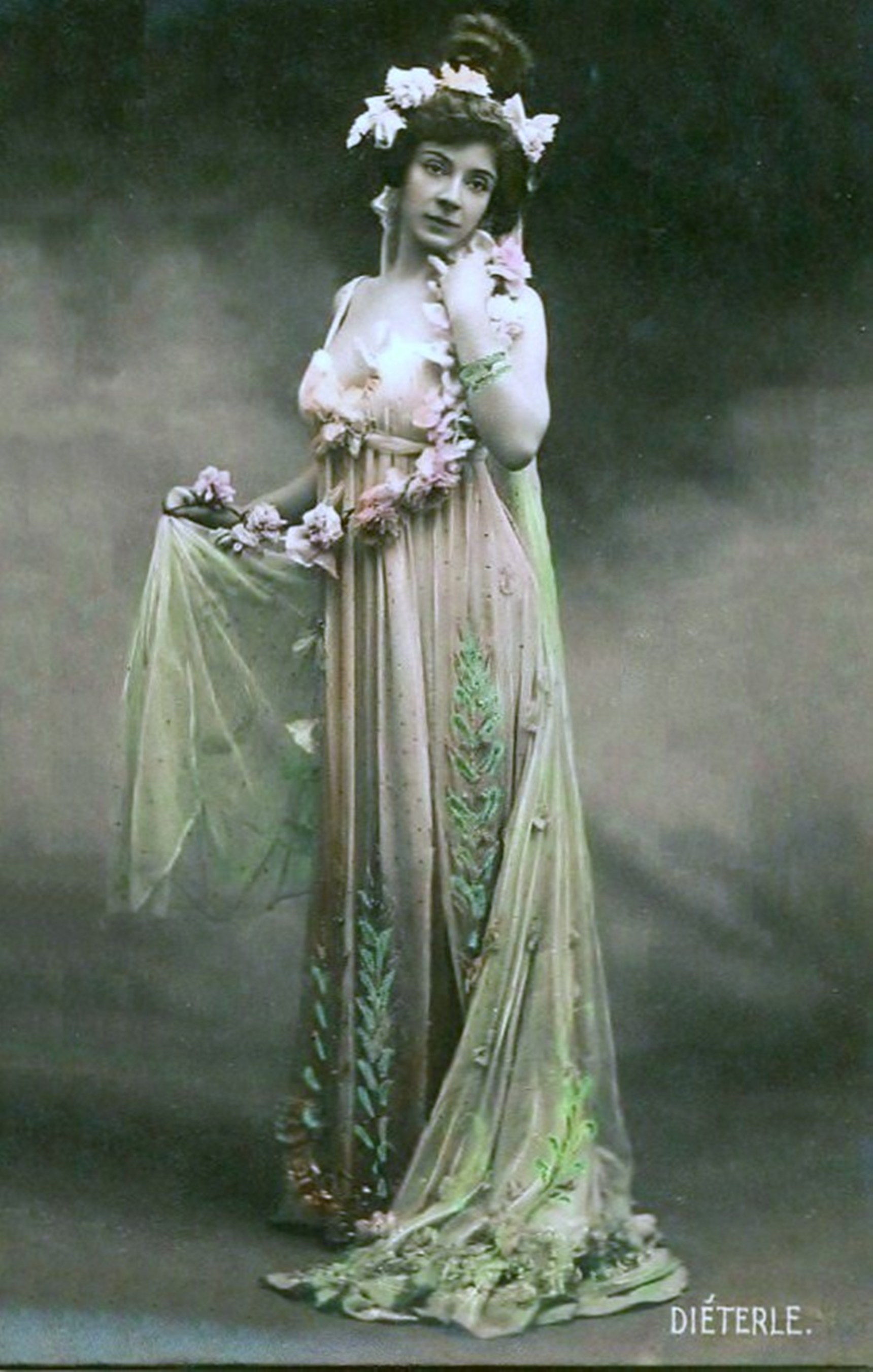
Le personnage de la reine Omphale par Nadar, en version colorisée.

## Théâtre
|  |

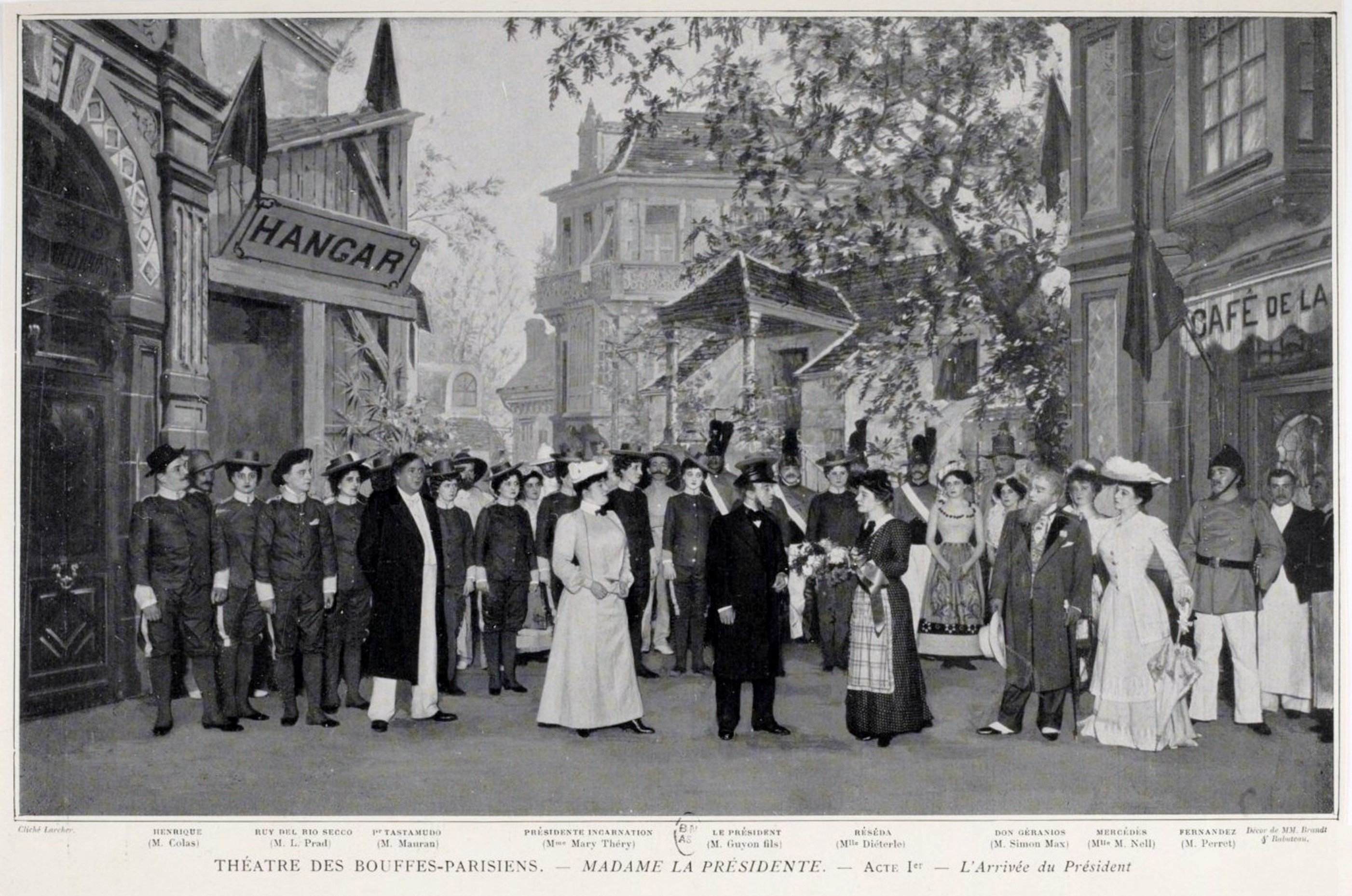
Amélie Diéterle (au centre) dans la pièce, Madame la Présidente, de Paul Ferrier et Auguste Germain, le 12 septembre 1902 au théâtre des Bouffes-Parisiens.

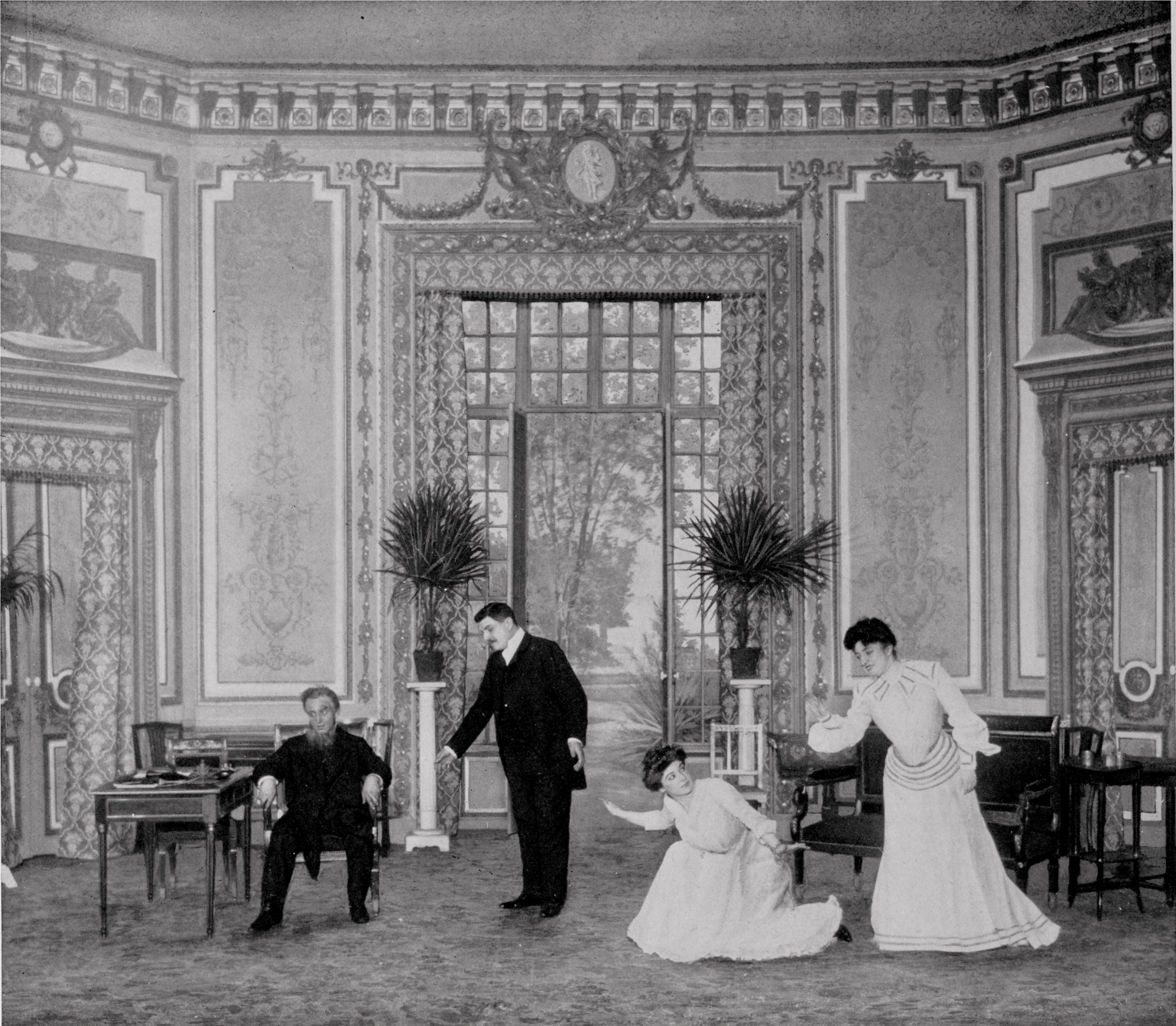
La comédienne sur la scène à genoux dans la pièce, Madame la Présidente. Elle joue le rôle de Réséda.

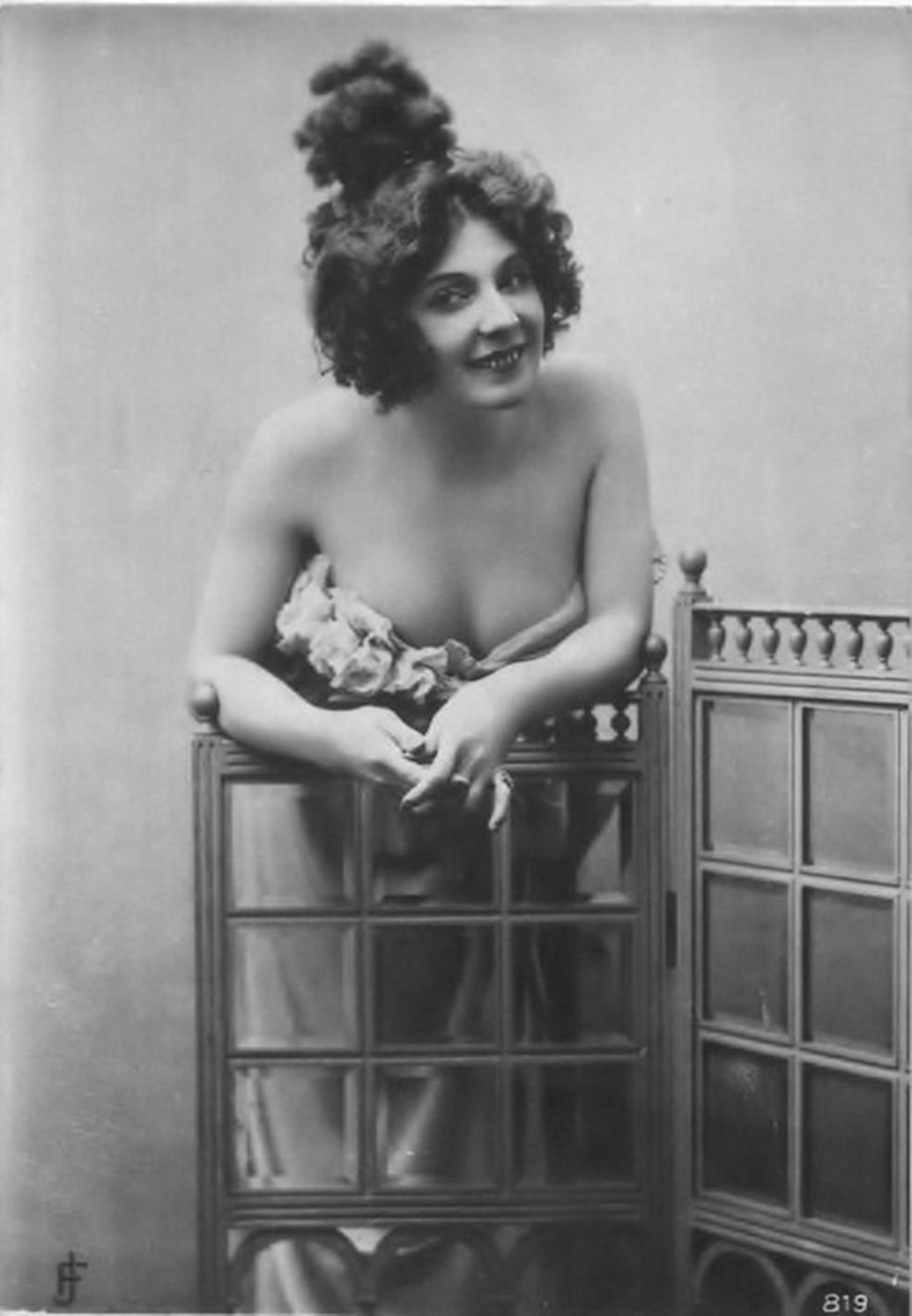
Amélie Diéterle, l'atout charme du théâtre des Variétés.

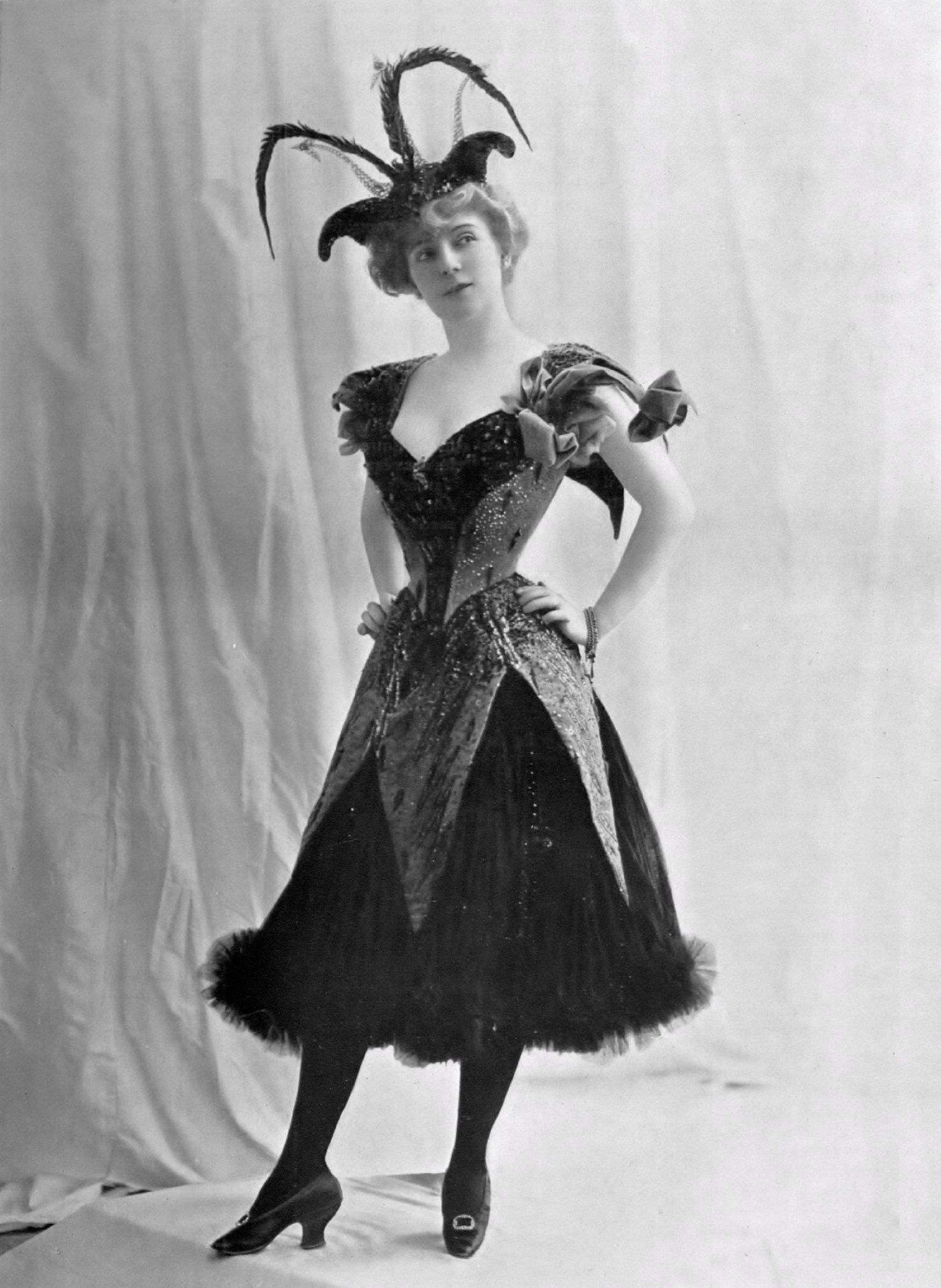
Reprise de la pièce, Le Carnet du Diable, au mois de septembre 1900. L'actrice joue le rôle de Sataniella.

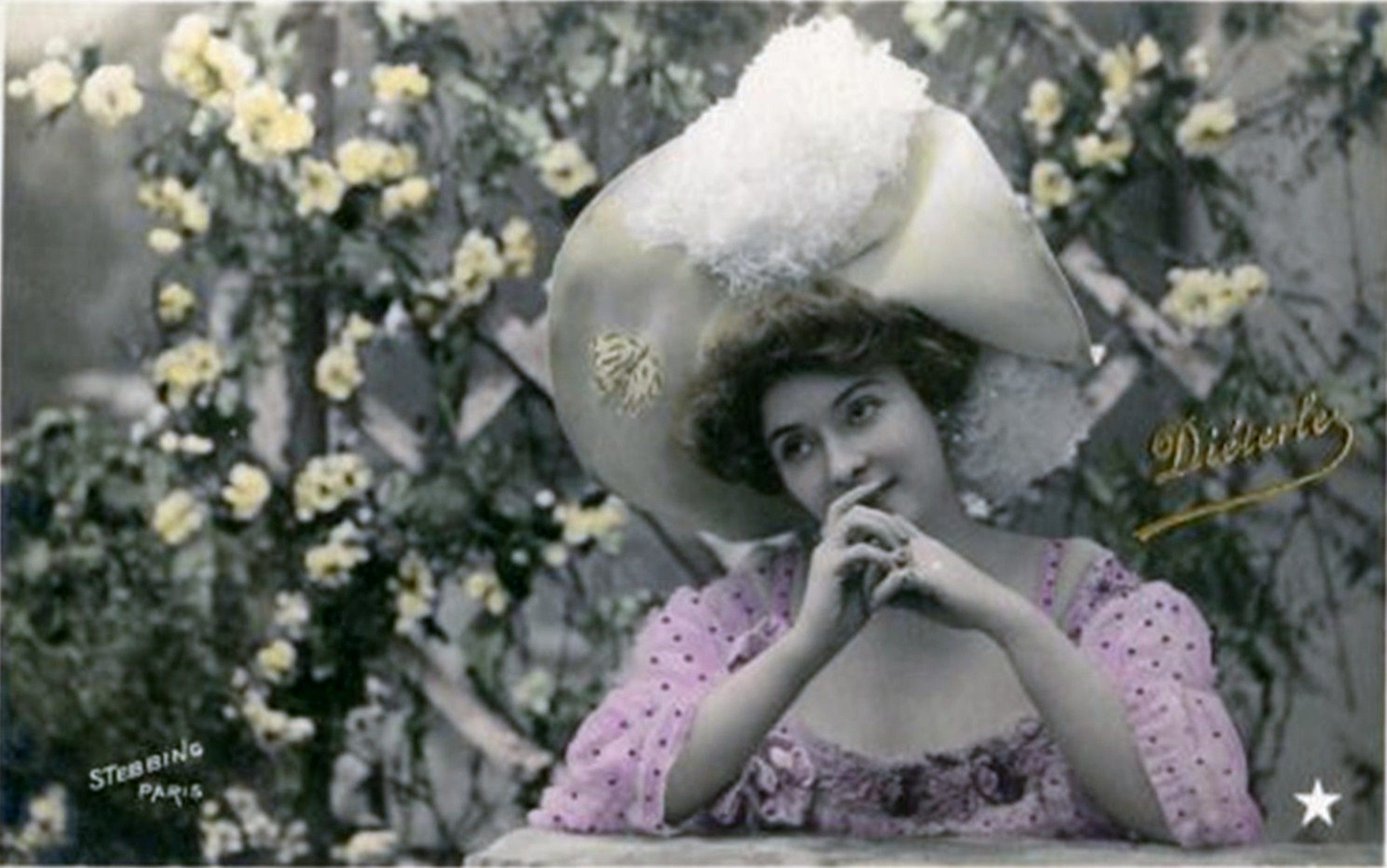
Amélie Diéterle par le photographe Édouard Stebbing.

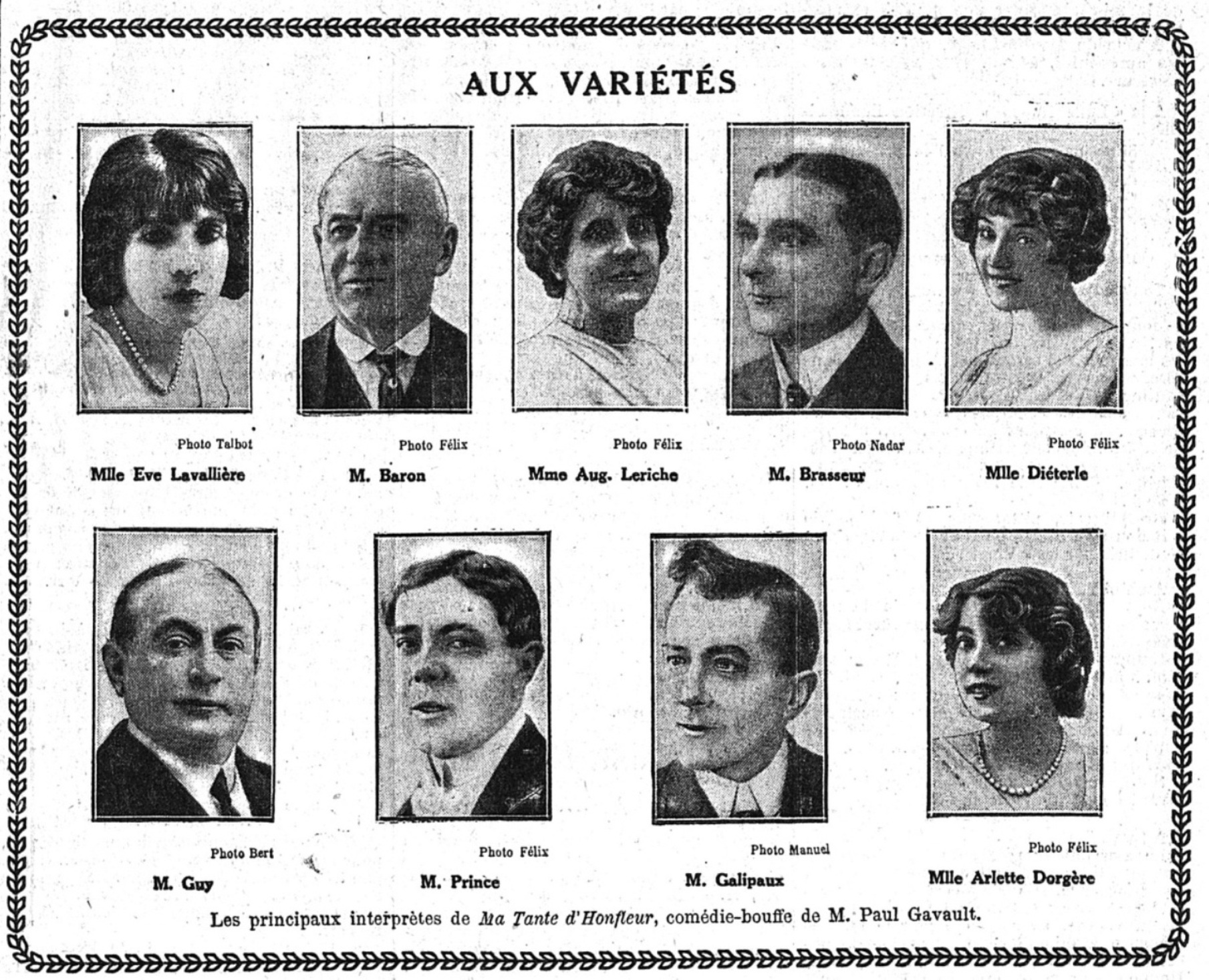
Journal Le Figaro du 19 mars 1914. Principaux interprètes de la comédie Ma Tante d'Honfleur, de Paul Gavault. C'est sur ce dernier succès que le théâtre des Variétés ferme ses portes au début de la Première Guerre mondiale.

- 1890 : Un chapeau de paille d'Italie, reprise de la comédie en cinq actes d'Eugène Labiche et Marc-Michel, théâtre des Variétés.
- 1891 : Les Héritiers Guichard, comédie-vaudeville en trois actes de Gaston Marot au théâtre des Variétés. Rôle : Virginie[126]
- 1891 : Le Fiacre 117, comédie-vaudeville d'Émile de Najac et d'Albert Millaud au théâtre des Variétés. Rôle : Cécile
- 1892 : La Vie parisienne, opéra bouffe en quatre actes, d'Henri Meilhac et Ludovic Halévy, musique de Jacques Offenbach, théâtre des Variétés. Rôle : Louise
- 1892 : Deux contre un, comédie en un acte, de Debelly, théâtre des Variétés
- 1892 : Les Remords de Gédéon, comédie en un acte, de Marc Sonal et Victor Gréhon, théâtre des Variétés. Rôle : Hermance
- 1892 : La Souricière, comédie en trois actes, d'Alexandre Bisson et Albert Carré, théâtre des Variétés. Rôle : Charlotte
- 1893 : Les Vieilles gens, comédie en un acte d'Albin Valabrègue, théâtre des Variétés.
- 1893 : Le Premier mari de France, vaudeville en trois actes d'Alain Valabrègue, théâtre des Variétés. Rôle : Clara
- 1893 : Les Brigands, opéra bouffe en trois actes, d'Henri Meilhac et Ludovic Halévy, musique de Jacques Offenbach, théâtre des Variétés. Rôle : Zerlina
- 1893 : Modes à l'entresol, vaudeville de Marc Sonal et Victor Gréhon, théâtre des Variétés. Rôle : Virginie
- 1894 : L'Héroïque Le Cardunois, pièce en trois actes, d'Alexandre Bisson, théâtre des Variétés. Rôle : Rosalie
- 1894 : Gentil Bernard ou l'Art d'aimer, comédie en cinq actes mêlée de couplets, de Philippe Dumanoir (Philippe-François Pinel, dit) et Clairville (Louis-François-Marie Nicolaïe, dit), théâtre des Variétés. Rôle : Manon
- 1894 : Madame la Commissaire, vaudeville en trois actes, d'Henri Chivot et Henry Bocage (Henry Tousez, dit), théâtre des Variétés. Rôle : Louisette
- 1894 : Le Premier mari de France, vaudeville en trois actes, d'Albin Valabrègue, théâtre des Variétés. Rôle : Clara
- 1894 : La Glissade, comédie en trois actes, de Max Maurey (Marx Rapoport, dit) et Augustin Thierry (fils de Gilbert Augustin-Thierry), théâtre de la Comédie-Parisienne. Rôle : Julie
- 1894 : Mam'zelle Nitouche, pièce en quatre actes, d'Henri Meilhac et Albert Millaud, musique de Hervé (Louis-Auguste-Florimond Ronger, dit), théâtre des Variétés. Rôle : Lydie
- 1894 : La Rieuse, pièce en trois actes, d'Ernest Blum et Raoul Toché, musique de Hervé (Louis-Auguste-Florimond Ronger, dit), théâtre des Variétés. Rôle : Lise
- 1895 : La Périchole, opéra bouffe en trois actes, d'Henry Meilhac et Ludovic Halévy, musique de Jacques Offenbach, théâtre des Variétés. Rôle : une andalouse
- 1895 : Le Carnet du Diable, pièce fantastique en cinq actes et huit tableaux d'Ernest Blum et Paul Ferrier, musique de Gaston Serpette, théâtre des Variétés. Rôle : Jacinthe
- 1895 : Chilpéric, opéra bouffe en trois actes et quatre tableaux, d'Hervé (Louis-Auguste-Florimond Ronger, dit) et Paul Ferrier, musique d’Hervé, théâtre des Variétés. Rôle : Hennengarde
- 1896 : L'Œil crevé, opéra bouffe en trois actes, d'Hervé (Louis-Auguste-Florimond Ronger, dit), théâtre des Variétés. Rôle : Éclosine
- 1897 : Le pompier de service, vaudeville-opérette en quatre actes et sept tableaux de Paul Gavault et Victor de Cottens, musique de Louis Varney, théâtre des Variétés. Rôle : Justine
- 1897 : Paris qui marche, revue en trois actes, dix tableaux, d'Hector Monréal et Henri Blondeau, musique d’Henri Chatau (qui compose notamment pour cette revue, la célèbre chanson, Frou-frou), théâtre des Variétés. Rôles : Raphaëlle, Une petite dame, Une dame de la Restauration, Bengaline.
- 1898 : Le Nouveau Jeu, comédie en cinq actes et sept tableaux d'Henri Lavedan, théâtre des Variétés. Rôle : Riquiqui
- 1899 : L'Enfant Prodigue, pantomime en trois actes de Michel Carré fils, musique d'André Wormser, théâtre de la Renaissance. Rôle : Phrynette
- 1899 : En avant : Smart !, fantaisie (revue) de Jules Oudot et Henry de Gorsse, cabaret de chansonniers : Tréteau de Tabarin au 58, rue Pigalle. Rôle : la Divette
- 1900 : Entre cour et jardin, fantaisie-revue en un acte d'Émile Duranthon et Paul Delay, théâtre des Mathurins. Rôle : la Commère
- 1900 : Mignardise, fantaisie en un acte, de Michel Carré fils et Frédéric Febvre, musique de Francis Thomé, théâtre des Capucines. Rôle : Mignardise
- 1900 : Éducation de prince, pièce en quatre actes de Maurice Donnay, au théâtre des Variétés. Rôle : Mariette Printemps
- 1900 : Les Brigands (reprise), opéra bouffe en trois actes, d'Henri Meilhac et Ludovic Halévy, musique de Jacques Offenbach, théâtre des Variétés. Rôle : Duc de Mantoue
- 1900 : La Belle Hélène (reprise), opéra bouffe en trois actes d'Henri Meilhac et Ludovic Halévy, musique de Jacques Offenbach, théâtre des Variétés. Rôle : Oreste
- 1900 : Le carnet du Diable (reprise), féerie-opérette en trois actes et dix tableaux d'Ernest Blum et Paul Ferrier, musique de Gaston Serpette, théâtre des Variétés. Rôle : Sataniella
- 1901 : Napoli, ballet pantomime en quatre actes de Paul Milliet, musique de Franco Alfano, mise en scène et chorégraphie de Madame Mariquita (Marie-Thérèse Gamalery, dite), sous la direction d'Édouard Marchand, théâtre des Folies Bergère. Rôle : La Parisienne
- 1901 : Les Travaux d'Hercule, Opéra-bouffe en trois actes de Gaston Arman de Caillavet et Robert de Flers, musique de Claude Terrasse, théâtre des Bouffes-Parisiens. Rôle : la reine Omphale
- 1901 : Lili et Tonton, pièce de Léon Jancey au théâtre des Mathurins. Rôle : Julie de Vimeuse
- 1901 : Le Nez qui remue, comédie bouffe en trois actes de Maurice Soulié et Henry de Gorsse, théâtre des Bouffes-Parisiens. Rôle : Miche
- 1902 : La Fiancée du scaphandrier, opérette-bouffe en un acte de Franc-Nohain, musique de Claude Terrasse, théâtre des Mathurins. Rôle : Élisa
- 1902 : Au temps des croisades, opéra-bouffe en un acte de Franc-Nohain, musique de Claude Terrasse, théâtre des Mathurins. Rôle : Dame Bertrade, la jeune châtelaine
- 1902 : Madame la Présidente, opérette en trois actes, de Paul Ferrier et Auguste Germain, musique de Edmond Diet, théâtre des Bouffes-Parisiens. Rôle : Réséda.
- 1902 : L'Armée des vierges, opérette en trois actes, d'Ernest Depré et Louis Herel, musique d'Émile Pessard, théâtre des Bouffes-Parisiens. Rôle : Léa
- 1902 : Le Jockey malgré lui, vaudeville-opérette en trois actes de Maurice Ordonneau et Paul Gavault, musique de Victor Roger, théâtre des Bouffes-Parisiens. Rôle : Eugénie des Coccinelles.
- 1903 : La Revue à poivre, revue en huit tableaux de E.P. Lafargue à La Scala. Rôle : Béguinette
- 1904 : Mam'zelle 5 Louis ou Mam'zelle Cinq Louis, fantaisie-opérette (fantaisie-bouffe) en trois actes et cinq tableaux d'Armand Tillet dit Claude Roland et Hippolyte Gaëtan Chapoton dit Serge Basset, musique de Louis Bernard-Saraz dit Ludovic Ratz, Café-concert Parisiana. Rôle : Mam'zelle Cinq Louis
- 1905 : La Petite Milliardaire, comédie fantaisiste en trois actes d'Henri Dumay et Louis Forest, théâtre de l'Athénée. Rôle : Betsy
- 1905 : Triplepatte, comédie en cinq actes de Tristan Bernard et André Godfernaux, théâtre de l'Athénée. Rôle : Yvonne
  - Triplepatte sur Wikisource, Paris, Éditions Librairie théâtrale, 1906    (Wikisource)
- 1905 : Cœur de moineau, comédie en quatre actes de Louis Artus, théâtre de l'Athénée. Rôle : Huguette
- 1906 : Le Paradis de Mahomet, opérette en trois actes et quatre tableaux, d'Henri Blondeau, musique de Robert Planquette, théâtre des Variétés. Rôle : Fathmé
- 1906 : La Ponette, comédie en quatre actes de Louis Artus et Paul Fuchs, théâtre de l'Athénée. Rôle : La Ponette
- 1907 : Le Coup de Jarnac, vaudeville en trois actes d'Henry de Gorsse et Maurice de Marsan, théâtre des Folies-Dramatiques. Rôle : Mme Brétillot
- 1907 : Des Lys par-ci, délices par-là, revue en un acte de Jean Meudrot et Paul Bail, théâtre de la Comédie-Royale. Rôles : Fleur de Lys et l'Écaillère ainsi qu'une imitation de Jacasse[note 24]
- 1907 : L'Amour en banque, comédie en trois actes de Louis Artus, théâtre des Variétés. Rôle : Caroline
- 1908 : Les Rendez-vous strasbourgeois, opéra-bouffe en un acte de Romain Coolus, musique de Charles Cuvillier, théâtre de la Comédie-Royale.
- 1908 : Le Roi, comédie en quatre actes de Robert de Flers, Gaston Arman de Caillavet et Emmanuel Arène, théâtre des Variétés. Rôle : Suzette Bourdier
- 1909 : Crainquebille, pièce en trois tableaux d'Anatole France, théâtre du Châtelet. Rôle : une ouvrière[note 25]
- 1909 : le 24 octobre, 530e et dernière représentation de la comédie, Le Roi, au théâtre des Variétés.
- 1909 : Le Circuit, pièce en trois actes de Georges Feydeau et Francis de Croisset, théâtre des Variétés. Rôle : Gabrielle
- 1910 : Au temps des croisades, opérette de Maurice Étienne Legrand dit Franc-Nohain et Claude Terrasse, Palais de la Bourse, dans le cadre de la fête de la Compagnie des agents de change. Rôle : La châtelaine
- 1910 : Nos femmes, vaudeville en trois actes de Pierre Filhol, théâtre des Folies-Dramatiques. Rôle : Chichette
- 1911 : La Vie parisienne (reprise), opéra bouffe en quatre actes, d'Henri Meilhac et Ludovic Halévy, musique de Jacques Offenbach, théâtre des Variétés. Rôle : la baronne suédoise de Gondremarck
- 1911 : Les Midinettes, comédie en quatre actes de Louis Artus, théâtre des Variétés. Rôle : Germaine Mathivet
- 1912 : Le Bonheur sous la main, comédie en trois actes de Paul Gavault, théâtre des Variétés. Rôle : La Vicomtesse
- 1913 : Cœur de moineau (reprise), comédie en quatre actes de Louis Artus, théâtre de l'Athénée. Rôle : Huguette
- 1913 : La Vie parisienne (nouvelle reprise pour la saison d'hiver), opéra bouffe en quatre actes d'Henri Meilhac et Ludovic Halévy, musique de Jacques Offenbach, théâtre des Variétés. Rôle : la baronne de Gondremarck
- 1914 : Ma tante d'Honfleur, comédie-bouffe en trois actes de Paul Gavault, théâtre des Variétés. Rôle : Lucette
- 1916 : La Petite Femme forte (autre variante du titre : Une petite femme forte), comédie en un acte d'Auguste Germain et de Robert Trébor (Robert Fleurieau, dit), théâtre Michel.
- 1916 : Amélie Diéterle participe à une grande représentation de Gala organisée par L'Amicale des Foréziens à Paris, au profit des mutilés du département de la Loire au Casino de Paris.
- 1917 : Herminie n'est pas raisonnable, comédie (sketch) en un acte de Félix Gandéra au théâtre et music-hall Cadet Rousselle (17 rue Caumartin à Paris).
- 1918 : La Dame de Monte-Carlo, opérette en trois actes de Georges Léglise et Edmond Pingrin, musique de Germaine Raynal et Hubert Mouton, théâtre des Variétés. Rôle : Florette Nemours[127]
- 1919 : Amélie Diéterle ne se produit pas sur scène cette année-là, probablement à cause de l'affaire des faux Rodin.
- 1920 : J'veux avoir un Enfant, comédie-vaudeville en trois actes de Nicolas Nancey (Nicolas Zouros, dit) et Jean Rioux, d'après la pièce américaine : Thery very idea, théâtre de l'Ambigu. Rôle : Édith Goodhue
- 1921 : Le Roi, de Gaston Arman de Caillavet, Robert de Flers et Emmanuel Arène, théâtre des Variétés. Rôle : Youyou[128]
- 1922 : La Belle Angevine, comédie en trois actes de Maurice Donnay et André Rivoire, théâtre des Variétés. Rôle : Huguette Valois
- 1922 : Ma Tante d'Honfleur (reprise), comédie-bouffe en trois actes de Paul Gavault, théâtre des Variétés. Rôle : Lucette[note 26]

Affiches et dessins.
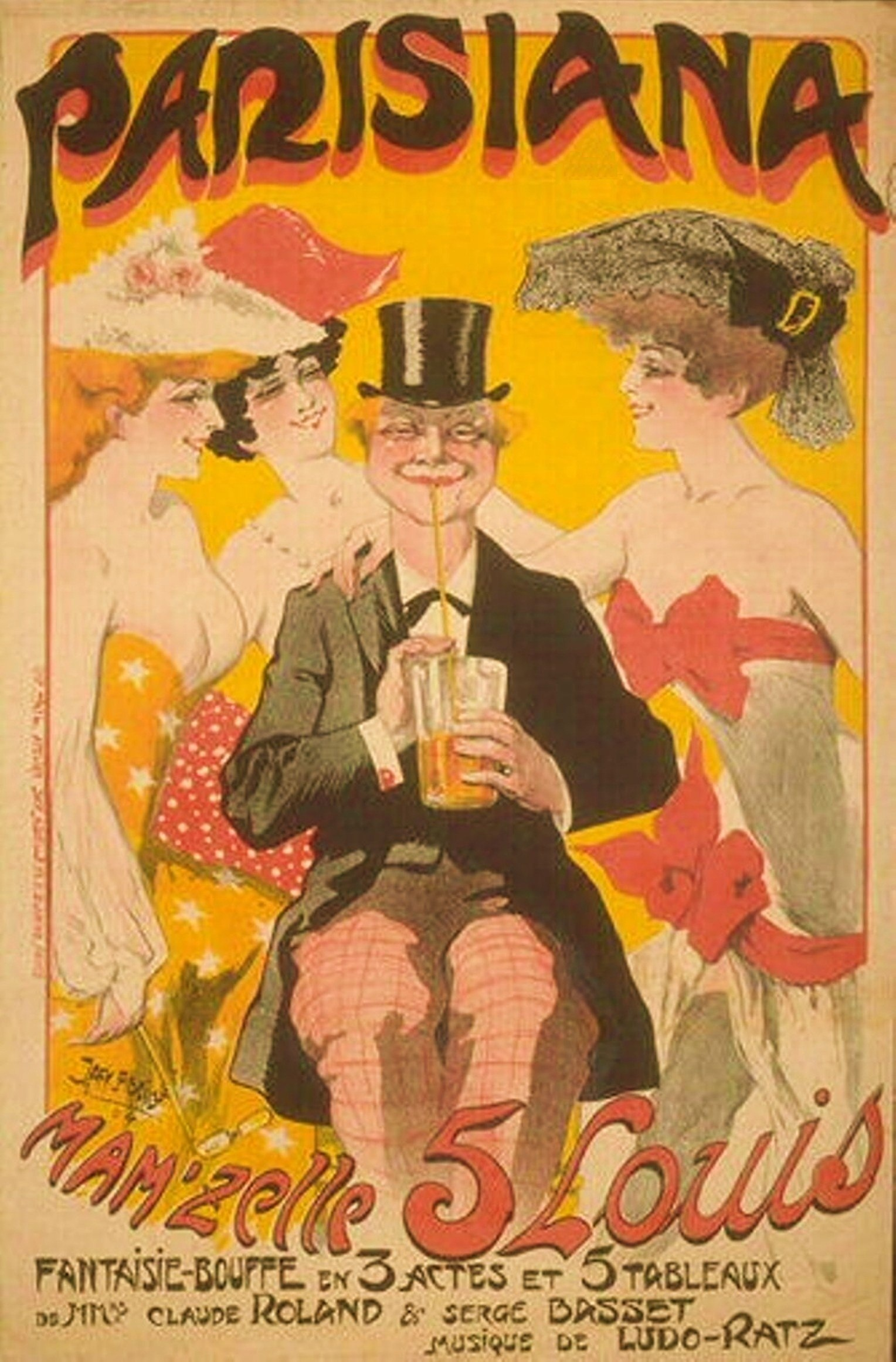
L'actrice est au centre de l'affiche, travestie en homme[129].
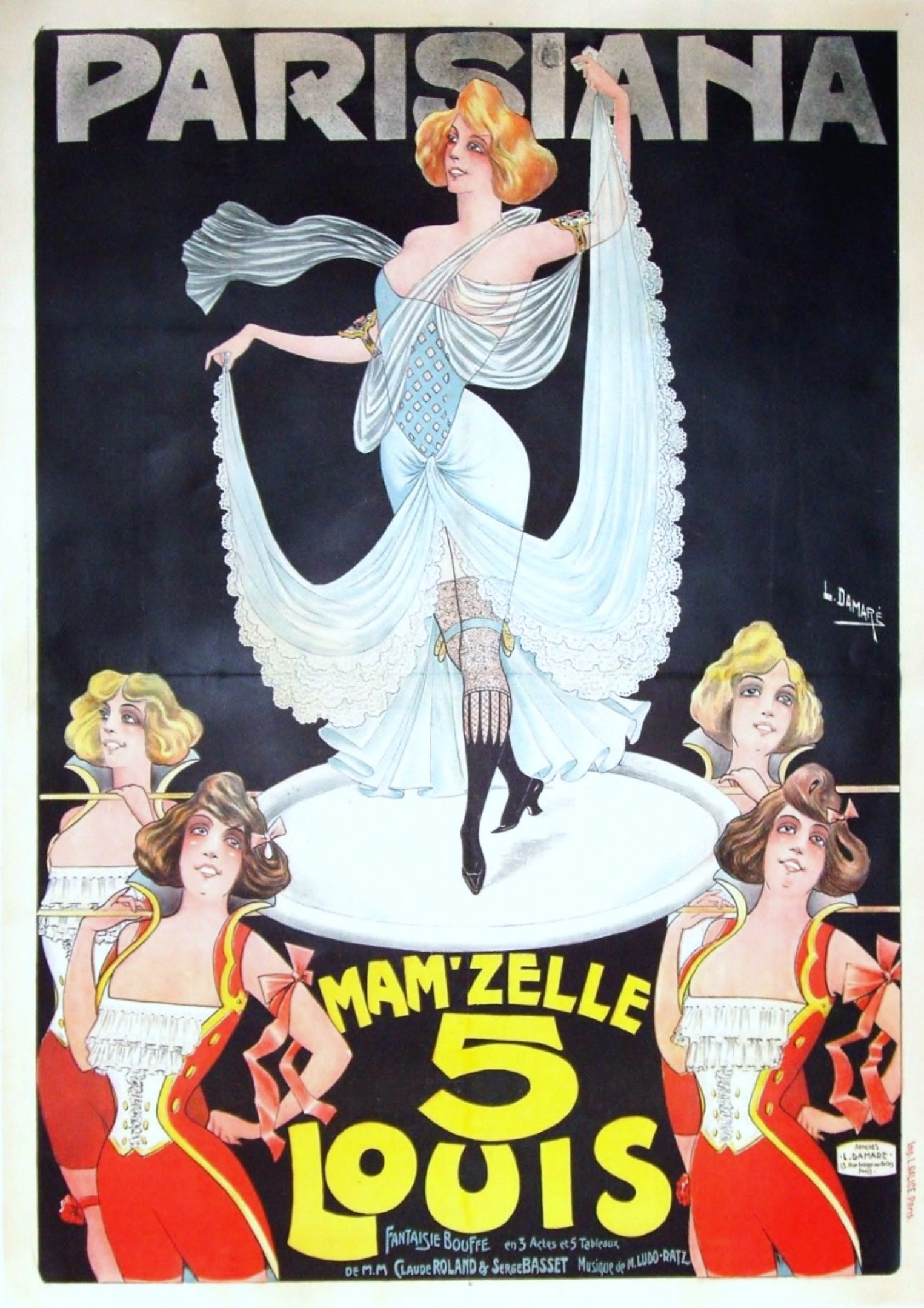
Amélie Diéterle debout sur un plateau, légèrement vêtue.
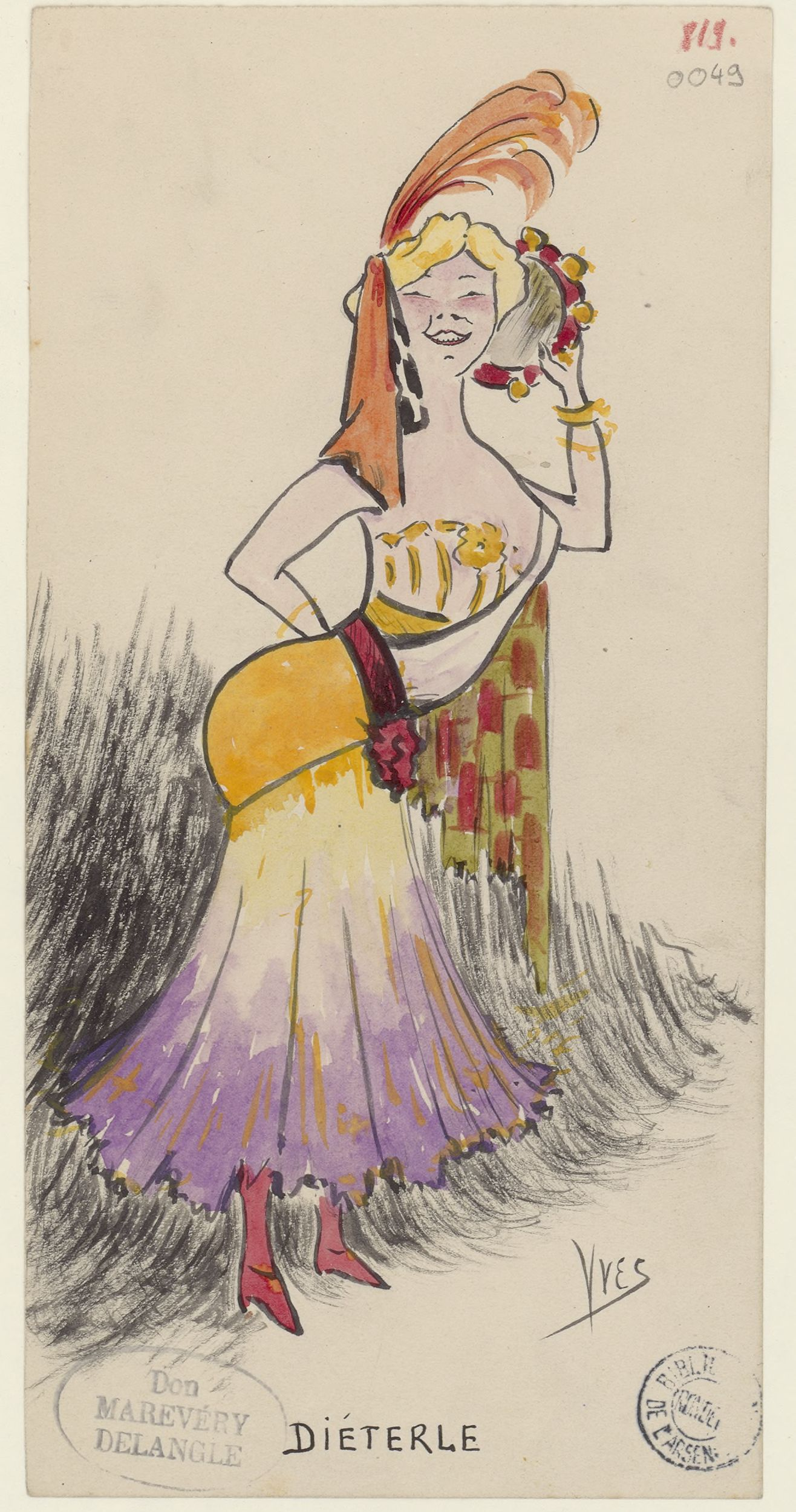
Le Paradis de Mahomet d'Henri Blondeau, dessin de Yves Marevéry (1906).
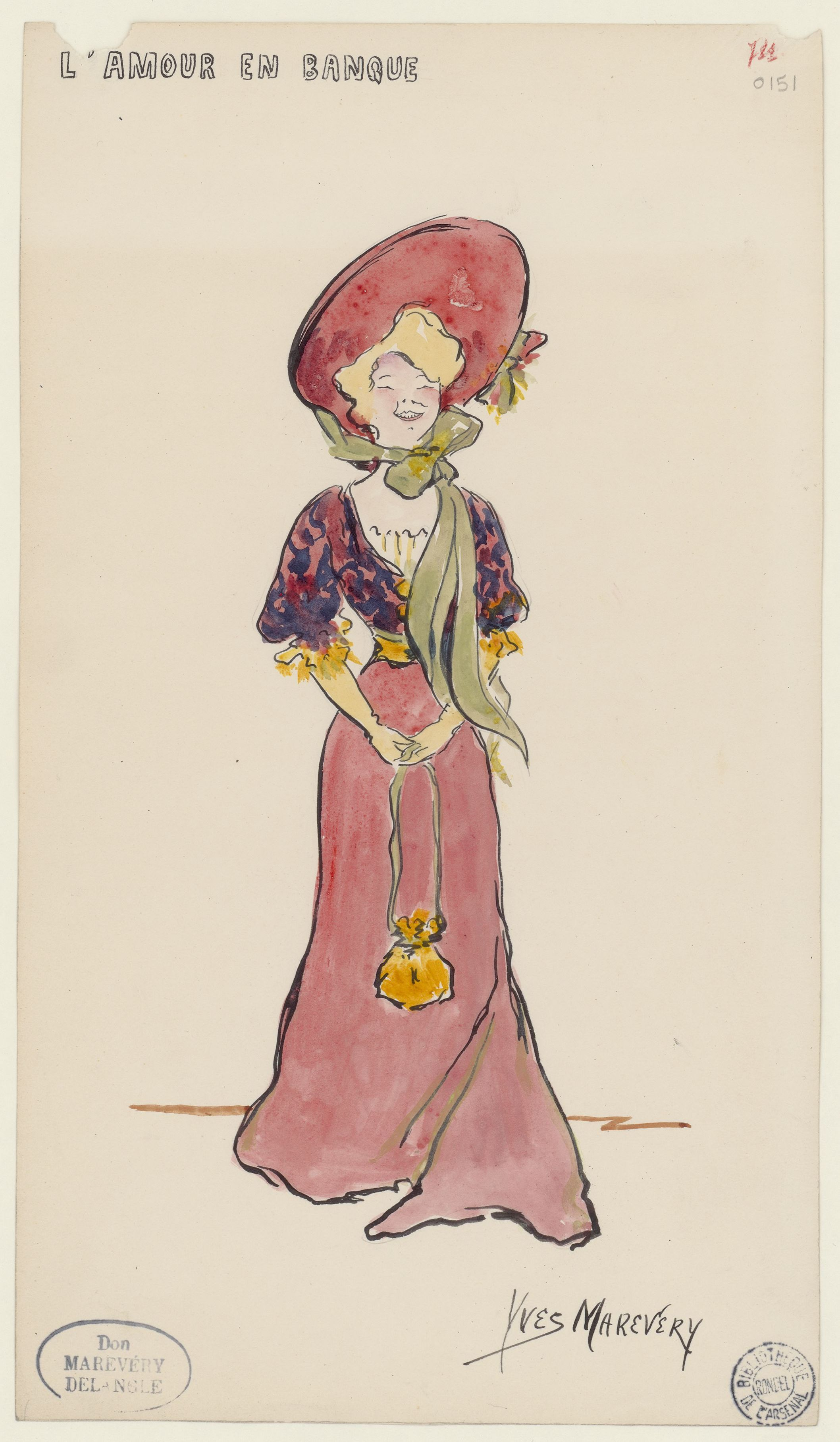
L'Amour en banque de Louis Artus, dessin de Yves Marevéry (1907).
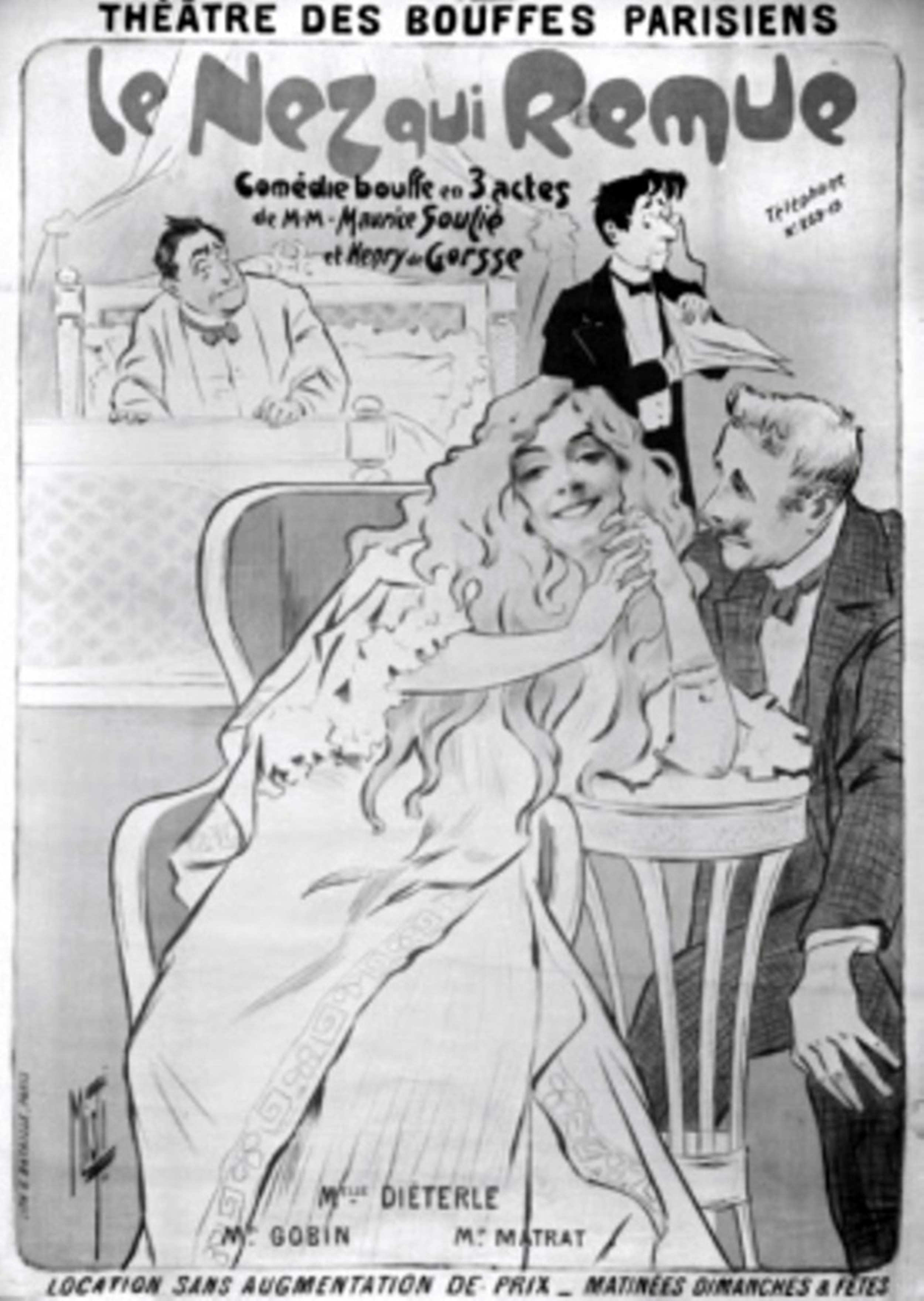
Le Nez qui remue, comédie de Maurice Soulié et Henry de Gorsse, affiche de Misti (1901).
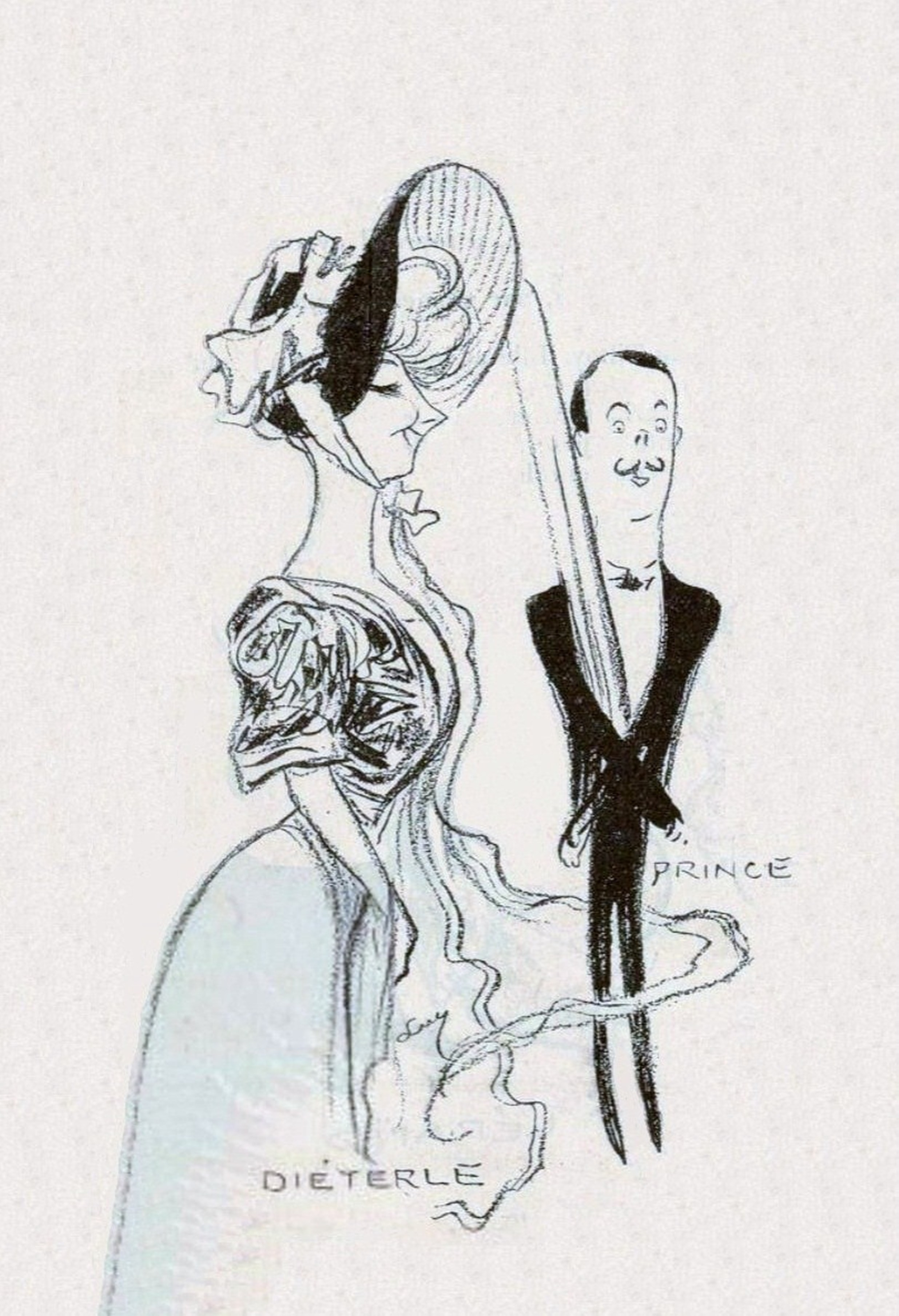
Amélie Diéterle et Charles Prince par l'illustrateur Luc, vers 1905.

Galerie illustrations : Les deux affiches à gauche représentent Amélie Diéterle dans la fantaisie-opérette, Mam'zelle 5 Louis, où elle tient le rôle principal, au cabaret Parisiana en 1904.
Les auteurs sont respectivement, Jack Abeillé et L. Damaré. Une troisième affiche existe pour ce même spectacle et signée René Péan.
Ce dernier auteur réalise également un médaillon à l'effigie de l'actrice, à partir du pastel d'Auguste Renoir, Mademoiselle Diéterle, La Merveilleuse.

## Artiste lyrique

### Département de la Côte-d'Or
Repères chronologiques
Sources : Le Progrès de la Côte-d'Or (journal).
Amélie Diéterle réside à Dijon de 1882 à 1890. Le conservatoire de Dijon où elle est inscrite, se situe à l'époque au 40-42 rue Chabot-Charny. Cette institution est une succursale régionale du Conservatoire de Paris depuis 1869.

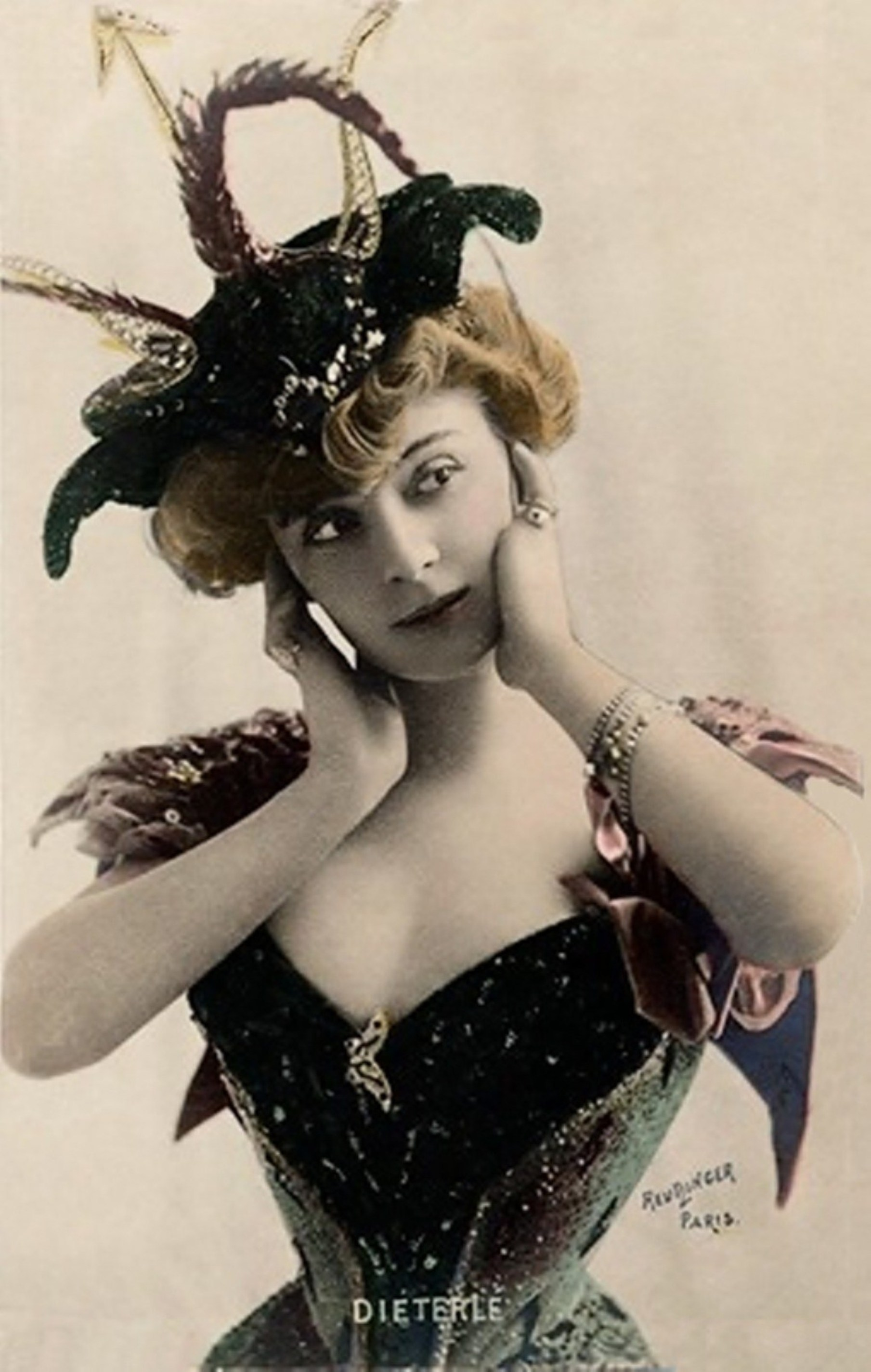
Amélie Diéterle en 1900.

- Concours de 1885, distribution de prix au Grand-Théâtre de Dijon, le 2 août 1885 : solfège 1er degré, division élémentaire, professeur M. Guertimont. Classe de jeunes filles, 3e mention, Mlle Diéterle.
- Concours de 1886, distribution de prix au mois d'août : chant, professeur Mlle Satet. 2e accessit à l'unanimité, Mlle Diéterle.
- Concours de 1887, distribution de prix au mois d'août :
  - Solfège 1er degré, division supérieure, professeur M. H. Guertimont. Second prix, Mlle Amélie Diéterie (sic).
  - Chant, professeur M. Charles Laurent. Premier accessit à l'unanimité, Mlle Diéterle.
- Concours de 1888, distribution de prix au mois d'août :
  - Solfège supérieur, professeur M. Pradel. 2e prix, Mlle Diéterle.
  - Chant, professeur M. Charles Laurent. 2e prix à l'unanimité, Mlle Diéterle.
- 7 mai 1889 : audition publique d'Amélie Diéterle et organisée par la Société d'émulation de Dijon, à la salle Guiller.
- 18 juin 1889 : audition publique d'Amélie Diéterle et organisée par le Conservatoire, à la Salle philharmonique de Dijon. Interprétation : Berceuse du Pardon de Ploërmel, opéra de Giacomo Meyerbeer.
- Concours de 1889, distribution de prix au mois d'août :
  - Solfège supérieur, professeur M. Pradel. Premier prix, Mlle Diéterle.
  - Chant, professeur M. Charles Laurent. 2e premier prix, Mlle Diéterle.
- Concours de 1890, distribution de prix au mois d'août :
  - 28 juillet 1890 : Mlle Amélie Diéterle, élève de M. Charles Laurent, obtient le premier prix au concours de chant à l'unanimité au Conservatoire de Dijon, en qualité de soprano[133].

Concerts
- 12 mai 1889 : Concert à Is-sur-Tille, sous la direction de M. Androt. Interprétations : Berceuse du Pardon de Ploërmel, opéra de Giacomo Meyerbeer et Farfalla, valse d'Ettore Gelli.
- 25 novembre 1889 : Concert et bal dans les salons de l'Hôtel Le Jura à Dijon. Soirée organisée par l'Union musicale (Harmonie de Dijon). Interprétations : Air de Mireille opéra de Charles Gounod.
- 8 décembre 1889 : Concert à la salle philharmonique de Dijon et organisé par la Société chorale de Dijon, sous la direction de M. Arthur Deroye. Interprétations : Air de Mireille, opéra de Charles Gounod et La Violette, mélodie de Wolfgang Amadeus Mozart.
- 4 mai 1890 : Soirée musicale à Is-sur-Tille, organisée par la Société de gymnastique, Le Réveil d'Is-sur-Tille. Interprétations : Air de Mireille, opéra de Charles Gounod, Si j'étais roi, opéra d'Adolphe Adam et Ça fait peur aux oiseaux (couplets de L'oiselière de Paul Bernard).
- 21 juin 1890 : Concert salle Guillier, 1 place Saint-Jean à Dijon, donné par les ouvriers des usines Pétolat au profit de la veuve et des enfants d'un de leurs collègues. Interprétations : Hérodiade, opéra de Jules Massenet et Les regrets de Mignon, mélodie de Frédéric Boissière.
- 14 septembre 1890 : Grand concert vocal et instrumental organisé par la Fanfare de la commune d'Arc-sur-Tille avec le concours de Mlle Diéterle, soprano, Interprétations : Farfalla, valse d'Ettore Gelli, Les Dragons de Villars, opéra d'Aimé Maillart et le Grand air de Guillaume-Tell, opéra de Gioachino Rossini. Dernier concert d'Amélie Diéterle dans le département de la Côte-d'Or, avant son départ pour Paris.

### Département de la Seine
- 1892 : Amélie Diéterle chante Le Renouveau, musique de Gaston Possien sur une poésie d'Émile Goudeau. Le concert a lieu le 11 mars 1892, salle Duprez au 40 rue Condorcet à Paris. Gilbert Duprez dans son école rue Turgot puis rue Condorcet, a formé de nombreux élèves parmi lesquels sa fille Caroline Duprez, Caroline Miolan-Carvalho, Marie Battu, Marie Marimon, Mme Monrose, etc.
- 1901 : Les Travaux d'Hercule, Opéra bouffe de Gaston Arman de Caillavet et Robert de Flers, musique de Claude Terrasse.
- 1902 : Le Jockey malgré lui, Opérette de Maurice Ordonneau et Paul Gavault.
- 1916 : Pomme d'Api, opérette en un acte de Jacques Offenbach, sur un livret de Ludovic Halévy et William Busnach, sous la direction d'Émile Bourgeois (1849-1922), compositeur, Chef d'orchestre et de chant au théâtre de l'Opéra-Comique. Cette opérette est donnée dans le cadre d'une représentation extraordinaire au palais du Trocadéro, au profit de la Coopération des artistes.

## Filmographie

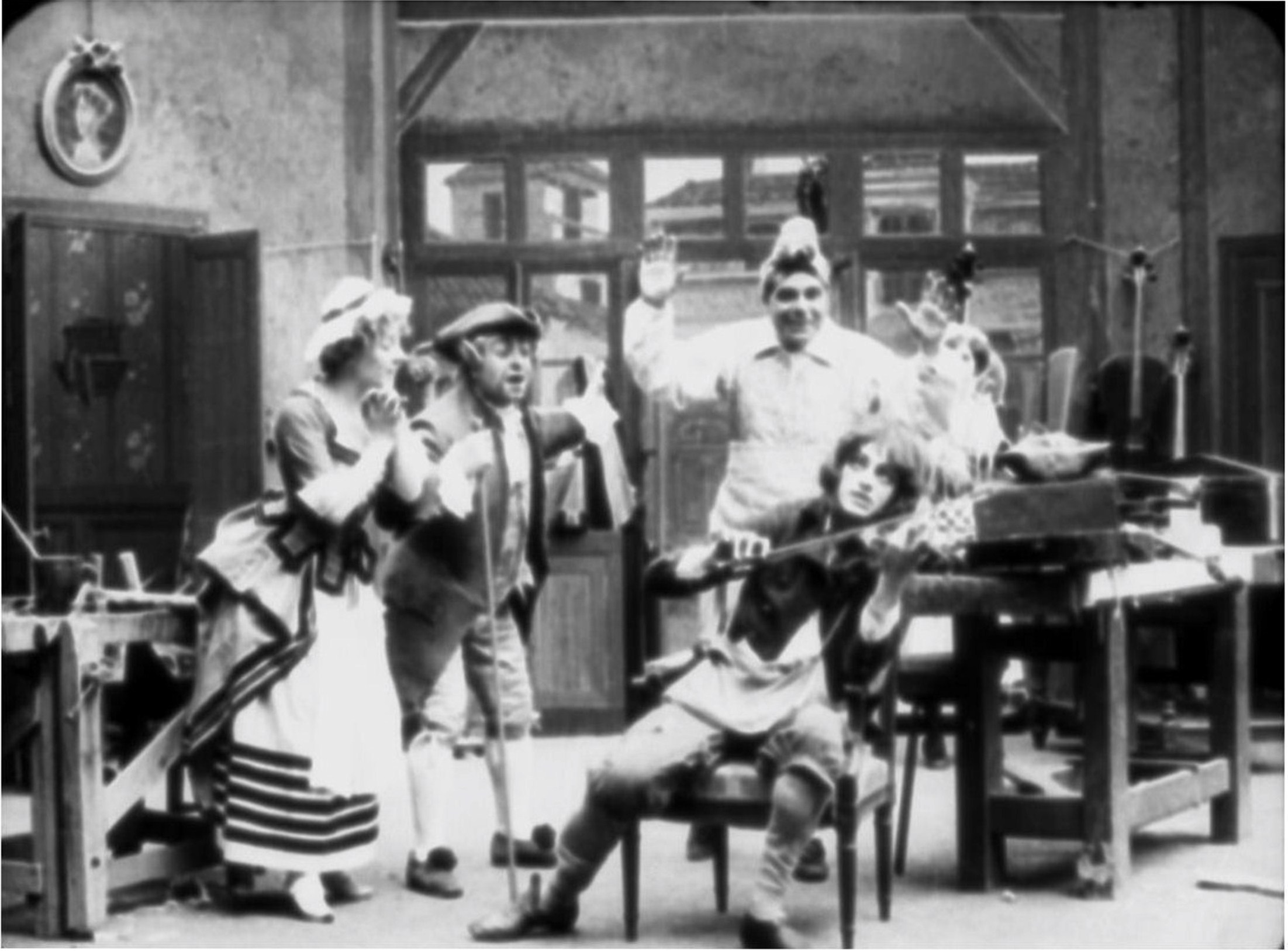
Amélie Diéterle à gauche, dans le film muet, Le Luthier de Crémone, d'Albert Capellani en 1909. Elle interprète le rôle de Giannina.

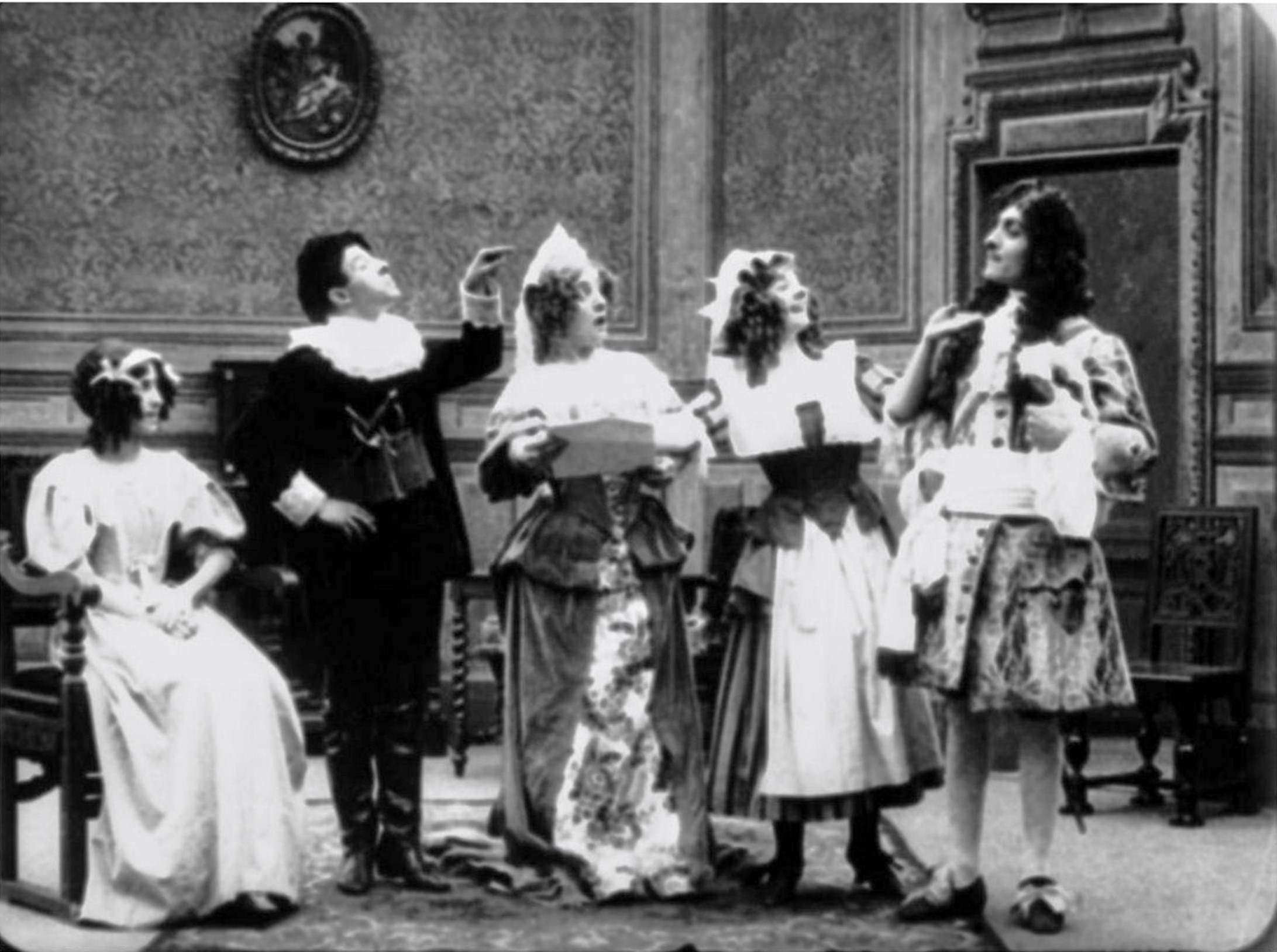
Amélie Diéterle à droite sur la photographie, dans le film muet, Le Légataire universel, d'André Calmettes en 1909.

- 1909 : Jim Blackwood jockey de Georges Monca
- 1909 : Le Luthier de Crémone d'Albert Capellani : Giannina
- 1909 : Le Légataire universel d'André Calmettes
- 1909 : Femme de chambre improvisée de Georges Monca
- 1909 : Les Deux Cambrioleurs de Georges Monca
- 1910 : Le Noël du peintre de Georges Monca
- 1910 : Mimi Pinson de Georges Monca : Mimi Pinson
  - Autres variantes : Miss Pinson ou Mimi Pinson aime les roses blanches[134],[135]
- 1910 : La Cigale et la Fourmi de Georges Monca : la Cigale
- 1910 : La Chatte métamorphosée en femme de Michel Carré : Kato
- 1911 : Le Mort vivant de Michel Carré
- 1911 : Le Rival dupé de Michel Carré : La fiancée
- 1911 : Rigadin cambrioleur de Georges Monca
- 1911 : Boubouroche de Georges Monca : Adèle
- 1911 : Rigadin et la Locataire récalcitrante de Georges Monca : Huguette de Saint-Estèphe
- 1911 : Le Nez de Rigadin de Georges Monca
- 1912 : Les Maladresses de Rigadin de Georges Monca
- 1912 : Rigadin explorateur de Georges Monca
- 1912 : Rigadin et la Tante à héritage de Georges Monca  : La tante
- 1912 : Le Ménage de Rigadin de Georges Monca
- 1912 : Rigadin et la Divorcée récalcitrante  de Georges Monca
- 1912 : Les Trois Sultanes de Adrien Caillard : Roxelane
- 1912 : Rigadin entre deux flammes de Georges Monca
- 1912 : Rigadin aux Balkans de Georges Monca
- 1913 : Le Feu vengeur de Georges Monca : Comtesse de Grandchamp

## Modes
|  |

Amélie Diéterle est l'une des égéries des grandes marques de vêtements et des maisons parisiennes ou londoniennes de la mode, dont :
- La maison Babani au 98 boulevard Hausmann à Paris.
- La maison de couture Martial et Armand au 10 place Vendôme et 13 rue de la Paix à Paris.
- Le créateur de mode, Contzen, au 76 rue de Richelieu à Paris.
- Les chapeaux de la marque Lewis, au 16 rue Royale à Paris et au 152 Regent Street à Londres.
- La maison de couture Green & Co. à Londres.

Amélie Diéterle, égérie de la mode.
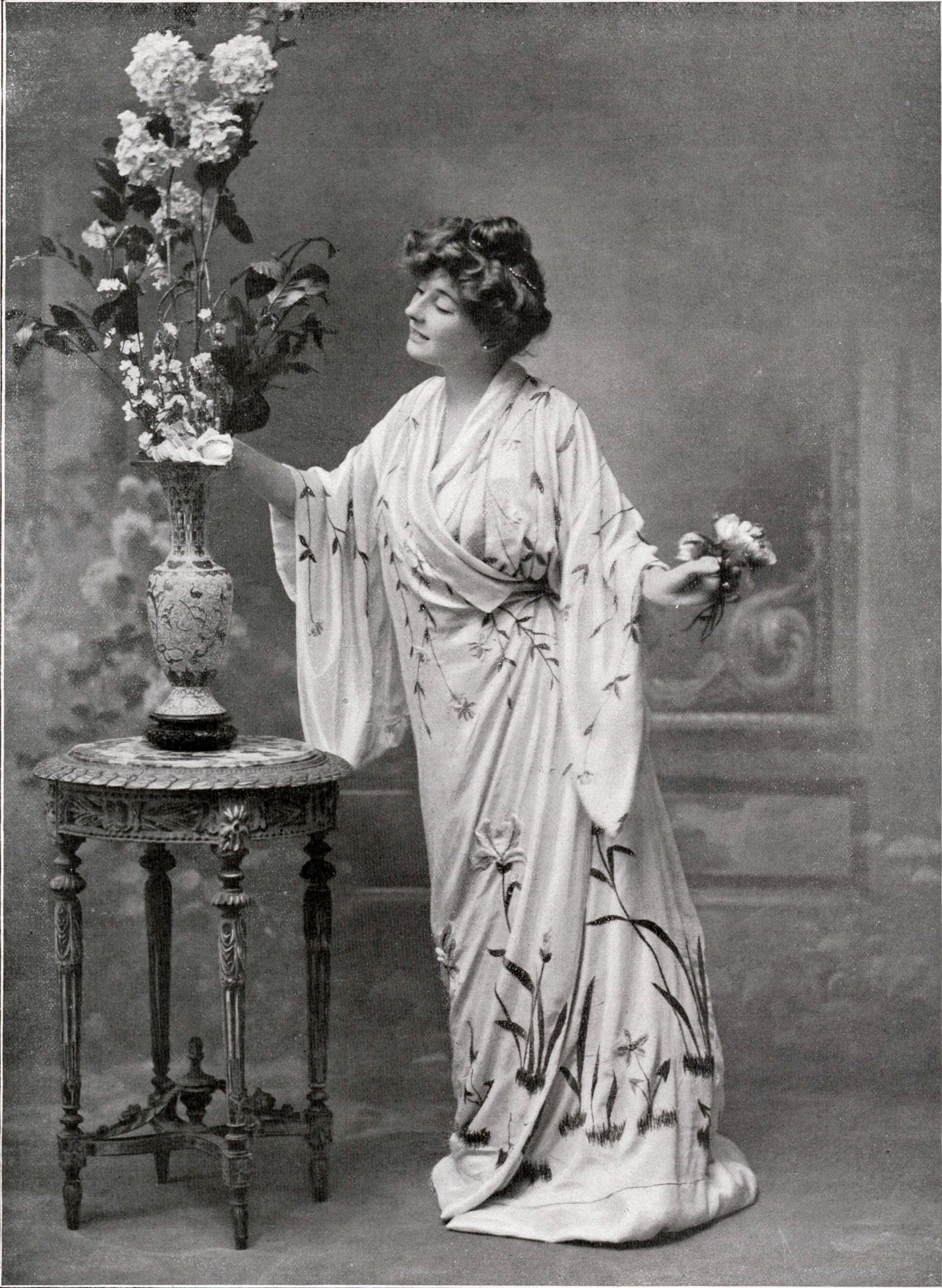
Amélie Diéterle chez Babani, par Jean Louis Albert Mathieu dit Mathieu-Deroche en 1906.
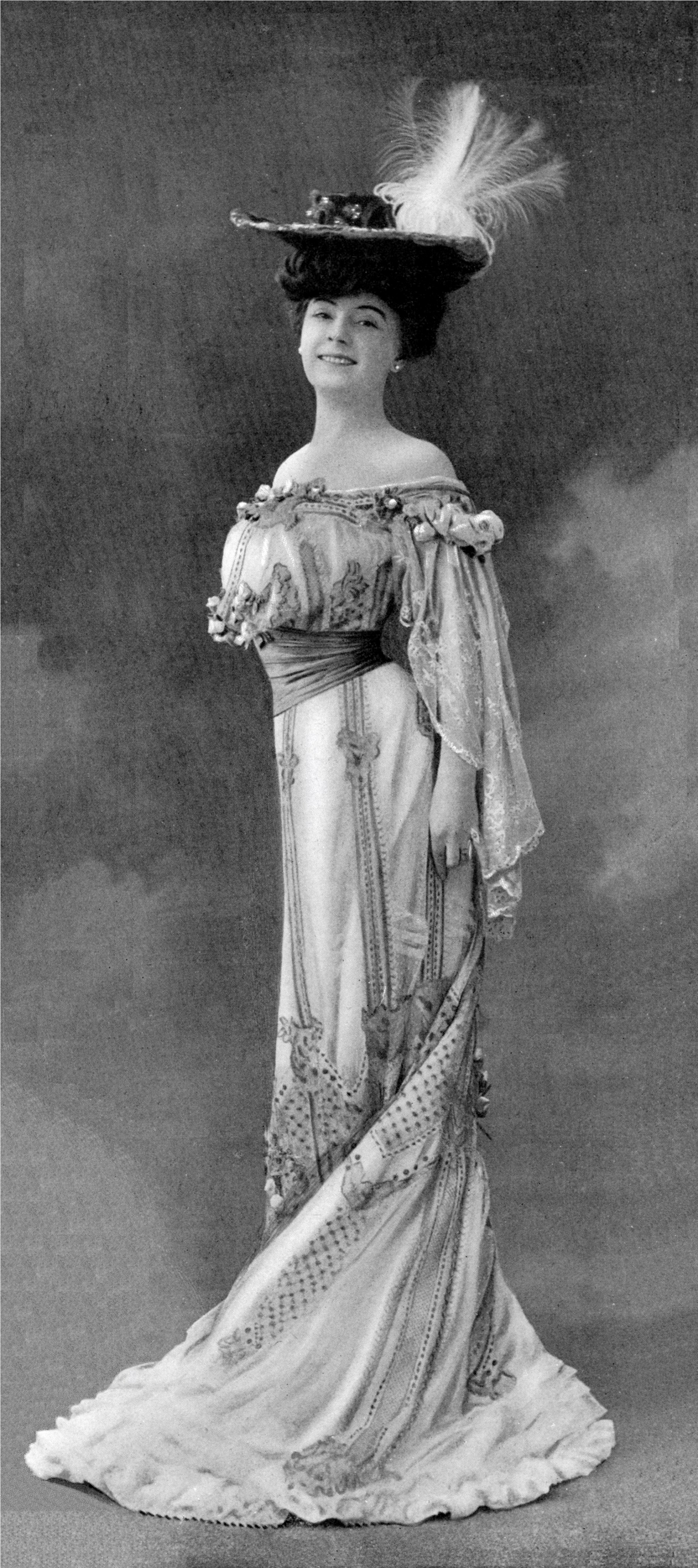
Amélie Diéterle dans une robe de chez Martial et Armand, par R.Moreau en 1904.
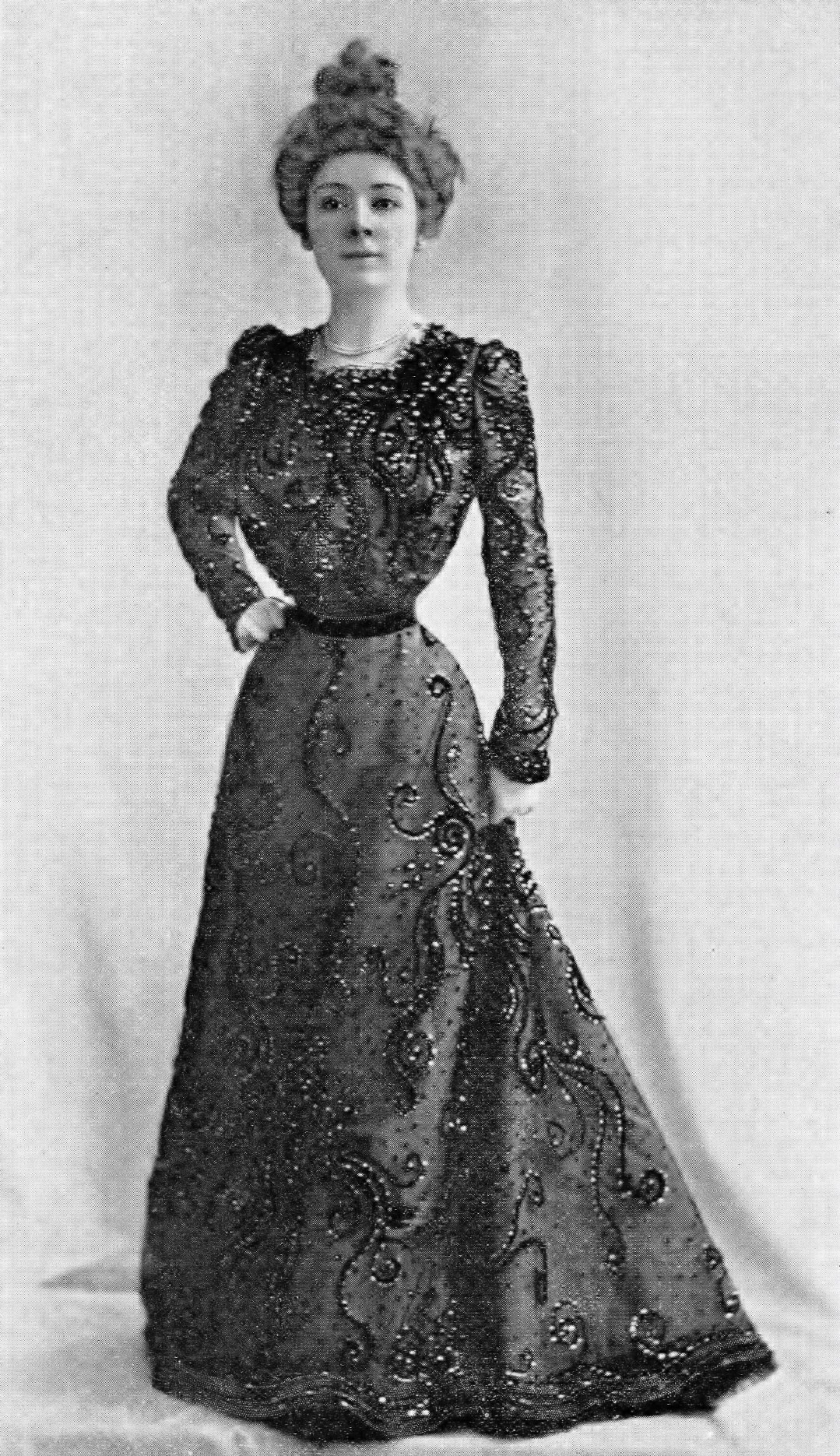
Le créateur des robes de Mlle Diéterle est le couturier Contzen. Photographie de Léopold-Émile Reutlinger en 1898.
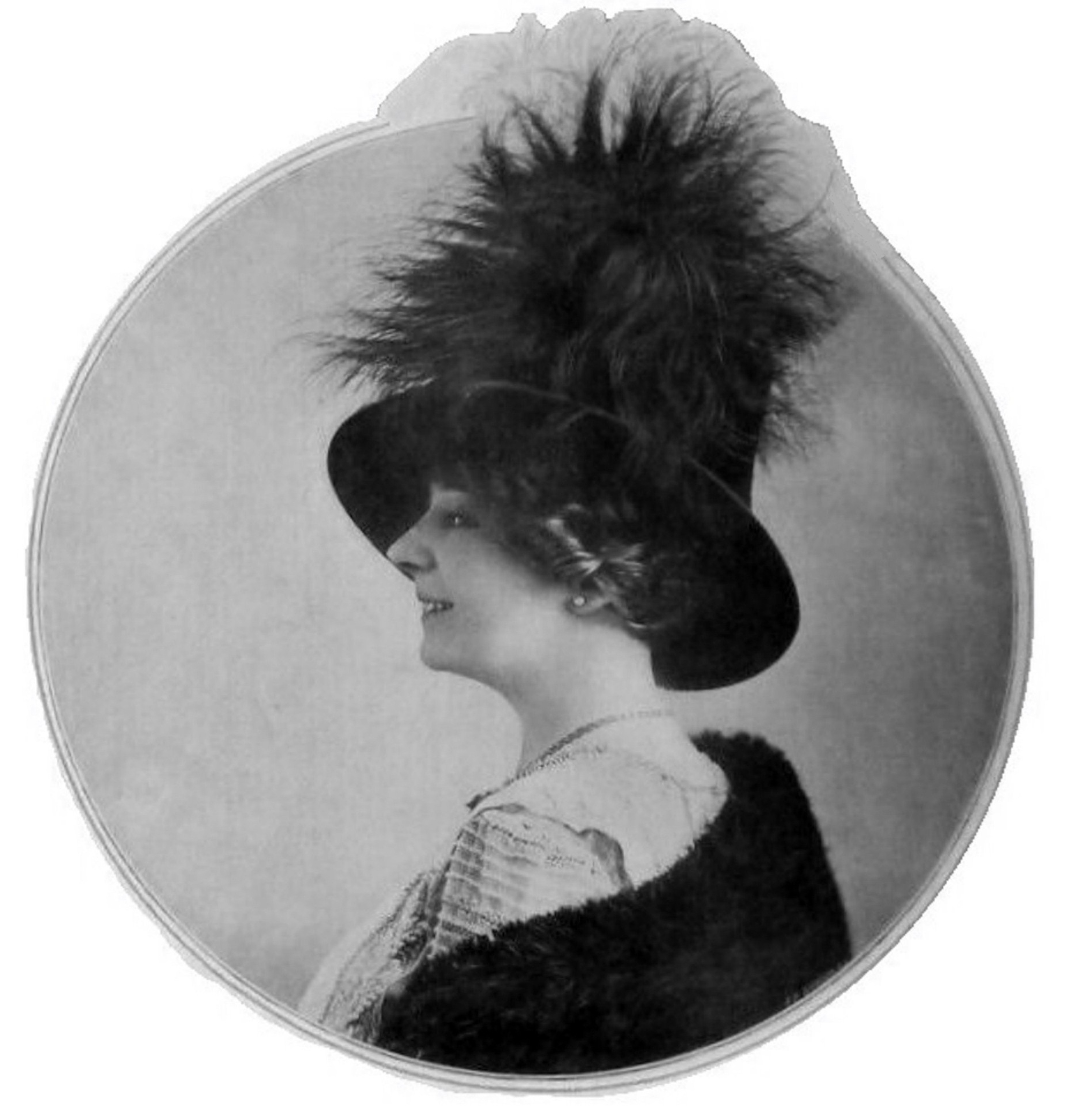
Amélie Diéterle portant un chapeau de la Maison Lewis, par le Studio Félix à Paris en 1909.
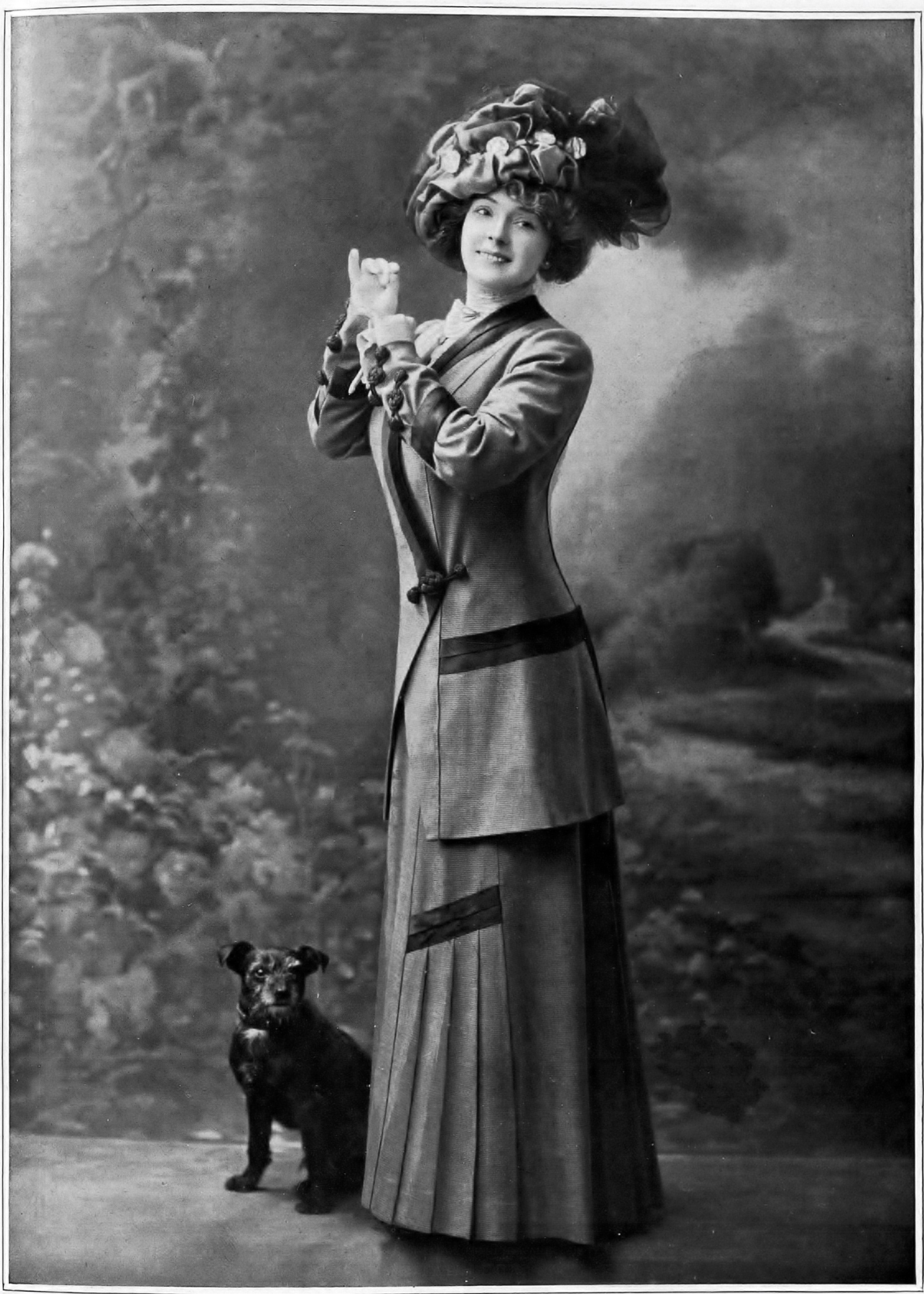
La comédienne en costume tailleur de chez Green & Co. et photographiée par Henri Manuel en 1910.
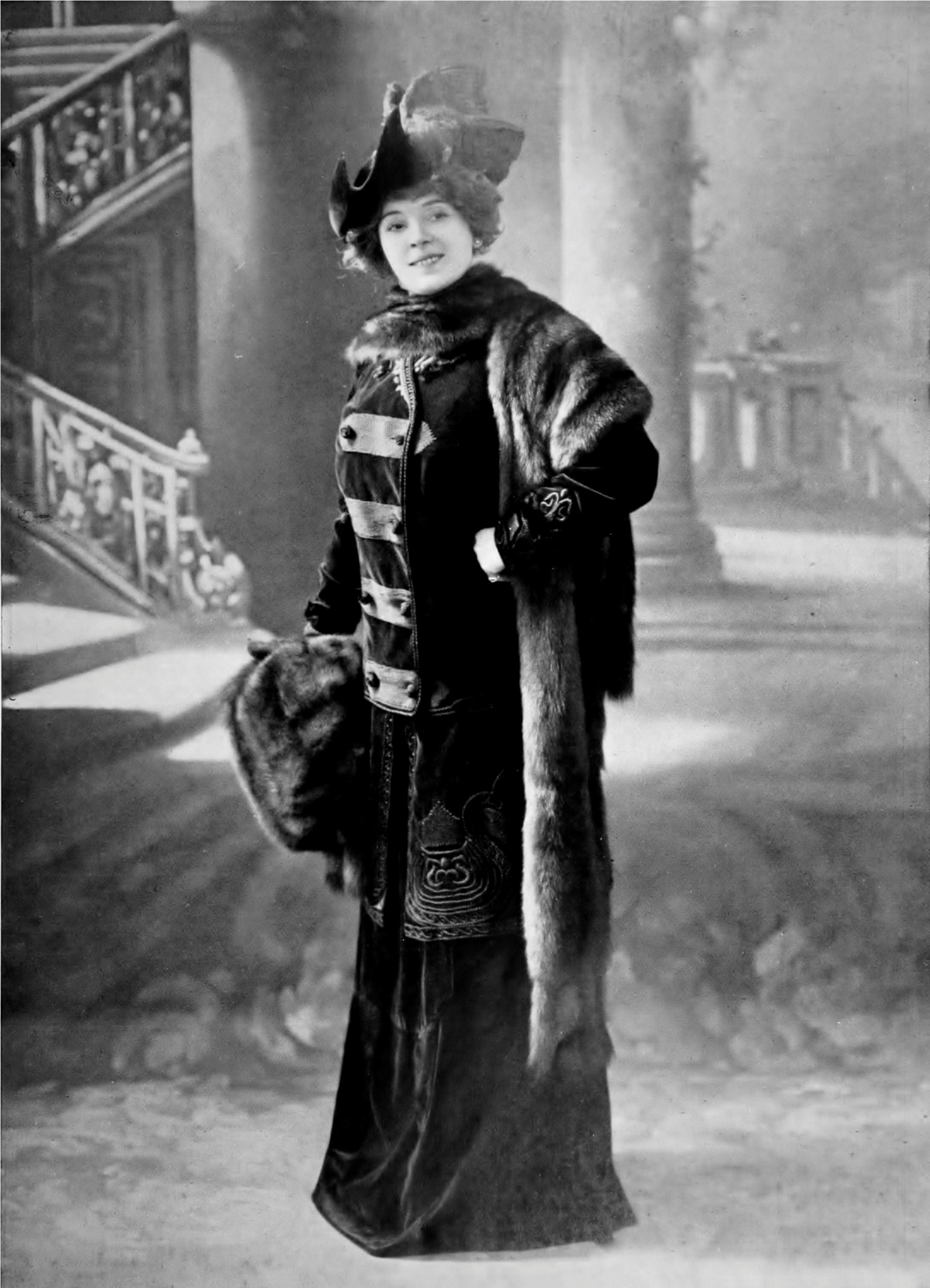
L'actrice toujours habillée chez Green & Co., mais en costume de velours, par Henri Manuel en 1909.
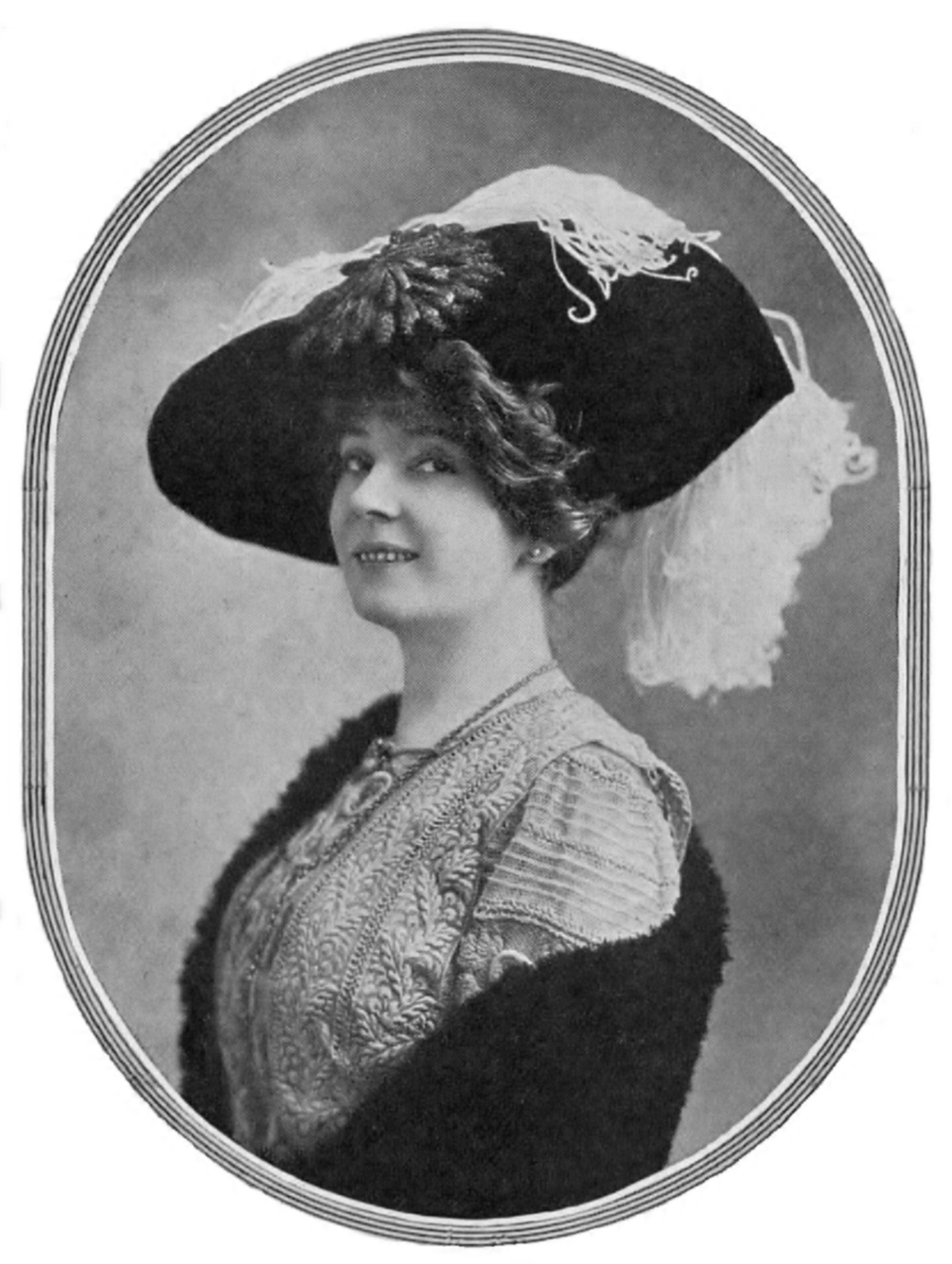
Lewis compose un tricorne avec plume blanche et cocarde pour Amélie Diéterle dans la pièce Le Circuit, de Georges Feydeau et Francis de Croisset en 1909.

## Publicités
L'actrice participe à de nombreuses campagnes publicitaires au cours de sa carrière.

Amélie Diéterle et les publicités.
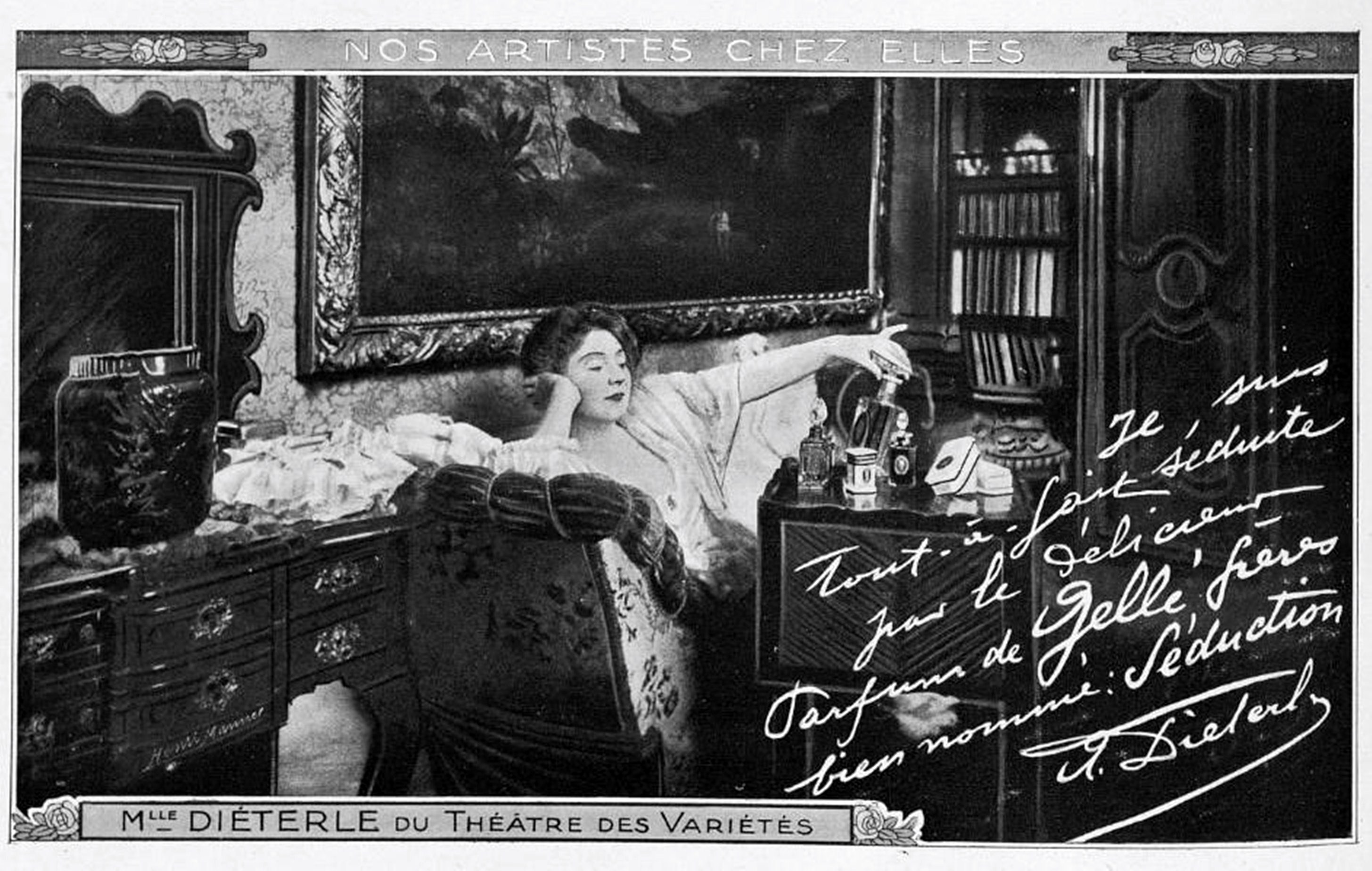
Promotion des parfums de la marque Gellé frères. Photographie d'Henri Manuel vers 1910.
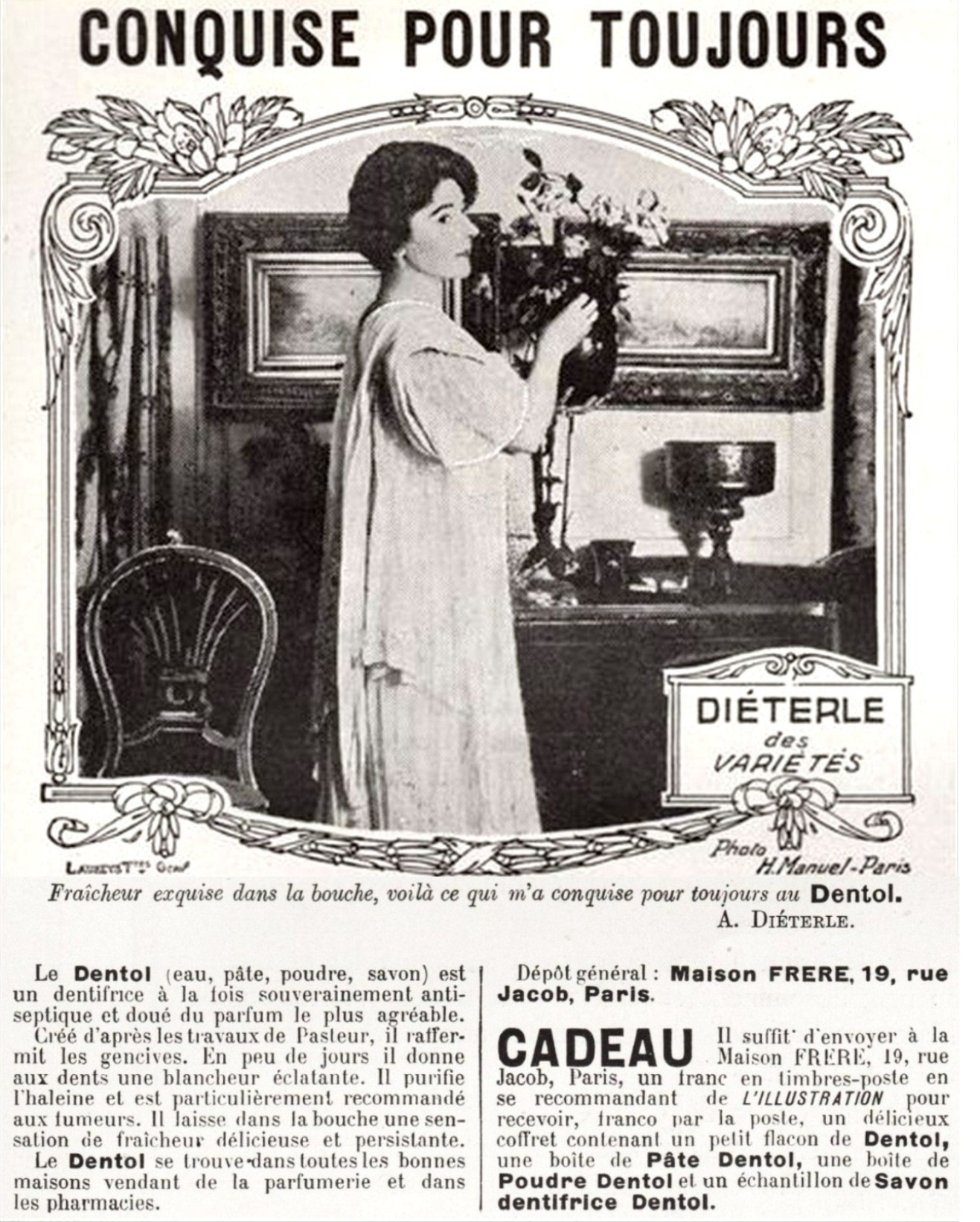
Publicité de presse pour le dentifrice Dentol par Henri Manuel en 1921.
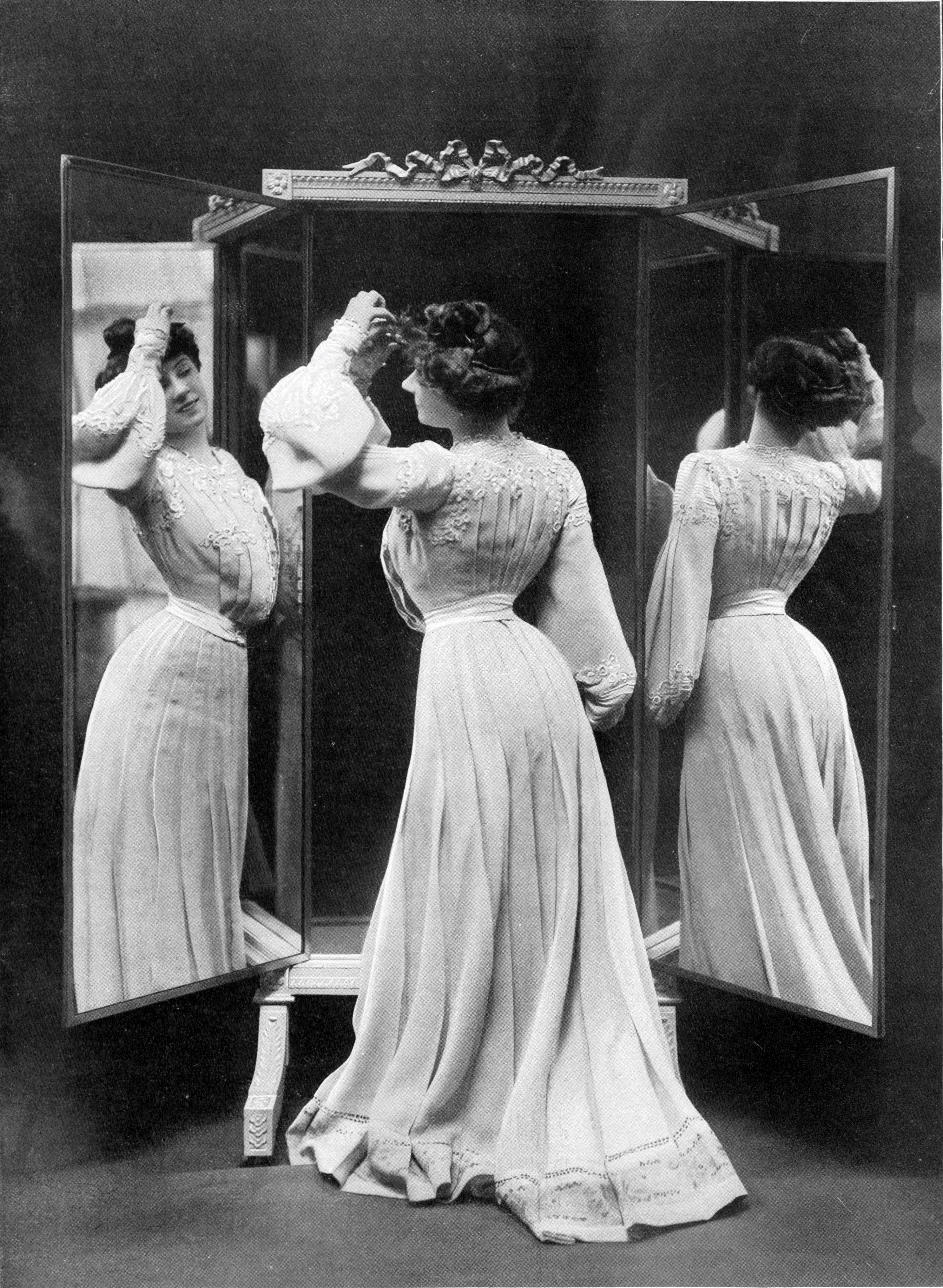
Amélie Diéterle devant une glace à trois faces de la Maison Brot par Jean Louis Albert Mathieu dit Mathieu-Deroche.
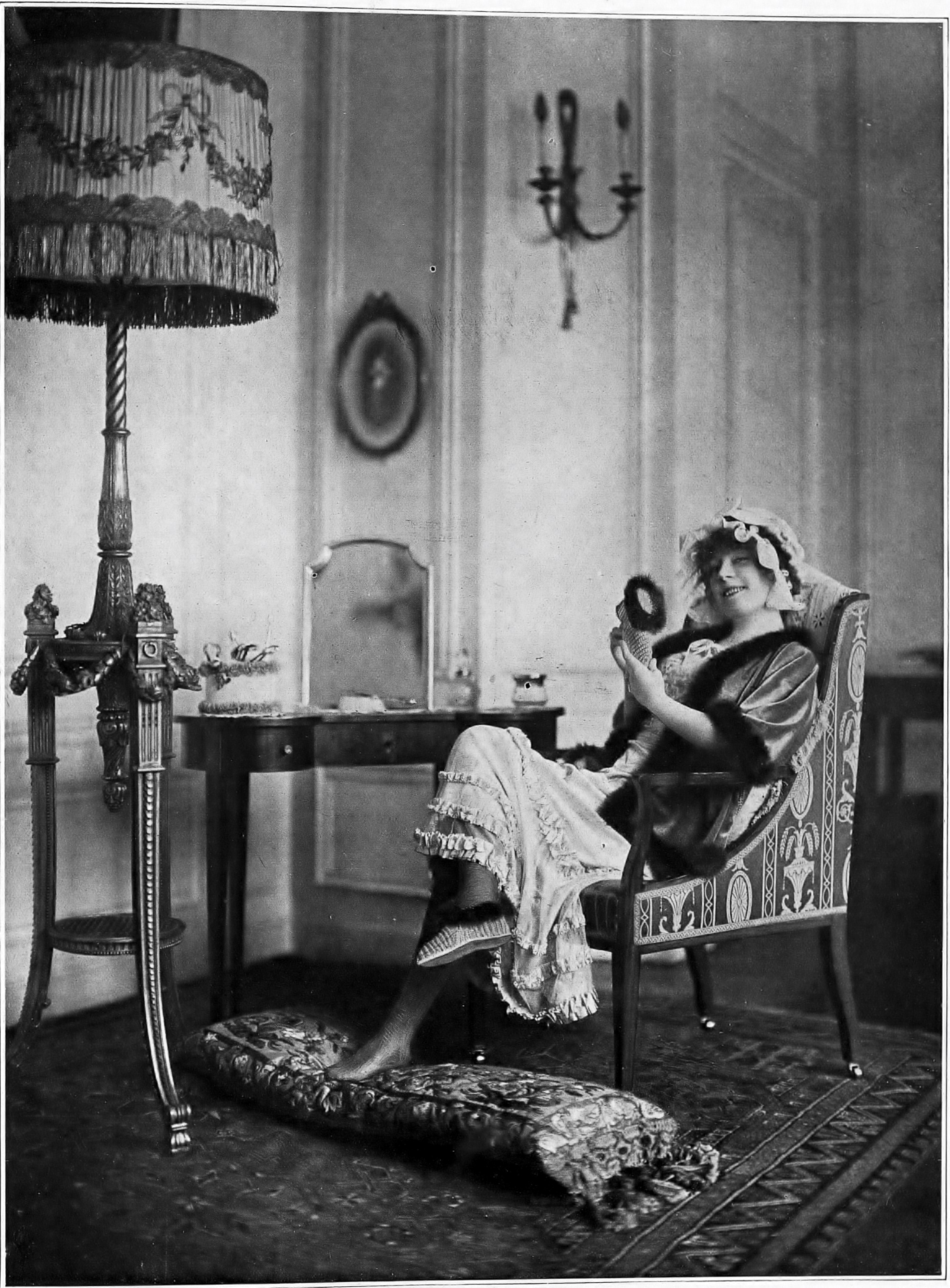
La comédienne en 1915, chez la maison Henry, « À la pensée », au 5 rue du Faubourg-Saint-Honoré à Paris.
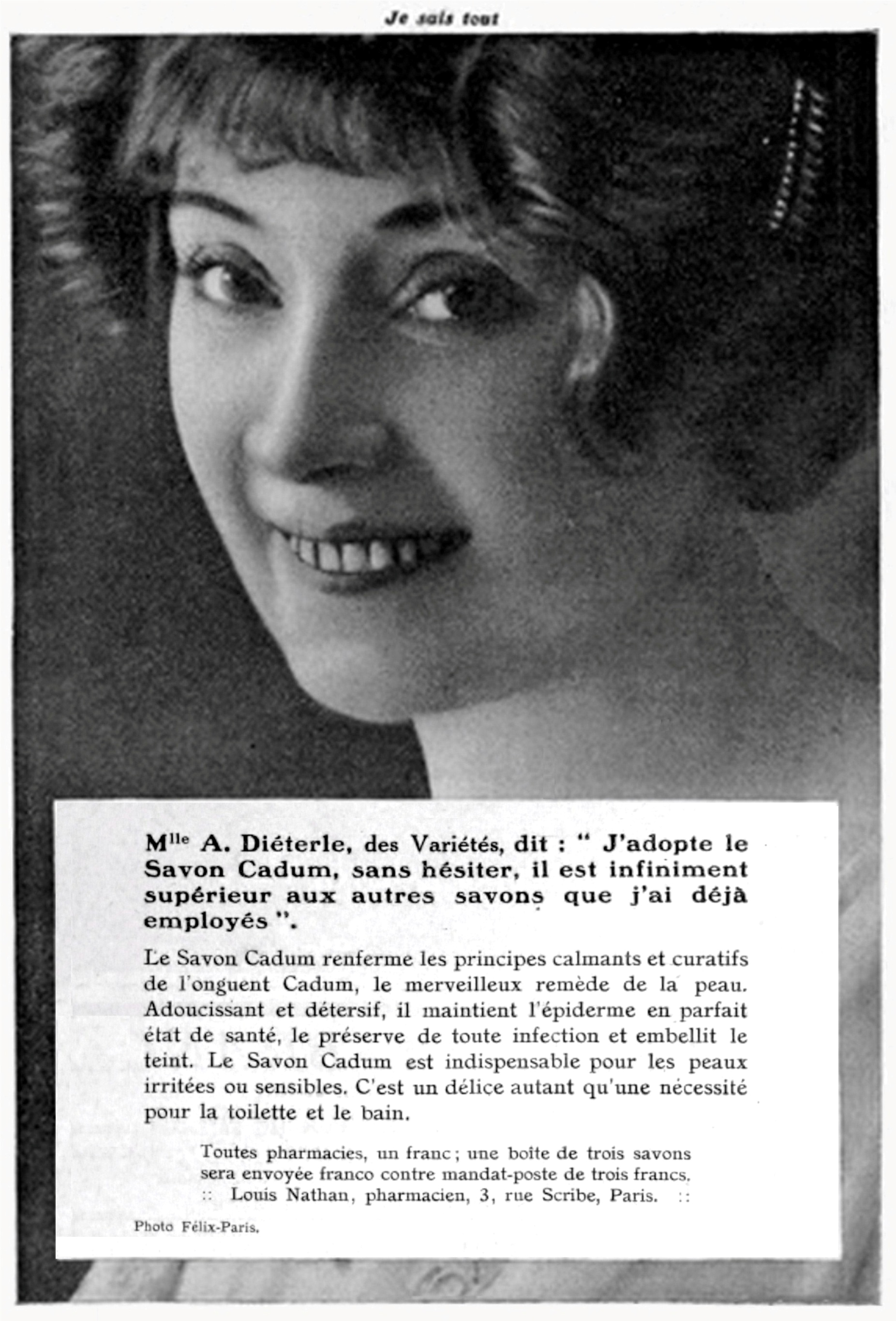
Publicité du savon Cadum par le studio Félix à Paris dans le magazine Je sais tout du 15 janvier 1913.
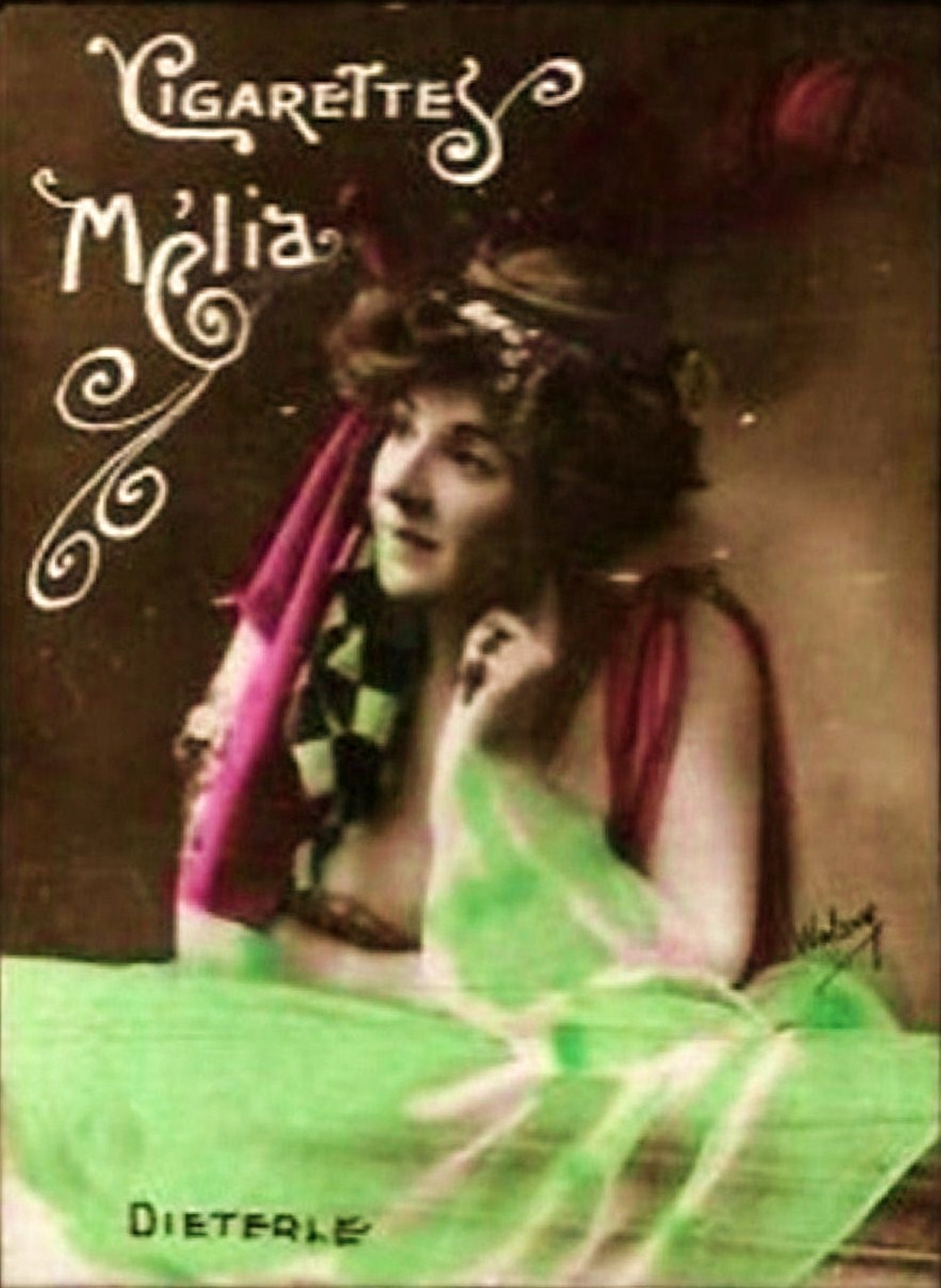
Amélie Diéterle pour la marque de cigarettes Mélia par Stanislas Julien Ignace Ostroróg dit Lucien Walery.
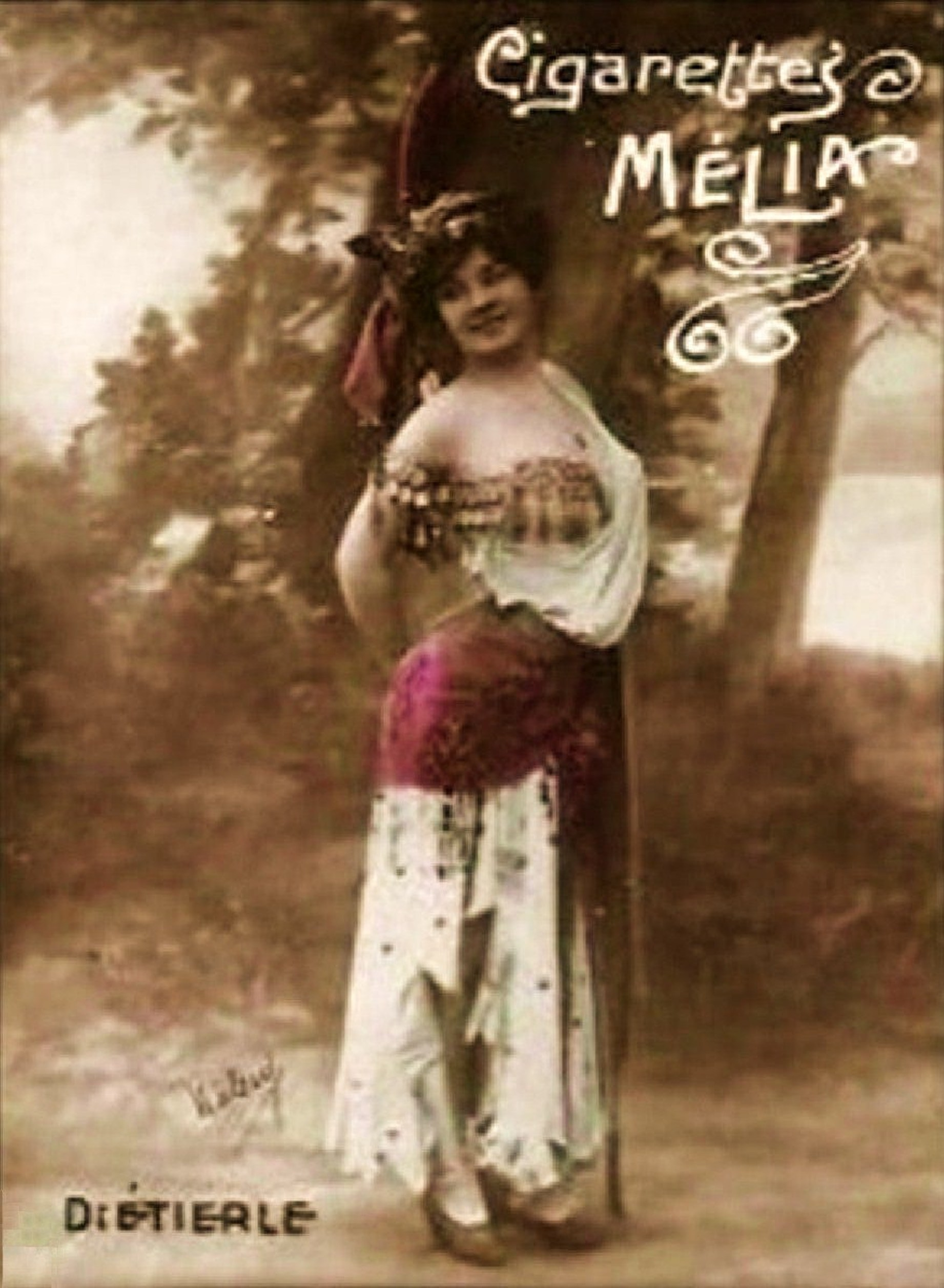
Amélie Diéterle réalise une série de photographies pour cette enseigne de cigarettes.

## Bibliographie

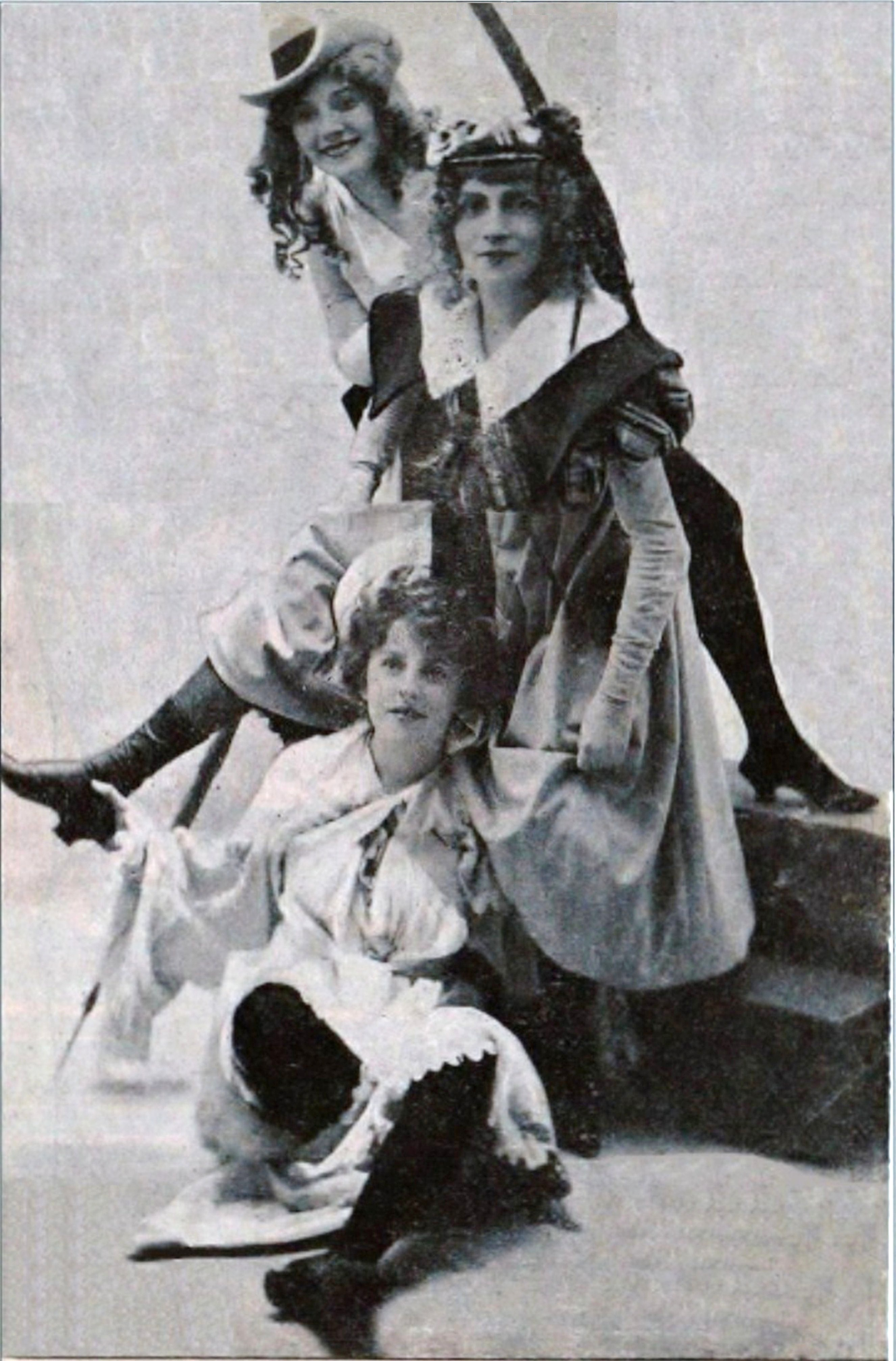
Amélie Diéterle, Ève Lavallière et Émilienne d'Alençon en 1898.

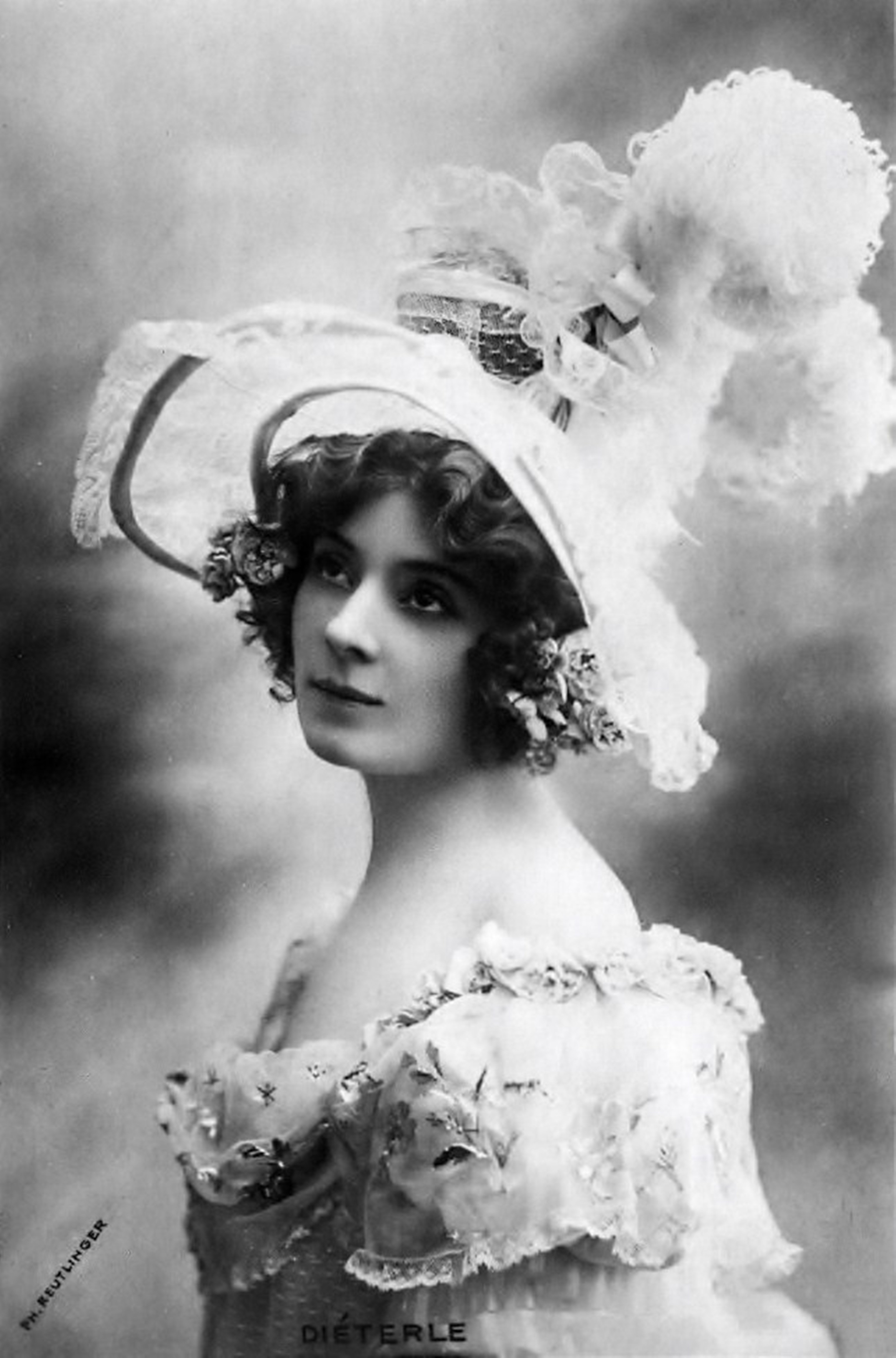
Carte postale de Léopold-Émile Reutlinger vers 1900.

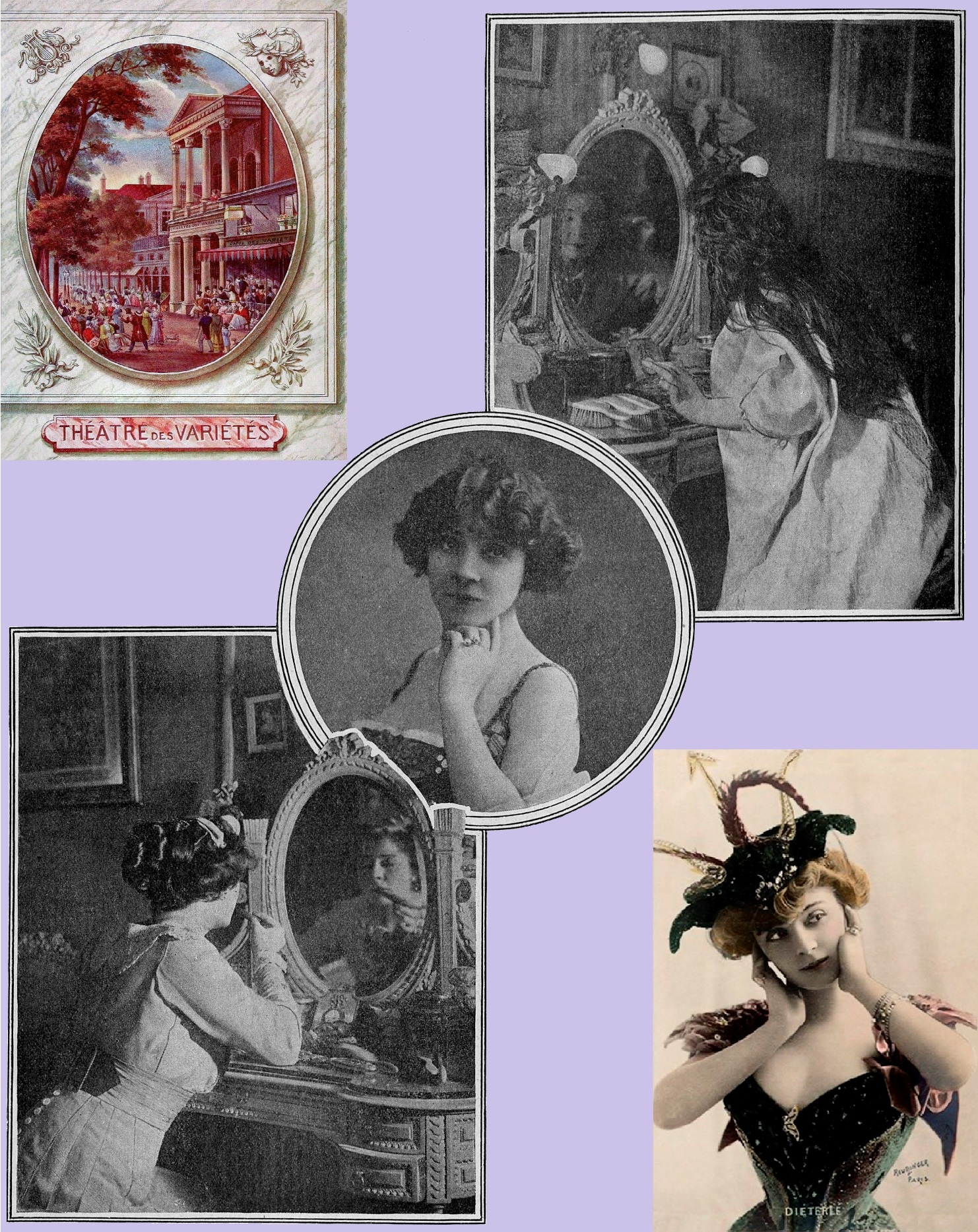
Amélie Diéterle dans sa loge au théâtre des Variétés.

## Distinctions
Mlle Amélie Laurent dite Amélie Diéterle est nommée :
- Officier d'académie, le 3 mars 1902[35].
- Officier de l'Instruction publique, le 20 janvier 1908[40].

### Sources modernes
- Martine Lavaud, « Portrait de Don Juan en dandy photophile : Le roman-photo, le cas des Amours de Don Juan », Muse Medusa, Montréal (Québec), no 2 « Don Juan ou le pouvoir de séduction »,‎ 2014 (ISSN 2369-3045, lire en ligne). Dans l'ouvrage Les Amours de Don Juan d'Edmond Lepelletier et Clément Rochel, cité par Martine Lavaud, la comédienne Amélie Diéterle interprète le rôle de Dona Anna. Voir l'édition originale de 1898 à la fin de la bibliographie.
- Éléonore Sulser, « Paul Gallimard : le génie oublié de la dynastie », Le Temps, Lausanne,‎ 25 juin 2011 (lire en ligne).
- Anne Martin-Fugier (dir.), La vie d'artiste au XIXe siècle, Paris, Éditions Louis Audibert, 15 février 2007 (réimpr. 13 novembre 2012 aux éditions Fayard) (1re éd. 2007), 480 p. (ISBN 978-2-84749-084-8, présentation en ligne), p. 387
- Jacques Richard, Prince Rigadin et son monde, t. 92, Perpignan, Éditions de l'Institut Jean Vigo, coll. « Revue Archives », 1er novembre 2002 (ISBN 978-2-90602-783-1, présentation en ligne)[note 27]
- Sylvie Jouanny (dir.), L'Actrice et ses doubles : figures et représentation de la femme de spectacle à la fin du XIXe siècle, Genève, Éditions Librairie Droz, coll. « Histoire des idées et critique littéraire », 1er janvier 2002, 448 p. (ISBN 978-2-60000-601-9, présentation en ligne).
- Michelle Maurois, Les Cendres brûlantes, Paris, Éditions Flammarion, 14 mai 1986 (réimpr. 1992), 576 p. (ISBN 978-2-08064-888-4, présentation en ligne)
- Florian Bruyas (dir.) (préf. Maurice Lehmann), Histoire de l'opérette en France : 1855-1965, Lyon, Éditions Emmanuel Vitte, 1er janvier 1974, 694 p. (ISBN 978-2-84010-050-8, lire en ligne)[note 28]
- René Coursaget (dir.), Maximilien Gauthier (dir.) et Françoise Holbane (préf. Gérard Bauër), Cent ans de théâtre par la photographie : comédiens et comédiennes d'hier, Paris, Éditions l'Image, Presses de Maître - Imprimeur Aulard, 1947, 141 p.Album photographique et biographique sur les gloires du théâtre de 1850 aux années 1930, à la grande époque de : Rachel Félix, Jean Coquelin, Paul Mounet, Sarah Bernhardt, Réjane, Amélie Diéterle, Julia Bartet, Jeanne Granier, Eleonora Duse, Lucien Guitry, …
- Louis Verneuil, Rideau à neuf heures : souvenirs de théâtre, New York, Éditions de la Maison française, 1944 (réimpr. Éditions des Deux-Rives, Paris, 1945), 460 p.
- Jules Delini (dir.) (préf. Maurice Donnay, photogr. Abel), Nos vedettes : 300 biographies anecdotiques d'artistes dramatiques et lyriques, Paris, Éditions Joë Bridge, 11 juillet 1922, 312 p. (lire en ligne), « Mlle Dieterle (Amélie Laurent, dite) », p. 94.
- Horatio (ill. Maxime Dethomas, photogr. Liard, Mlle Diéterle au Salon d'automne), « La Rampe au Salon d'Automne », La Rampe, Paris, no 20,‎ 5 octobre 1908, p. 10 à 12 (lire en ligne). L'auteur de l'article commet un lapsus à propos du prénom de l'artiste. Il s'agit bien d'Amélie Diéterle, comédienne et pensionnaire du Théâtre des Variétés qui interprète la pièce Le Roi en cette année 1908, et non Alice Diéterle. À cette époque, la seule Alice Diéterle (1881-1951) répertoriée et peu connue, est la fille aînée du peintre Georges Diéterle (1844-1937).
- Édouard Noël (dir.) et Edmond Stoullig (dir.), Les Annales du Théâtre et de la Musique, Paris, Éditions Georges Charpentier, Éditions Berger-Levrault, Éditions Paul Ollendorff - Société d'Éditions littéraires et artistiques, 1892 à 1914 (1re éd. 1875), 550 p. (lire en ligne)
- Émile Risacher (dir.), Annuaire des artistes et de l'enseignement dramatique et musical, Paris, Éditions A. Maréchal, 1903, 1460 p. (lire en ligne), « Mlle Amélie Diéterle, artiste dramatique et lyrique », p. 545 à 546
- Louis-J. Esnault, « Figures d'artistes : Mlle Diéterle », La Revue théâtrale, Paris, no 5,‎ décembre 1902, p. 73 et 74
- Romain Coolus, « Bouffes-Parisiens : Les Travaux d'Hercule », Le Théatre, Paris, Manzi, Joyant, Goupil et Cie, no 56,‎ avril 1901, p. 17 à 24 (lire en ligne)
- Edmond Lepelletier (dir.) et Clément Rochel (dir.), Les amours de Don Juan (roman photo-illustré), Paris, Éditions Karl Nilsson and Per Lamm, coll. « Excelsior », 8 juin 1898, 229 p. (lire en ligne)Préface des auteurs : « Dans ce livre des Amours de Don Juan, nous avons fait appel pour l'illustration photographique, à Mme Lise Fleuron, exquise et charmante artiste dont tout Paris raffole en ce moment, et à Mlle Diéterle, dont la plastique et le talent sont applaudis chaque soir au théâtre des Variétés. Toutes deux ont bien voulu incarner les deux principaux personnages du roman : la première pour Dona Elvire, la seconde pour Dona Anna ».
- Collectif et Léopold-Émile Reutlinger (reproductions photographiques en noir et blanc), La référence des portraits contemporains pour 1897, vol. 1, Paris, Éditions de la Librairie Nilsson, Per Lamm Successeur, coll. « Nilsson », 1er janvier 1897, 174 p., « Collection Nilsson - nouvelle série n° 48 - Diéterle », p. 101 « Série n° 48 »
- Collectif et Léopold-Émile Reutlinger (reproductions photographiques en noir et blanc), La référence des portraits contemporains pour 1898, vol. 2, Paris, Éditions de la Librairie Nilsson, Per Lamm Successeur, coll. « Nilsson », 1er janvier 1898, 204 p., « Collection Nilsson - nouvelle série n° 84, 108, 118 et 140 - Diéterle », p. 11, 59, 79 et 123 « Série n° 84 » « Série n° 108 » « Série n° 118 » « Série n° 140 »
- Collectif et Léopold-Émile Reutlinger (reproductions photographiques en noir et blanc), La référence des portraits contemporains pour 1899, vol. 3, Paris, Éditions de la Librairie Nilsson, Per Lamm Successeur, coll. « Nilsson », 1er janvier 1899, 192 p., « Collection Nilsson - nouvelle série n° 212, 234 et 248 - Diéterle », p. 79, 119 et 145 « Série n° 212 » « Série n° 234 » « Série n° 248 »
- Collectif et Léopold-Émile Reutlinger (reproductions photographiques en noir et blanc), La référence des portraits contemporains pour 1900, vol. 4, Paris, Éditions de la Librairie Nilsson, Per Lamm Successeur, coll. « Nilsson », 1er janvier 1900, 204 p., « Collection Nilsson - nouvelle série n° 318 et 332 - Diéterle », p. 95 et 123 « Série n° 318 » « Série n° 332 »

### Sources anciennes
- « Amélie Diéterle (1871-1941) », sur Bibliothèque nationale de France
- « Amélie Diéterle (1871-1941) », sur Gallica
- « Amélie Diéterle dans la revue Le Théatre de Michel Manzi », sur Bibliothèque du musée national de Cracovie
- « La revue Le Théatre de Michel Manzi, Joyant, Goupil et Cie », sur Bibliothèque du musée national de Cracovie
  - Années 1899 à 1909 : cent-dix numéros.
- « La revue Le Théatre de Michel Manzi, Joyant, Goupil et Cie », sur Bibliothèque nationale de France
  - Année 1912 : douze numéros.
- « Amélie Diéterle sur le Portail des bibliothèques municipales spécialisées », sur Bibliothèques spécialisées de Paris
- « Theatrical Cabinet Photographs of Women. Harvard Theatre Collection, Houghton Library, Harvard University », sur Harvard Library Hollis

#### Notices et ressources
- Ressources relatives à l'audiovisuel :   - Ciné-Ressources
  - IMDb
- Ressource relative au spectacle :   - Les Archives du spectacle
- Notices d'autorité :   - VIAF
  - ISNI
  - BnF (données)
  - GND